# ميتسوبيشي ميراج
ميتسوبيشي ميراج (بالإنجليزية: Mitsubishi Mirage) ، هي سيارة ثانوية أنتجها شركة ميتسوبيشي موتورز، بدأت عام 1978 وتوقفت عام 2003م، وفي عام 2012م استئنفت إنتاج ميراج.
ميتسوبيشي ميراج هي مجموعة من السيارات التي أنتجتها الشركة اليابانية المصنعة ميتسوبيشي من 1978 إلى 2003 ومرة أخرى منذ عام 2012. تم تصنيف طرازات هاتشباك التي تم إنتاجها بين عامي 1978 و2003 على أنها سيارات صغيرة الحجم، في حين تم تسويق طرازات السيدان والعربة بشكل بارز على أنها ميتسوبيشي لانسر، كانت العروض المدمجة. استكملت سيارة الرفع التي تم تقديمها في عام 1988 سيارة السيدان باعتبارها عرضاً مضغوطاً إضافياً، وتم تركيب سيارة الكوبيه عام 1991 مع نطاق الضغط الثانوي. طراز ميراج الحالي عبارة عن سيارة هاتشباك وسيدان صغيرة الحجم ويحل محل ميتسوبيشي كولت الذي تم بيعه بين عامي 2002 و2012.

## تاريخ الاسم
تمتلك ميراج تاريخاً تسويقياً معقداً، مع اصطلاح تسمية متنوع ومعقد كثيراً يختلف اختلافاً كبيراً اعتماداً على السوق. استخدمت ميتسوبيشي اسم ميراج لجميع الأجيال الخمسة في اليابان، مع جميع العلامات باستثناء السلسلة الأولى في الولايات المتحدة. ومع ذلك، غالباً ما تستخدم الأسواق الأخرى اسم ميتسوبيشي كولت وتم بيع متغيرات السيدان من ميراج على نطاق واسع باسم ميتسوبيشي لانسر - بما في ذلك في اليابان حيث تم بيع الاثنين إلى جانب بعضهما البعض. في اليابان، تم بيع ميراج في سلسلة بيع بالتجزئة محددة تسمى كار بلازا.
في الولايات المتحدة وكندا، تم بيع الأجيال الأربعة الأولى من خلال مشروع مع كرايسلر مثل دودج كولت وبلايموث وكولت المماثل. في وقت لاحق، جلب المشروع طرازات إيغل فيستا وسوميت التي تم بيعها جنباً إلى جنب مع ما سبق ذكره. بشكل محير، عرضت كرايسلر أيضاً سيارة دودج لانسر غير ذات صلة في مراحل مختلفة بين الخمسينيات والثمانينيات. ومع ذلك، عندما سيطرت شركة دايملر كرايسلر لفترة وجيزة على ميتسوبيشي من خلال تحالف دايملر كرايسلر-ميتسوبيشي من عام 2000 حتى عام 2004، تم التنازل عن ترخيص اسم «لانسر» لشركة ميتسوبيشي لاستخدامها في أمريكا الشمالية. وهكذا، بعد الجيل الخامس والأخير من طراز ميراج، اعتمدت النماذج البديلة في أمريكا الشمالية الاسم الجديد.
قدمت ميتسوبيشي بدائل للسلسلة الخامسة من ميراج، بدءاً من عام 2000 بجيل جديد من لانسر - أكبر الآن، بعد أن انتقلت إلى الفئة المدمجة. ثم في عام 2002، أصبحت سيارة هاتشباك ذات الخمسة أبواب صغيرة الحجم والتي تحمل شارة كولت متاحة عالمياً. بحلول عام 2003، تم التخلص التدريجي من طراز ميراج ومشتقاته تماماً من الإنتاج الياباني السائد. لاستبدال كولت في عام 2002 في عام 2012، قررت ميتسوبيشي إحياء اسم ميراج دولياً لطراز جديد من الجيل السادس.
مع تزايد شعبية سيارات الدفع الرباعي صغيرة الحجم صغيرة الحجم في اليابان، تم استخدام لوحة ميراج على طراز السوق المحلي فقط المسمى ميراج دينغو، منذ عام 1999. تم تحديث دينغو في عام 2001 وتم إلغاؤه في عام 2003. ومع ذلك، باعت نيوزيلندا طرازاً مختلفاً تماماً ميراج من عام 2002 - سيارة ميتسوبيشي سبيس ستار التي تم تصنيعها هولندياً والتي تحمل علامة ميراج سبيس ستار. لم تكن هذه السيارة تحظى بشعبية كبيرة وتم إيقافها في عام 2003.

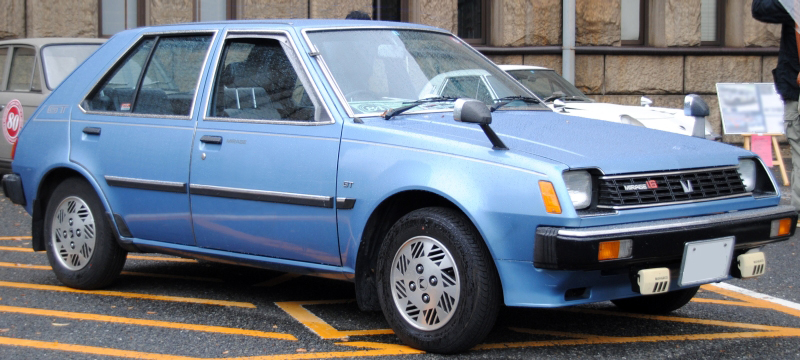

| الجيل الاول                              | الجيل الاول |
| ---------------------------------------- | --- |
| ميتسوبيشي ميراج 1600GT 5 أبواب (اليابان) | |
| ملخص                                     | |
| أيضا يسمى                                | - ميتسوبيشي كولت - ميتسوبيشي لانسر (سيدان) - ميتسوبيشي تشامب - ميتسوبيشي لانسر فيوري (سيدان) - ميتسوبيشي ماغنوم (بلجيكا) - ميتسوبيشي بريسيس (بورتوريكو) - بليموث تشامب - بليموث كولت - كولت 1200/1400 (المملكة المتحدة) |
| إنتاج                                    | مارس 1978 - أكتوبر 1983 (اليابان)1982-1989 (أستراليا) |
| المجسم                                   | اليابان: أوكازاكي(مصنع ناغويا )أستراليا: كلوفلي باركنيوزلندا: توود بارك |
| الجسم والشاسيه                           | |
| نمط الجسم                                | 3/5 أبواب هاتشباك4 أبواب سيدان |
| تخطيط                                    | محرك أمامي، دفع أمامي |
| متعلق ب                                  | دودج / بليموث كولت بليموث تشامب |
| مجموعة نقل الحركة                        | |
| محرك                                     | - 1.2 لتر 4G11 I4 (A151 / 155) - 1.4 لتر 4G12 I4 (A152 / 156) - 1.4 لتر 4G12T توربو I4 (A152 / 156) - 1.6 لتر 4G32 I4 (A153 / 157)                                                                                      |
| توصيل                                    | 4 سرعات يدوي (سوبر شيفت )5 سرعات يدوي3 سرعات أوتوماتيكي |
| أبعاد                                    | |
| قاعدة العجلات                            | 2300 مم (90.6 بوصة) (3 أبواب)2380 مم (93.7 بوصة) (4/5 أبواب) |
| طول                                      | - 3790-3805 ملم (149.2–149.8 بوصة) (3 أبواب) - 3895-3930 ملم (153.3-154.7 بوصة) (5 أبواب) - 4105-4135 ملم (161.6-162.8 بوصة) (4 أبواب)                                                                                  |
| عرض                                      | 1,585 مم (62.4 بوصة) (3/5 أبواب) 1,590 مم (62.6 بوصة) (4 أبواب) |
| ارتفاع                                   | 1,345-1,350 ملم (53.0-53.1 بوصة) |
| كبح الوزن                                | 760-900 كجم (1676-1984 رطلاً) |

## الجيل الأول (1978)
أطلقت ميتسوبيشي ميراج كسيارة هاتشباك ثلاثية الأبواب ذات الدفع الأمامي في مارس 1978، كرد فعل على أزمة النفط عام 1973. وصلت سيارة هاتشباك بخمسة أبواب على قاعدة عجلات أطول في سبتمبر. نظراً لأن معظم الأسواق الخارجية لم يكن لديها سيارة مينيكا كي، فقد تم بيع ميراج عادةً كنموذج للمبتدئين من ميتسوبيشي.  
كانت رموز الهيكل من A151 إلى 153 للأبواب الثلاثة، مع استخدام A155 وما فوق للنسخة ذات الخمسة أبواب الأطول.
تتميز ميراج بنظام تعليق مستقل رباعي العجلات، وتوجيه رف وترس، بالإضافة إلى فرامل قرصية أمامية. جاءت الطاقة في البداية من 1.244 و1410 سم مكعب من التكرارات المألوفة لمحرك أوريون، حيث تم إنتاج 72 و82 حصاناً (53 و60 كيلو واط) على التوالي.[بحاجة لمصدر] وتجدر الإشارة بشكل خاص إلى أن متغير 1410 سم مكعب يتميز بـ «الإزاحة المعدلة» - وهو نظام يمكن أن يغلق الأسطوانات في ظروف الانطلاق أو الخمول لتقليل استهلاك الوقود.[بحاجة لمصدر] أضافت ميتسوبيشي محرك ساتورن 1.6 لتر ذو القوة المعتدلة إلى النطاق في مارس 1979، لطراز 1600 جي تي بقوة 88 حصان (65 كيلو واط).
كما ظهرت الميراج لأول مرة في ناقل الحركة سوبر شفت من ميتسوبيشي، وهو ناقل حركة يدوي رباعي السرعات مع رافعة ثانية للمدى «المنخفض» و«العالي». جعل ناقل الحركة فعالاً من ثماني سرعات. لم يكن مخطط التحول الفائق في الأصل. ومع ذلك، كان على مهندسي ميتسوبيشي الاستفادة من محرك أوريون الحالي المصمم لتطبيقات الدفع الخلفي بالاستفادة من توجيه المحرك الطولي. في ميراج، تتطلب قيود الحجم نتيجة تخطيط الدفع بالعجلات الأمامية أن يتم تركيب المحرك بشكل عرضي، مما يتسبب في مواجهة المكربن للأمام ومواجهة مشكلات الجليد. ومع ذلك، فإن الأثر الأساسي لتوجيه مجموعة نقل الحركة في ميراج - والقضية التي تطلبت ناقل الحركة غير التقليدي - كانت تركيب ناقل الحركة أسفل المحرك. هذا يتطلب من علبة التروس أن تخفض الطاقة من القابض، وهو إجراء غير ممكن بشكل مباشر لأن هذا كان من شأنه أن يملي أن صندوق التروس يدور في الاتجاه المعاكس لذلك المطلوب. للتغلب على هذا، كان من الضروري استخدام عمود نقل إضافي «خامل». تم إدراك لاحقاً أنه مقابل تكلفة لا تزيد عن تطوير ناقل حركة بخمس سرعات جديد، يمكن تعديل هذا العمود كعلبة تروس منفصلة ثنائية السرعات يتم التحكم فيها بواسطة ذراع نقل ثانوي مركب بجانب الرافعة الرئيسية داخل المقصورة. كانت النسب في ناقل الحركة هذا، في الواقع «أندردرايفيرز» - وبالتالي تم تمييزها على ذراع النقل الثاني على أنها وضع «بوَّر» بسبب زيادة الأداء الممنوح بواسطة التروس الأقل. في المقابل، تمت الإشارة إلى إعداد زيادة السرعة الأعلى باسم «الاقتصاد». وصفت ميتسوبيشي هذا عرض بيع فريد.

### شد الواجهة
في فبراير 1982، قامت ميتسوبيشي بتحسين مجموعة ميراج. تميّز المصممون بتركيب المصابيح الأمامية الملائمة التي تمتد إلى ألواح الرفارف، كما قاموا بتصميم ملحق شبكي جديد. كانت المصابيح الخلفية أكبر حجماً، وتم تركيب محرك جديد وناقل الحركة أكثر ثباتاً، كما تم تطوير علبة نقل حركة جديدة وأخف وزناً وأكثر صلابة. تم تحديث لوحة العدادات أيضاً، مع أزرار «قمر صناعي» دوارة مثبتة في متناول يد الأصابع لوظائف الضوء والمساحات. إصدار جديد آخر للسوق اليابانية كان 1600SX، وهو أوتوماتيكي بخمسة أبواب مجهز جيداً ومزود بمحرك 1600GT's- حصان88 حصان.
في نفس الوقت الذي تم فيه شد الواجهة، قدمت ميتسوبيشي نوعاً مختلفاً من سيارات السيدان بأربعة أبواب لليابان تحت اسمي ميراج صالون ولانسر فيوري، والتي لا ينبغي الخلط بينها وبين لانسر العادية غير ذات الصلة. غالباً ما كان يتم اختصار فيور إلى لانسر أو لانسر إف في الأسواق الدولية، متجنباً لاحقة «فيور». تم طي المقعد الخلفي لسيارة السيدان في انقسام 60/40، تماماً مثل هاتشباك. مع اقتصار مبيعات ميراج هاتشباك وسيدان في اليابان على وكلاء كار بلازا، كان الهدف من فيور تكرار نجاح ميراج في متجر جالانت - قناة مبيعات التجزئة الثانية لشركة ميتسوبيشي.
تلقت لانسر فيور نفس المحركات 1.2 و1.4 لتر، وكخط طراز مشتق من ميراج، كانت أصغر بكثير من لانسر الصارمة. بصرف النظر عن مسار المحور الأوسع الذي يمليه التبديل إلى الدفع بالعجلات الأمامية، قدمت لانسر الأصلية التي تعود إلى حقبة لانسر 1973 أثراً مشابهاً للأبعاد. تميزت سيارات الصالون ذات الأبواب الأربعة بمحرك ميتسوبيشي «الإزاحة المعدلة» الجديد، وهو تقنية قصيرة العمر تسمح للمحرك بالعمل على أسطوانتين فقط أثناء وجود أحمال خفيفة وذلك لتوفير البنزين.
تم توفير نسخة 105 حصان (77 كيلوواط) ذات الشاحن التوربيني الرياضي أكثر من المحرك سعة 1.4 لتر في اليابان منذ وقت شد الواجهة مثل 1400 جي تي تيربو، في الأصل فقط في هاتشباك بثلاثة أبواب. للتعامل مع القوة الإضافية، تم جعل التعليق أكثر ثباتاً، وتمت ترقية مكابح الفرامل، وتم تغيير عمود الدفع إلى تصميم متساوي الطول يتميز بمحمل مركزي. الشاحن التوربيني الصغير، من صنع شركة ميتسوبيشي، جلس بشكل غير عادي بين المدخول والمكربن ثنائي الأسطوانات. تم تجهيز المحرك بجهاز استشعار للقرص، مما يتيح له العمل على البنزين بمعدلات أوكتان مختلفة. كانت نسبة الضغط غير عادية أيضاً، حيث كانت مرتفعة نسبياً في وقتها عند 8.7 إلى 1.[بحاجة لمصدر] استخدم تيربو أيضاً ناقل الحركة سوبر شفت مزدوج النطاق.

### اليابان
في اليابان، كان تيربو متاحاً أيضاً بهيكل هاتشباك بخمسة أبواب، وهو إصدار نادراً ما يتم تصديره (إن وجد). يمكن للمشترين اليابانيين أيضاً اختيار سيارة لانسر فيوري / ميراج صالون 1400 جي تي الجديدة ذات الشاحن التوربيني؛ وصلت جميع إصدارات تيربو الثلاثة في أغسطس 1982. ميزت ميتسوبيشي طراز 1400 جي تي مع مدخل هواء مثبت على غطاء المحرك، وتصميم داخلي فريد، وتعليق ومكابح متطورة، ومعادلة أطوال عمود الإدارة لتقليل توجيه عزم الدوران.
في أكتوبر 1982 تم إطلاق سبيشال 1200EX (هاتشباك) وسبيشال 1200EL (الصالونات) في اليابان؛ كانت هذه نسخاً منخفضة التكلفة ومجهزة جيداً بزجاج خلفي مدفأ وإضافات أخرى.
كما تم إطلاق إصدارات 1400MD سوبر وماري المحدودة في ديسمبر 1982. انتهى التصنيع الياباني لجميع أنواع الجسم في أكتوبر 1983.

### أمريكا الشمالية
استوردت كرايسلر هذا الجيل من ميراج إلى أمريكا الشمالية باسم دودج كولت وبليموث تشامب من أواخر عام 1978 لطراز عام 1979، في شكل ثلاثة أبواب فقط حتى عام 1982 عندما تمت إضافة الأبواب الخمسة. ثم من عام 1983، تقاعد بليموث من البطل واعتمدت اسم كولت أيضاً. كان الوقت من 0 إلى 60 أكثر من 12 ثانية، وكانت السرعة القصوى 90 ميلاً في الساعة.[بحاجة لمصدر]

### أستراليا ونيوزيلندا
تم تصنيع النموذج المحسن أيضاً باسم كولت بواسطة شركة ميتسوبيشي موتورز أستراليا في كلوفيلي بارك، مصنع جنوب أستراليا من عام 1982 إلى أواخر عام 1989، مع مخزون كافٍ لم يستنفد حتى عام 1990. تم تقديم السيارة في البداية بمحركات 1.4 و1.6 لتر في شكل هاتشباك بخمسة أبواب، وقد تم إنتاجها من عام 1984.
أعطيت المهور الأسترالية رموز نموذجية RA (من نوفمبر 1980) RB (أكتوبر 1982) RC (أبريل 1984) RD (أكتوبر 1986)[24] RE (سبتمبر 1988). تميز تحديث RE بأغطية العجلات المنقحة، وقوالب الإسقاط الجانبي للجسم، والشبكة، بالإضافة إلى إضافة مصدات بلون الهيكل. [25]  تم إسقاط طراز SE، مع فتح النطاق مع هاتشباك XL الذي يركز على الأسطول مع محرك سعة 1.4 لتر وعلبة تروس يدوية بأربع سرعات، متقدماً إلى 1.6 لتر، GLX هاتشباك وسيدان مع ناقل حركة يدوي بخمس سرعات أو ثلاث سرعات اختياري أوتوماتيكي.
تم تصدير هذا النموذج أيضاً لفترة وجيزة إلى نيوزيلندا في أواخر الثمانينيات، حيث شارك مساحة صالة العرض مع نماذج الجيل الثالث المجمعة محلياً. في السابق، تم التجميع المحلي الكامل (CKD) لكولت في بيتون، ويلينجتون بموجب عقد من خلال شركة تود موتور (أصحاب امتياز تجميع NZ ميتسوبيشي) بما في ذلك البديل المسمى ميراج بانثر.
تم بيع نسخة الصالون ذات الأبواب الأربعة (المعروفة في مكان آخر باسم لانسر فيور) باسم «ميراج جنيف» في نيوزيلندا.

### أوروبا
حصلت العديد من أسواق التصدير، مثل أوروبا وأستراليا، على ميراج تحت اسم كولت. في المملكة المتحدة، حيث كان كولت هو العلامة التجارية نفسها، كان يطلق عليه كولت 1200 وكولت 1400، بعد إزاحة المحرك. في معظم أنحاء أوروبا، تم بيعها باسم ميتسوبيشي كولت. وصلت لانسر فيور (تسمى أحياناً لانسر إف) في أوائل عام 1983، وهو أيضاً وقت ظهور عملية شد الواجهة في أوروبا. عادةً ما تحتوي موديلات السوق الأوروبية على محرك 1200 أو 1400، مع 55 أو 70 حصاناً (40 أو 51 كيلو واط).

تم الوصول إلى الحد الأقصى من الطاقة عند 5000 بدلاً من 5500 دورة في الدقيقة لنماذج السوق اليابانية، وتم تزويدها بكاميرات ألطف نوعاً ما لتوصيل طاقة أقل. تلقت بعض الأسواق الأوروبية أيضاً طراز تيربو 105 حصان (77 كيلوواط)، والذي وصل في أواخر عام 1982. بعد إدخال الجيل الثاني من ميراج كولت، ظل الطراز الأصلي متاحاً في بلجيكا (على الأقل) باسم «ميتسوبيشي ماغنوم»، عرضت فقط بثلاثة أبواب مع أصغر محرك ومعدات مكشوفة.

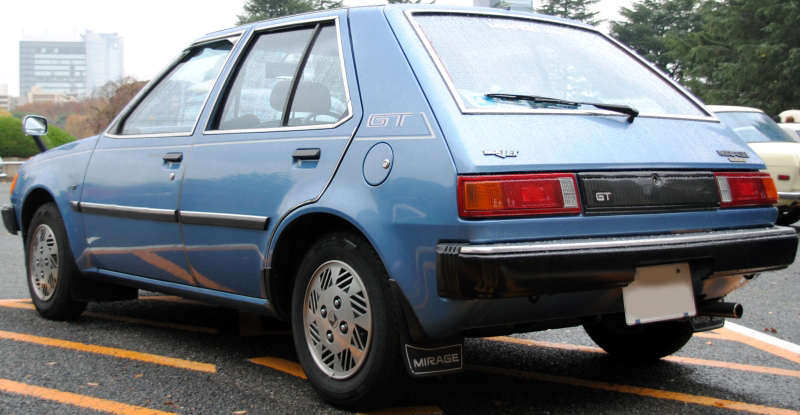
ميتسوبيشي ميراج 1600 جي تي 5 أبواب (اليابان)
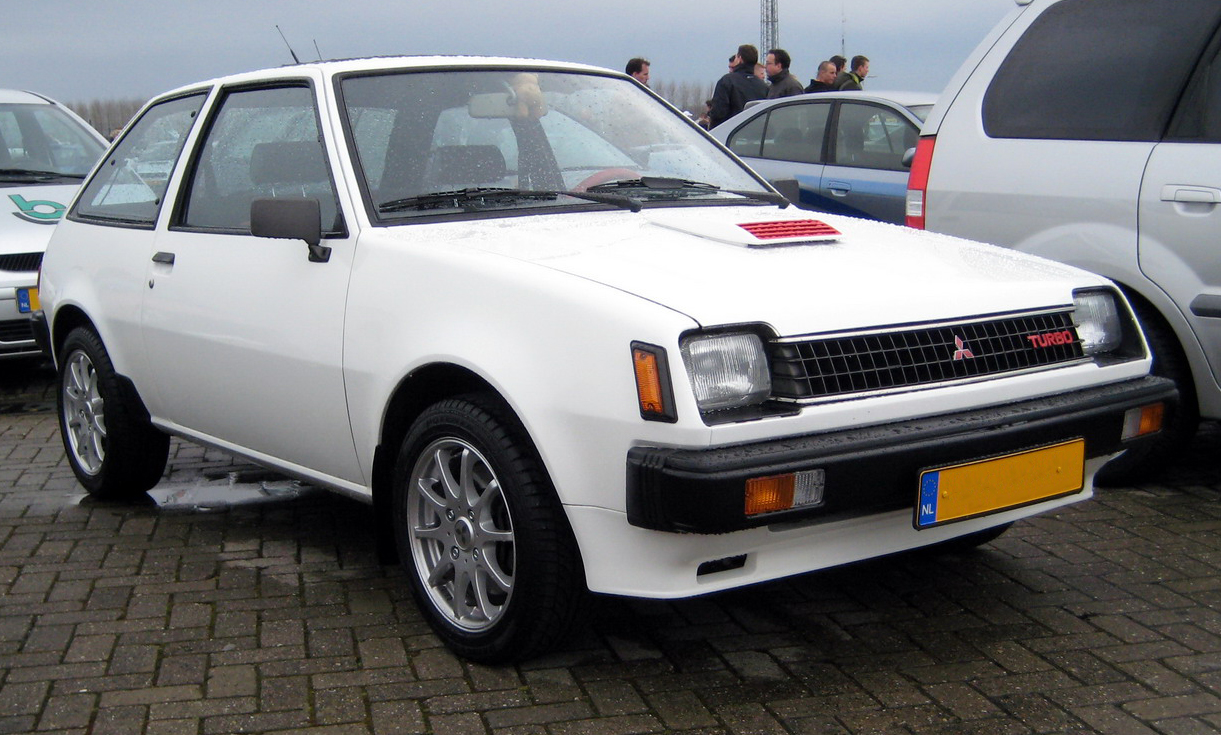
ميتسوبيشي كولت توربو 3 أبواب (هولندا)
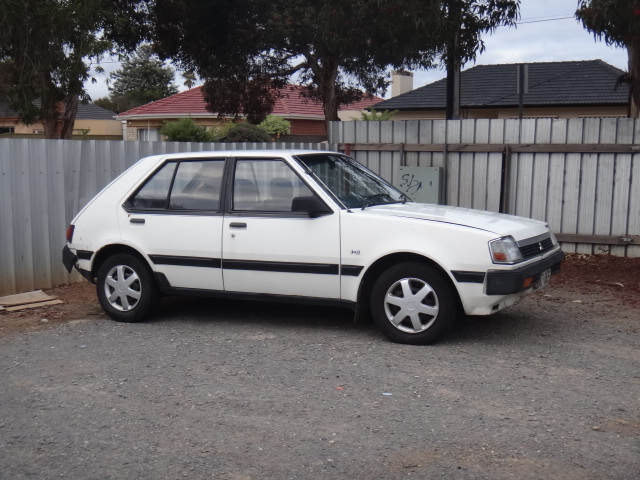
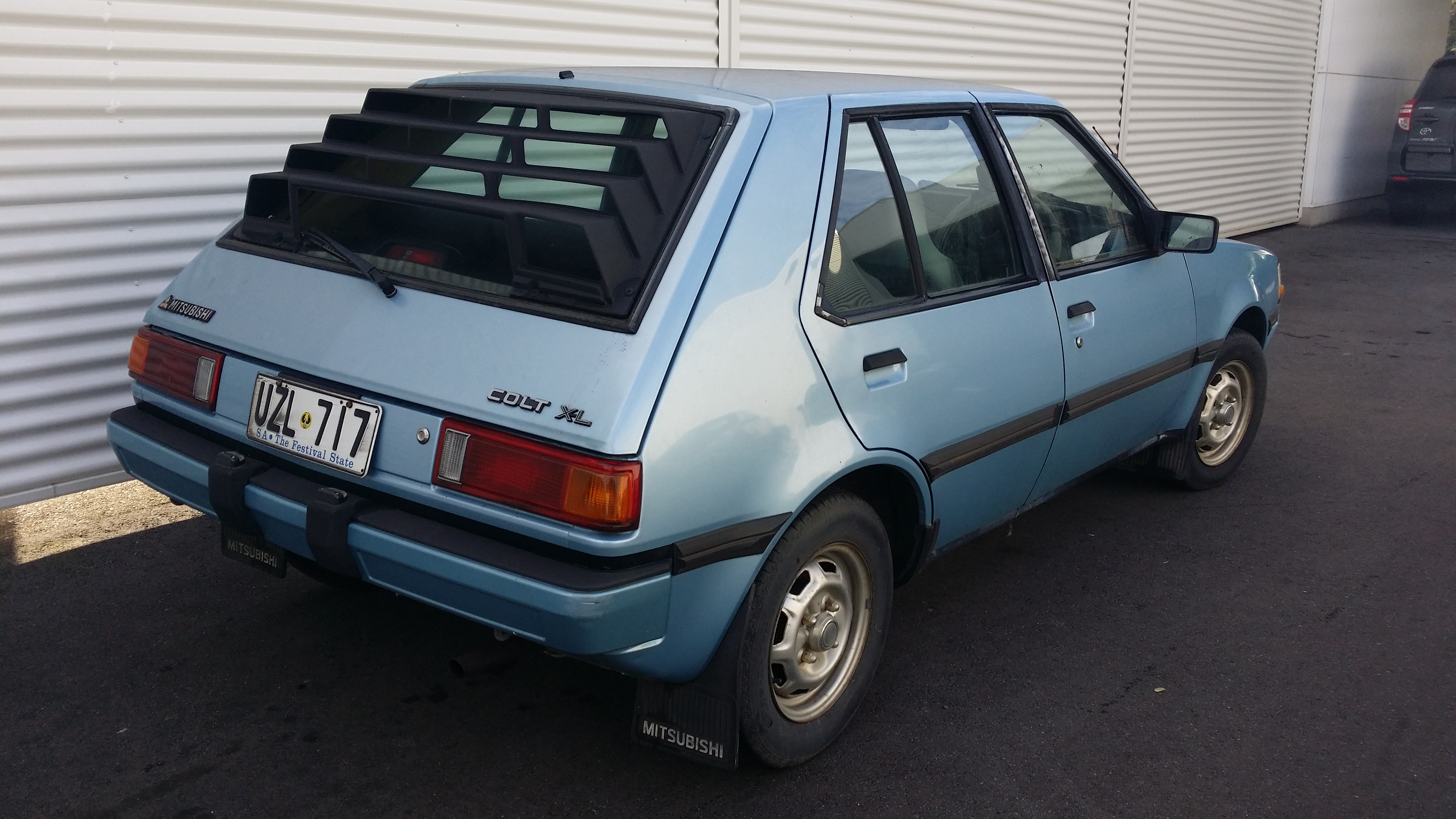
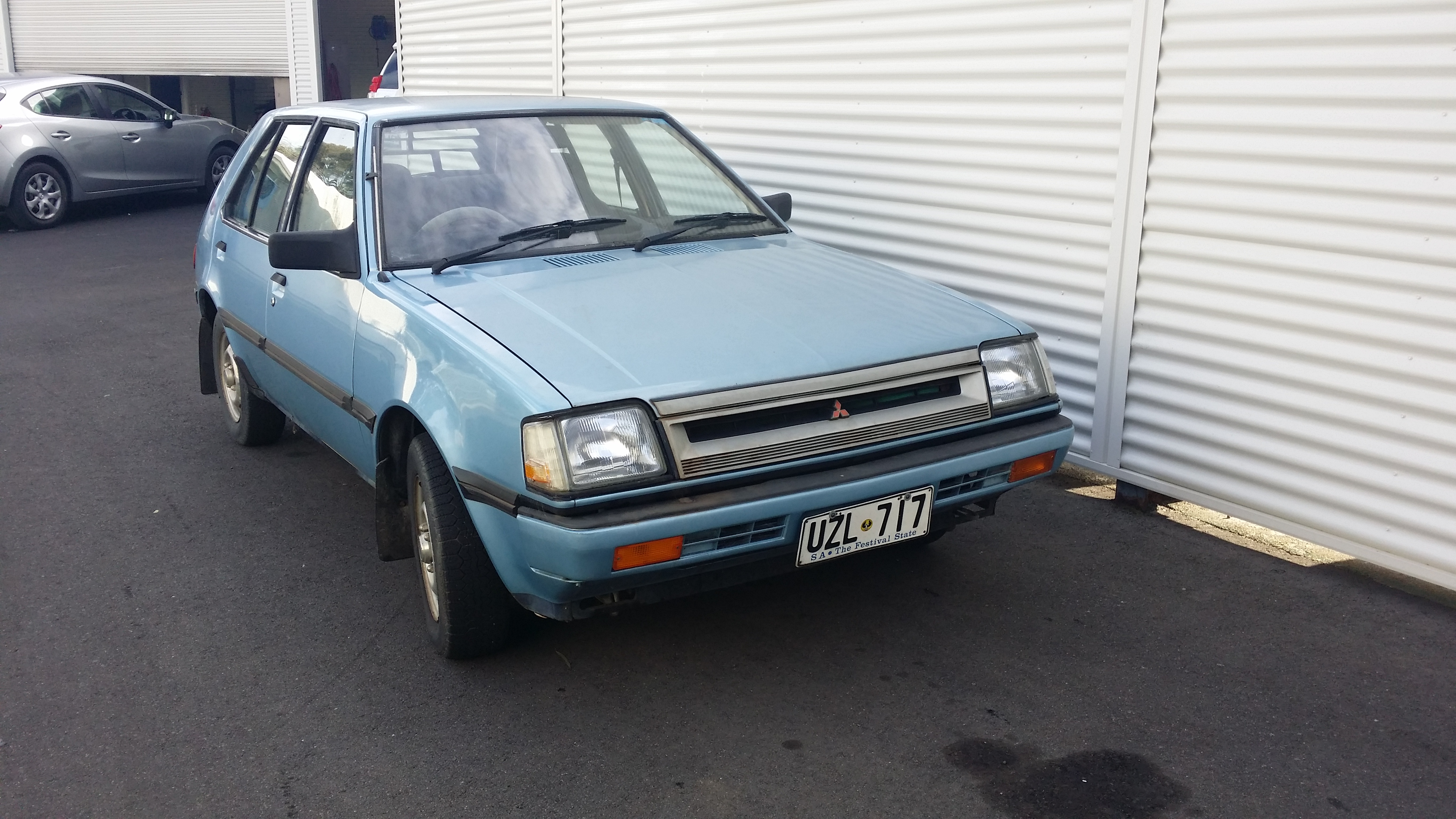
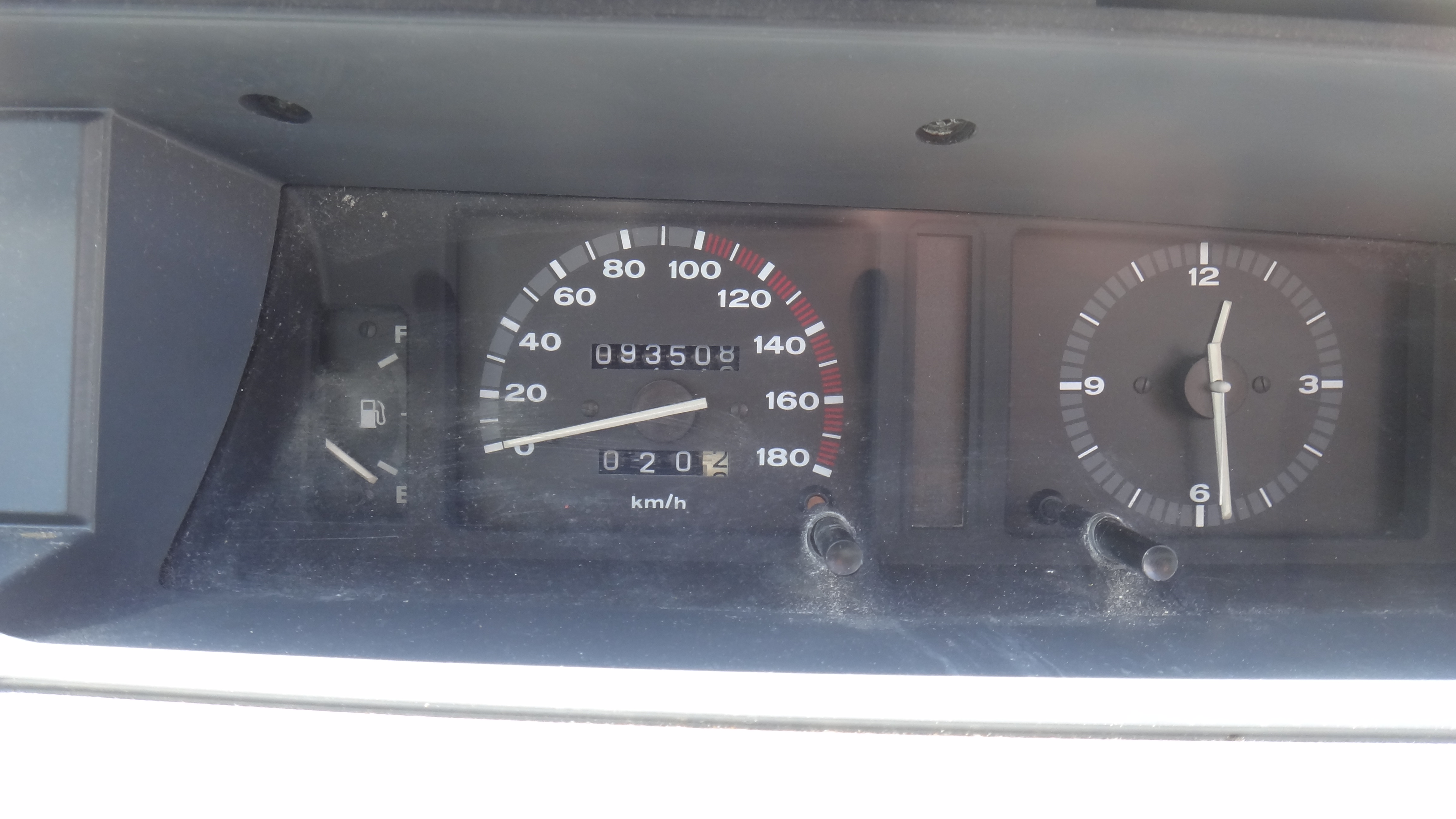
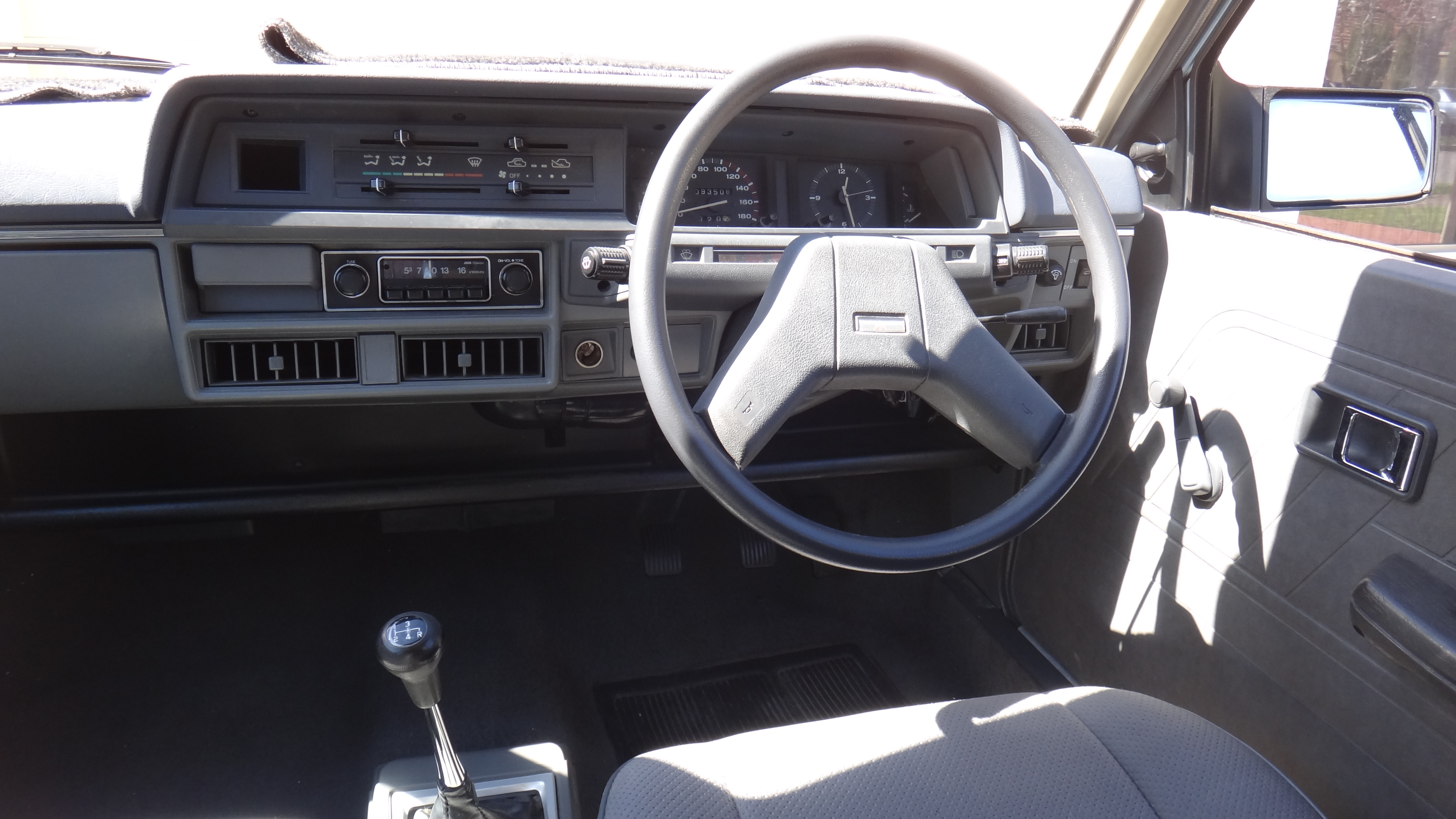
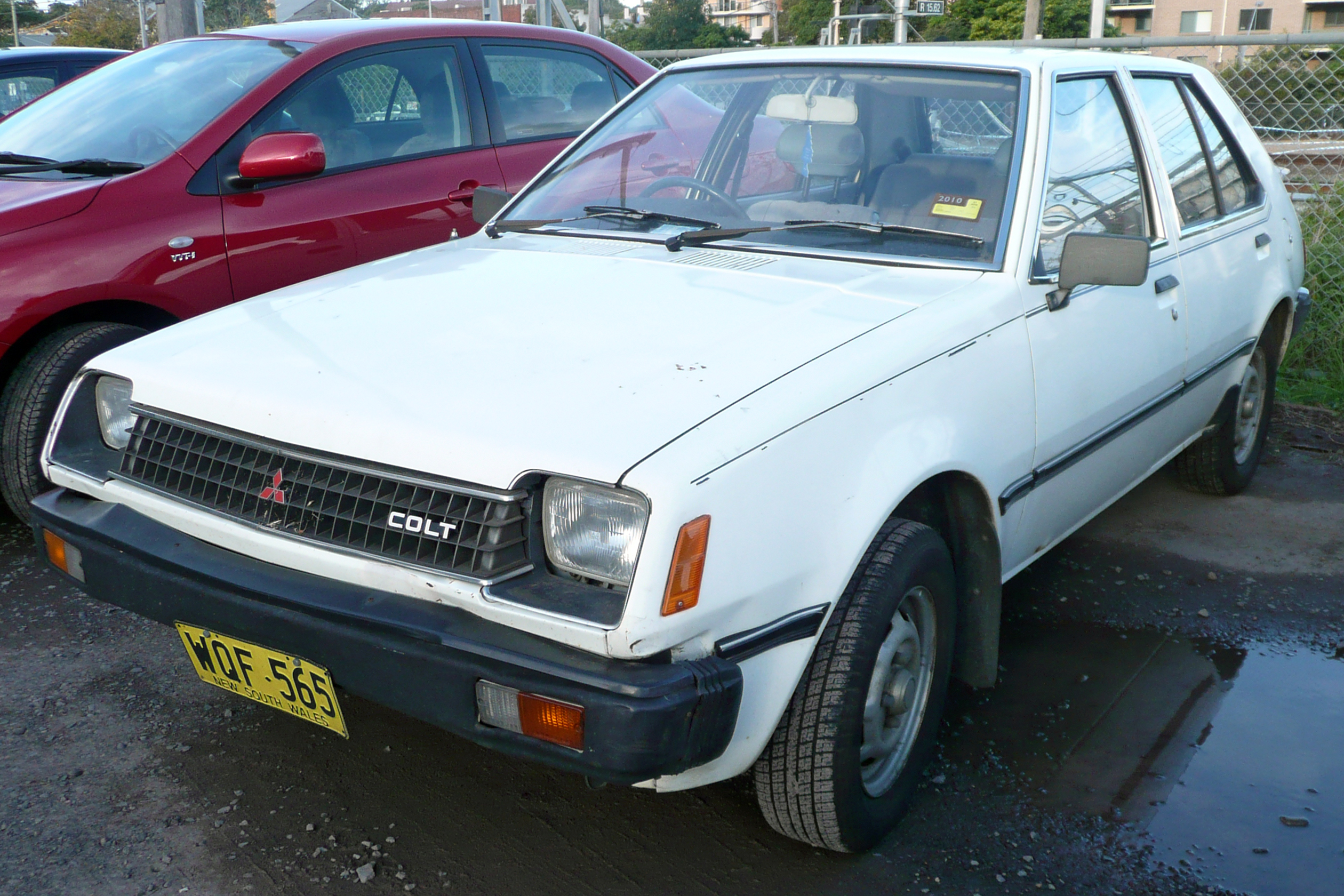
1980-1982 ميتسوبيشي كولت (RA) 5 أبواب (أستراليا)

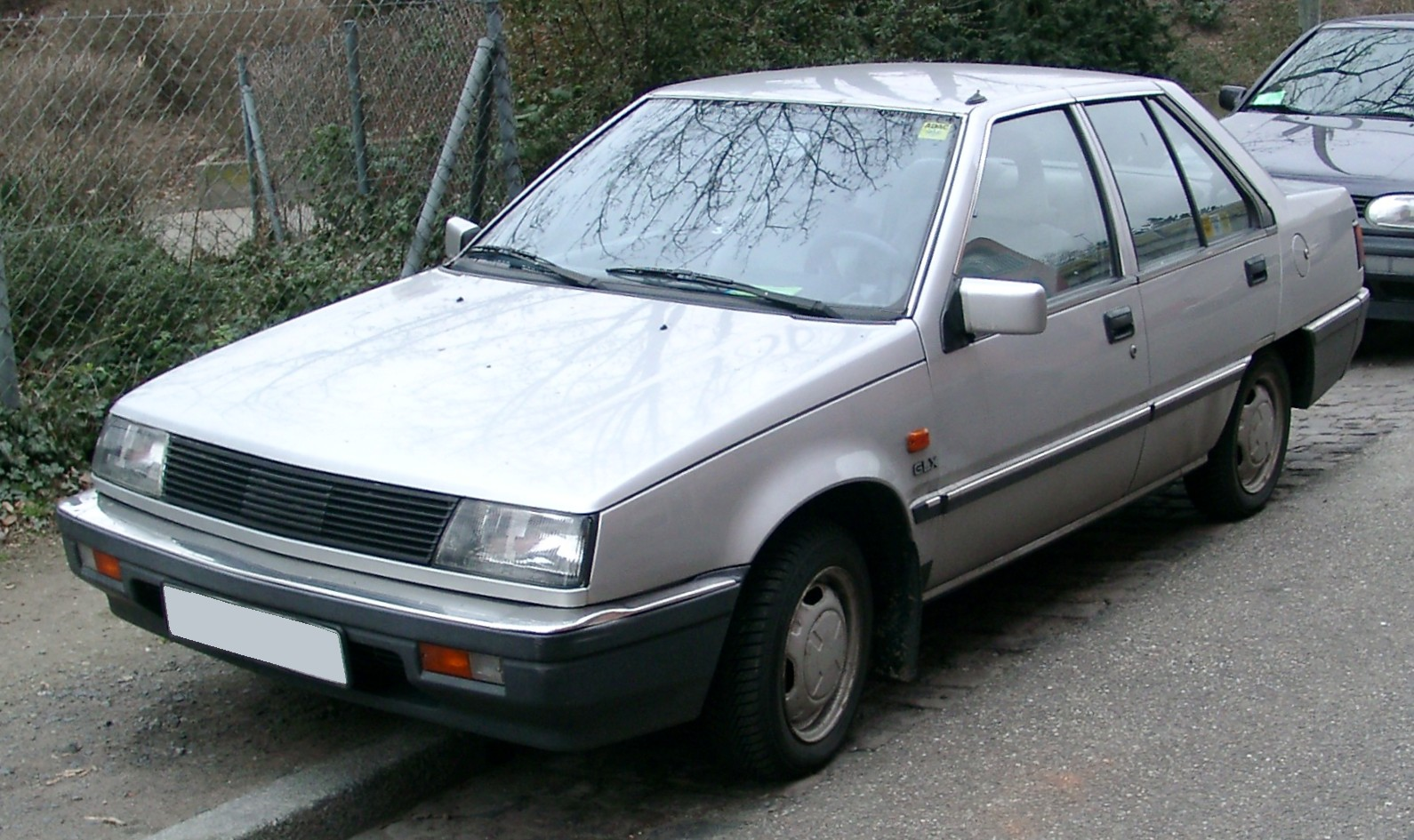

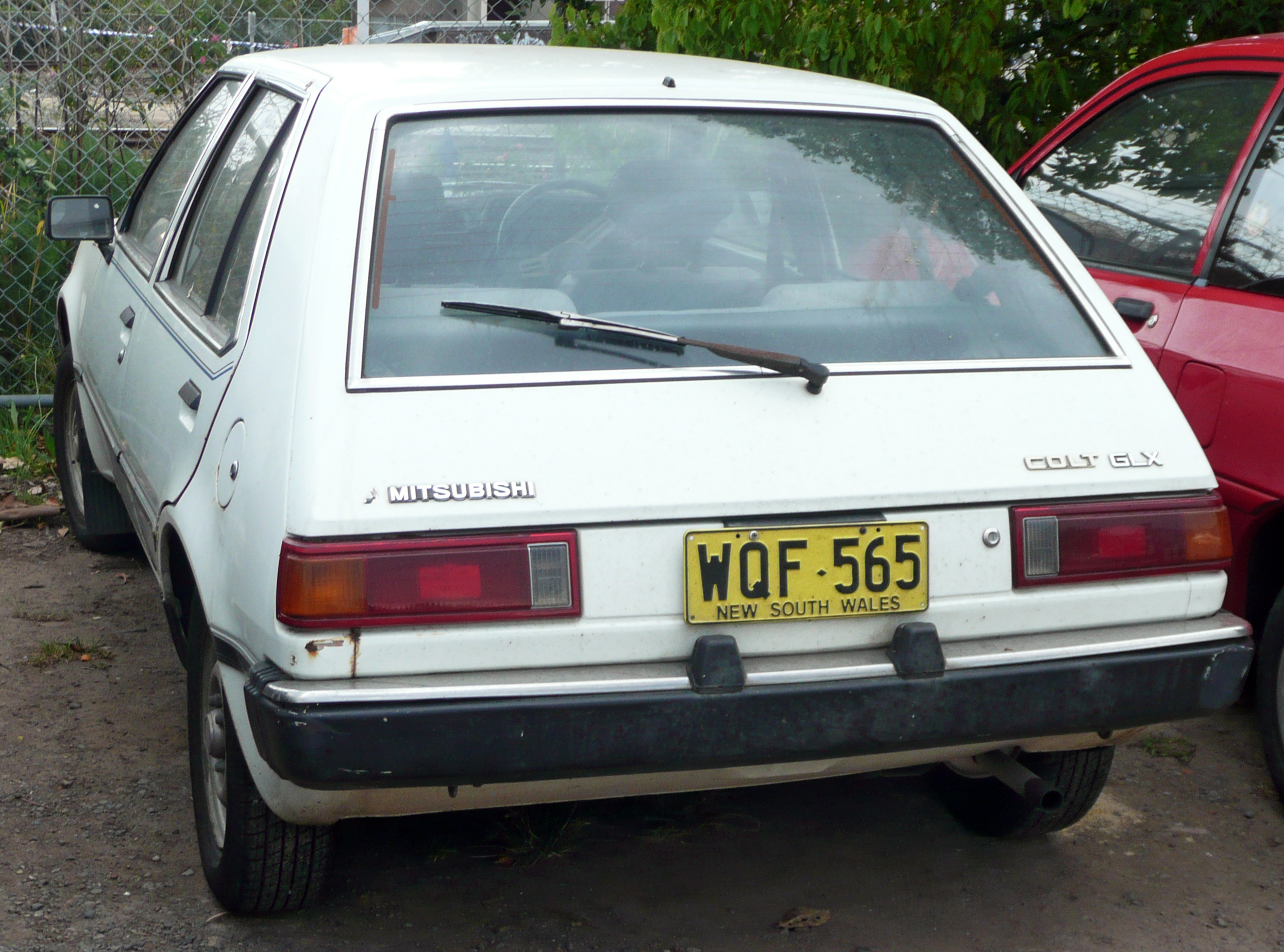
1980-1982 ميتسوبيشي كولت (RA) 5 أبواب (أستراليا)
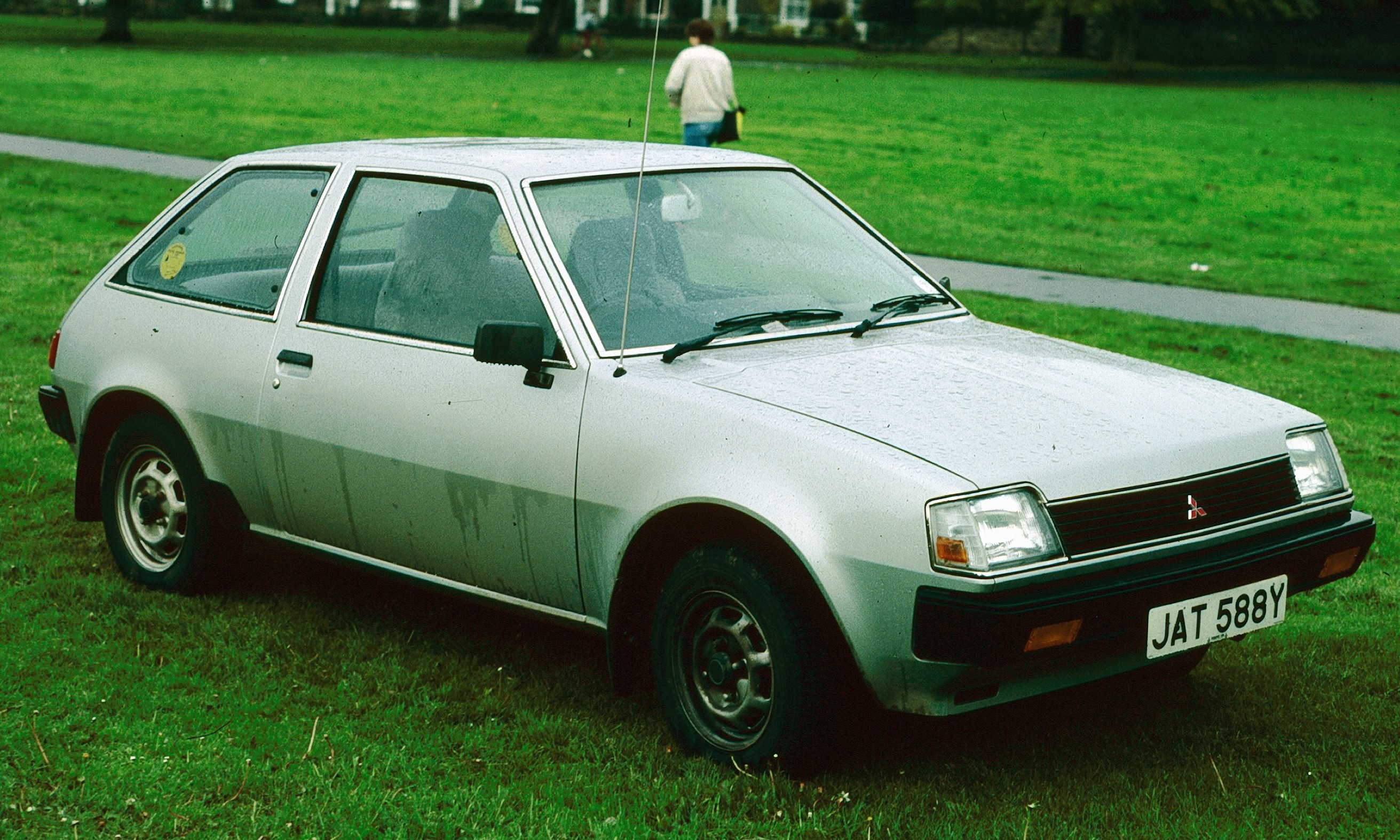
1980-1982 ميتسوبيشي كولت (RA) 5 أبواب (أستراليا)

| الجيل الثاني      | الجيل الثاني |
| ملخص              | ملخص |
| ----------------- | --- |
| أيضا يسمى         | - ميتسوبيشي تشامب (تايلاند) - ميتسوبيشي كولت - ميتسوبيشي اكسبرس (فان) - ميتسوبيشي لانسر - ميتسوبيشي لانسر فيوري (سيدان) |
| إنتاج             | - 1983.10-1987.10 (هاتشباك) - 1983.10-1988.01 (سيدان) - 1985.02-1992.05 (عربة / فان) |
| المجسم            | اليابان: أوكازاكي(مصنع ناغويا)تايلاند: ليم شابانغ (MMTh )إندونيسيا: باديمنغن، شمال جاكرتا (PT. كاراما يودا كيسوما موتور)نيوزيلندا |
| الجسم والشاسيه    | |
| نمط الجسم         | 05/03 الباب هاتشباك4 ابواب سيدان5 أبواب ستيشن5-الباب لوحة فان |
| تخطيط             | محرك أمامي، دفع أمامي، محركأمامي، دفع رباعي |
| متعلق ب           | دودج / بليموث كولتإيجل فيستابروتون ساغا |
| مجموعة نقل الحركة | |
| محرك              | - البنزين: - 1198 سم مكعب 4G16 I4 (C15) - 1298 سم مكعب 4G13 I4 (C11) - 1439 سم مكعب 4G33 I4 (إندونيسيا) - 1468 سم مكعب 4G15 I4 (C12) - 1499 سم مكعب G31B I4 (C18) - 1597 سم مكعب 4G32 I4 (C13) - 1597 سم مكعب 4G32T توربو I4 (C13) - 1755 سم مكعب 4G37 I4 (C37) - ديزل: - 1795 سم مكعب 4D65 I4 - (C14 / C34) |
| توصيل             | 4 سرعات يدوي (سوبر شيفت )5 سرعات يدوي3 سرعات أوتوماتيكي |
| أبعاد             | |
| قاعدة العجلات     | 2,380 مم (93.7 بوصة) |
| طول               | 3,870–3,995 ملم (152.4–157.3 بوصة) (هاتشباك)4,125-4,210 ملم (162.4–165.7 بوصة) (سيدان)4,135–4,185 ملم (162.8–164.8 بوصة) (عربة) |
| عرض               | 1,620 - 1,635 ملم (63.8 - 64.4 بوصة) |
| ارتفاع            | 1,360-1,460 ملم (53.5-57.5 بوصة) |
| كبح الوزن         | 775 - 1110 كجم (1,709 - 2,447 رطلاً) |

## الجيل الثاني (1983)
أطلقت ميتسوبيشي الجيل الثاني من ميراج إلى اليابان في عام 1983، وقسمت النطاق مرة أخرى إلى طراز ميراج (هاتشباك بثلاثة وخمسة أبواب، بالإضافة إلى سيدان بأربعة أبواب) ولانسر فيوري (سيدان بأربعة أبواب). تمت إضافة نسخة ستيشن واغن من ميراج في عام 1985، مع عربة دفع رباعي متوفرة من خريف عام 1986 بمحرك بنزين سعة 1.8 لتر. باعت العديد من أسواق التصدير سيارات الهاتشباك باسم ميراج أو كولت، مع شارة السيدان والعربة عادة لانسر. أصبح طراز واجن هذا مشهوراً للغاية في كل من القطاعين التجاري والخاص في الخارج وكذلك في اليابان. تشير أرقام الشاسيه من سلسلة C10 إلى طرازات الدفع بالعجلات الأمامية، في حين أن أرقام سلسلة C30 مخصصة لإصدارات الدفع الرباعي (سيارات ستيشن واغن فقط).
تم نشر المحركات المتطورة في السلسلة؛ حلت محركات البنزين أوريون 1.3 و1.5 لتر محل وحدات أوريون السابقة 1.2 و1.4 لتر. أصدرت ميتسوبيشي أيضاً بدائل مزودة بمحطات سيريوس التي تعمل بالبنزين 1.6 و1.8 لتر، ولأول مرة تمت إضافة ديزل سيريوس سعة 1.8 لتر. تضمن محرك سيريوس سعة 1.6 لتر أيضاً متغيراً بشاحن توربيني يتراوح بين 105 حصان (77 كيلو واط) و125 حصاناً (92 كيلو واط)، ويتميز بأحدث تقنيات محرك التحكم في الكمبيوتر بما في ذلك الحقن الإلكتروني للوقود. اختلفت القوة بالنسبة للسيارات ذات المحفزات، أو للأسواق ذات الوقود الأوكتان المنخفض. تلقت بعض الأسواق الأوروبية «ضريبة خاصة» أصغر حجماً 1.2 لتراً أيضاً، مع 55 حصاناً (40 كيلو واط).[بحاجة لمصدر]
تلقت السيارة عملية تجميل خفيفة للغاية في أوائل عام 1986، إلى جانب بعض خيارات المحركات الجديدة للسوق المحلي الياباني. وشمل ذلك نسخة محقونة بالوقود لمحرك جديد سعة 1.5 لتر من عائلة ساتورن، G31B. تم تحديث الإرسال في نفس الوقت. تم استبدال الجيل الثاني من ميراج هاتشباك في أكتوبر 1987؛ تم استبدال سيارات السيدان في يناير 1988.
تم الاحتفاظ بإصدارات واغن وفان في الإنتاج مع بعض التحديثات الطفيفة حتى عام 1991، حيث لم تكن هناك عربة ستيشن من الجيل الثالث من ميراج ولانسر. ظل محرك الديزل هو 1.8 لتر 4D65 (متوفر أيضاً مع الدفع الرباعي) بينما تم تحديث البنزين 4G13 و4G15 برؤوس اثني عشر صماماً جديدة كما تم استخدامها في الجيل الثالث من طراز ميراج ابتداءً من عام 1989. 12 حصانا لكلا الإصدارين من البنزين، إلى 79 و85 حصان (58 و63 كيلوواط) في الطراز الياباني.

### التصدير

#### أوروبا
كانت ميراج متوفرة في أوروبا مثل كولت في 1200 L وEL وGL (معظمها من الموديلات ذات الثلاثة أبواب فقط، ولكن تم بيع GL بخمسة أبواب في بعض الأسواق) مثل 1300GL ثلاثة وخمسة - الباب، 1500 GLX ثلاثة وخمسة أبواب، وكما هو الحال مع 1800 لتر / EL / GL (ديزل) بثلاثة أو خمسة أبواب. كانت لانسر سيدان متوفرة في نفس مستويات القطع مثل طراز هاتشباك (بما في ذلك محرك 1200) في حين أن إصدارات واجن كانت متوفرة مثل 1500 GLX و1800 GL من الديزل فقط. تم بيع كولت توربو بثلاثة أبواب أيضاً في أوروبا، بمحرك ECI سعة 1.6 لتر بقوة 125 حصاناً (92 كيلو واط).
كان أداء كولت توربو سيئاً في المنافسة مع منافسيها الأوروبيين من فئة GTi، حيث ينتقد مختبرو الفترة ميتسوبيشي لعدم قيامها بأكثر من إضافة شاحن توربيني ومفسد وإطارات دهنية. لم تكن مهمة هندسية شاملة ولم تكن السيارة قادرة على التعامل الكامل مع القوة الهائلة المتاحة.
استلمت بعض الأسواق أيضاً سيارة الدفع الرباعي بمحرك 1.8 أكبر، على الرغم من أن محرك الدفع الرباعي الذي يعمل بالديزل ظل متاحاً للعملاء اليابانيين فقط. أصبحت الإصدارات المجهزة بالمحولات الحفازة متاحة لأول مرة في أوروبا في عام 1985، في نفس الوقت الذي تم فيه تقديم العربة. تم بيع النوع التجاري ذو المقعدين في هولندا ببساطة باسم «ميتسوبيشي واجن»، في حين أن نسخة الركاب الأفضل تجهيزاً كانت تسمى لانسر ستيشن واجن.

### أمريكا الشمالية
لم يتم بيع الميراج في الولايات المتحدة بواسطة ميتسوبيشي حتى عام 1985. وقد رخصت ميتسوبيشي اسم «ميراج» من جراند تورينج كارز، في سكوتسديل، أريزونا للاستخدام في الولايات المتحدة، حيث أنهم يمتلكون بالفعل حقوق الاسم مع سلسلة سيارات سباق ميراج. ظهرت طرازات دودج / بلايموث كولت في البداية بثلاثة أبواب من طراز إي ودي أل وآر أس تيربو DL وRS وأربعة أبواب DL وبريمر (الأخير مع المحرك الأساسي أو التوربيني) وخمسة أبواب E، مع خمسة أبواب DL عرضت في كندا، استبدلت سيارة E سيدان بخمسة أبواب لعام 1986، وانضمت العربة (في طراز DL فقط ولكن مع خيار الدفع الرباعي) إلى الخط لعام 1987. ومن الغريب أن ميتسوبيشي قامت بتسويق ميراج فقط على أنها فتحة بثلاثة أبواب من خلال فتحتها الخاصة التجار الأمريكيون على الرغم من رفض نموذج الأبواب الخمسة مراراً وتكراراً لصالح دودج أومني من قبل منظمة تسويق كرايسلر.

### نيوزيلاندا
تم بيع نسخة تجارية من العربة في نيوزيلندا باسم ميتسوبيشي إكسبرس، لتحل محل طراز سابق يعتمد على جالنت سيغما.  
تم تجميع مجموعة ميراج أيضاً في نيوزيلندا، ولكن لم يتم بيعها مطلقاً في أستراليا، حيث تم الاحتفاظ بالنسخة الأصلية في الإنتاج حتى استبدالها الجيل التالي في عام 1988.

### جنوب شرق آسيا
أصدرت شركة ميتسوبيشي في تايلاند طرازات ثلاثية الأبواب وسيدان بمحرك سعة 1.3 و1.5 لتر مثل ميتسوبيشي شامب في عام 1983. في وقت لاحق تم تغيير اسم السلسلة إلى ميتسوبيشي شامب 2، وميتسوبيشي شامب 3، مع إيقاف إصدار هاتشباك و1.5 لتر. تقاعد البطل في عام 1994.
في إندونيسيا، تم بيع كل من سيارات السيدان وهاتشباك ذات الخمسة أبواب تحت لوحة لانسر. متوفر بمستويين، SL بمحرك 1.4 لتر و GLX بمحرك 1.6 لتر.

شكلت السيارة السيدان ذات الأبواب الأربعة أساس بروتون ساجا، وهي أول سيارة مصنوعة محلياً في ماليزيا وتم تصنيعها بين عامي 1985 و2008. وفي وقت لاحق، قامت بروتون بتدوير ساجا إلى هاتشباك بخمسة أبواب خاصة بها تسمى ساجا أيروباك في عام 1987 (أطول، ومصممة على غرار بشكل مختلف عن نسخة هاتشباك ذات الخمسة أبواب من ميتسوبيشي).

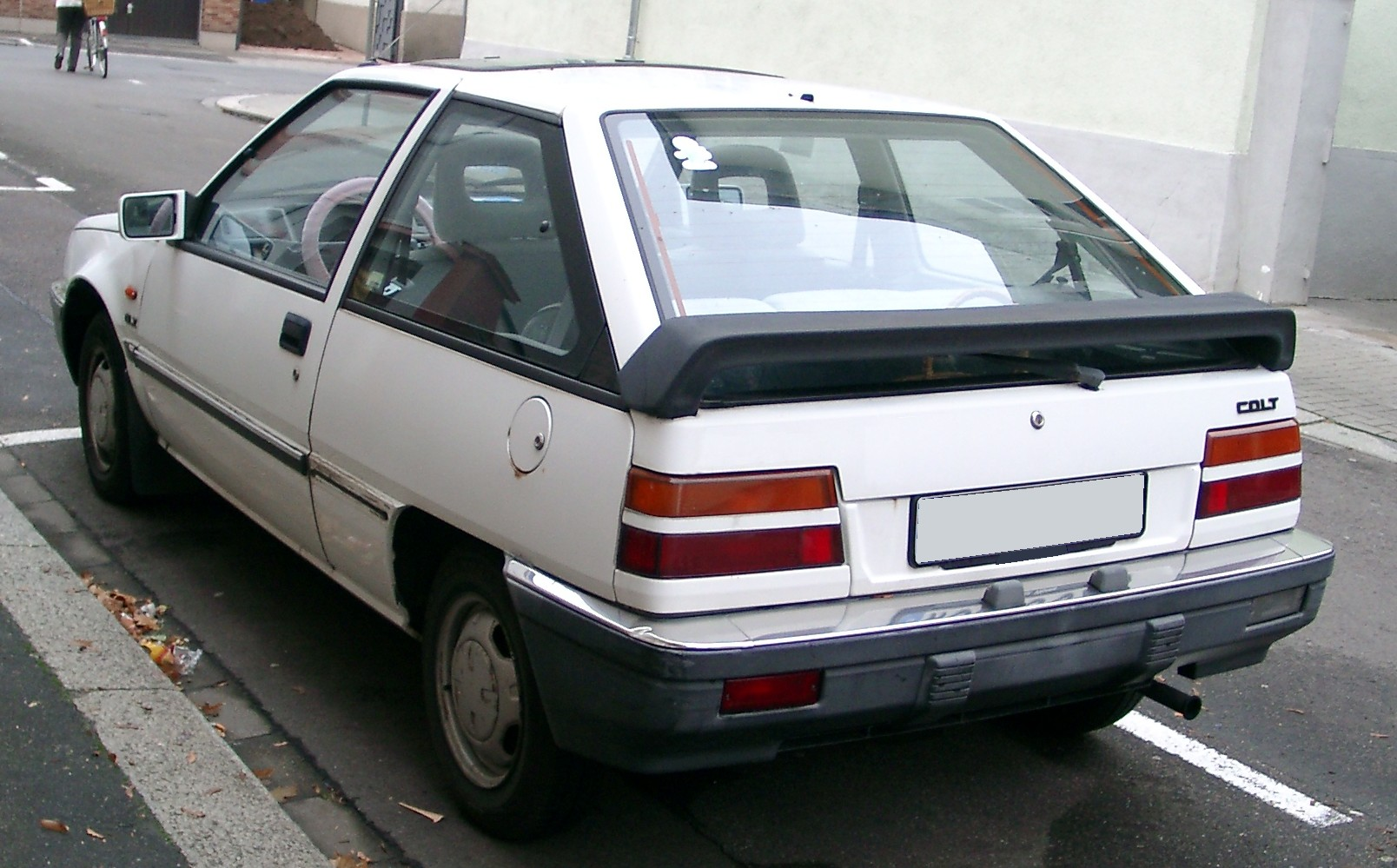
ميتسوبيشي كولت 3 أبواب (أوروبا)
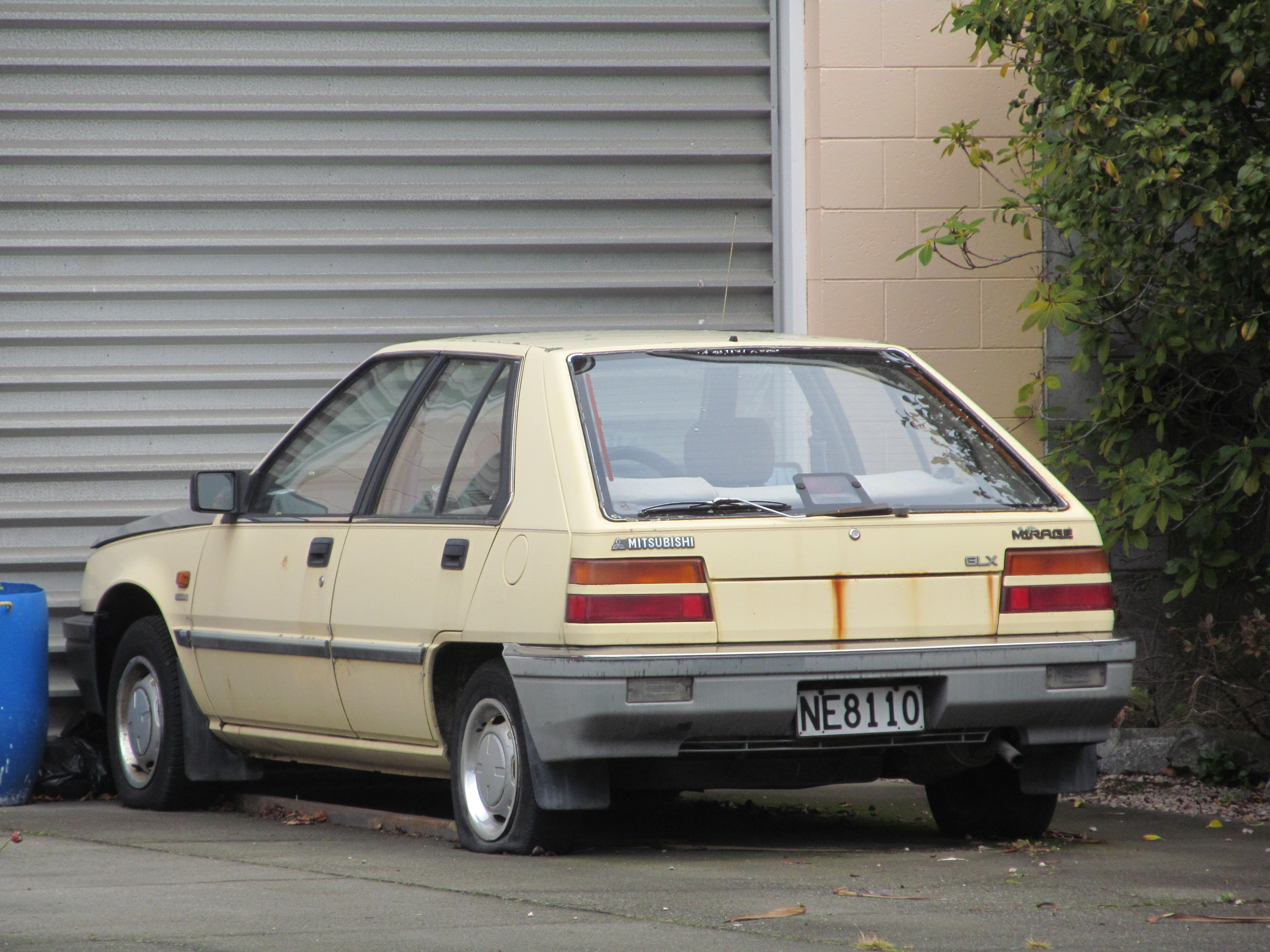
ميتسوبيشي ميراج 5 أبواب (نيوزيلندا)
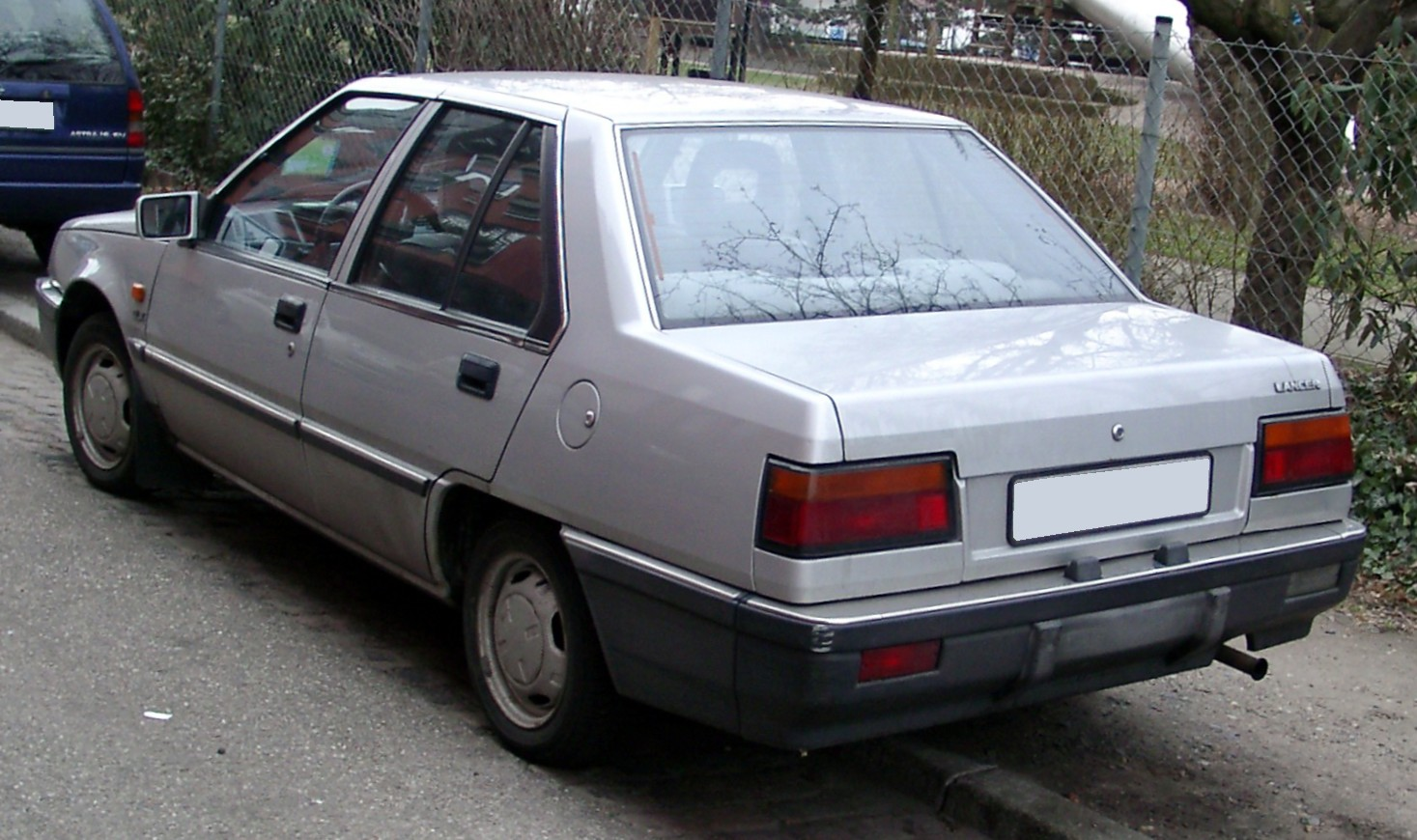
ميتسوبيشي لانسر سيدان (أوروبا)
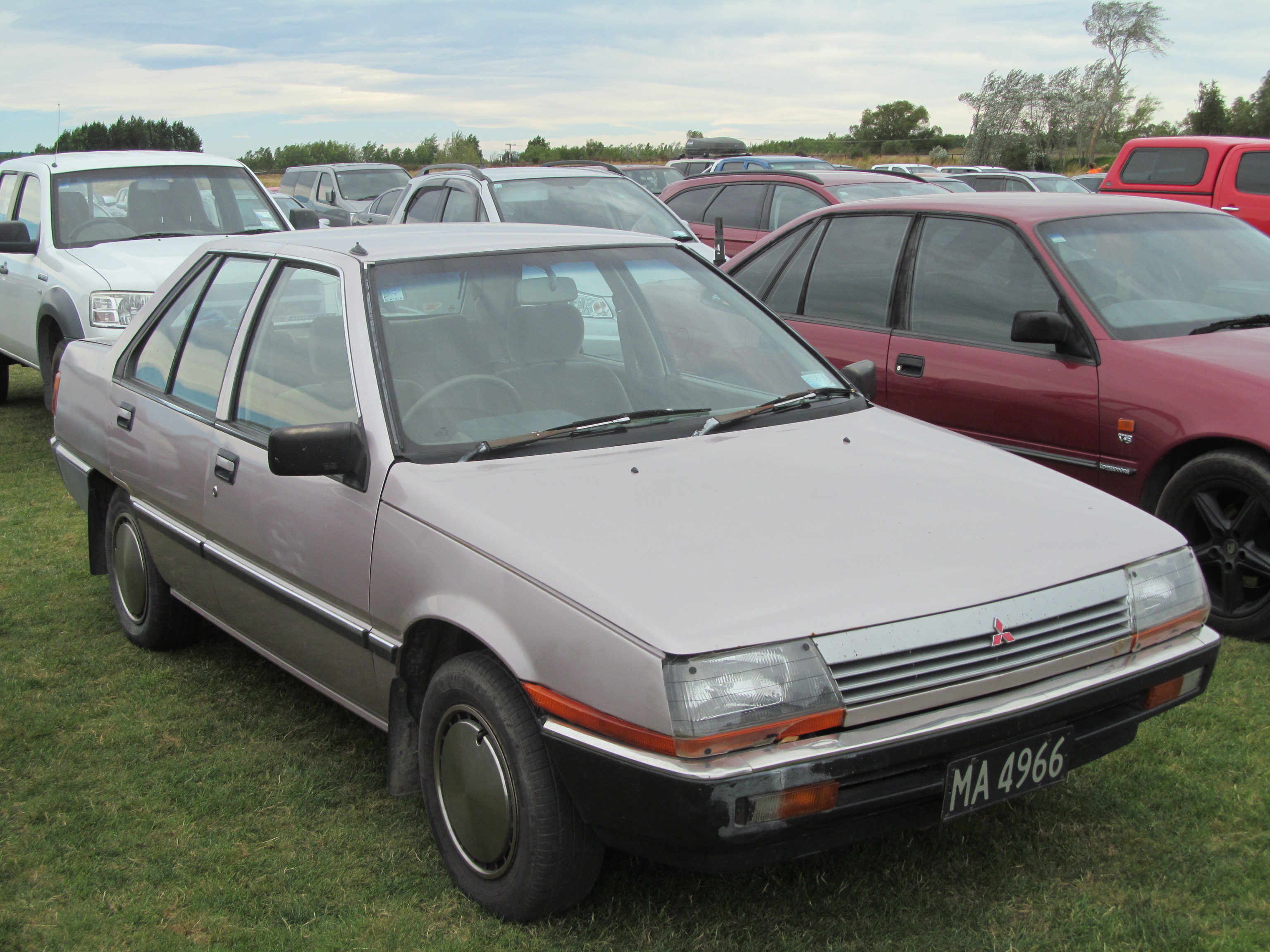
ميتسوبيشي ميراج سيدان (ما قبل تجميل ، نيوزيلندا)
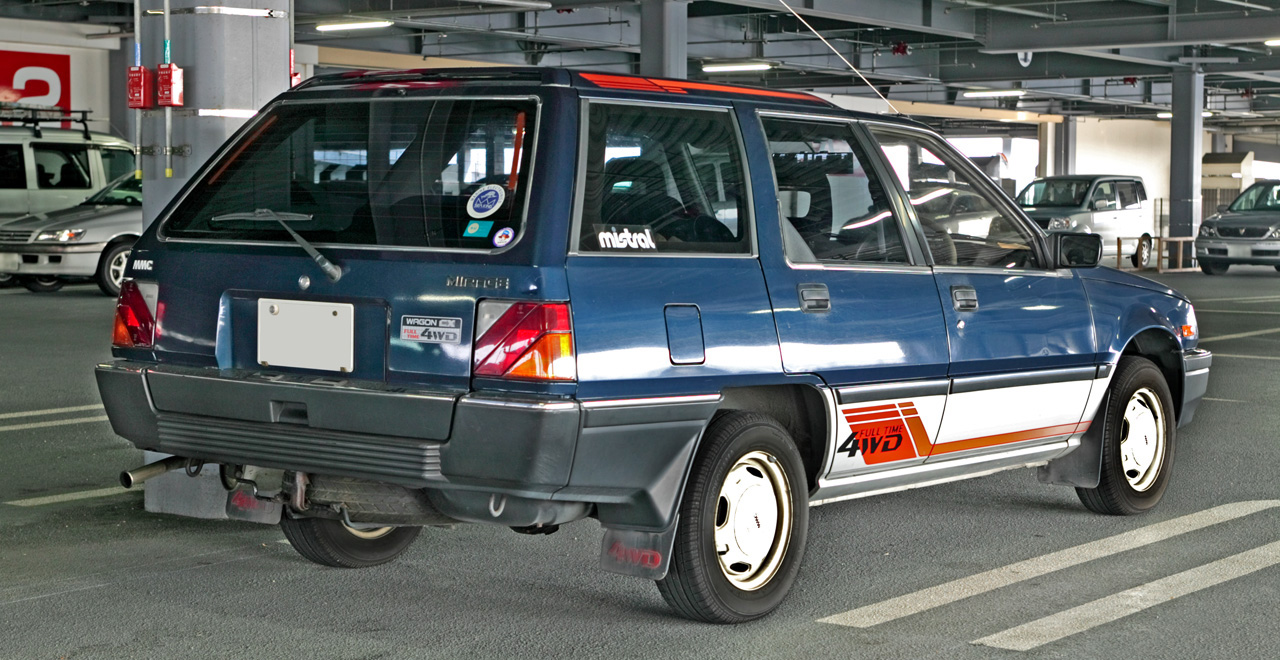
عربة ميتسوبيشي ميراج (اليابان)
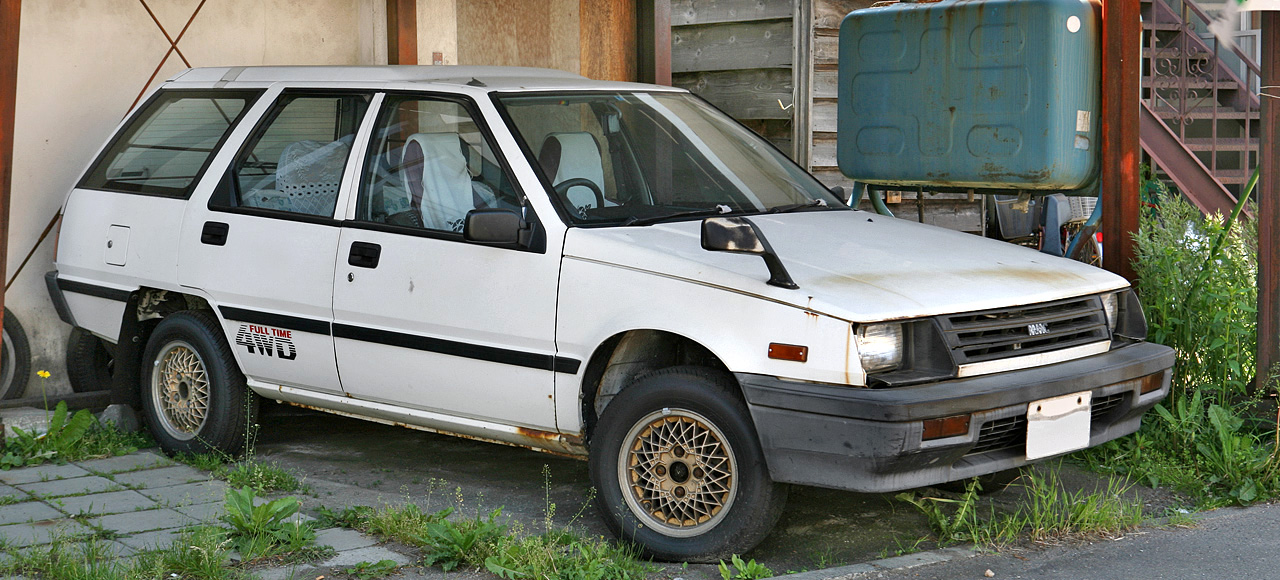
ميتسوبيشي ميراج فان (اليابان)
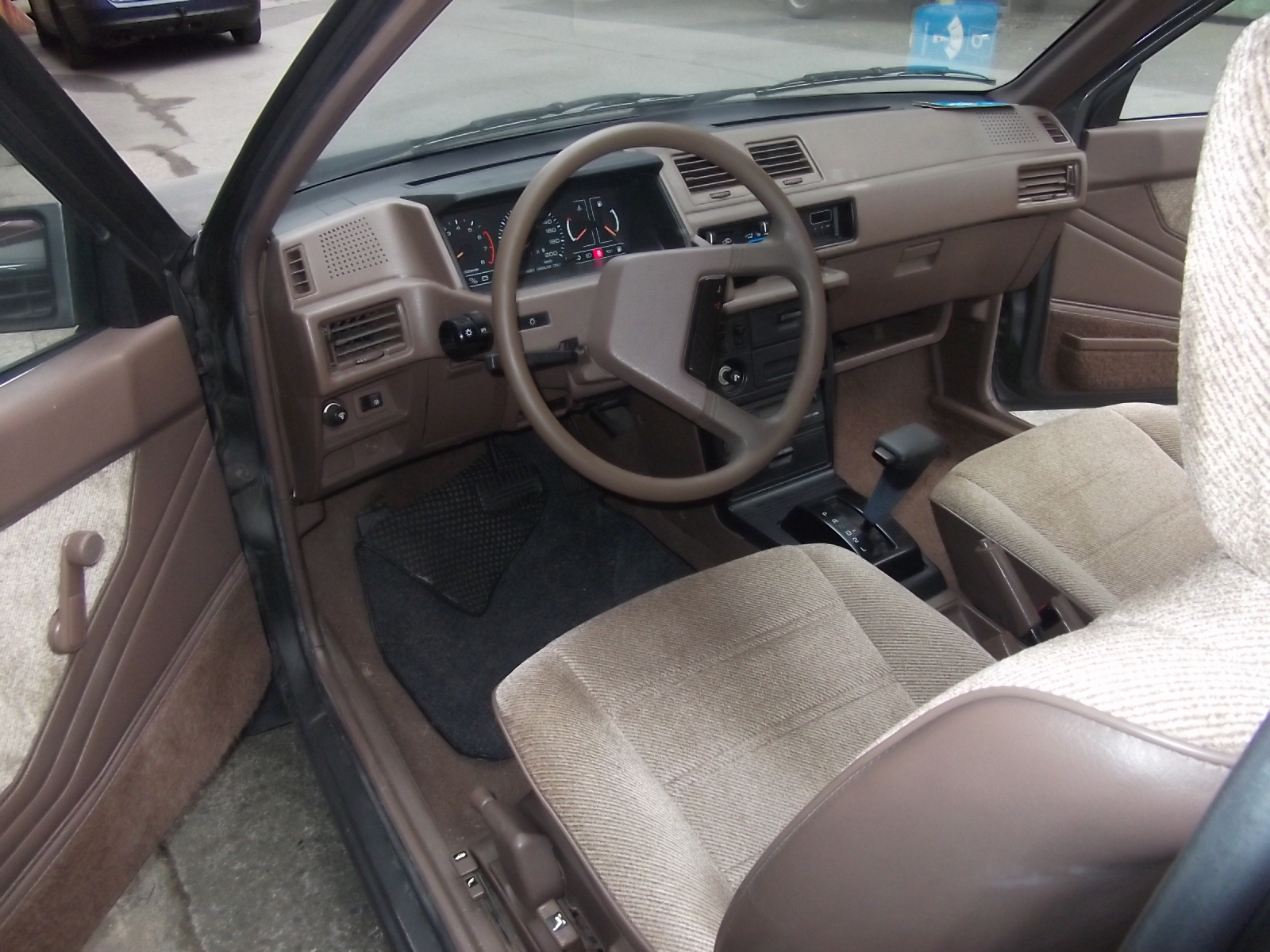
ميتسوبيشي كولت 3 أبواب \ من الداخل
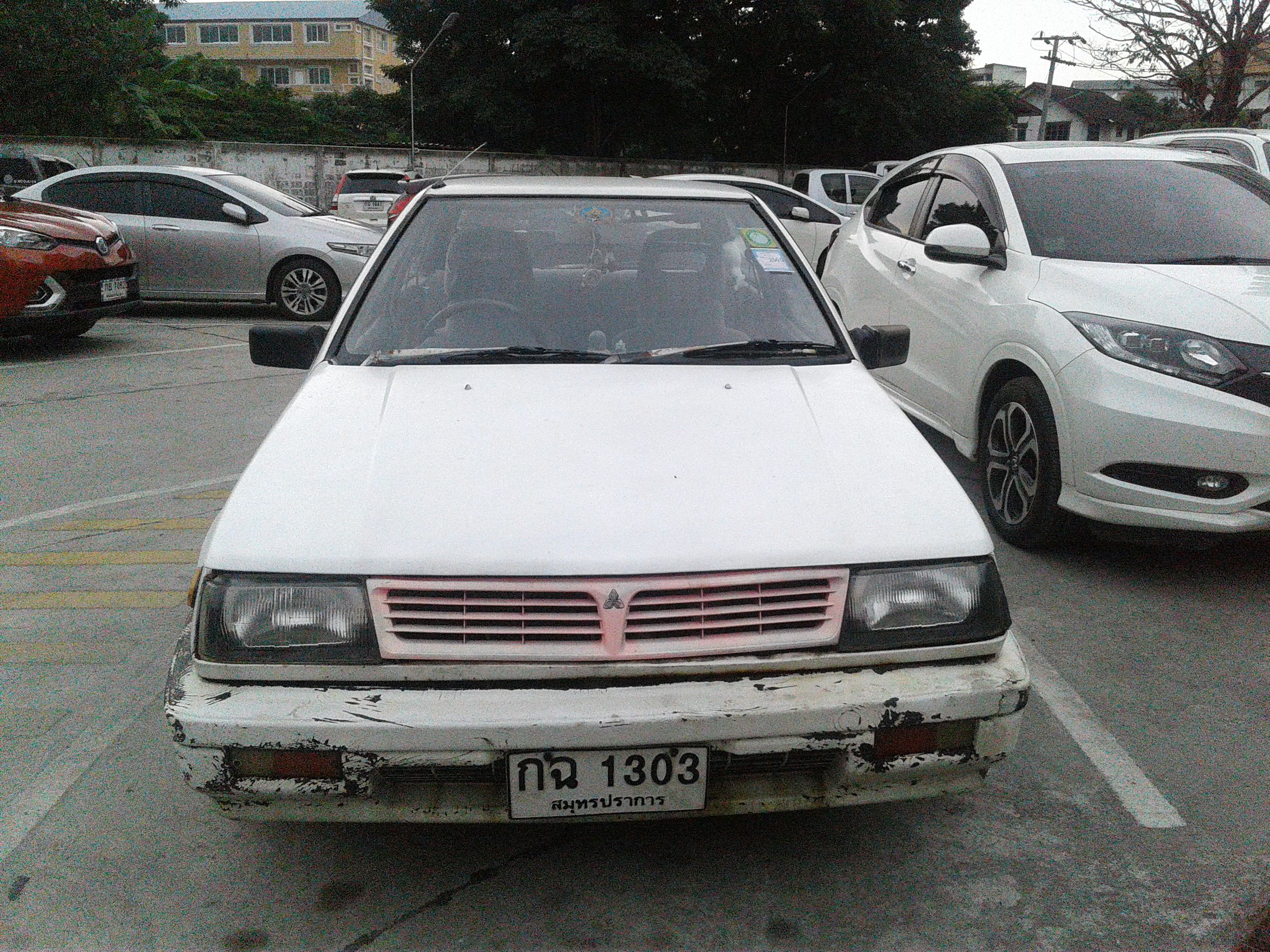
ميتسوبيشي تشامب هاتشباك (تايلاند)

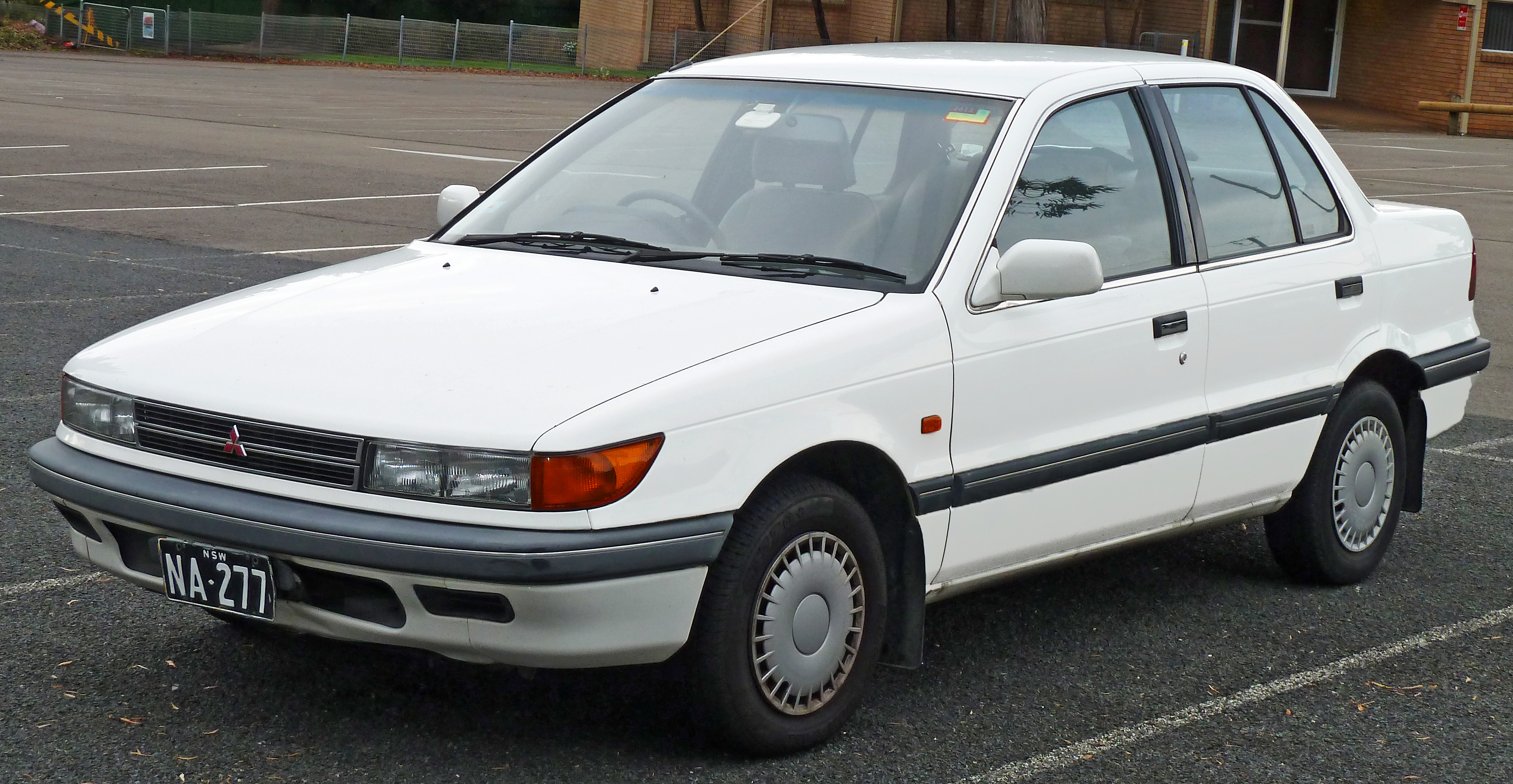

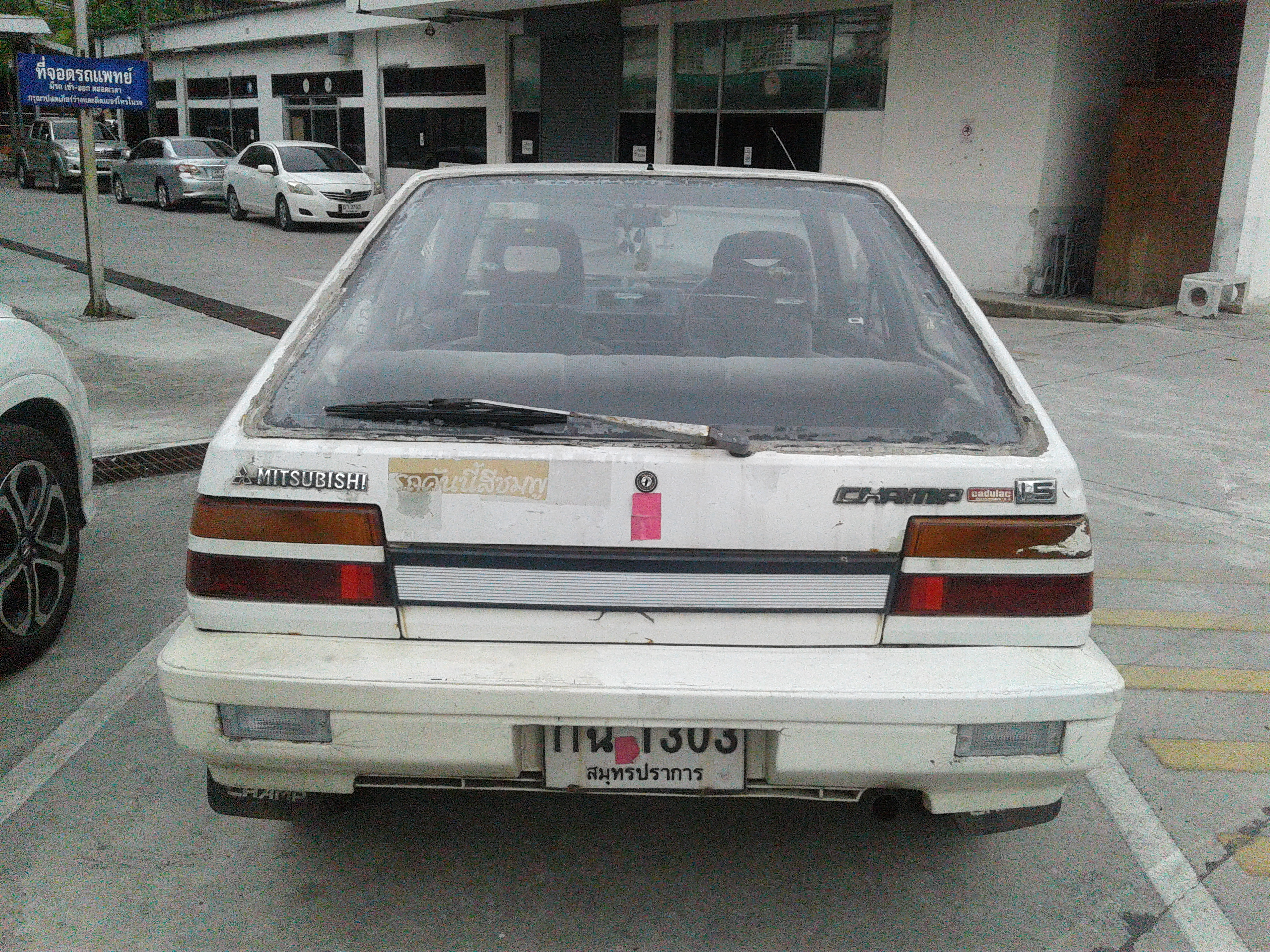
ميتسوبيشي تشامب هاتشباك (تايلاند)
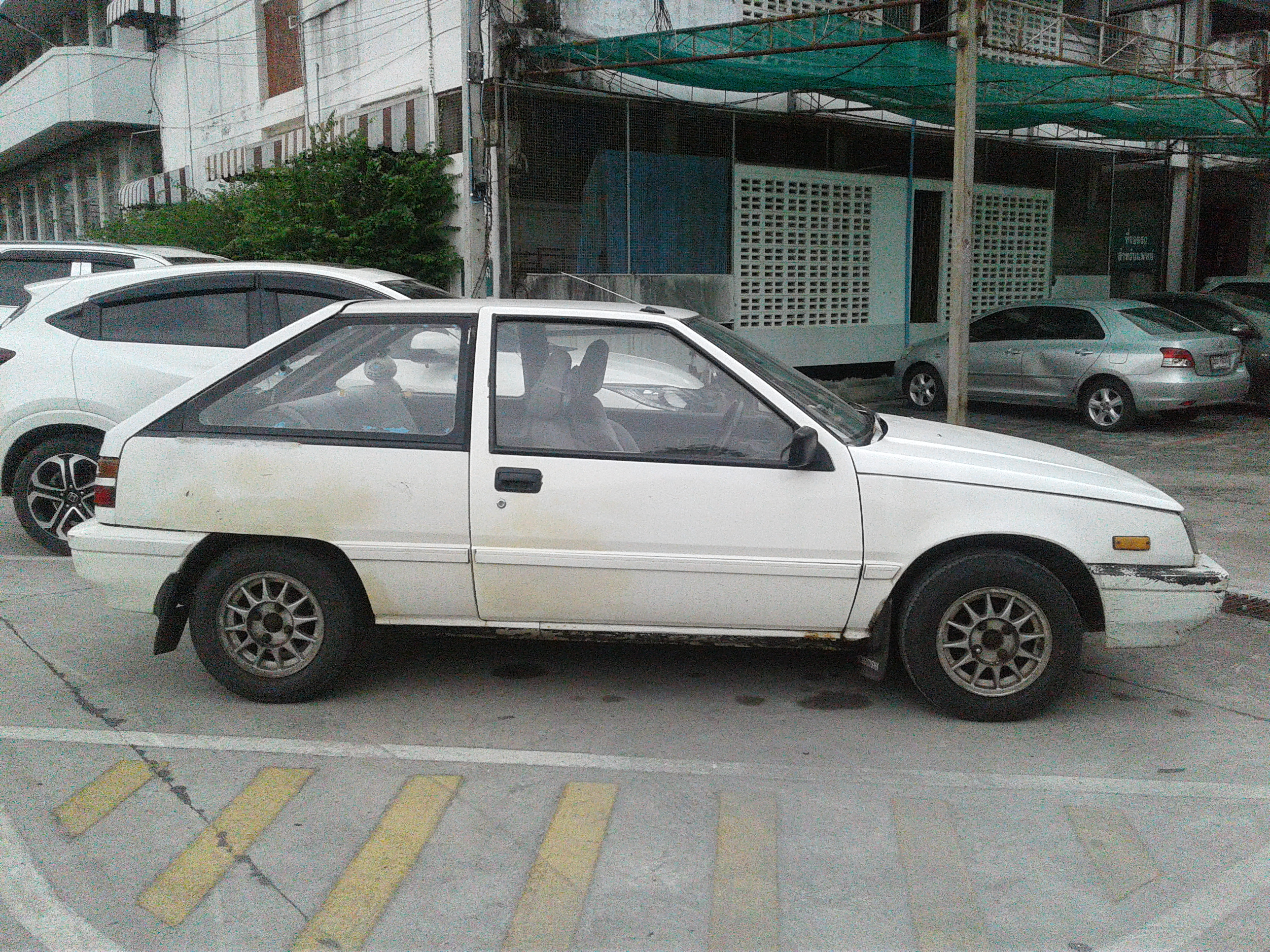
ميتسوبيشي تشامب هاتشباك (تايلاند)

| الجيل الثالث                                  | الجيل الثالث |
| --------------------------------------------- | --- |
| ميتسوبيشي لانسر سيدان ما قبل تجميل (أستراليا) | |
| ملخص                                          | |
| أيضا يسمى                                     | ميتسوبيشي كولت ميتسوبيشي لانسر سوميت ليغل دودج / بليموث كولت |
| إنتاج                                         | 1987-1991 (هاتشباك) 1988-1991 (سيدان) 1988-1996 (الارتداد) |
| المجسم                                        | اليابان: أوكازاكي، أيتشي (مصنع ناغويا) نيوزيلندا: بوريرو، ويلينجتون (تود موتورز) أستراليا: تونسلي، اديلايد (MMAL) إندونيسيا: باديمنغن، شمال جاكرتا (PT. كاراما يودا كيسوما موتور) الفلبين: ساينتا ( MMPC) تايلاند: ليم شابانغ (MMTh ) الولايات المتحدة: نورمال |
| الجسم والشاسيه                                | |
| نمط الجسم                                     | 3 أبواب هاتشباك و4 أبواب سيدان و 5 أبواب خلفي |
| تخطيط                                         | محرك أمامي ، دفع أمامي ، محركأمامي ، دفع رباعي |
| متعلق ب                                       | دودج / بليموث كولتإيجل ساميت |
| مجموعة نقل الحركة                             | |
| توصيل                                         | 4/5 سرعات يدوي3 سرعات أوتوماتيكي |
| أبعاد                                         | |
| قاعدة العجلات                                 | 2,385 مم (93.9 بوصة) (هاتشباك)2,455 مم (96.7 بوصة) (سيدان / خلفي) |
| طول                                           | 3950 مم (155.5 بوصة) (هاتشباك)4235 ملم (166.7 بوصة) (سيدان / خلفي) |
| عرض                                           | 1,670 مم (65.7 بوصة) |
| ارتفاع                                        | 1,380-1,400 ملم (54.3-55.1 بوصة) (هاتشباك)1405-1,425 ملم (55.3-56.1 بوصة) (سيدان / خلفي) |
| كبح الوزن                                     | 870-1190 كجم (1,918.0 - 2623.5 رطلاً) |

## الجيل الثالث (1987)
قدمت ميتسوبيشي الجيل الثالث الأكثر تقريباً من ميراج إلى اليابان في أكتوبر 1987. ترأس ماسارو فوروكاوا تصميم السيارة، مع إعطاء ياسوكيتشي أكاماتسو دور كبير المهندسين. وصل النموذج الأساسي، وهو هاتشباك بثلاثة أبواب مع باب خلفي عمودي وبيت زجاجي كبير أولاً. كانت السيارة السيدان، التي تم طرحها في اليابان في يناير 1988، مميزة من حيث الأسلوب مع الزجاج الخلفي الرأسي تقريباً، متأثراً بسيارة جالنت الأكبر. تم استكمال النطاق بخمسة أبواب للرجوع إلى الخلف في يونيو 1988، ولكن بدون متغير ستيشن واغن، ثابرت ميتسوبيشي على الطراز السابق حتى إصدار عربة واغن جديدة على هيكل الجيل الرابع. كما كان من قبل، تباينت تسمية ميراج وكولت ولانسر بين الأسواق ذات أشكال الجسم المختلفة غالباً ما يكون لها عناوين مختلفة في نفس السوق.
في اليابان، كانت سيارات السيدان متوفرة مع لوحات أسماء ميراج ولانسر، في حين تم بيع الأبواب الثلاثة على أنها ميراج فقط، والرفع الخلفي باسم لانسر فقط. تتميز سيارات السيدان اليابانية ميراج عادة بلاحقة «في صالون».
كانت المحركات المتوفرة 1.3 و1.5 لتر من الجازولين مضمّناً رباعي الأسطوانات و1.8 لتر بنزين ساتورن المضمن - أربعة.
بالنسبة لليونان فقط، فإن إصداراً سعة 1.2 لتراً من محرك أوريون المتوفر في طرازات مستوى الدخول ينتج 48 كيلو واط (65 حصانًا). تم ترحيل محرك ديزل سيريوس سعة 1.8 لتر من الشكل السابق. في اليابان، كانت الإصدارات ذات الدفع الرباعي متاحة أيضاً، مزودة بمحركات بنزين 1.5 لتر ومحقنة بالوقود، أو ديزل سعة 1.8 لتر. أطلق على الميراج الأعلى في اليابان اسم «سايبورغ»، والذي يتميز بمحرك توربو سعة 1.6 لتر يعمل على تطوير 145 حصاناً (107 كيلو واط)- نفس الوحدة التي تم تركيبها في سيارة جي أس آر سيدان.
تلقى الجيل الثالث عملية تجميل طفيفة في سبتمبر 1989، مع تلقي النماذج المتأخرة نفس المحركات المحدثة كما شوهد في الجيل التالي. في أكثر أنواع المحركات قوةً بشاحن توربيني، أنتج محرك 4G61 الجديد 160 حصاناً (118 كيلوواط) عند 6000 دورة في الدقيقة.
كانت الإصدارات الأوروبية متاحة مثل 1300 GL و1500 GLX و1600 GTi و1800 GTi 16v (من 1989)، مع ثلاثة أبواب تحمل علامة كولت وسيارة السيدان والرفع المسمى لانسر. قامت شركة ميتسوبيشي ببيع سيارة كولت «فان» للبيع بالتجزئة في أسواق أوروبية مختارة، كونها هيكل بثلاثة أبواب بدون نوافذ جانبية خلفية وبالتالي تجتذب ضرائب منخفضة في هذه الولايات القضائية.
نظراً لأن الجيل الأول من ميراج كان لا يزال قيد الإنتاج الأسترالي مثل كولت، فقد تم بيع جميع أنواع أجسام الجيل الثالث الثلاثة تحت اسم لانسر في ذلك السوق. في البداية، تم تعيين نماذج المواصفات الأسترالية على أنها سلسلة CA عند تقديمها في عام 1988، واعتماداً على تسمية CB لشد الواجهة عام 1990.
استمر بيع الرافعة في أستراليا جنباً إلى جنب مع الجيل الرابع (CC) من لانسر المشتقة من ميراج من عام 1992 حتى عام 1996. ومن المربك أن الارتداد المرتجع تم أيضاً تعيين نموذج CC هذا.

حدثت مبيعات سيارات السيدان وثلاثة أبواب في أمريكا الشمالية تحت اسم ميتسوبيشي ميراج لعام 1989 إلى 1992. تم بيع المتغيرات المصممة للشارة أيضاً في الولايات المتحدة مثل دودج بلايموث كولت (ثلاثة أبواب فقط) وإيغل سوميت.

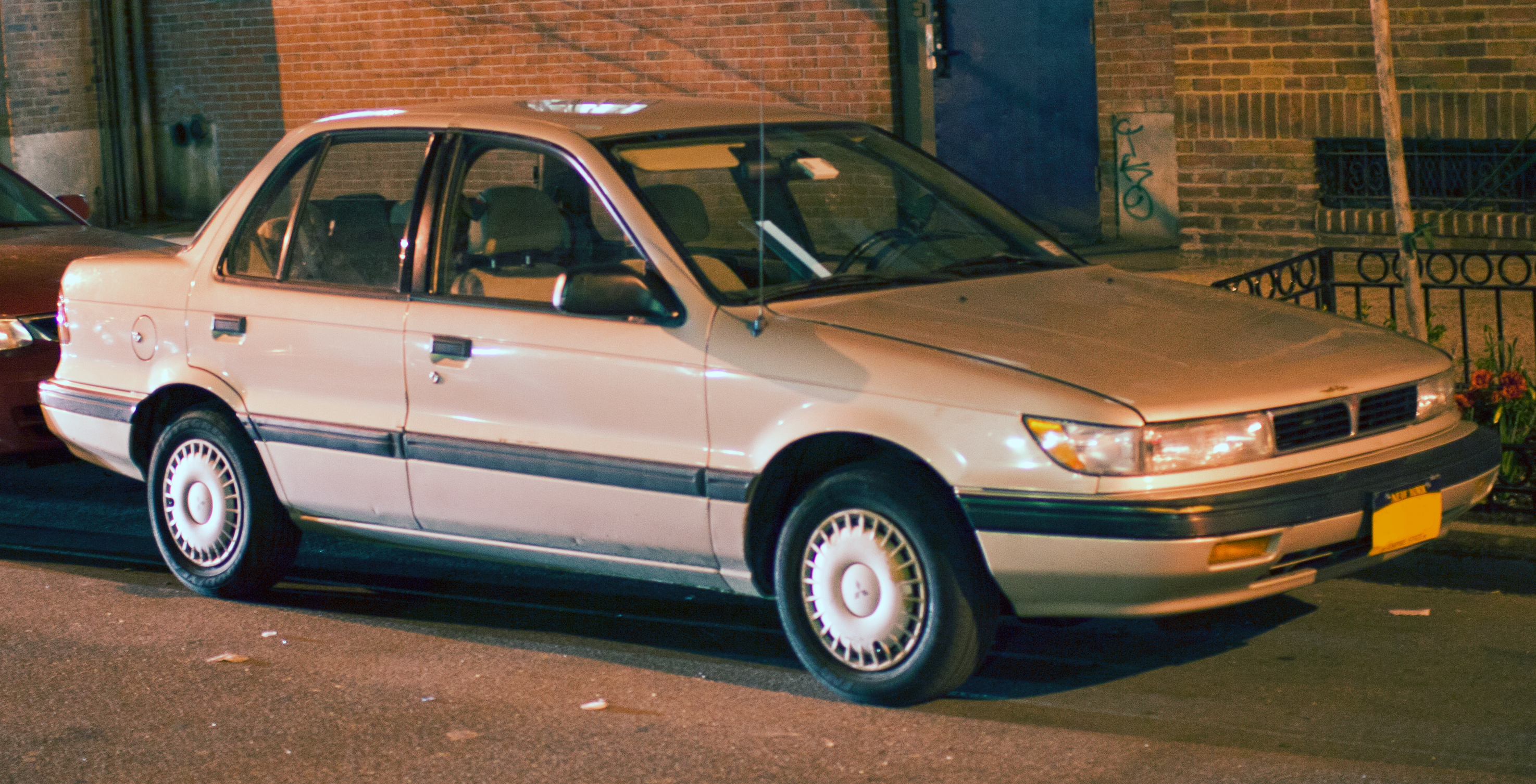
شد الواجهة ميتسوبيشي ميراج سيدان (الولايات المتحدة)
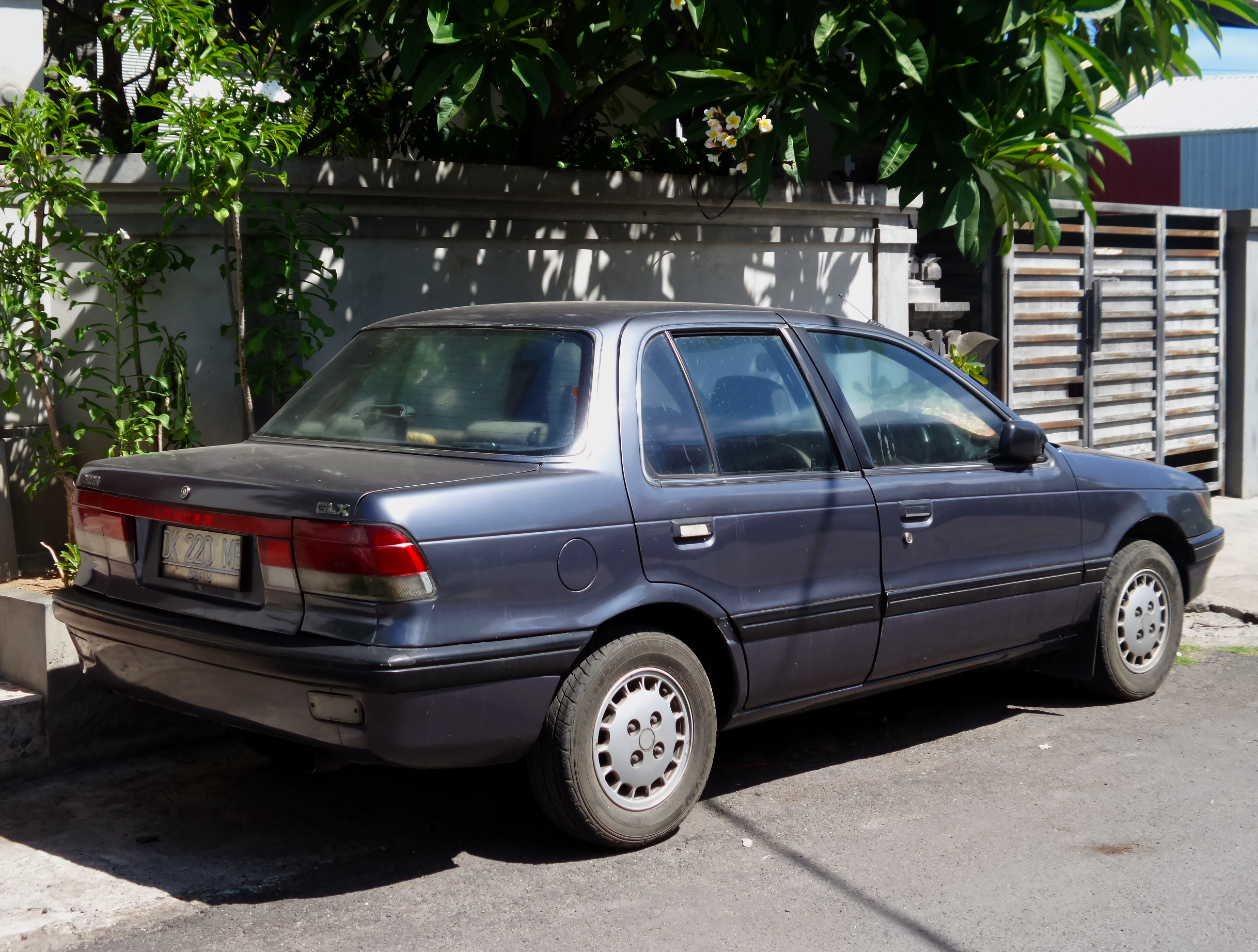
شد الواجهة ميتسوبيشي لانسر سيدان (إندونيسيا)
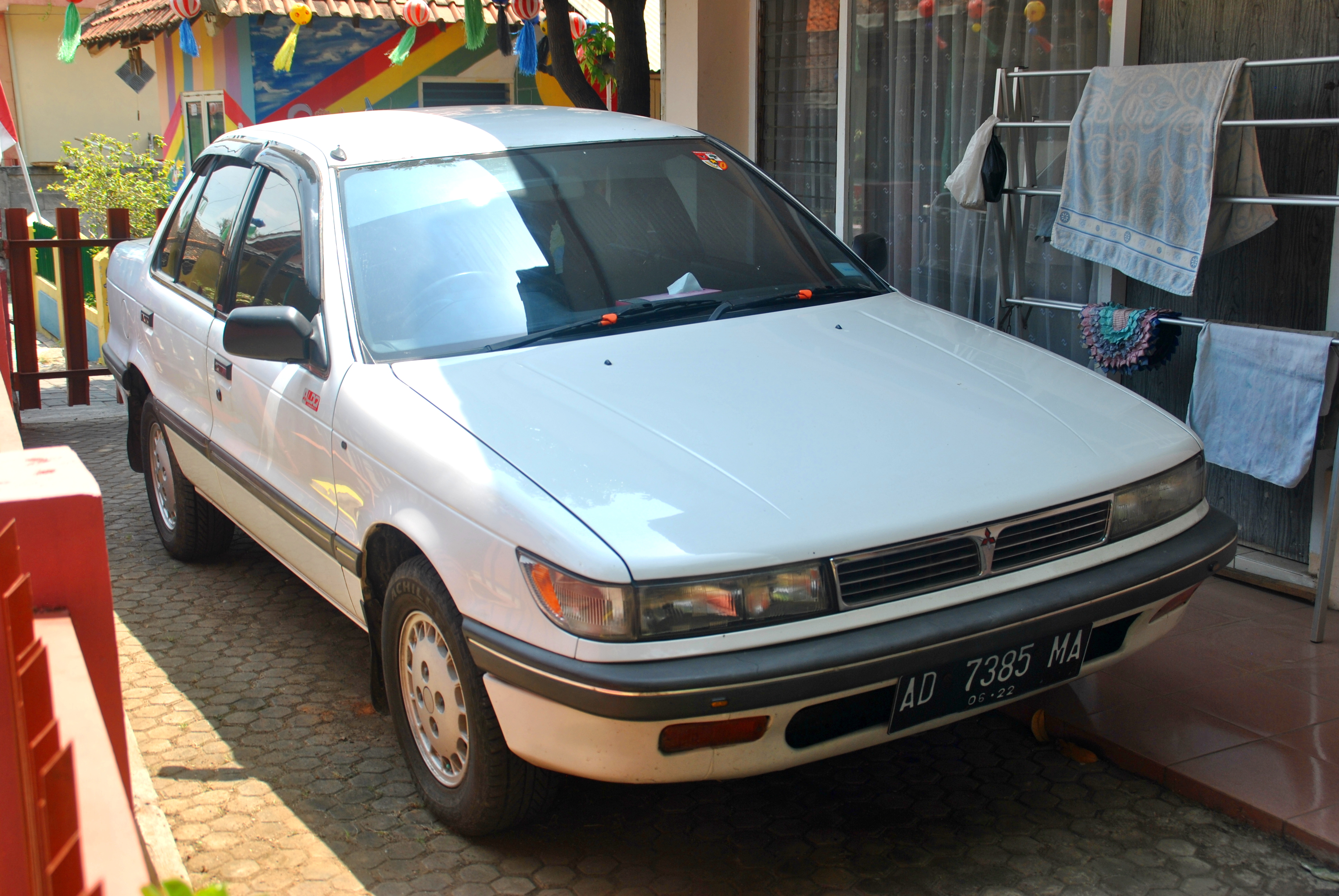
شد الواجهة ميتسوبيشي لانسر سيدان
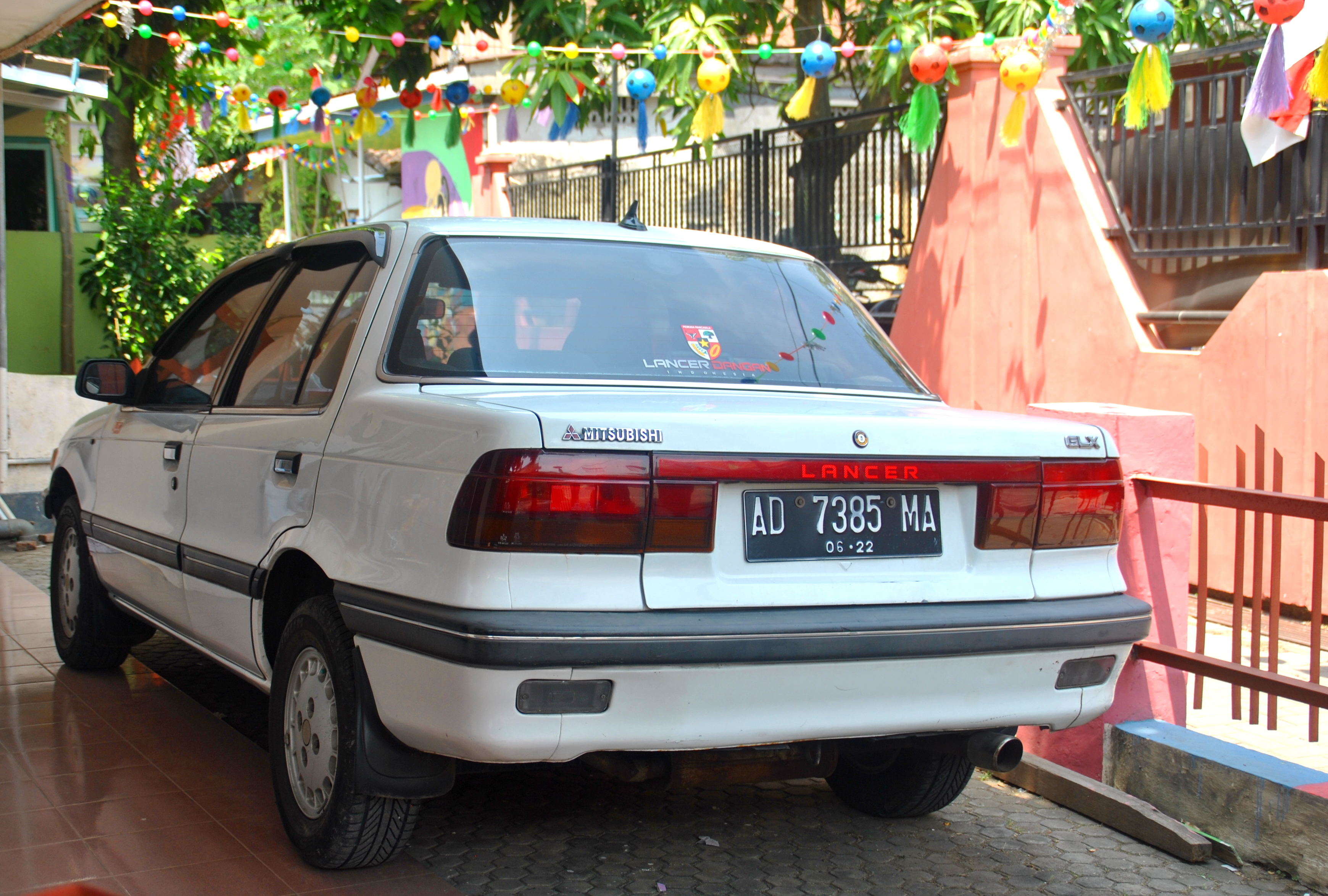
شد الواجهة ميتسوبيشي لانسر سيدان
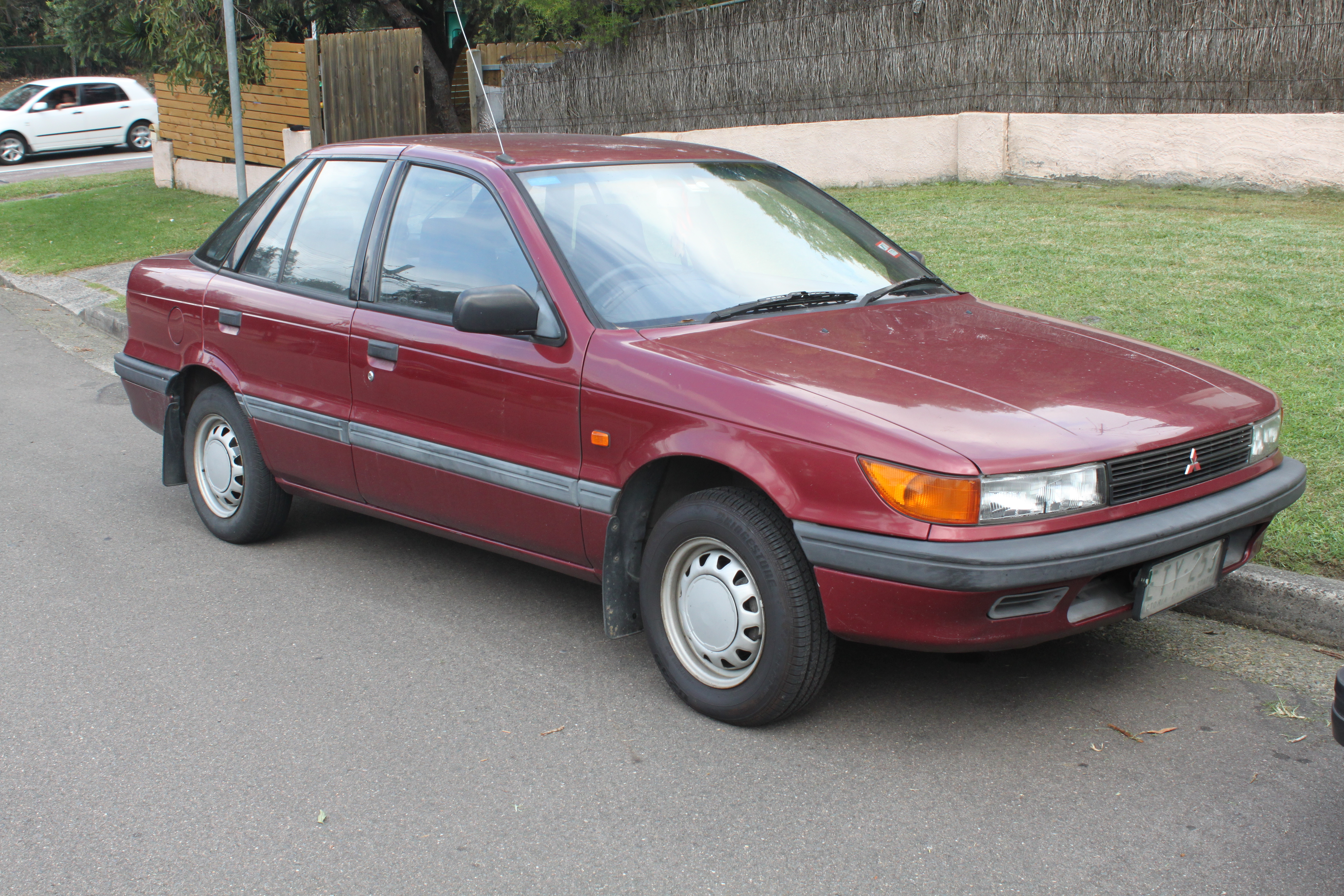
شد الواجهة ميتسوبيشي لانسر سيدان
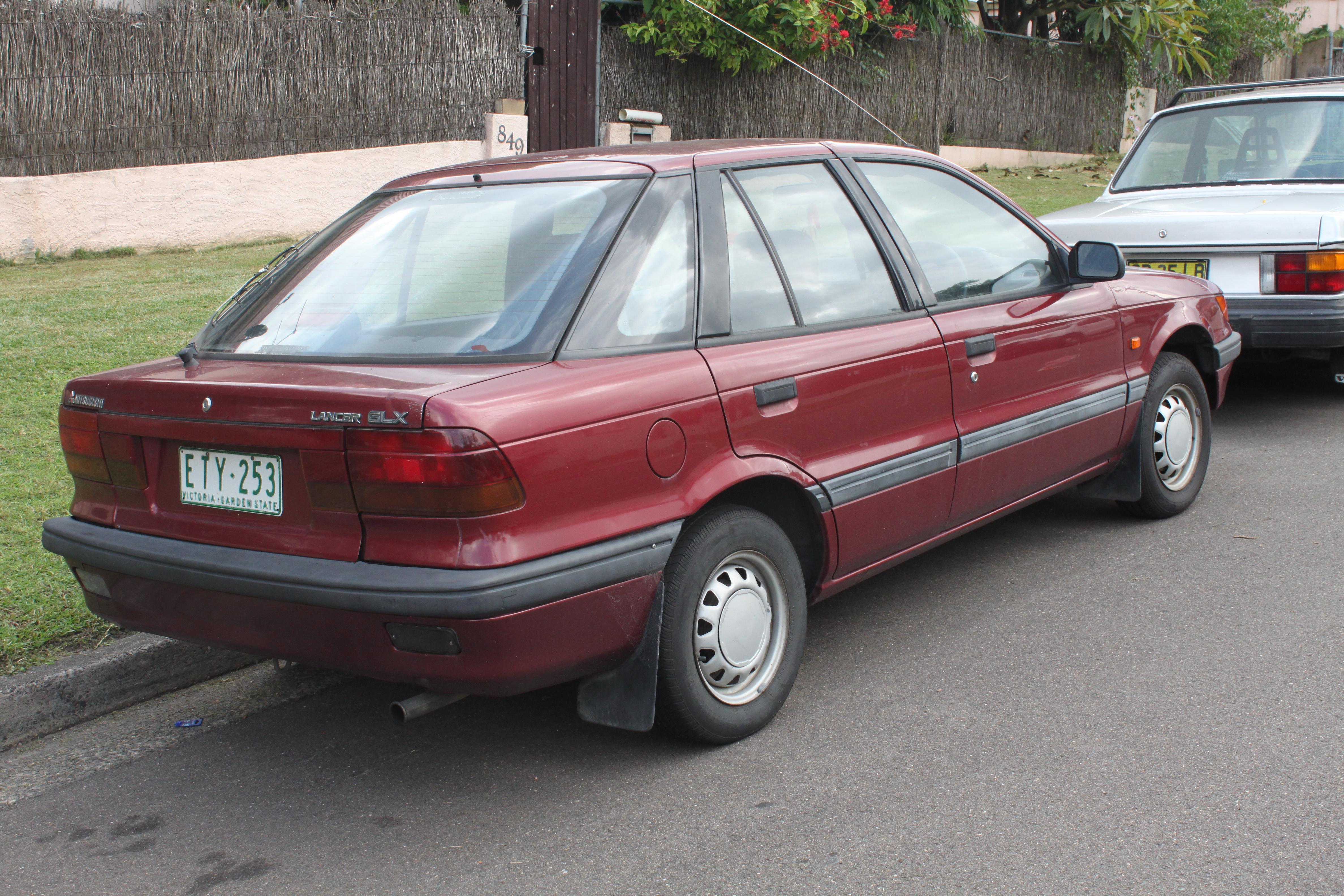
شد الواجهة ميتسوبيشي لانسر سيدان

في كندا، تم أيضاً عرض سيارة دودج / بلايموث سيدان لأن علامة ميتسوبيشي التجارية لم تعمل في السوق حتى عام 2003. بالنسبة لإصدارات ميتسوبيشي التي تحمل شارة، حملت هاتشباك العلوية محركاً داخلياً رباعي الأسطوانات سعة 1.6 لتر من الجيل الرابع 61t بسعة 135 حصاناً (101 كيلو واط).  بالنسبة لعام 1991، عززت رؤوس الصمامات الإثني عشر الجديدة للمحرك سعة 1.5 لتر 4G15 (ثلاثة صمامات لكل أسطوانة) الطاقة من 81 إلى 92 حصان (60 إلى 69 كيلوواط)، وعرضت سيارة GS سيدان 1.6 لتر 4G61 بقوة 123 حصان (92 كيلوواط) وناقل حركة أوتوماتيكي قياسي رباعي السرعات.

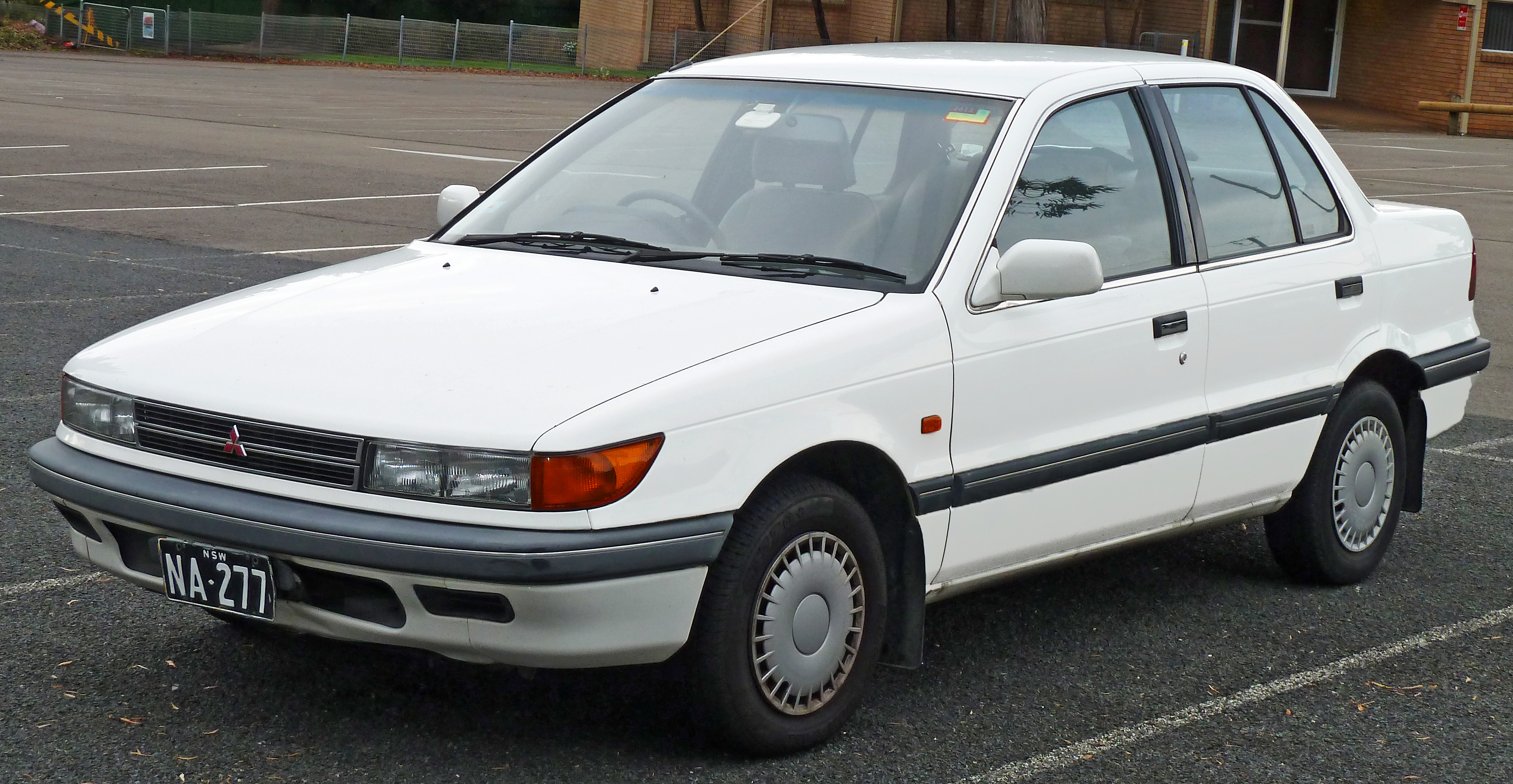
ميتسوبيشي لانسر سيدان ما قبل تجميل (أستراليا)
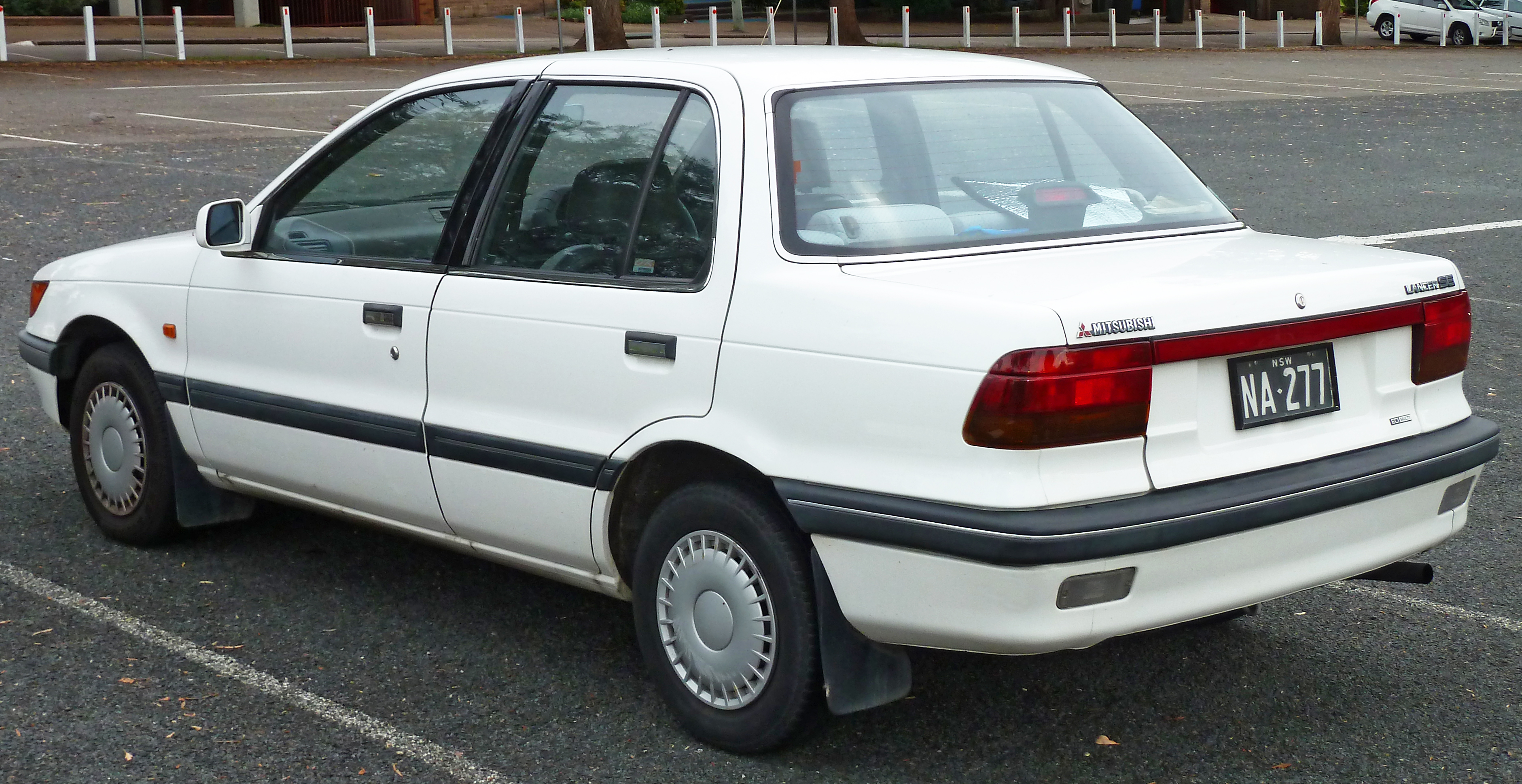
ميتسوبيشي لانسر سيدان ما قبل تجميل (أستراليا)
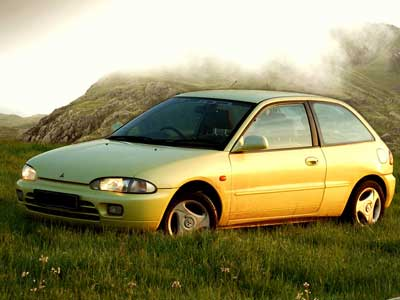
ميتسوبيشي كولت 3 أبواب (ألمانيا)
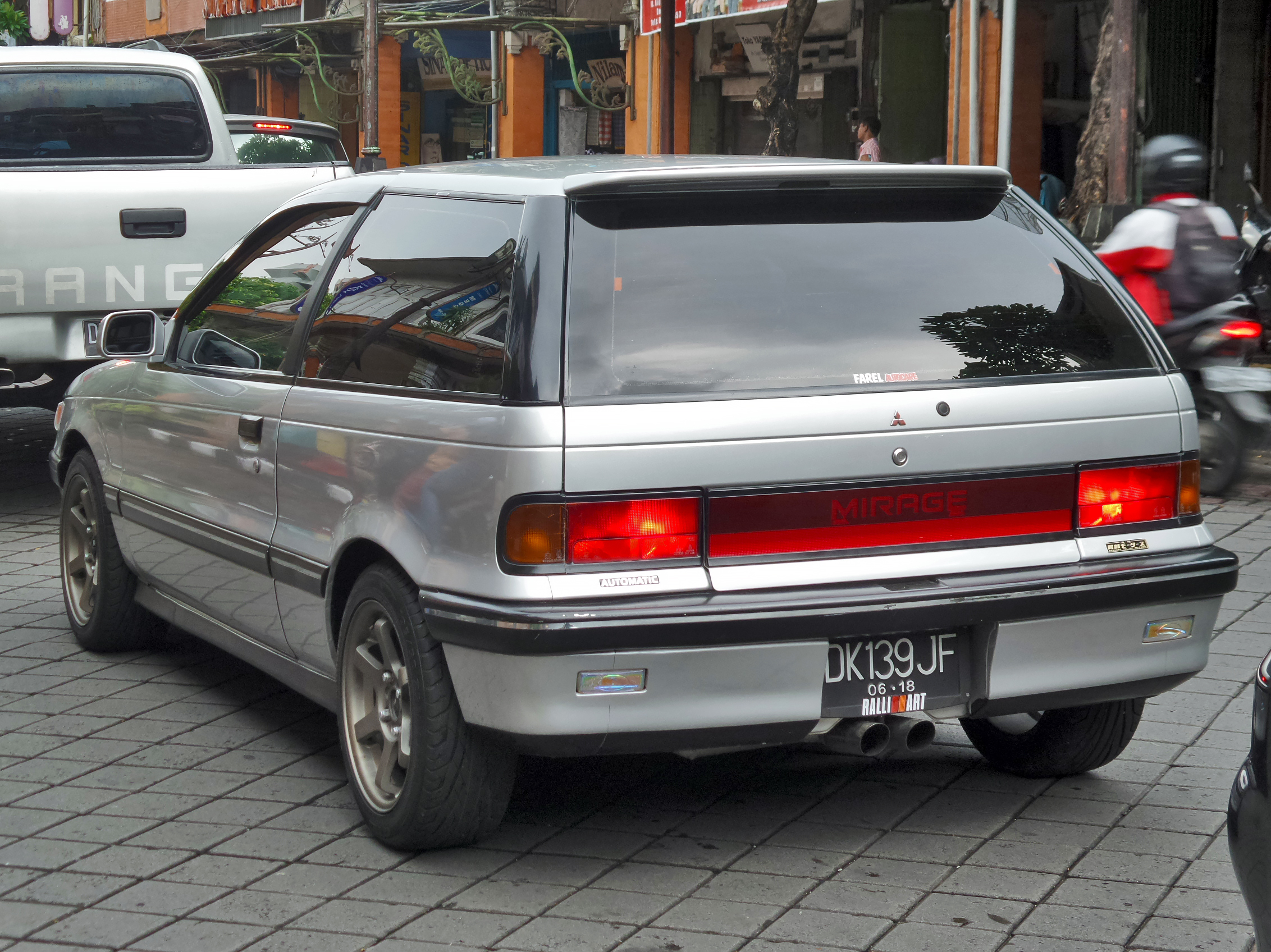
ميتسوبيشي ميراج 3 أبواب (إندونيسيا)
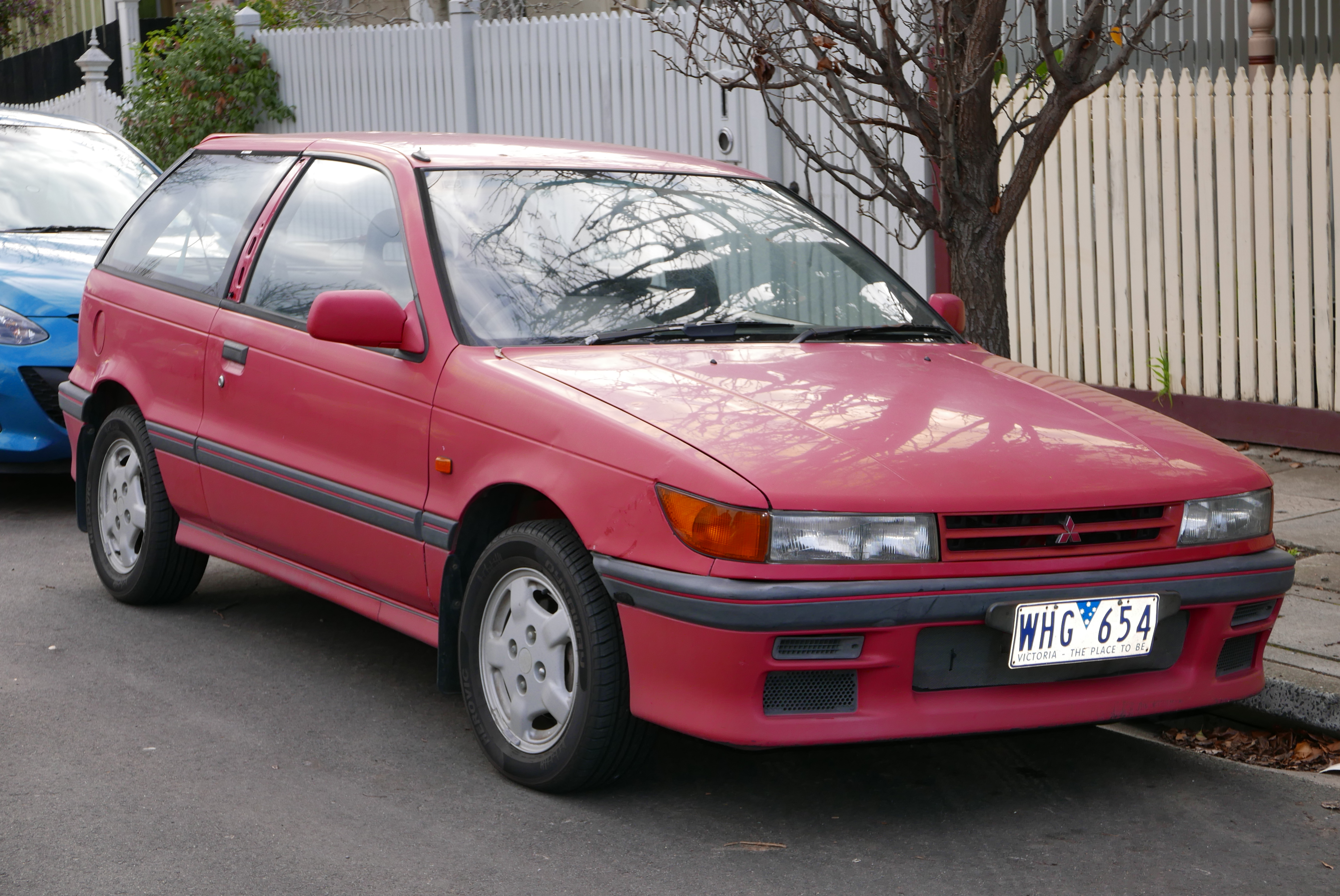
ميتسوبيشي لانسر GSR 3 أبواب قبل شد الوجه (أستراليا)
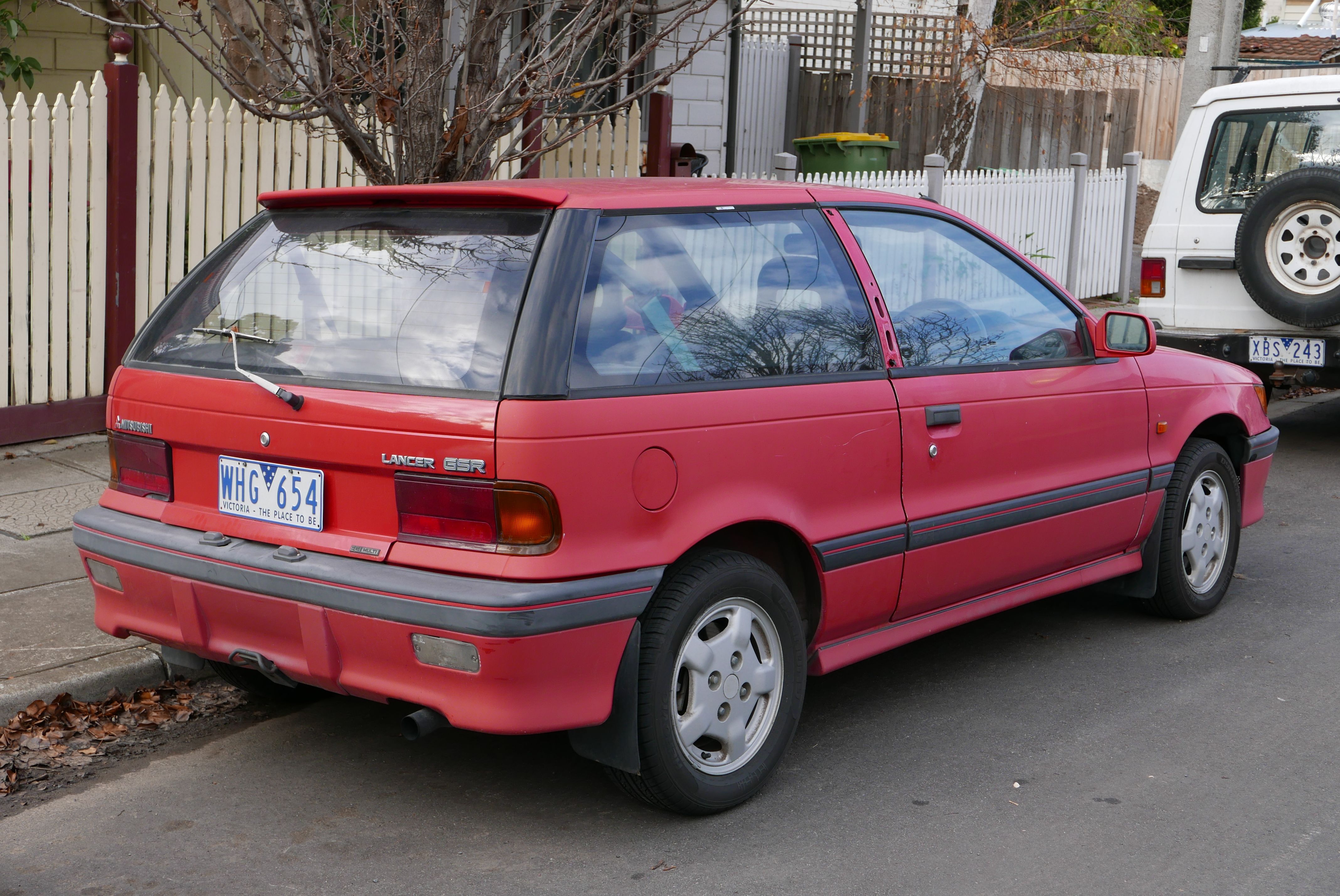
ميتسوبيشي لانسر GSR 3 أبواب قبل شد الوجه (أستراليا)
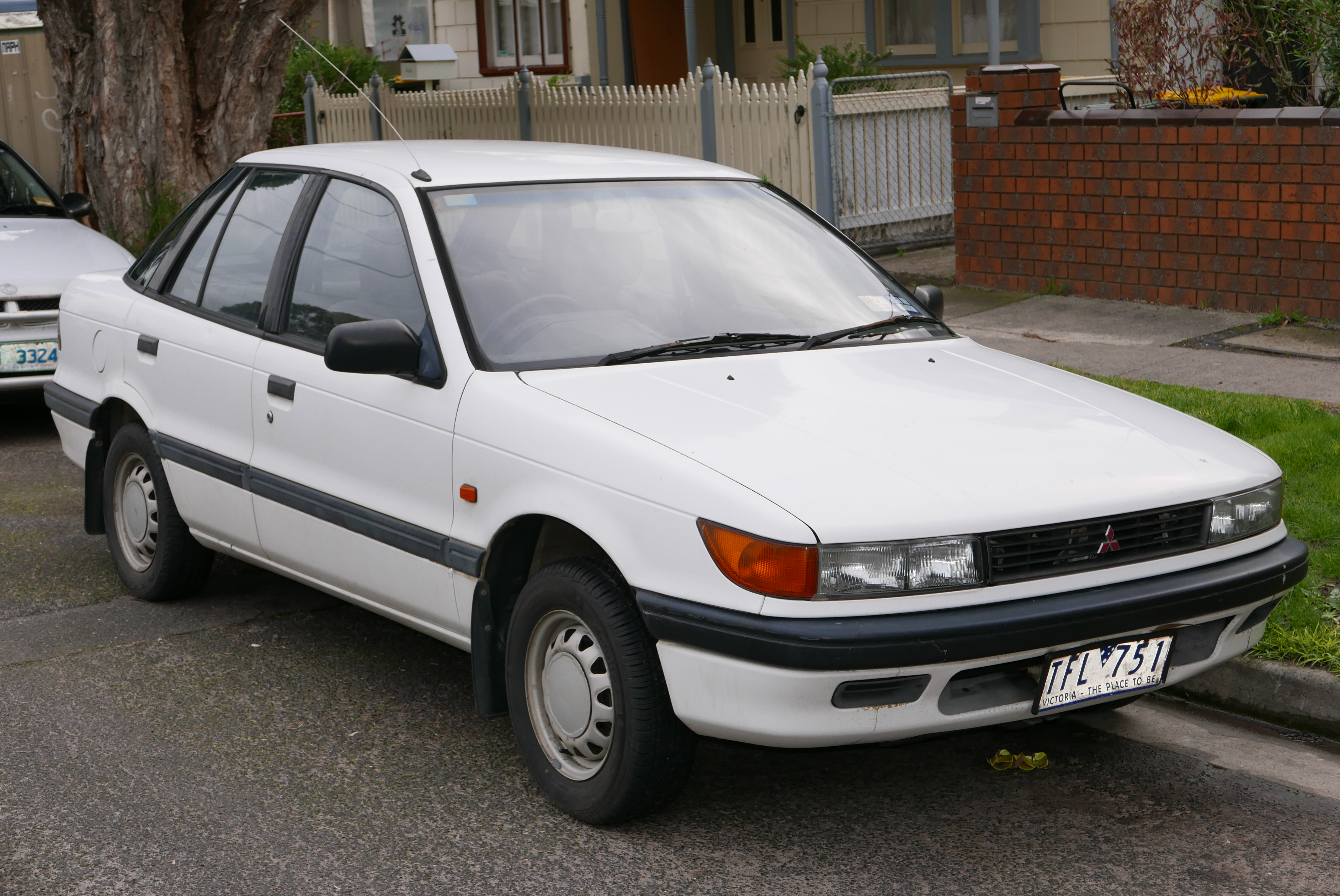
الرفع الخلفي لميتسوبيشي لانسر (أستراليا) قبل شد الواجهة

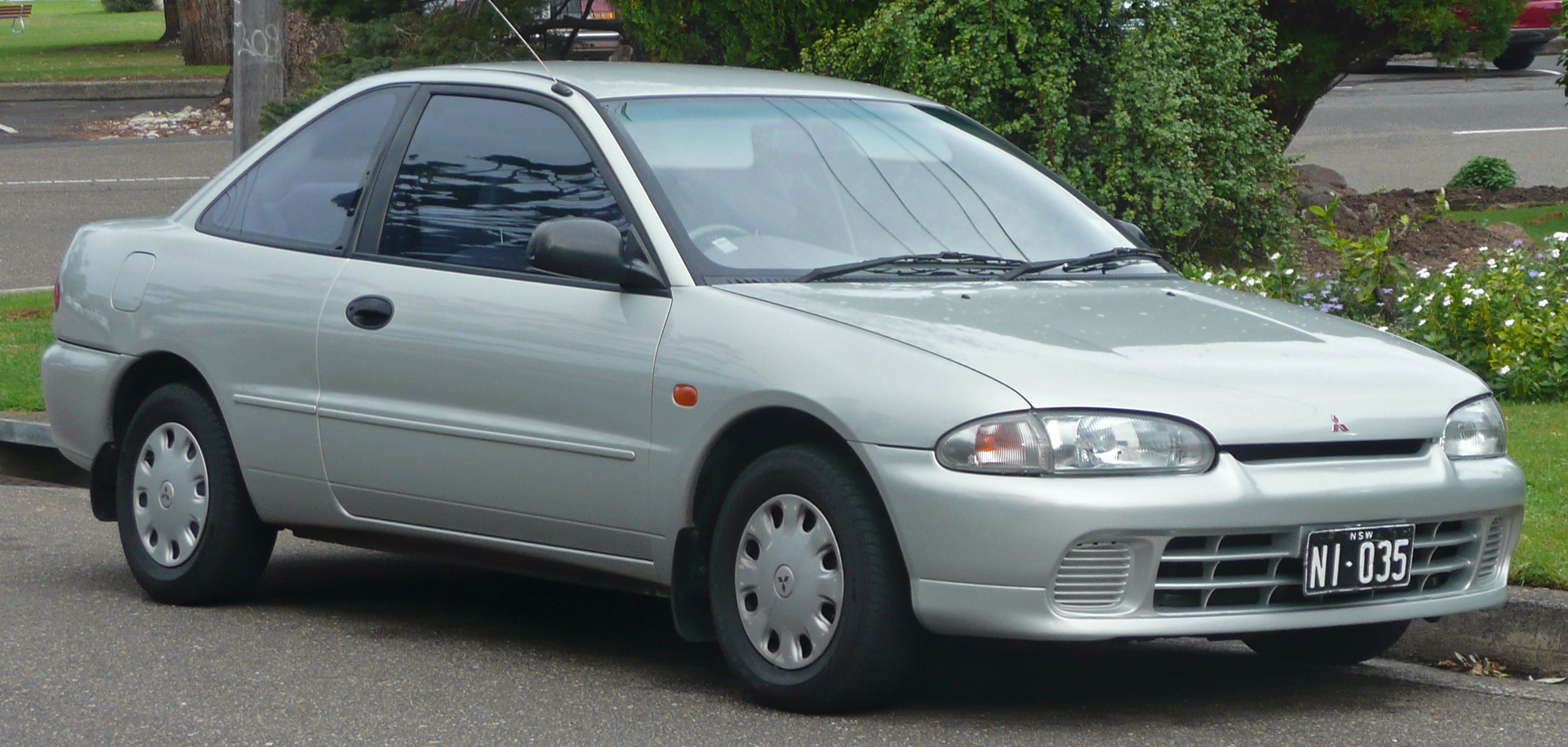

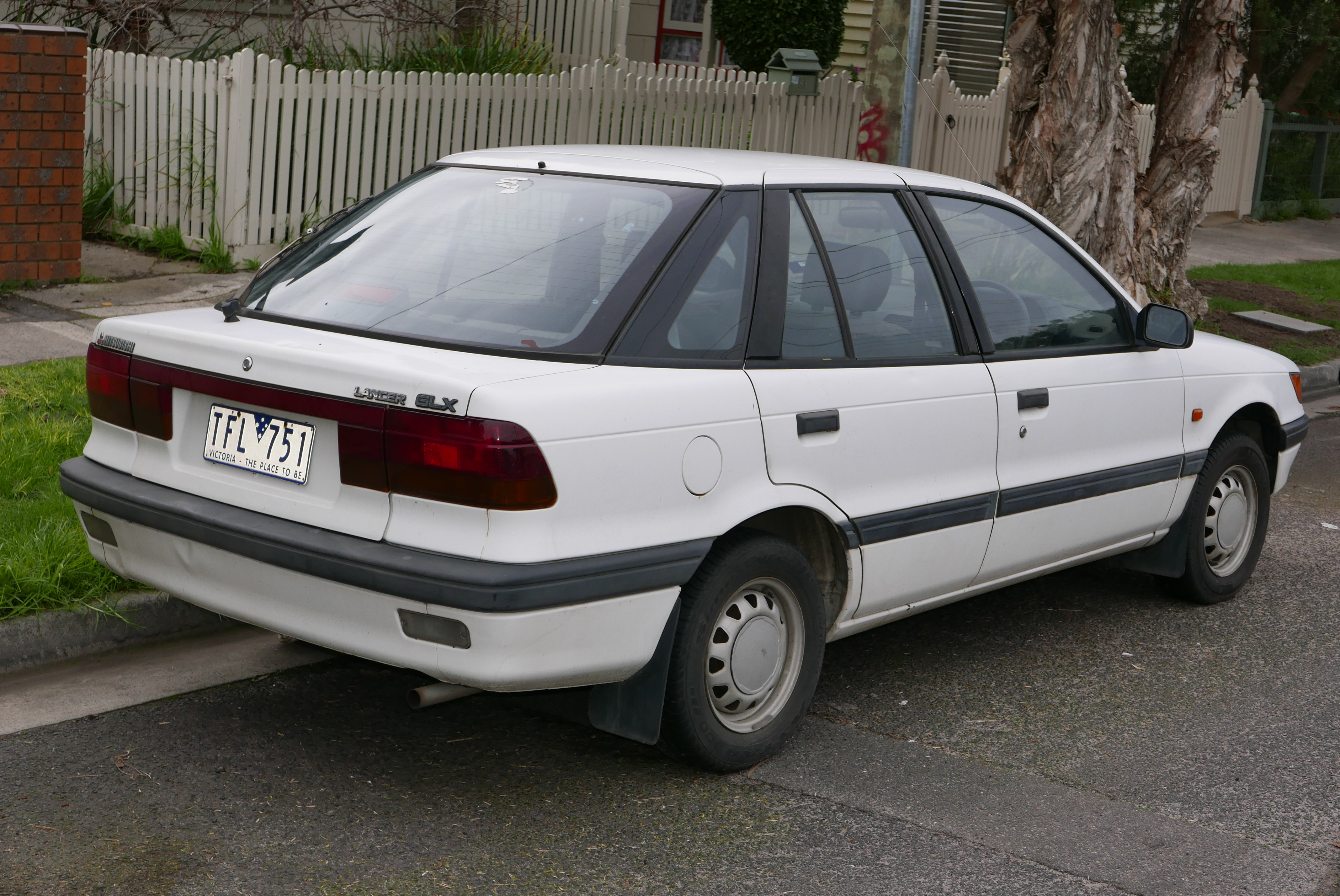
الرفع الخلفي لميتسوبيشي لانسر (أستراليا) قبل شد الواجهة

| الجيل الرابع                     | الجيل الرابع |
| ميتسوبيشي لانسر كوبيه (أستراليا) | ميتسوبيشي لانسر كوبيه (أستراليا) |
| ملخص                             | ملخص |
| -------------------------------- | --- |
| أيضا يسمى                        | ميتسوبيشي كولت ميتسوبيشي لانسر ميتسوبيشي ليبيرو (عربة؛ اليابان فقط) |
| إنتاج                            | أكتوبر 1991-19951992-2012 (عربة) |
| المجسم                           | اليابان: أوكازاكي، أيتشي (مصنع ناغويا ) إندونيسيا: باديمنغن، شمال جاكرتا (PT. كاراما يودا كيسوما موتور) الفلبين: ساينتا ( MMPC) تايلاند: ليم شابانغ (MMTh ) الولايات المتحدة: نورمال نيوزيلندا: ويلينجتون تايوان: يانغ مي (شاين موتور) |
| الجسم والشاسيه                   | |
| نمط الجسم                        | 2-باب كوبيه3-أبوات هاتشباكسيدان 4 أبواب (أربعة نوافذ)سيدان 4 أبواب (ستة نوافذ) عربة ستيشن5 أبواب |
| تخطيط                            | محرك أمامي ، دفع أمامي ، محركأمامي ، دفع رباعي |
| متعلق ب                          | ميتسوبيشي لانسر إيفولوشندودج / بليموث كولتإيجل ساميتبروتون أرينا / بوترا / ساتريا / ويرا |
| مجموعة نقل الحركة                | |
| توصيل                            | 4/5 سرعات يدوي 3/4 سرعات أوتوماتيكية |
| أبعاد                            | |
| قاعدة العجلات                    | 2440 مم (96.1 بوصة) (كوبيه / هاتشباك)2500 مم (98.4 بوصة) (سيدان / واجن) |
| طول                              | 3950 ملم (155.5 بوصة) (هاتشباك)4225 ملم (166.3 بوصة) (كوبيه) 4270-4.310 ملم (168.1-169.7 بوصة) (سيدان)4.270-4.420 ملم (168.1-174.0 بوصة) (عربة)                                                                                        |
| عرض                              | 1,680–1690 ملم (66.1–66.5 بوصة) |
| ارتفاع                           | 1,365-1,375 ملم (53.7-54.1 بوصة) (هاتشباك)1,365-1,420 ملم (53.7-55.9 بوصة) (سيدان)1,370 ملم (53.9 بوصة) (كوبيه)1,430-1,530 ملم (56.3-60.2 بوصة) (عربة)                                                                                 |
| كبح الوزن                        | 870–1,140 كجم (1,918.0–2,513.3 رطل) (هاتشباك)900–1,260 كجم (1,984.2–2,777.8 رطل) (سيدان)910–1,070 كجم (2,006.2–2,358.9 رطل) (كوبيه)990–1,280 كجم (2,182.6–2,821.9 رطل) عربة)                                                           |

## الجيل الرابع (1991)
في أكتوبر 1991، ظهر الجيل الرابع من طراز ميراج لأول مرة في السوق اليابانية جنباً إلى جنب مع لانسر ذات الصلة. انطلاقاً من السلسلة السابقة، تبنت ميراج الجديدة شكلاً أكثر استدارة للهيكل - وهو تغيير تكرره الكثير من صناعة السيارات في أوائل التسعينيات. كما كان من قبل، تتألف تشكيلة ميراج اليابانية من هاتشباك بثلاثة أبواب (تسمى الآن ميراج سايبورغ) وسيدان (الآن مع منزل زجاجي بستة نوافذ)، بالإضافة إلى نوع جسم الكوبيه الجديد أستي. قدمت أنواع لانسر التي تم بيعها في اليابان أنواعاً فريدة من نوعها للجسم - سيارة سيدان بأربع نوافذ، واعتباراً من مايو 1992، كانت عربة ستيشن واغن تسمى ببساطة ميتسوبيشي ليبيرو. في معظم الأسواق، تزامن تقديم العربة مع تحديث صغير لعام 1993، مع مصدات جديدة وتعديلات على تشكيلة المحرك. تم بيع عربة لانسر حتى عام 2003 في أسواق أستراليا ونيوزيلندا، بشكل أساسي لمشتري الأسطول. لا تزال العربة تُباع اعتباراً من عام 2012 في بليز، ولكن اعتباراً من 2013 لم يعد النموذج معروضاً على الموقع الإلكتروني.
على عكس الأجيال السابقة، كانت مجموعة لانسر في السوق اليابانية تتعايش مع تمايز أكبر عند مقارنتها بطراز ميراج. تتميز الميراج بمظهرها الرياضي وغطاء محركها المدبب، بمصابيح أمامية بيضاوية الشكل مع شبكة ضيقة للغاية ذات منفذ واحد. اختلفت أشكال لانسر مع تصميم أكثر زاوية يتميز بالتصميم الأكثر استقامة. تتميز لانسر أيضاً برفارف معاد تشكيلها، ومصابيح أمامية أقل تقريباً، وشبكة أكبر ثنائية المنافذ. على الرغم من أن كلاهما تم بناؤه على نفس المنصة، إلا أن سيارة لانسر سيدان ذات المواصفات اليابانية تلقت صفائح معدنية مختلفة عن نظيرتها من طراز ميراج. أكثر تقليدية في صورة ظلية، ظهرت سيارة لانسر (الملحقة في صالون) ببيت زجاجي بسيط بأربع نوافذ، في حين اعتمدت سيارة ميراج سيدان أكثر حداثة من ستة نوافذ مع صندوق مختصر.
كانت تسمية النماذج المختلفة للتصدير كثيرة ومتنوعة. بصفتها ميتسوبيشي، اقتصر الباب الثلاثة على أسماء ميراج وكولت، لكن سيارة ميراج أستي كوبيه غالباً ما كانت تحمل شارة لانسر أيضاً. مع سيارة السيدان، قامت أسواق التصدير فقط بتجزئة النوافذ الأربعة، على الرغم من أن هذا حدث تحت اسمي لانسر وميراج.
كانت خيارات مجموعة نقل الحركة من ميتسوبيشي واسعة مع هذه المنصة الجديدة. كان الدفع بالعجلات الأمامية هو الأكثر شيوعاً، مع توفر الدفع الرباعي لبعض الطرز. تراوحت المحركات من 1.3 إلى 1.8 لتر بنزين طبيعي بسعة 4 ليتر، وإصدارات 1.8 و2.0 لتر بشاحن توربيني، بالإضافة إلى 1.8 و2.0 لتر ديزل. والجدير بالذكر أنه تم أيضاً تقديم نوع محرك بنزين V6، مما أدى إلى إزاحة 1.6 لتر فقط، مما يجعله أصغر محرك V6 يتم إنتاجه بكميات كبيرة.  تم بيع المحرك رباعي الشاحن التوربيني سعة 1.8 لتر، والذي ينتج 145 كيلوواط (197 حصاناً)، على أنه «لانسر جي إس آر» واعتباراً من سبتمبر 1993، شكل أساس لانسر إفيليوشن التي استخدمت محرك 2.0 لتر 4G63 من جالانت الناجح  VR-4 سيارة رالي. تم إطلاق نسخة كهربائية من العربة في اليابان باسم «لانسر لايبرو إيف» باستخدام بطارية من النيكل والكادميوم.
تم إصدار إصدارات السوق الأسترالية لهذا الجيل في أواخر عام 1992 وتمت الإشارة إليها رسمياً باسم سلسلة سي سي لانسر. كان للمشترين خيار لانسر كوبيه (متوفرة في مستويات معدات GL وGLXi)، السيدان (GL، إكسكيوتف، وGSR)، والعربة (التنفيذية). تم تجهيز ناقل الحركة اليدوي بخمس سرعات بشكل قياسي، مع توفر جميع المتغيرات باستثناء ج.أس.آر مع ناقل حركة أوتوماتيكي - ثلاث تروس لقاعدة الكوبيه والسيدان - ووحدة بأربع سرعات لبقية التشكيلة. تميزت جي إل كوبيه وسيدان بمحرك مكربن سعة 1.5 لتر، مع محرك حقن الوقود سعة 1.8 لتر مخصص لبقية السلسلة. جميع المحركات باستثناء ج.أس آر هي تصميم عمود كامات علوي واحد؛ تتميز ج.أس آر بأعمدة كامات علوية مزدوجة، بالإضافة إلى شاحن توربيني ومبرد داخلي.
تم إطلاق هذا النموذج في الولايات المتحدة لعام 1993 باسم ميراج، حيث تم الحصول على جميع المتغيرات الآن من اليابان (بدلاً من اليابان أو إلينوي كما في السابق). تم بيع نفس أشكال الجسم أيضاً مثل دودج وبلايموث كولت في كل من الولايات المتحدة وكندا. تم بيع سيارة السيدان الدفيئة ذات الست نوافذ في هذه البلدان باسم إيغل سوميت إلى جانب سيارة كوبيه تحمل الاسم نفسه. بالنسبة للإصدارات التي تحمل علامة ميتسوبيشي التجارية التي تُباع في الولايات المتحدة فقط، تم تقديم الكوبيه وسيدان بأربعة نوافذ في مستويات القطع الأساسية وS وES وLS.
كان ناقل الحركة اليدوي بخمس سرعات قياسياً، على الرغم من أن ناقل الحركة الأوتوماتيكي كان اختيارياً في جميع سيارات ميراج باستثناء S كوبيه. احتفظت ميتسوبيشي بمحرك الجيل السابق سعة 1.5 لتر 4G15 بقوة 92 حصاناً (69 كيلو واط)، لكنها زودت سيارات السيدان ES وLS بمحرك جديد سعة 1.8 لتر 4G93 بقوة 113 حصان (84 كيلو واط). بالنسبة لعام 1994، قدمت ميتسوبيشي وسادة هوائية للسائق، وفقدت LS سيدان مكابحها الاختيارية المانعة للانغلاق، وحصلت LS كوبيه على محرك سعة 1.8 لتر كان حصرياً في السابق لسيارات السيدان. كان عام 1994 هو العام الأخير لمبيعات التجزئة لسيارات ميراج السيدان (التي أصبحت مقتصرة على الأساطيل) ولسيارة دودج وبلايموث كولت تماماً، على الرغم من أن سيارة إيغل سوميت السيدان والكوبيه ظلت معروضة للبيع جنباً إلى جنب مع ميراج كوبيه حتى عام 1996. نتيجة لذلك، عادت كوبيه S وLS ميراج فقط لطراز عام 1995، واستفاد كلاهما من الوسادة الهوائية الجانبية للراكب الجديد ووحدة التحكم المركزية المغطاة (وبالتالي حذف أحزمة المقاعد الأمامية الآلية). اكتسبت ميراج إل.أس كوبيه لعام 1995 عجلات 14 بوصة، لكنها حذفت الوصول إلى النوافذ الكهربائية، وأقفال الأبواب الكهربائية، والتحكم في التطواف.
منحت ميتسوبيشي بروتون في ماليزيا ترخيصاً لتصميم الجيل الرابع من عام 1993 - وظلت تُنتج في شكل بعيد حتى عام 2010. أول إصدار تم إنتاجه، كانت السيارة السيدان تحمل شارة بروتون ويرا (1993-2007) وتم استكمالها بتصميم بروتون خمسة أبواب ويرا هاتشباك (1993-2004).

بدأ التصنيع الماليزي للمتغيرات الأخرى في وقت لاحق، مع ثلاثة أبواب ساتريا (1994-2005) وبوترا كوبيه (1996-2000 \ و2004-2005). ثم طور بروتون نوعاً منفعياً كوبيه ظهر في عام 2002 باسم أرينا، واستمر حتى عام 2010.

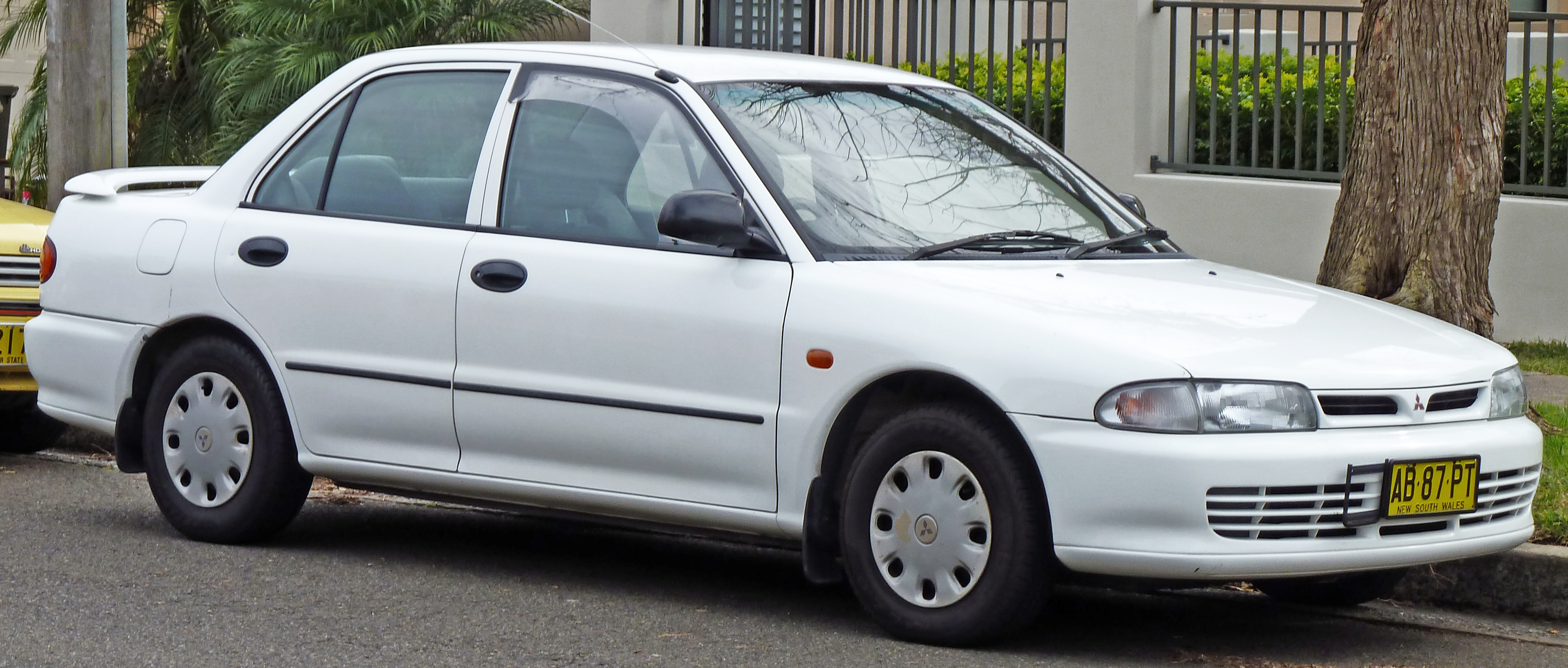
ميتسوبيشي لانسر أربع نوافذ سيدان (أستراليا)
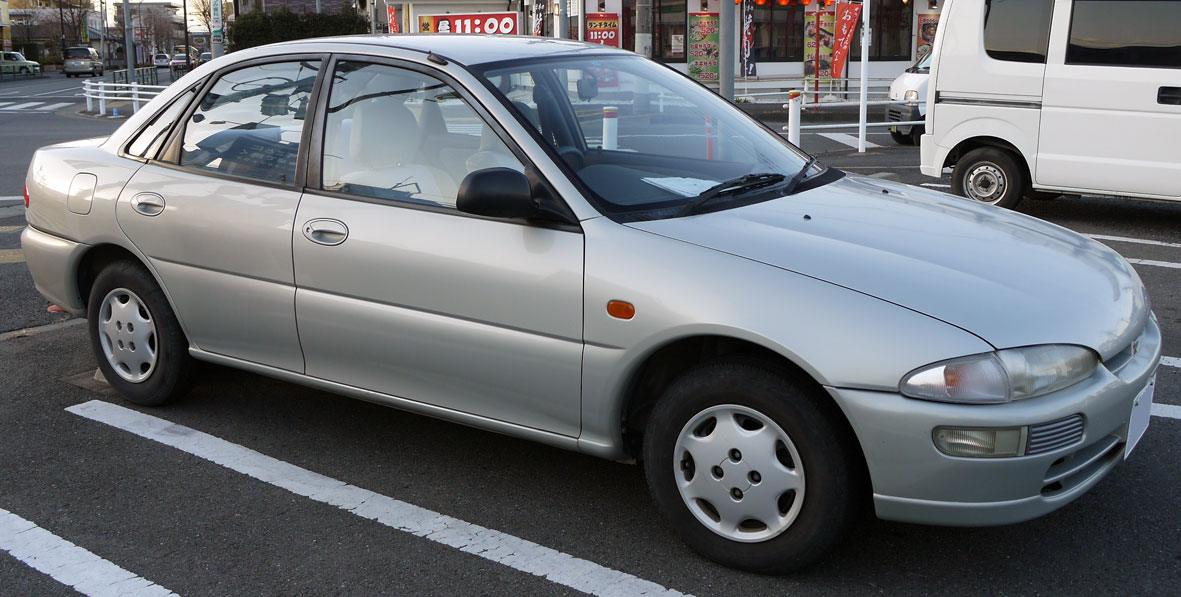
ميتسوبيشي ميراج ست نوافذ سيدان (اليابان)
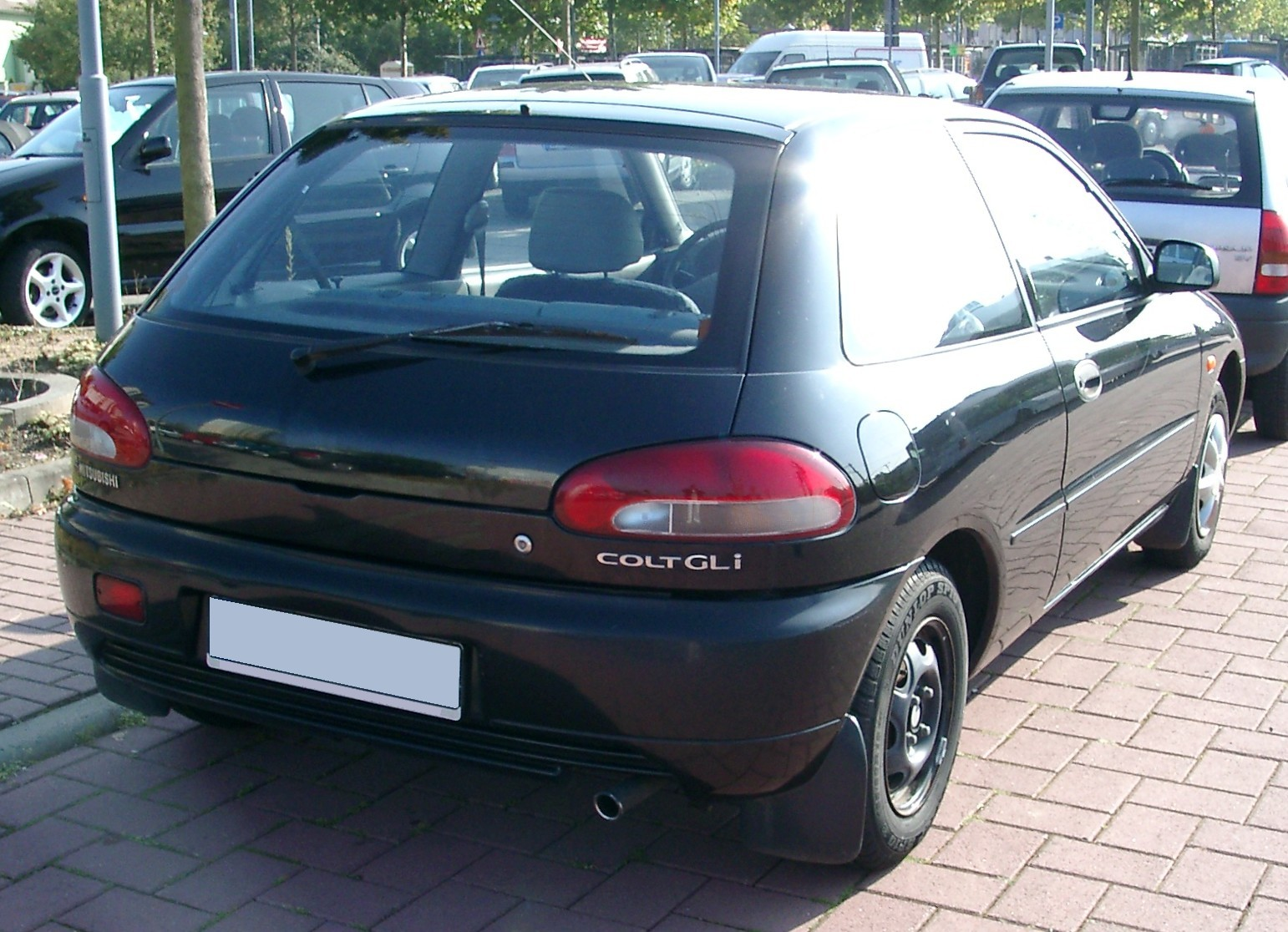
ميتسوبيشي كولت 3 أبواب (أوروبا)
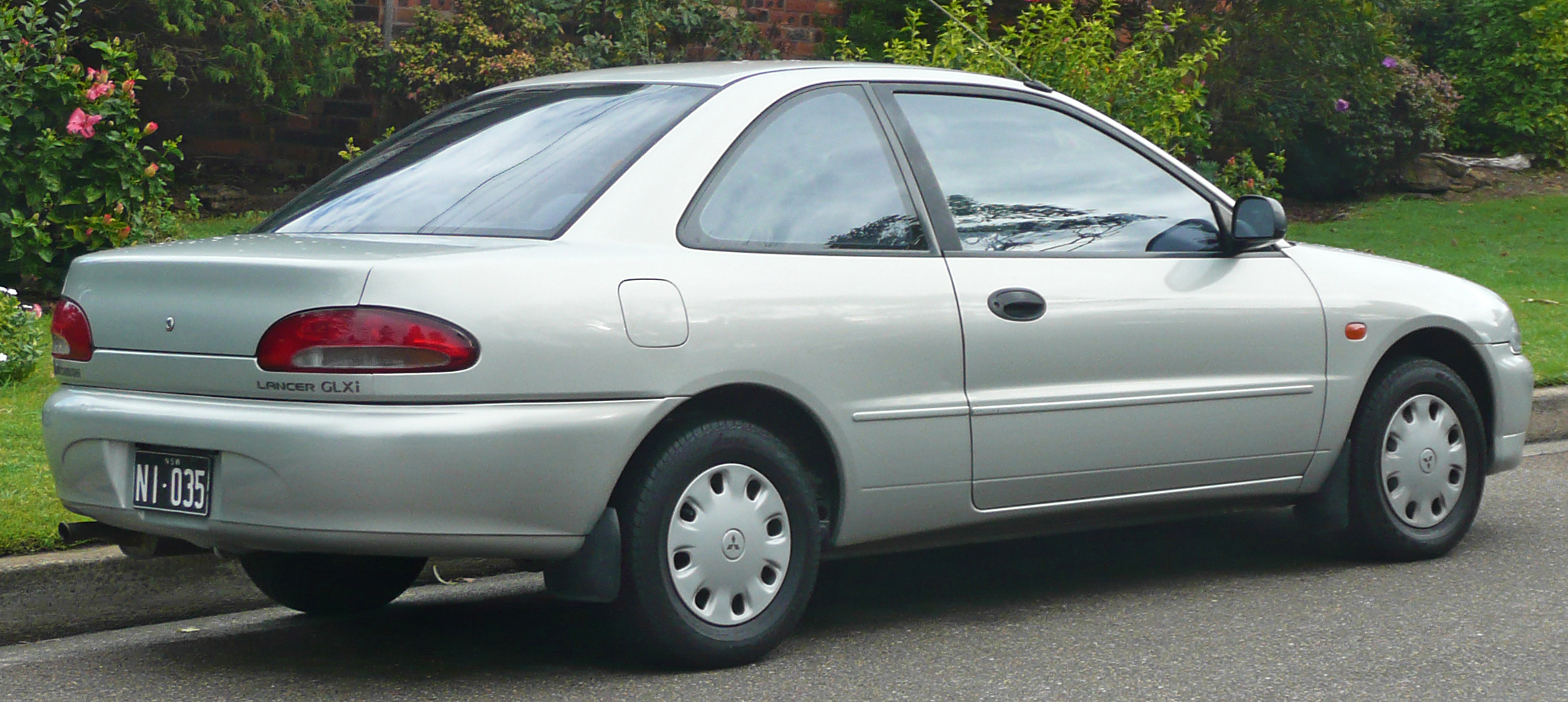
ميتسوبيشي لانسر كوبيه (أستراليا)
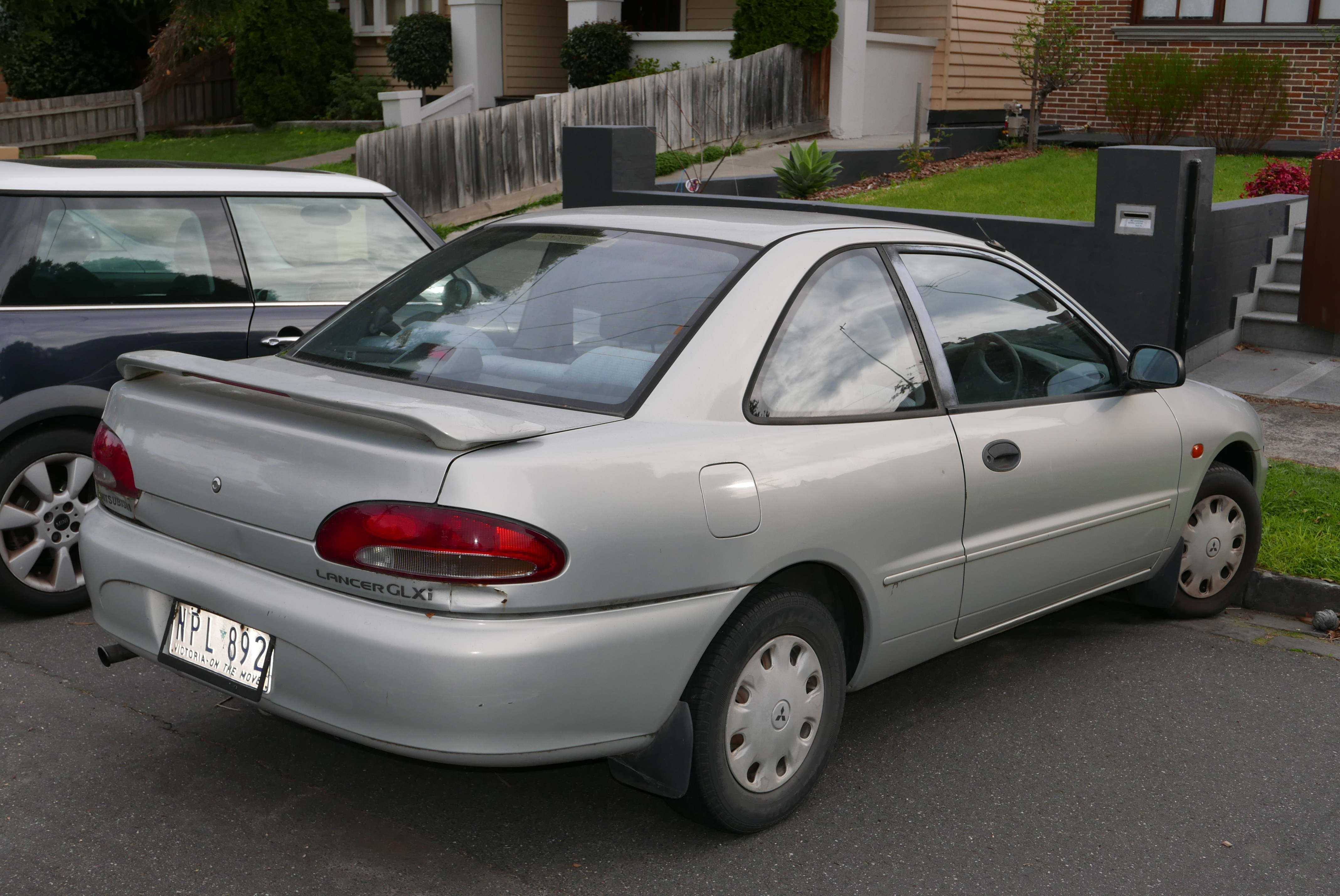
ميتسوبيشي لانسر كوبيه
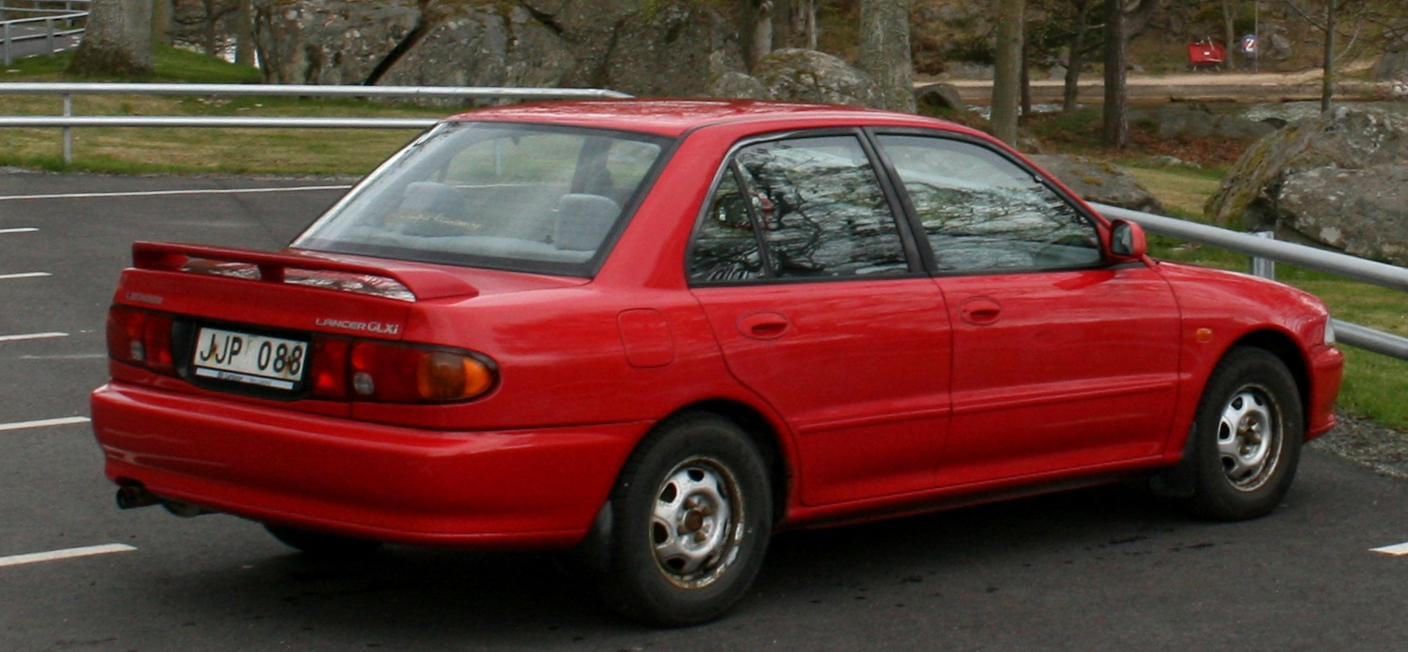
ميتسوبيشي لانسر سيدان (أوروبا)
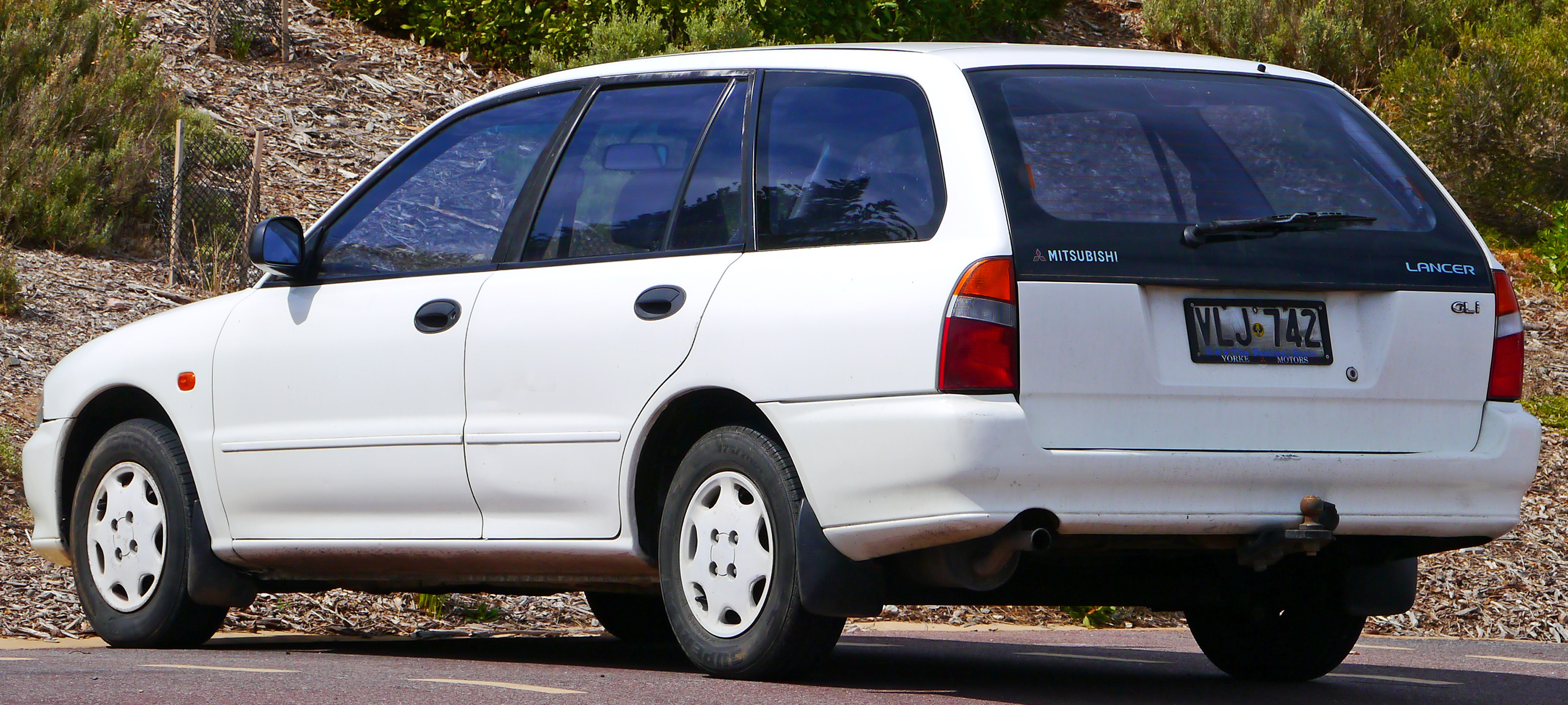
ميتسوبيشي لانسر (أستراليا)
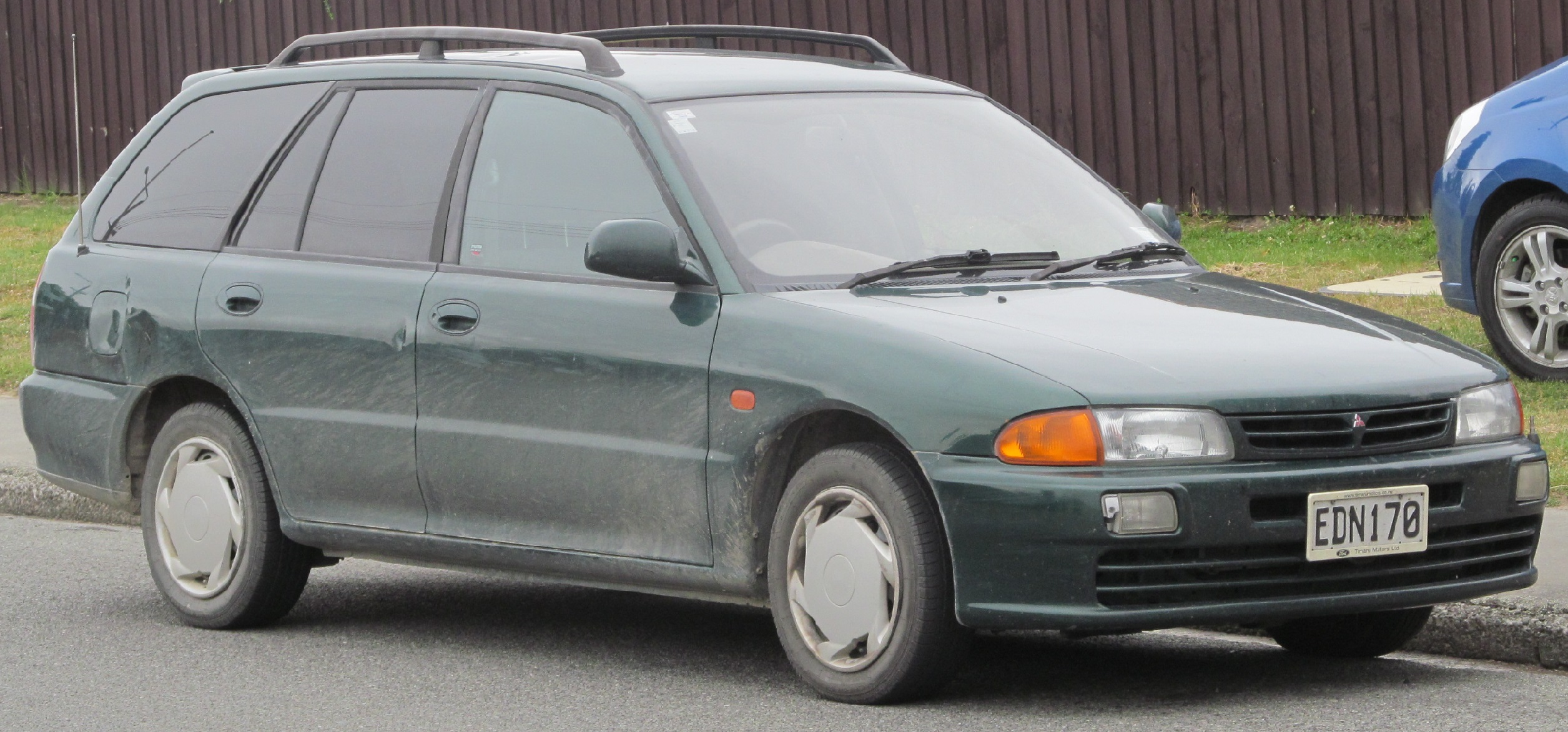
ميتسوبيشي ليبيرو (اليابان)
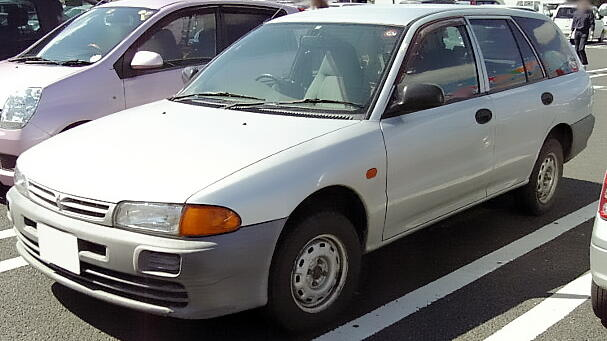
ميتسوبيشي ليبيرو (اليابان)
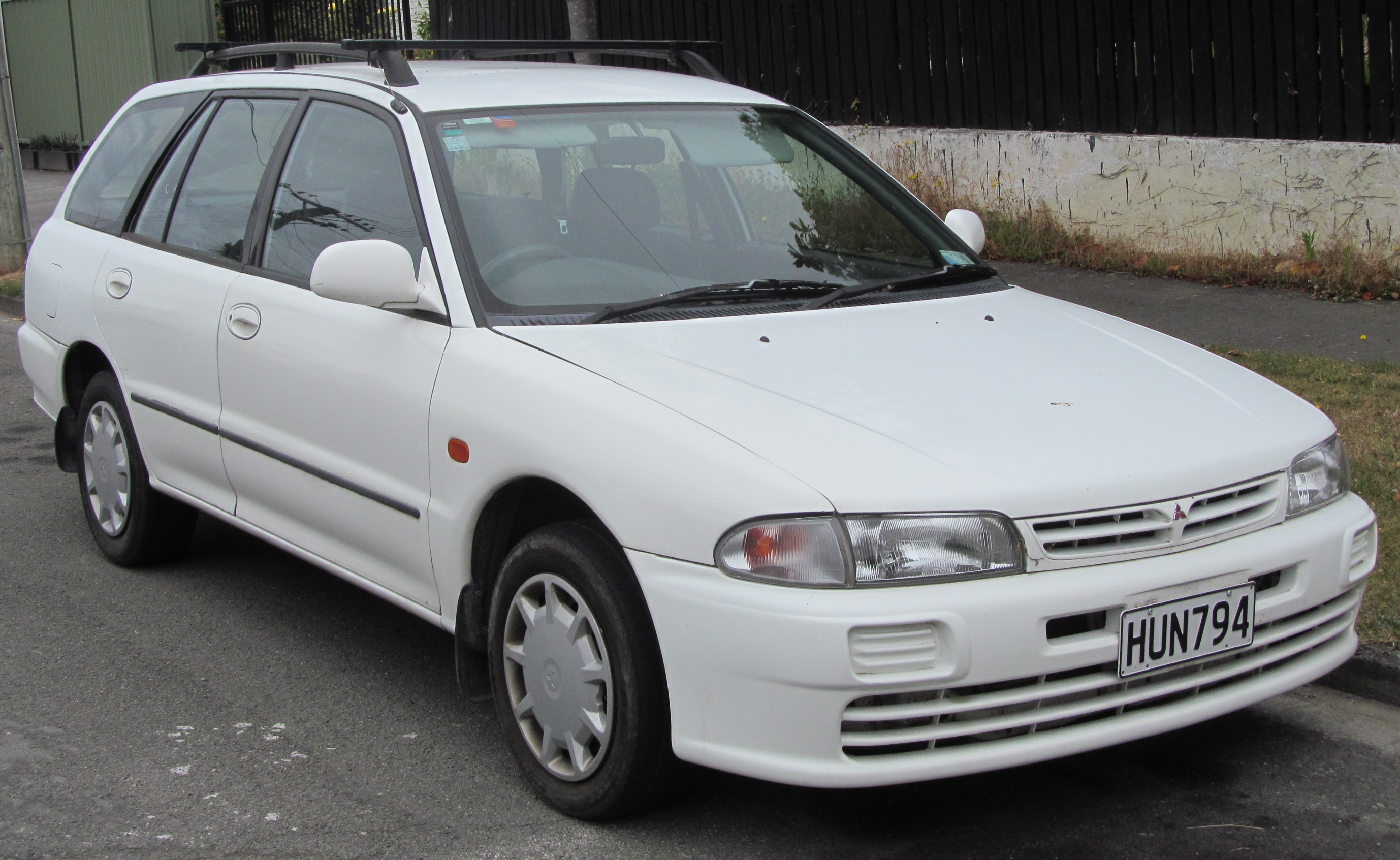
شد الواجهة ميتسوبيشي لانسر (نيوزيلندا)

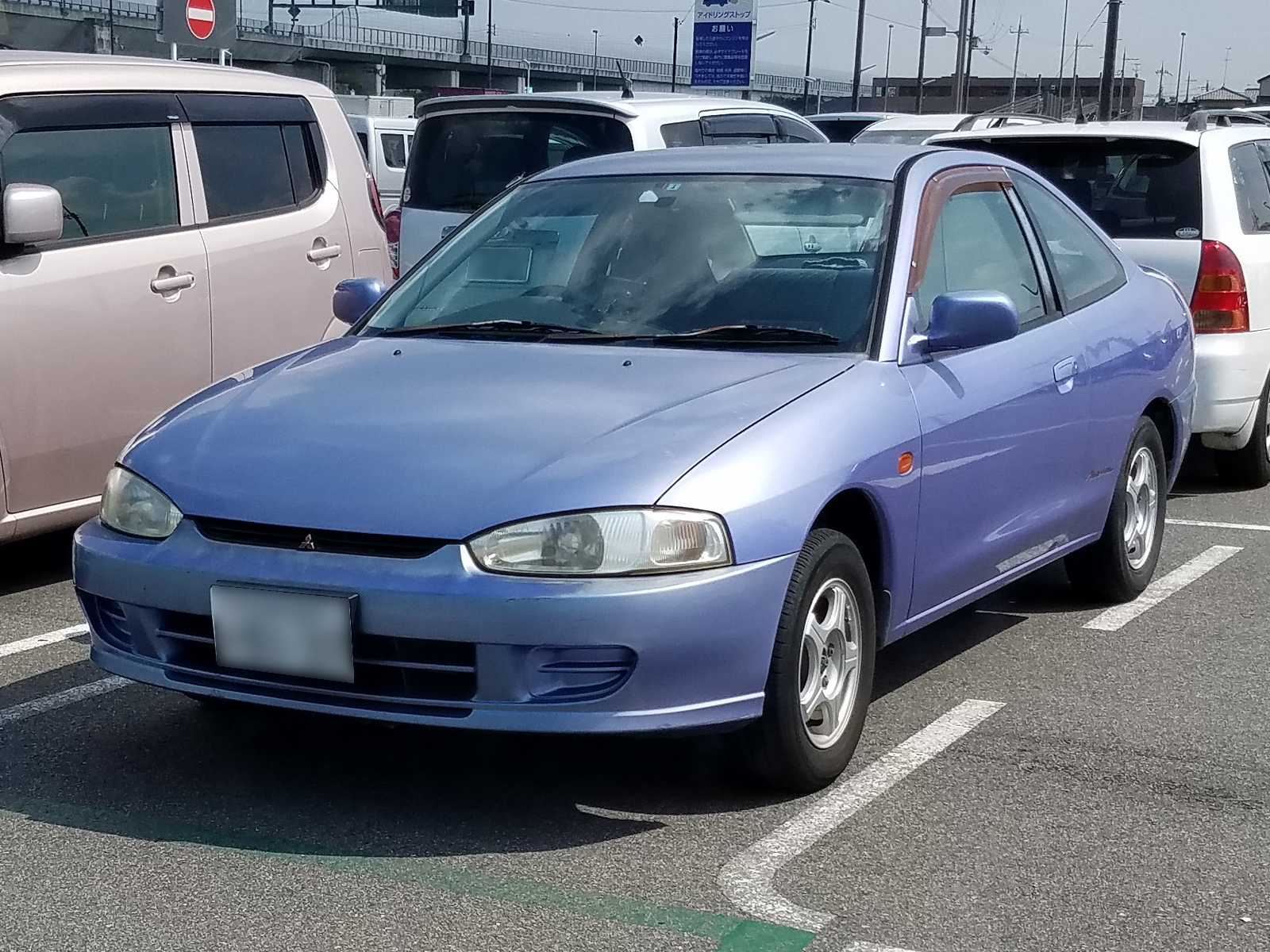

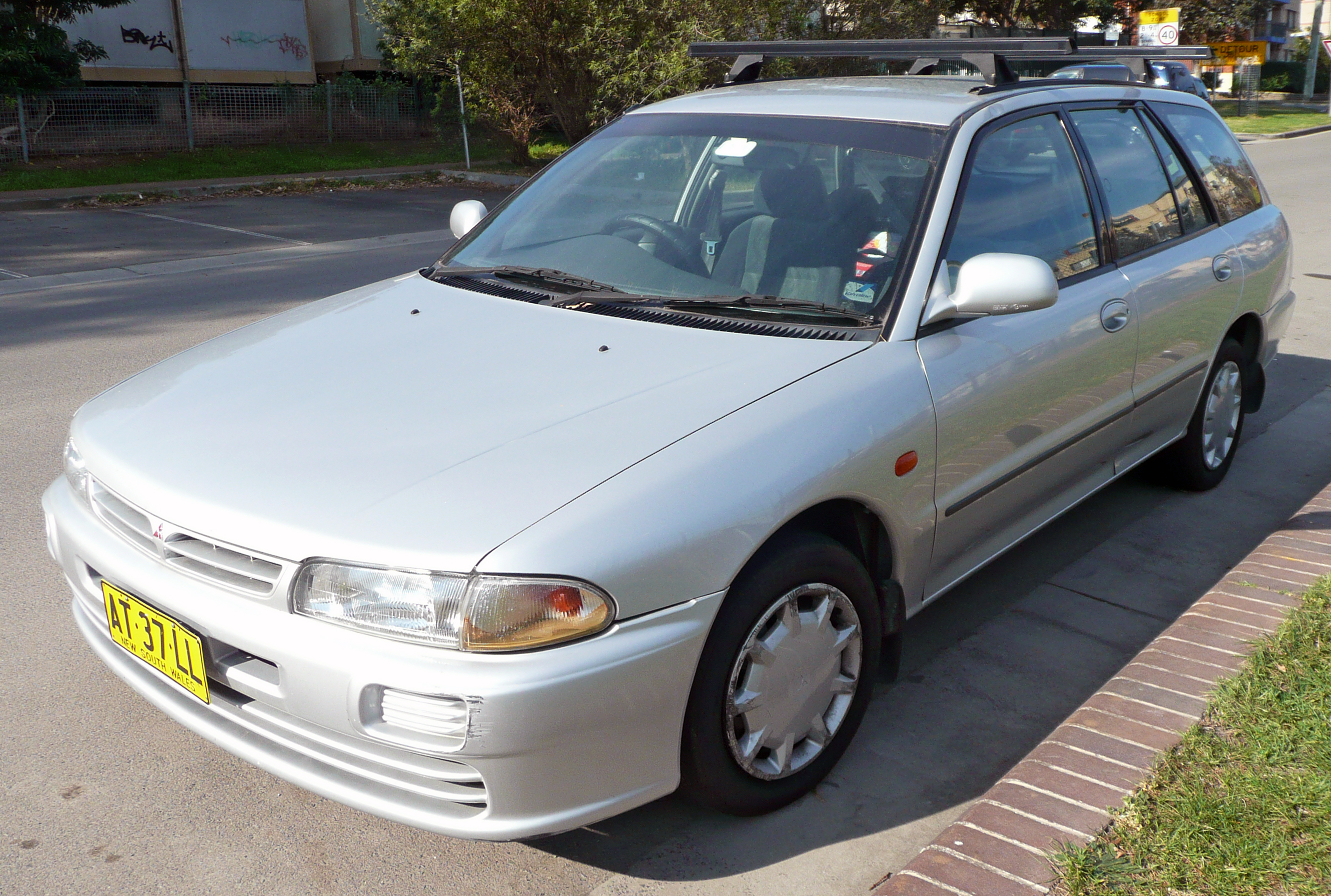
شد الواجهة ميتسوبيشي لانسر

| الجيل الخامس                         | الجيل الخامس |
| ميتسوبيشي ميراج أستي كوبيه (اليابان) | ميتسوبيشي ميراج أستي كوبيه (اليابان) |
| ملخص                                 | ملخص |
| ------------------------------------ | --- |
| أيضا يسمى                            | - ميتسوبيشي كولت (هاتشباك ، أوروبا) - ربما يمكنك أن تعلمني - ميتسوبيشي سينو (سيدان ، فنزويلا) - ميتسوبيشي فيراج (سيدان ، تايوان) - سوبست لينغشوي / ليونسيل (الصين ؛ 2003-2005) - سويست لينغيو (الصين ؛ 2008-2019)                                                                                            |
| إنتاج                                | 1995-2003 (اليابان)1997-2002 (إندونيسيا)1998-2012 (الهند) 2003-2019 (الصين)2004-2010 (فنزويلا) |
| المجسم                               | اليابان: أوكازاكي، أيتشي (مصنع ناغويا )إندونيسيا: باديمنغن، شمال جاكرتا (كاراما يودا كيسوما موتور) الفلبين: ساينتا ( MMPC) تايلاند: ليم شابانغ (MMTh ) الولايات المتحدة: نورمال نيوزيلندا: ويلينجتون تايوان: يانغ مي (شاين موتور)الصين: فوتشو (سويست ) الهند: تيروفاليور (هيندوستان )فنزويلا: برشلونة (MMC ) |
| الجسم والشاسيه                       | |
| نمط الجسم                            | 2-باب كوبيه3 أبواب هاتشباك4 أبواب سيدان |
| تخطيط                                | محرك أمامي ، دفع أمامي ، محركأمامي ، دفع رباعي |
| متعلق ب                              | تطور ميتسوبيشي لانسر |
| مجموعة نقل الحركة                    | |
| توصيل                                | 5 سرعات يدوي4 سرعات أوتوماتيكيةCVT (الصين)5 سرعات انفيسس 2 سبورترونيك التلقائي (تايلاند والصين) |
| أبعاد                                | |
| قاعدة العجلات                        | 2415 ملم (95.1 بوصة) (هاتشباك / كوبيه)2500-2.510 ملم (98.4-98.8 بوصة) (سيدان) |
| طول                                  | 3,890 ملم (153.1 بوصة) (هاتشباك)4,180-4,230 ملم (164.6–166.5 بوصة) (كوبيه)4,290-4,350 ملم (168.9 - 171.3 بوصة) (سيدان)4,405-4,400 ملم (173,4 - 173,2 بوصة) (الصين) |
| عرض                                  | 1,680 ملم (66.1 بوصة) (هاتشباك)1,690 ملم (66.5 بوصة) (سيدان / كوبيه)1,700 ملم (66.9 بوصة) (الصين) |
| ارتفاع                               | 1,365-1,375 ملم (53.7-54.1 بوصة) (هاتشباك / كوبيه)1,395-1,415 ملم (54.9-555.7 بوصة) (سيدان)1410-1,415 ملم (55.5-55.7 بوصة) (الصين) |
| كبح الوزن                            | 920-1,090 كجم (2,030-2,400 رطل) (هاتشباك)940-1,100 كجم (2,070-2,430 رطلاً) (الكوبيه)940-1,350 كجم (2070-2,980 رطلاً) (سيدان)1,105-1,170 كجم (2436-2,579 رطلاً) (الصين) |

## الجيل الخامس (1995)
قدم إطلاق الجيل الخامس من ميراج إلى اليابان في أكتوبر 1995 تشكيلة منطقية كنتيجة للاقتصاد الهش بعد الفقاعة في اليابان. تم إصدار ثلاثة أنواع من الأجسام: أولاً، هاتشباك بثلاثة أبواب وسيدان، ثم في ديسمبر 1995، كوبيه ببابين (أستي). بينما نما حجم السيدان قليلاً، تقلصت الكوبيه بشكل متواضع. تم صدمه من فئة سوبكومباكت للضغط في الولايات المتحدة. في حين أن سيارة ميراج السيدان السابقة التي تم بيعها في اليابان تتميز بمظهر جانبي من ست نوافذ، فإن إعادة تصميم عام 1995 شاركت في تصميمها مع لانسر باستثناء الاختلافات الطفيفة في القطع.
بالنسبة إلى لانسر، تضمنت هذه المصابيح غطاء صندوق الأمتعة مختلفاً ومصابيح إشارة انعطاف أمامية من العنبر وشبك أمامي مزخرف. لم يتم تقديم عربة ستيشن واغن من هذا الجيل، على الرغم من استمرار الجيل السابق لعربة الواغن طوال فترة إنتاج الجيل الخامس بأكملها. في حين أن السيارة السيدان فقط شكلت جزءاً من مجموعة لانسر في اليابان، فقد تم تصنيف كل من الكوبيه والسيدان على أنهما ميراج ولانسر في أسواق التصدير. بين عامي 1995 و2004، حلت ميتسوبيشي كاريزما محل سيارة السيدان في بعض الأسواق الأوروبية.
وصل تحسين بسيط للواجهة في عام 1997. وتجدر الإشارة إلى أن لانسر سيدان ظهرت بشبكة جديدة وأعادت تشكيل الأجزاء الداخلية للمصابيح الأمامية لتمييزها بشكل أفضل عن طراز المانحين من طراز ميراج. استفادت كل من الكوبيه والسيدان من المصابيح الخلفية المعاد تصميمها، في حين أن الأبواب الثلاثة لم تتلق سوى مصد أمامي معاد تصميمه يشتمل على شبكة أكبر.
في عام 1997، أصبحت نسخة كلاسيكية الطراز من طراز ميراج هاتشباك بثلاثة أبواب متاحة في اليابان، تحمل شارة ميراج مودارك. تتميز مودارك بالكروم للشبكة والمرايا الجانبية ومقابض الأبواب وشرائط المصد؛ كما تضمنت مصابيح ضباب وعجلات معدنية اختيارية. في عام 2001، اكتسبت الطرازات المستندة إلى ميراج إدراج شبك مزين بالكروم في أسواق محدودة.
على الرغم من وصول جيل جديد وأكبر بكثير وأكثر تكلفة من سيارات لانسر السيدان في عام 2000، إلا أن العديد من أسواق التصدير احتفظت بالطراز المشتق من طراز ميراج حتى عام 2003 عندما انتهى التصنيع الياباني وتقاعدت شركة ميتسوبيشي من طراز ميراج في جميع أنحاء العالم. هذا ينطبق بشكل خاص على هاتشباك وكوبيه اللذان لم يتم إعادة تصميمهما بسبب مشاكل ميتسوبيشي المالية. في الأسواق الأخرى، غالباً ما تتعايش سيارة السيدان الأحدث مع الطراز القديم كعرض أكثر تميزاً. في نهاية المطاف، استبدلت ميتسوبيشي الأبواب الثلاثة في عام 2005 لأوروبا فقط بـكولت بثلاثة أبواب - وهو الاسم المستخدم سابقاً في العديد من أسواق التصدير للإشارة إلى ميراج من عام 1978 فصاعداً. تم إصدار نسخة مختلفة من كولت بخمسة أبواب في وقت سابق في عام 2002. وبحلول عام 2003، كانت السيارة الكوبيه الوحيدة التي تم بيعها في اليابان من طراز ميراج، والآن بدون تسمية أستي. لم تقدم ميتسوبيشي مناقصة لاستبدال الكوبيه.

تم بيع طرازات سلسلة CJO الأوروبية ذات الأبواب الثلاثة لهذا الجيل بين عامي 1995 و2001 باسم كولت. تباع سيارات السيدان والعربات باسم لانسر.

ميتسوبيشي كولت زد 30
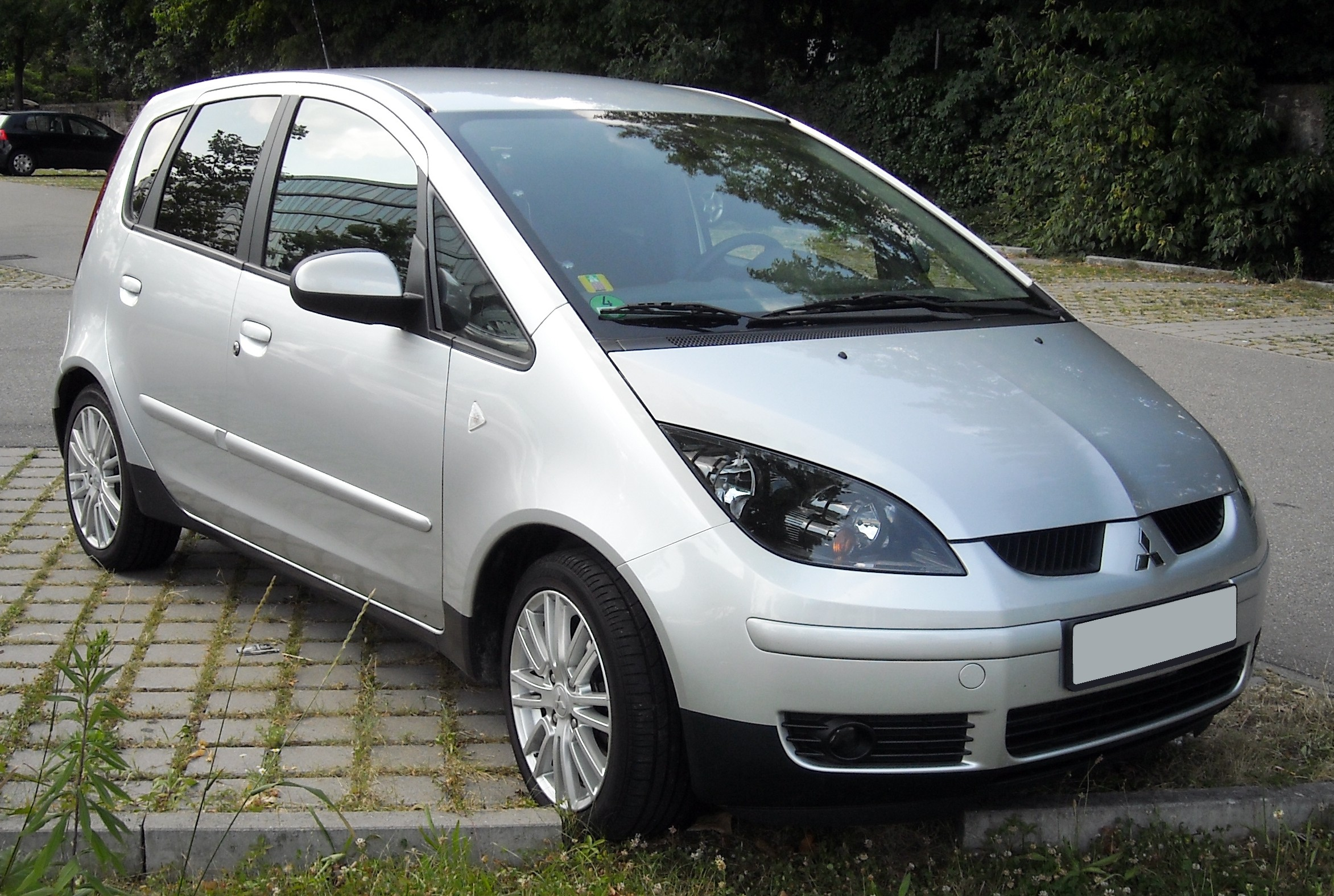
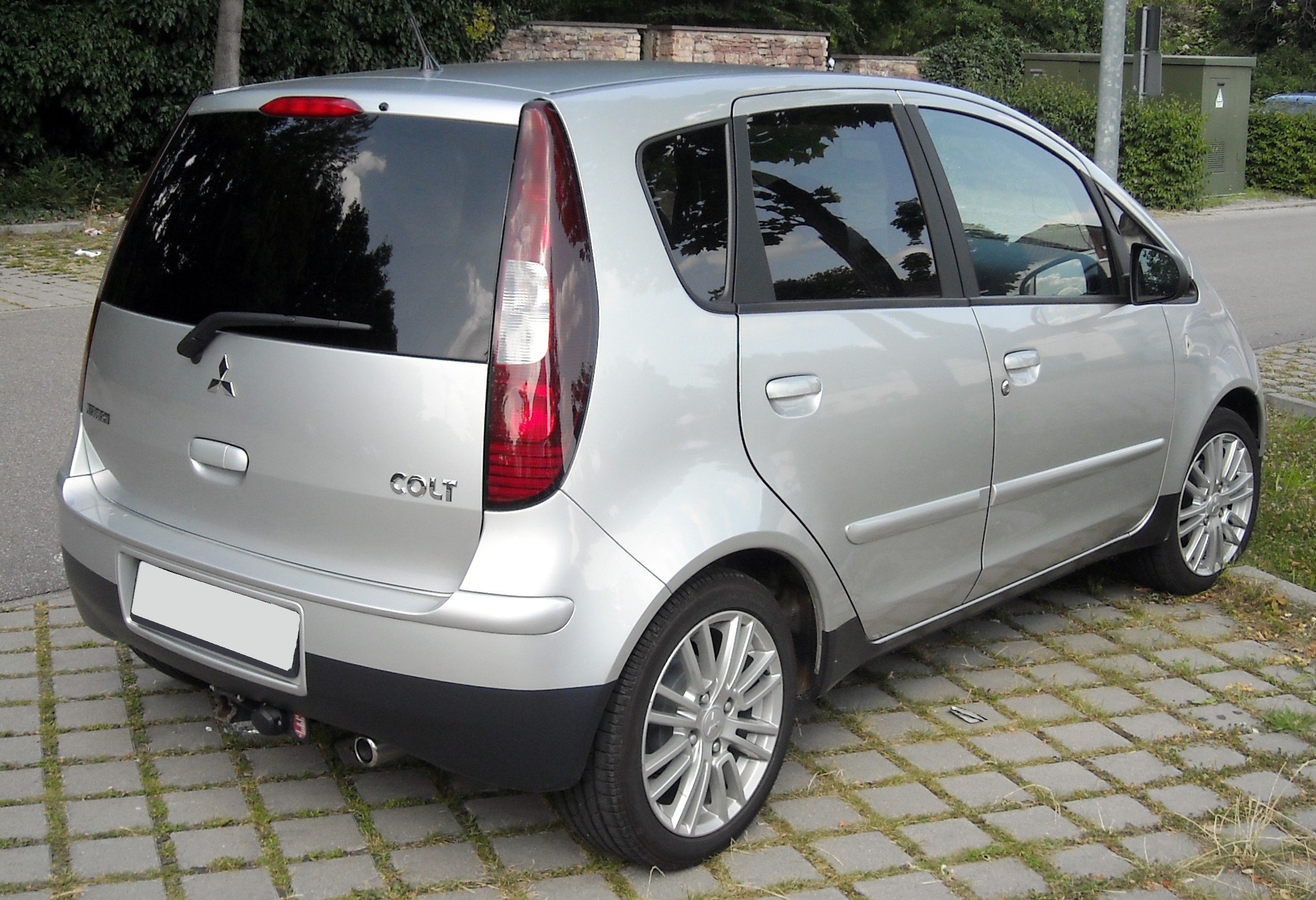
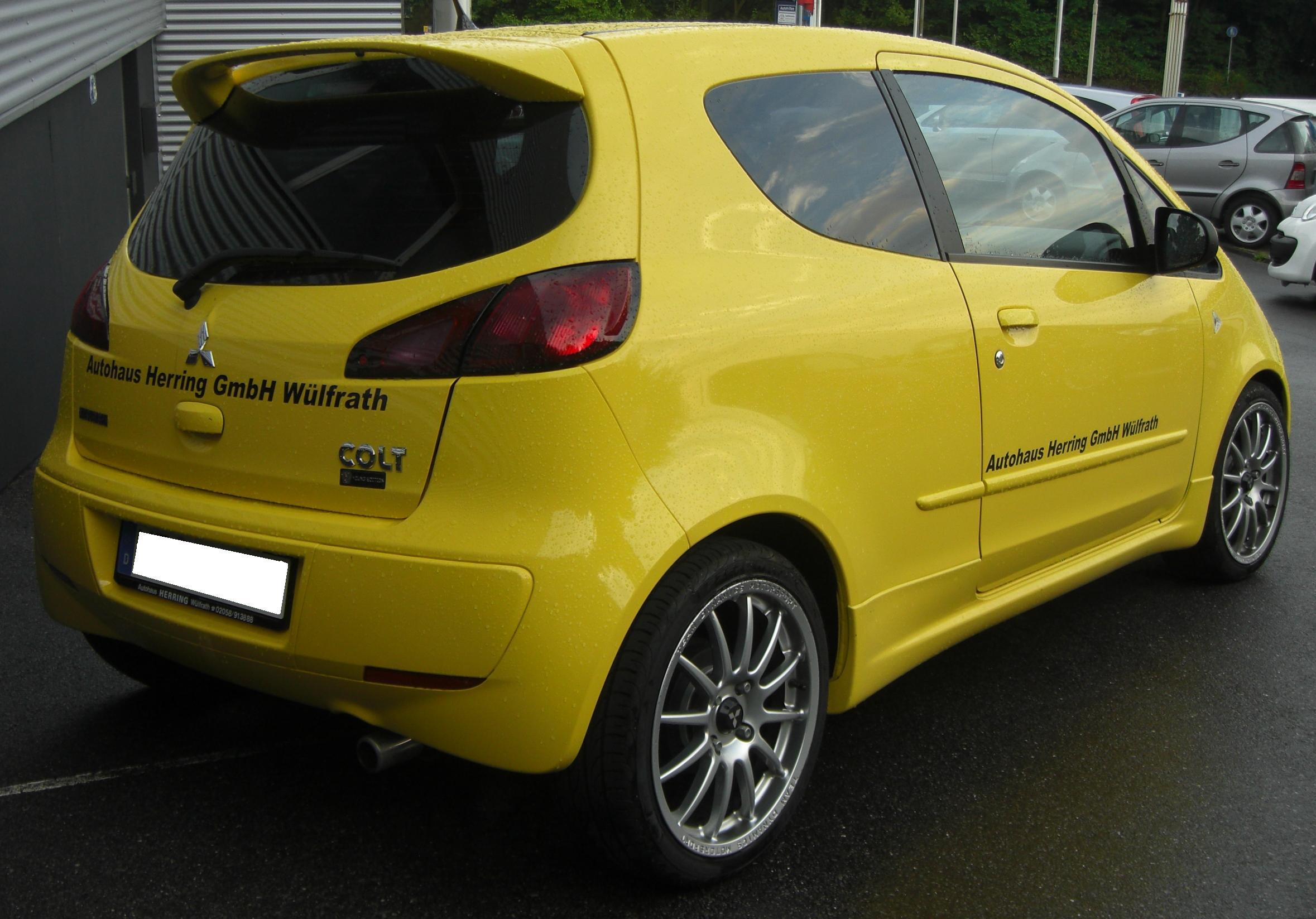
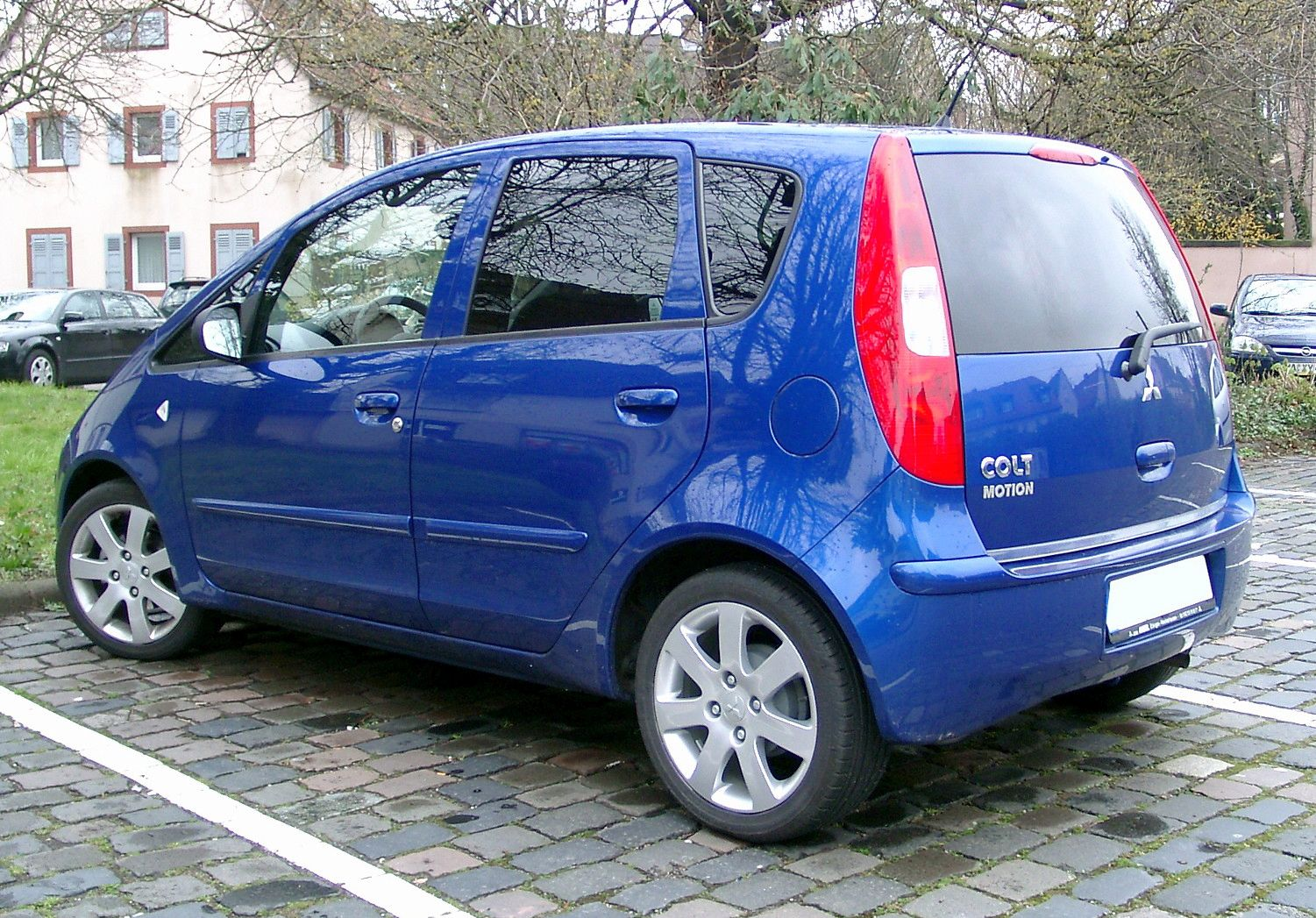
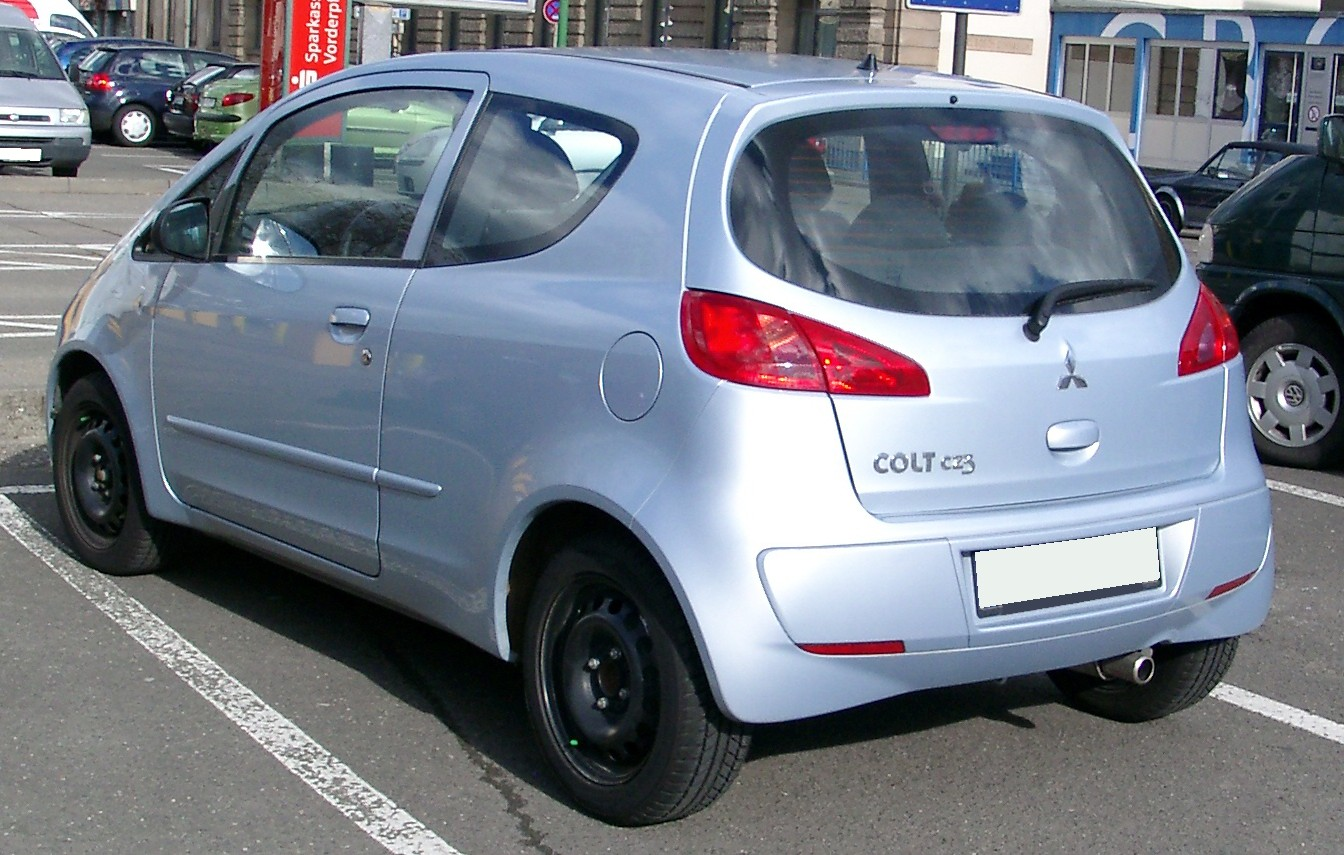
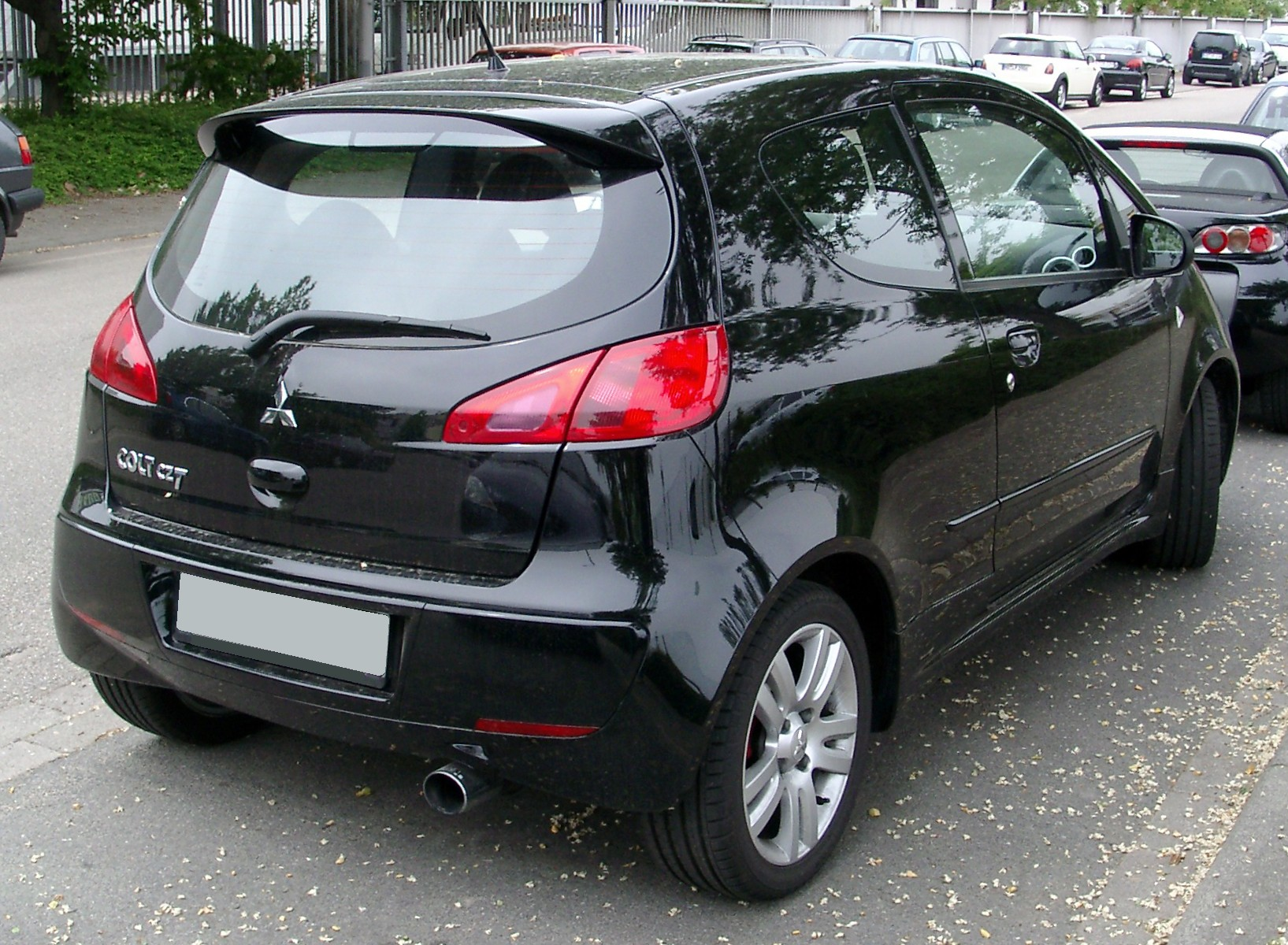
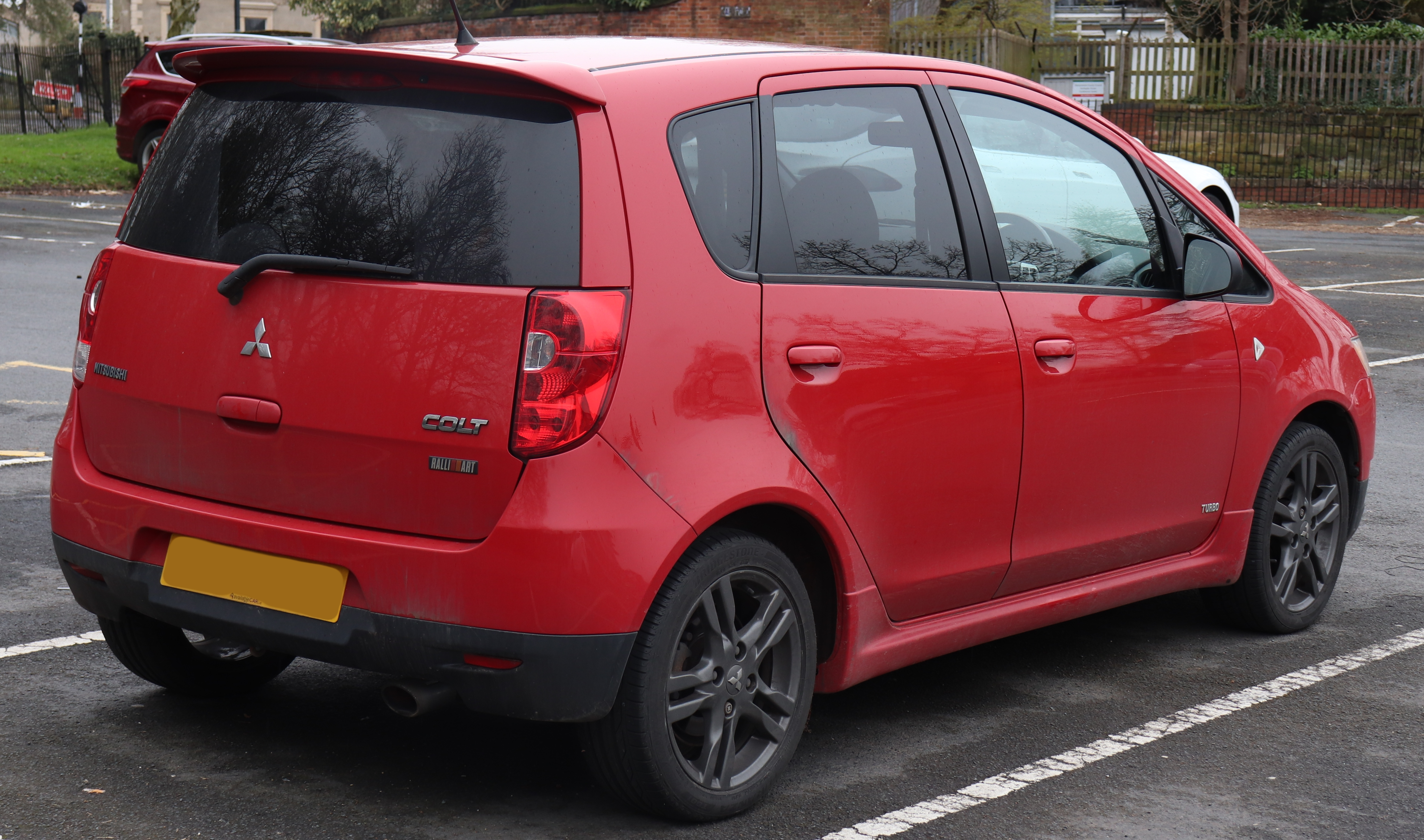
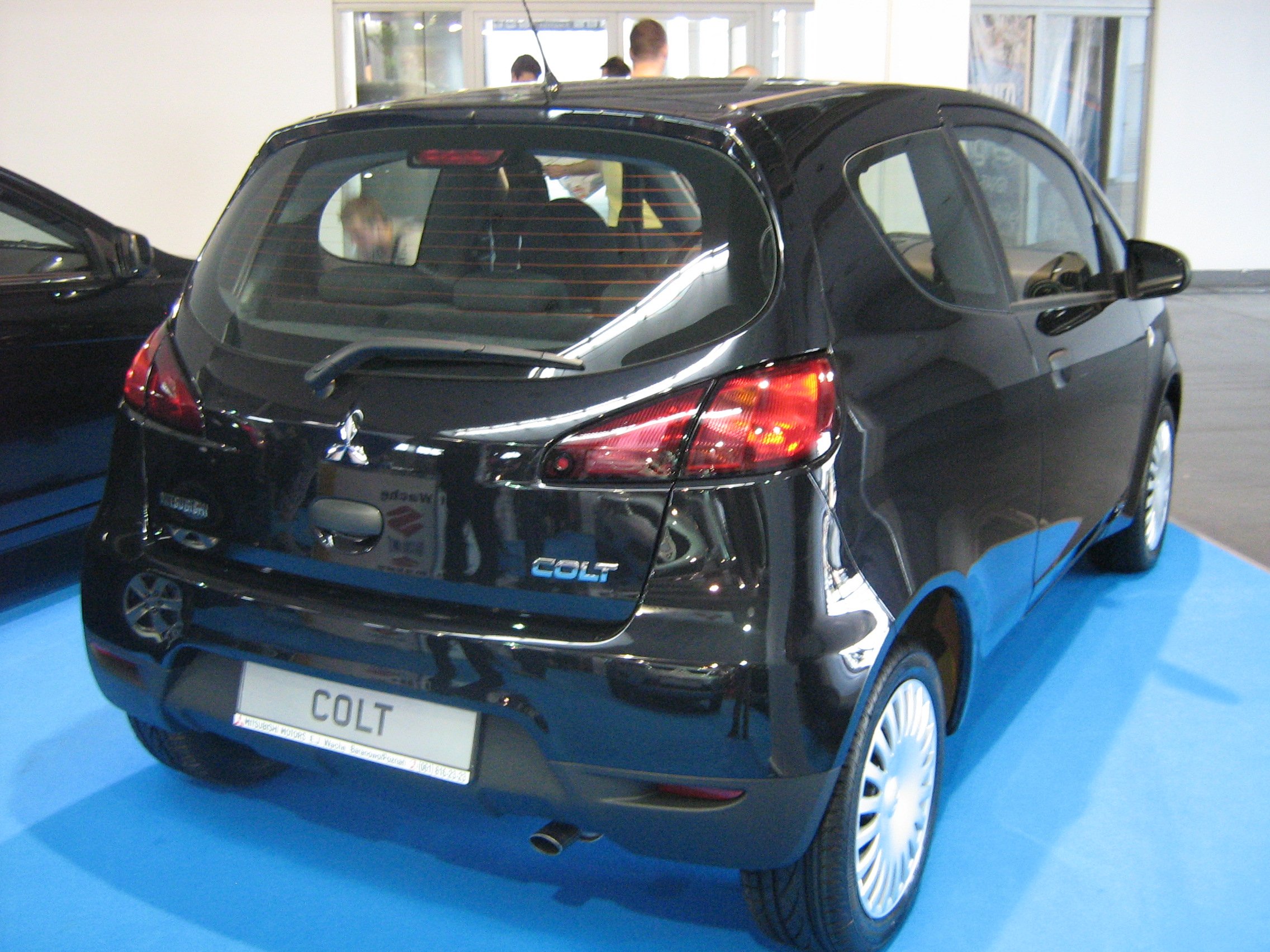

### أستراليا
تم بيع هذا الجيل في أستراليا بين عامي 1996 و2003، والمسمى بسلسلة CE. مثل الجيل السابق، كان هذا الطراز متاحاً كسيارة كوبيه وسيدان (شارة لانسر)، وكصندوق بثلاثة أبواب بعنوان ميراج. ظلت عربة لانسر على أنها نموذج CE، على الرغم من كونها بقايا محسّنة للجيل السابق. قرب نهاية تشغيل نموذجها، قدمت ميتسوبيشي عدة إصدارات محدودة (استناداً إلى GLi) لتظل قادرة على المنافسة مع منافسيها. هذه الإضافات مثل التصميمات الداخلية الرياضية، والعجلات المعدنية، ومجموعات الجسم. على الرغم من تقديم الجيل الجديد من لانسر سيدان إلى أستراليا في عام 2002، استمرت CE بجانبها حتى انتهى الإنتاج في عام 2003، بما في ذلك السيارة السيدان التي ظلت بمثابة GLi الأساسية. كانت الكوبيه متوفرة الآن فقط في طرازات GLi وMR.

### الولايات المتحدة
في الولايات المتحدة، وصل الجيل الخامس من طراز ميراج لعام 1997 وكان متاحاً مرة أخرى في إصدارات السيدان والكوبيه. عادت محركات 1.5- 4G15 و1.8 لتر من التكرار السابق في الديكورات DE وLS، على التوالي. جلب عام الطراز 1998 بداية أقوى وبطارية؛ قدم عام 1999 عملية شد واجهة طفيفة ونسيج المقعد البسيط؛ ولسيارة LS كوبيه، مقاييس ذات وجه أبيض ومقياس سرعة الدوران مع أي من ناقل الحركة (كان في السابق حصرياً على الدليل). لعام 2000، أضافت ميتسوبيشي المزيد من المعدات القياسية، بالإضافة إلى توحيد المحرك سعة 1.8 لتر لسيارة DE سيدان؛ تم حذف الفرامل المانعة للانغلاق من قائمة الخيارات. أعادت ميتسوبيشي تسمية DE سيدان باسم ES لطراز عام 2001. واستبدلت سيارات السيدان ميراج بالجيل التالي من لانسر لعام 2002، على الرغم من أن الكوبيه استمرت عام 2002 في أمريكا الشمالية.
تم تخفيض إنتاج طراز عام 1999 من طراز ميراج السيدان بشكل كبير بسبب الطلب الكبير على إكليبس؛ كان هناك فقط 4,783 وحدة ميراج (إصدار ديلوكس) تم إنتاجها و3829 ميراج سيدان تم تصديرها لهذا العام النموذجي.
استلمت فنزويلا هذه السلسلة في عام 1998 بصفتها لانسر حيث بقيت حتى عام 2001. بعد ذلك، دخل الجيل التالي من لانسر السوق واستؤنف الإنتاج المحلي للسيارة السيدان القديمة بين عامي 2003 و2010 تحت اسم ميتسوبيشي سيغنو. تشمل المتغيرات من سيغنو القاعدة 1.3 لتر GLi، و1.6 لتر «بلس» و «تاكسي».

دخلت هذه السلسلة أيضاً الإنتاج الهندي في يونيو 1998 باسم لانسر، التي جمعتها شركة هندوستان موتورز. المتغيرات النموذجية المتاحة هي سيارات LX سيدان بمحرك بنزين سعة 1.5 لتر أو محرك ديزل سعة 2.0 لتر.

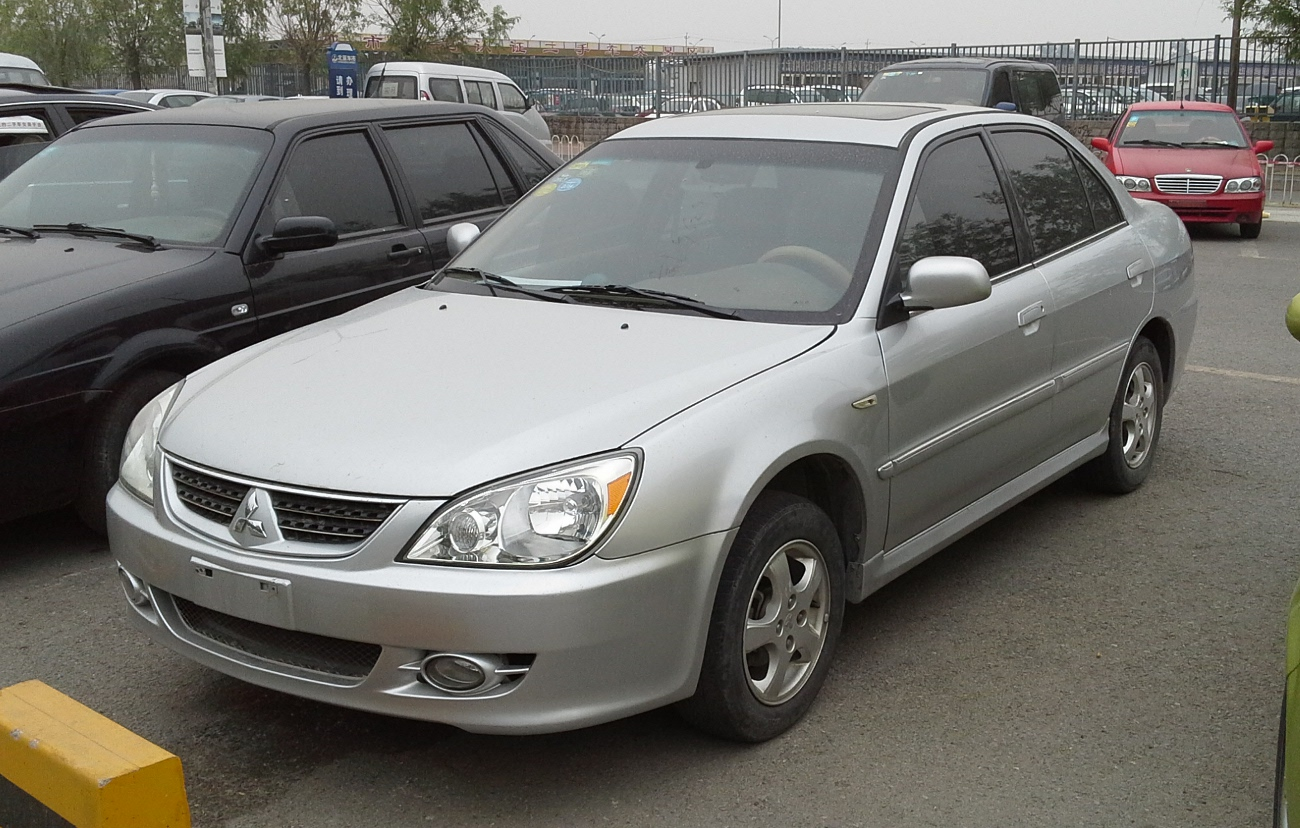
ميتسوبيشي لانسر (الصين؛ 2006-2007)
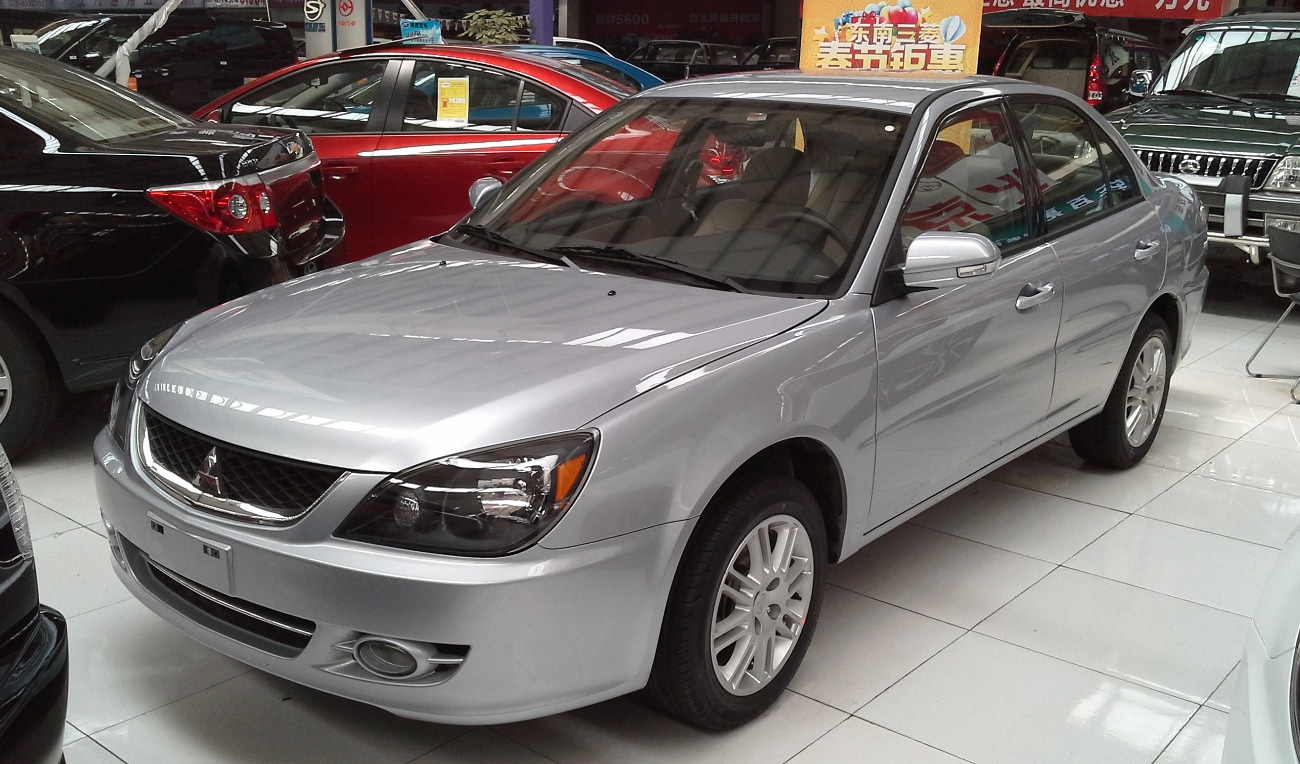
ميتسوبيشي لانسر (الصين، 2007-2015)
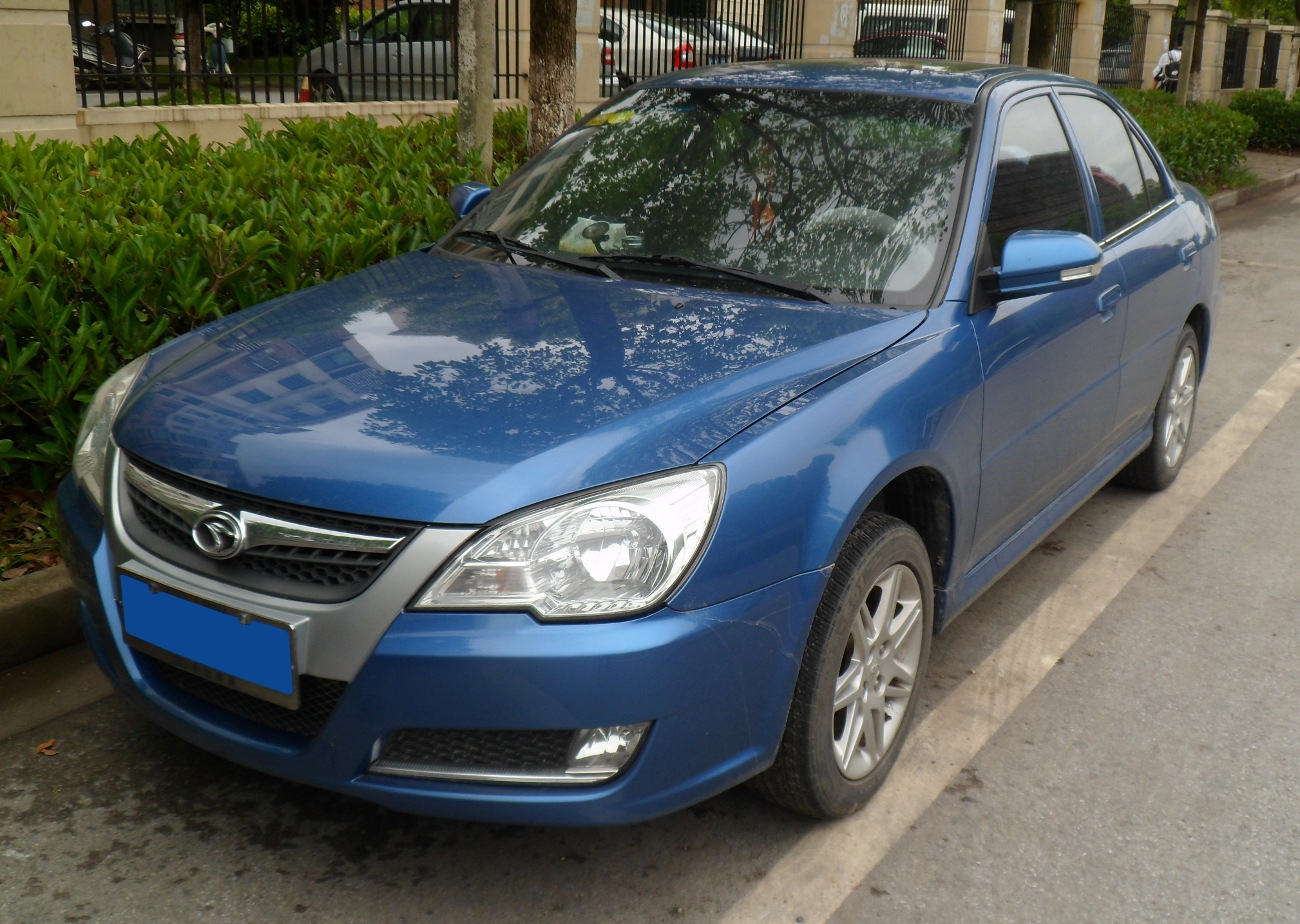
سويست (الصين ؛ 2008-2009)
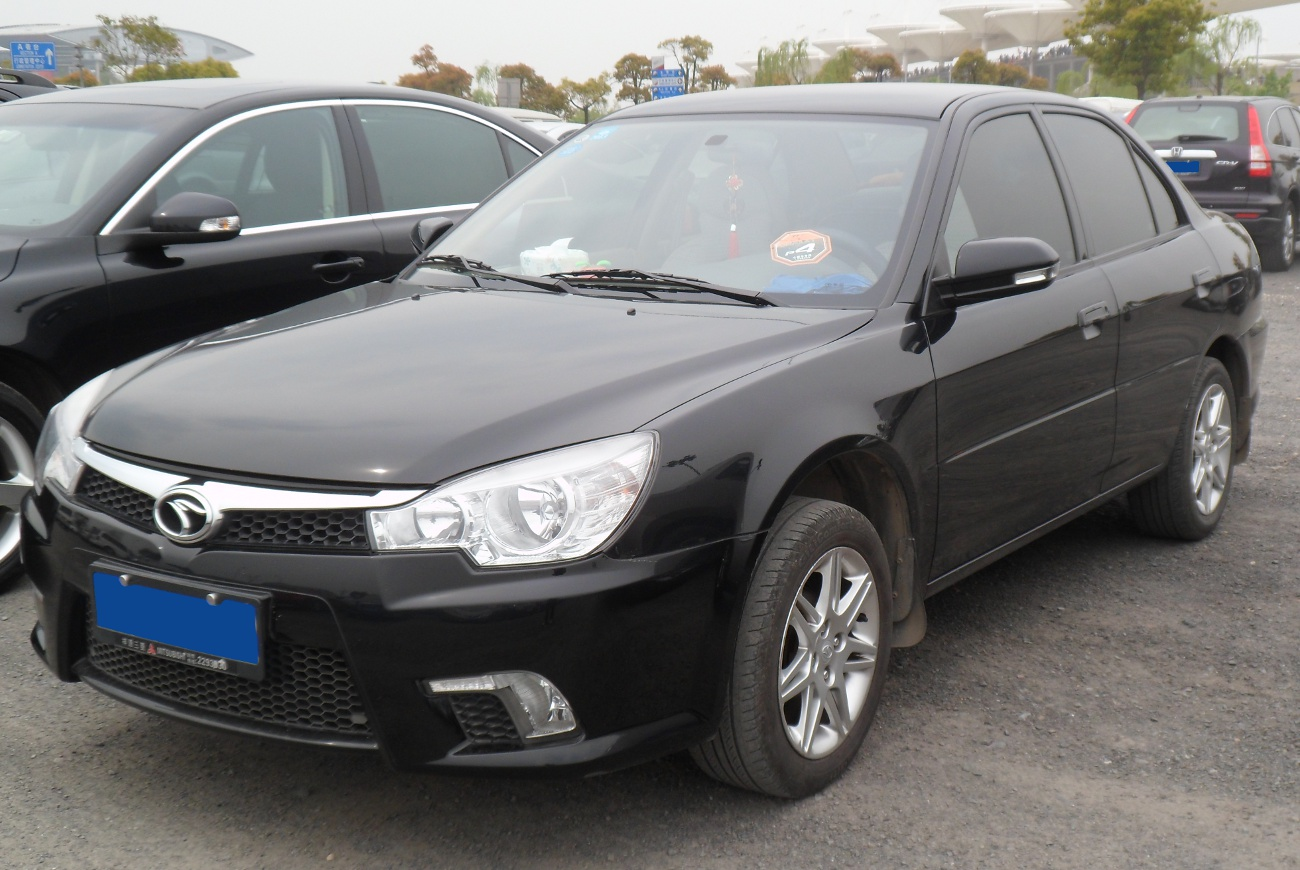
سويست (الصين ، 2010-2019)

### إنتاج صيني
دخل هذا الجيل من لانسر الإنتاج في السوق الصينية باسم ساويست ليونسل في مارس 2003 وتم إنتاجه بواسطة ساويست موتورز حتى عام 2005. وتراوحت أسعار ليونسيل بين 84000 يوان و159800 يوان (12150 إلى 23120 دولاراً أمريكياً) لعام 2004 موديل و78900 إلى 133800 يوان (11415 إلى 19360 دولاراً أمريكياً) لعام 2005 طراز. كما تم إنتاج سيارة منفصلة تسمى ميتسوبيشي لانسر من قبل الشركة المصنعة وعرفت النسخة المعدلة باسم ميتسوبيشي لانسر أس-ديزاين وتم عرضها في معرض قوانغتشو للسيارات في عام 2014.
بدأ إنتاج لانسر في مايو 2006 وانتهى في عام 2014 لـ موديل 2015. كان المحرك القياسي هو محرك 4G18 سعة 1.6 لتر مقترناً بعلبة تروس يدوية بخمس سرعات لسيارتي ليونسيل ولانسر كلاسيك. تم توفير 4 سرعات أوتوماتيكية في لانسر. كانت مستويات القطع لـ لانسر 1.6 لتر SEi (يدوي وتلقائي) و1.6 لتر EXi (يدوي وآلي) و1.6 لتر EXi سبورت (يدوي وآلي) بسعر يتراوح من 94.800 يوان إلى 122800 يوان (15020 إلى 19460 دولاراً أمريكياً). يشترك ليونسيل أيضاً في مستويات القطع هذه.

نوع آخر يسمى ساويست لينغيو هو نسخة محسنة من لانسر وخليفة لـليونسيل وتم إنتاجه بواسطة ساويست موتورز من أكتوبر 2008 إلى ديسمبر 2019. تم إطلاق لينغيو المحسنة في أغسطس 2010. تم تشغيل ساويست لينغيو بمحرك سعة 1.5 لتر 4G15 لعام 2008 فقط حيث تم استبداله بمحرك 1.5 لتر 4A91 لطرازات 2009 فصاعداً. تأتي لينغيو مزودة بعلبة تروس يدوية بخمس سرعات بشكل قياسي وخيار CVT متاح من 2010 إلى 2014.

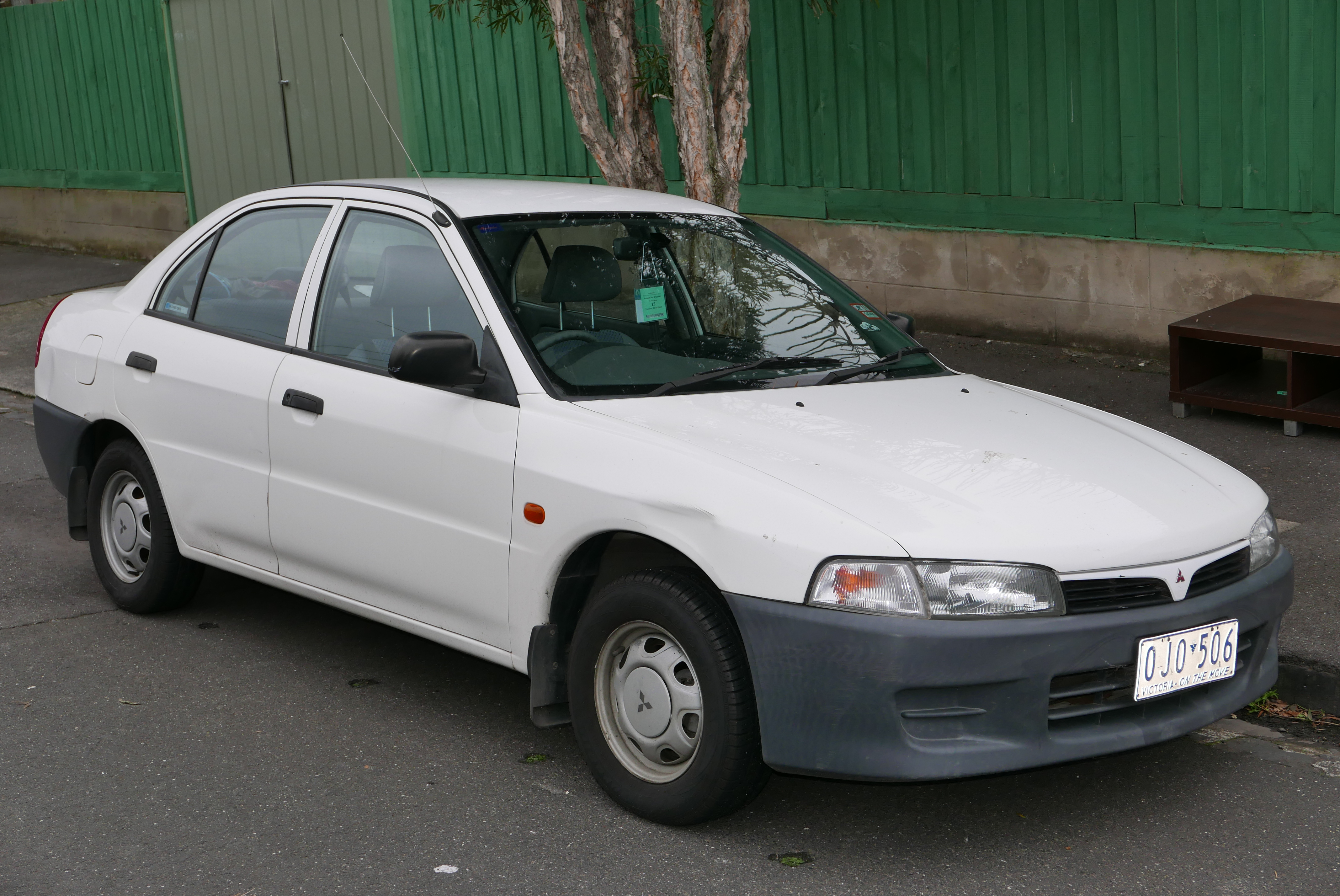
ميتسوبيشي لانسر سيدان ما قبل تجميل (أستراليا)
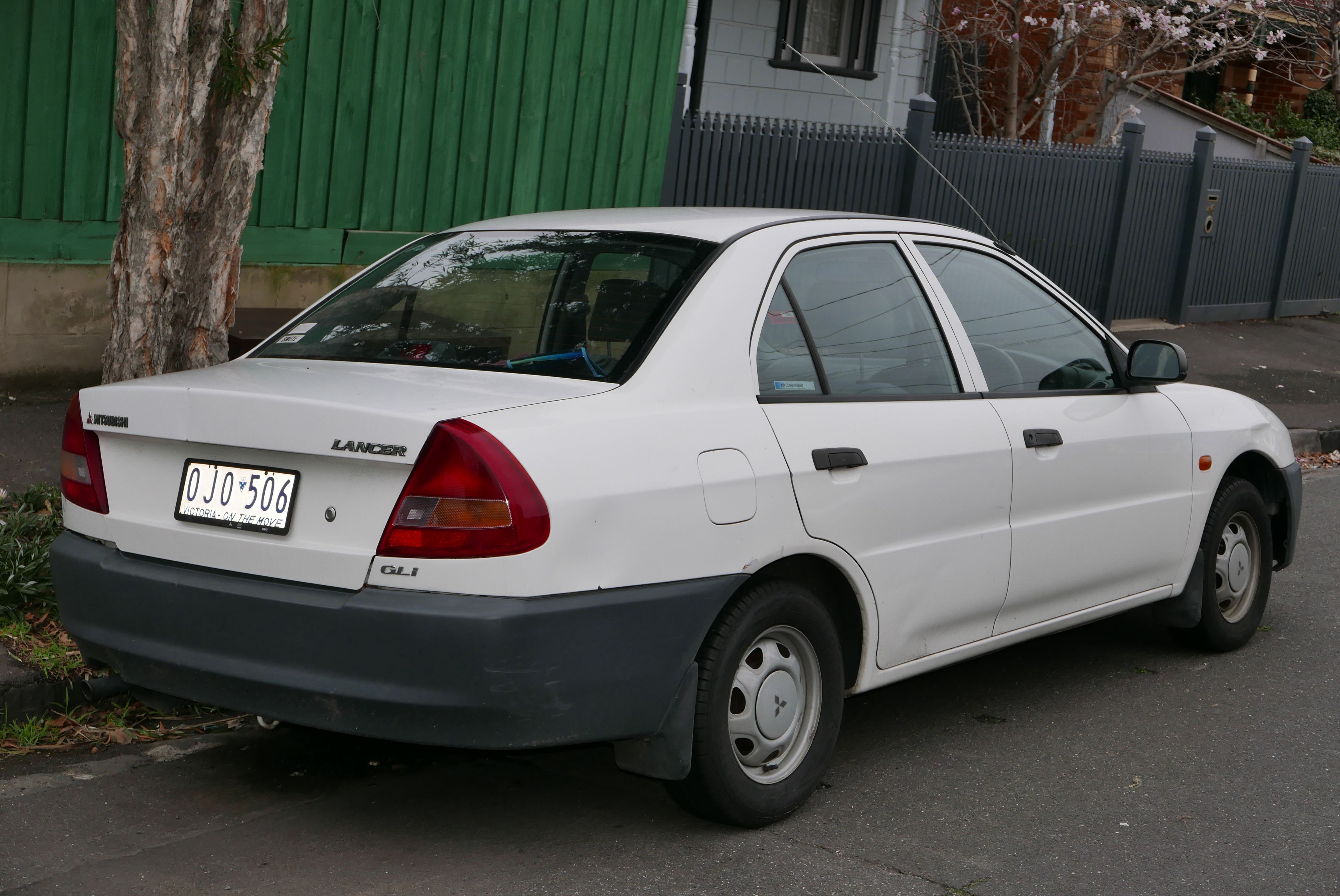
ميتسوبيشي لانسر سيدان ما قبل تجميل (أستراليا)
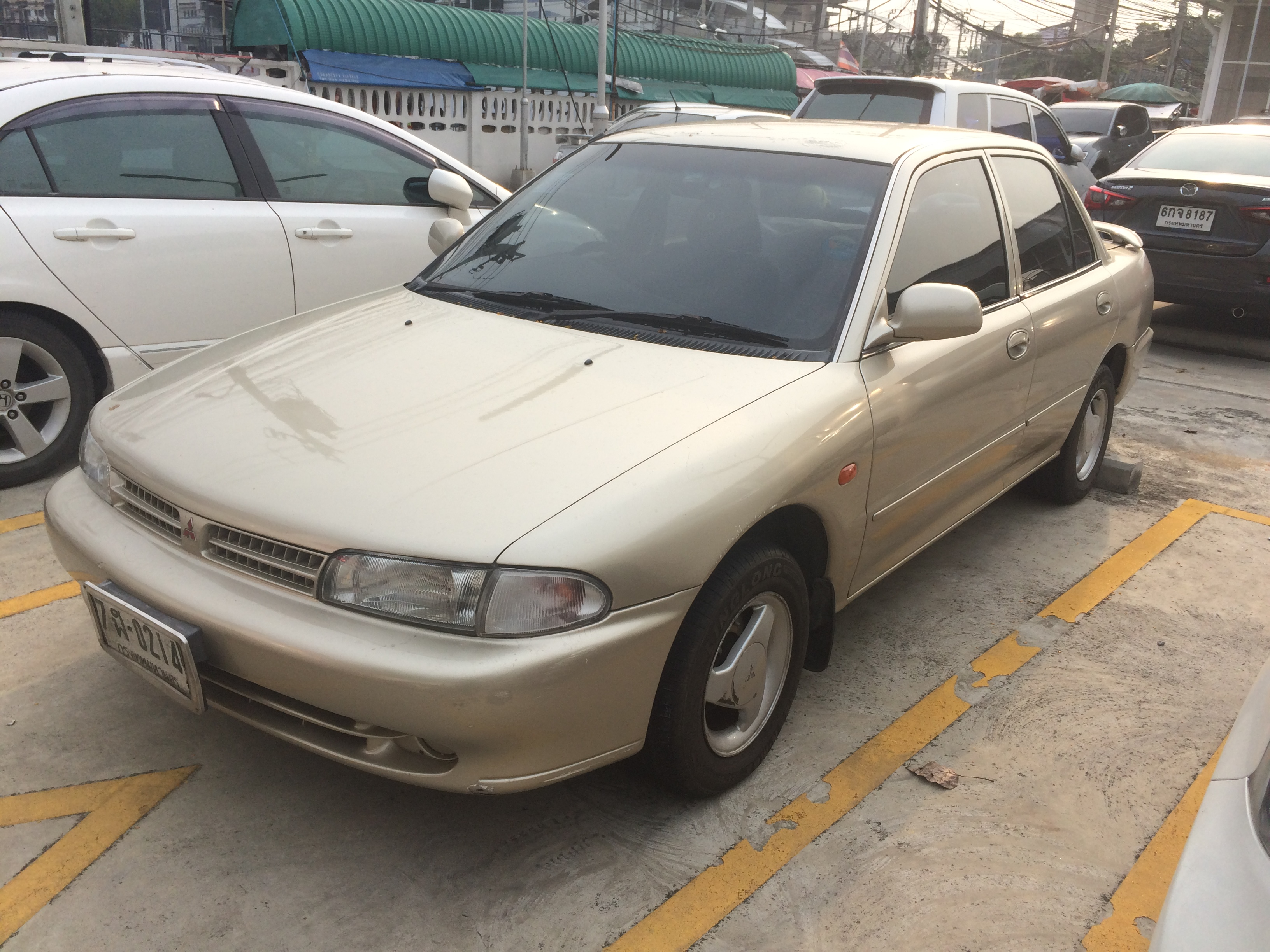
ميتسوبيشي لانسر سيدان
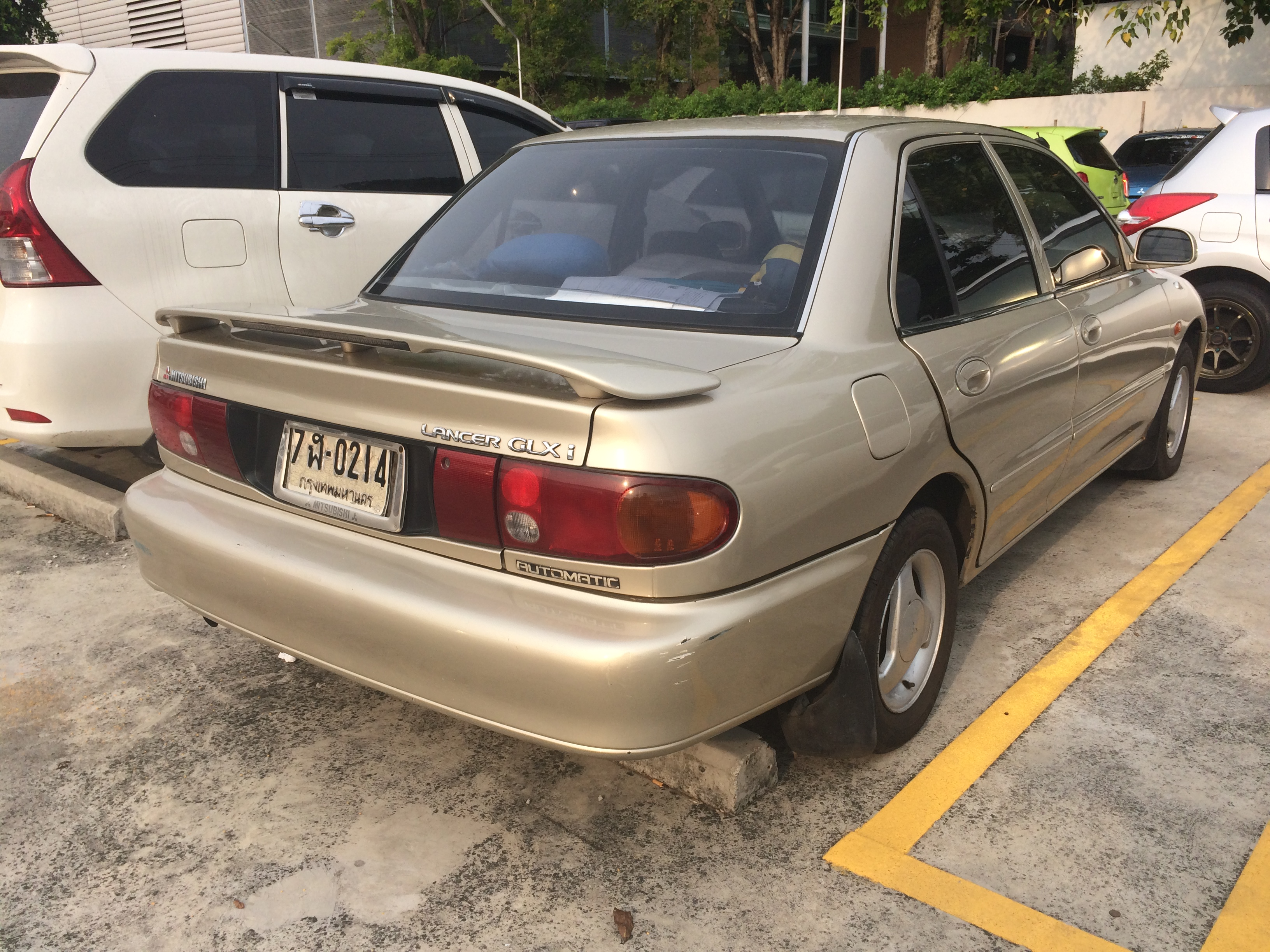
ميتسوبيشي لانسر سيدان
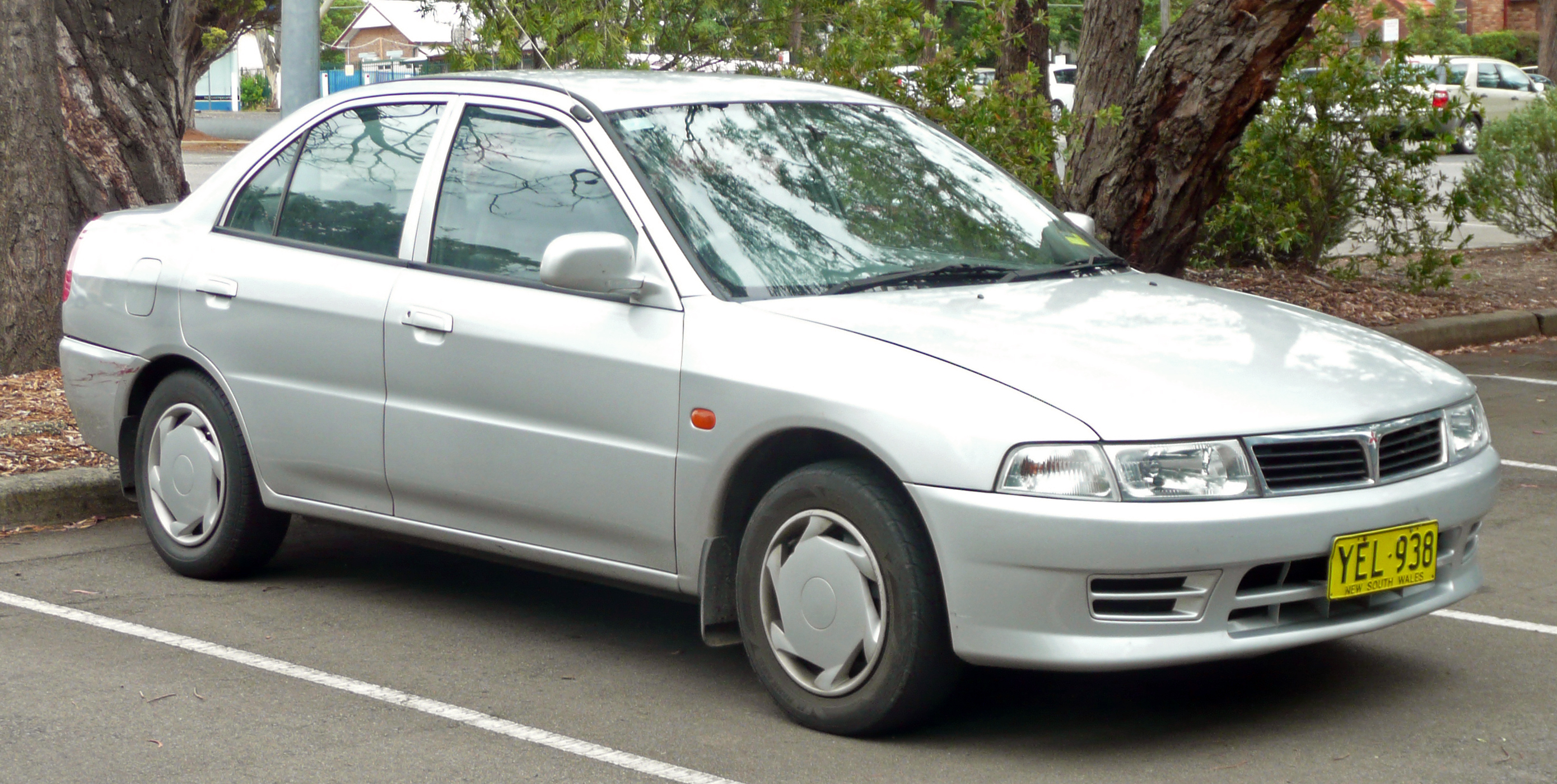
شد الواجهة ميتسوبيشي لانسر سيدان (أستراليا)
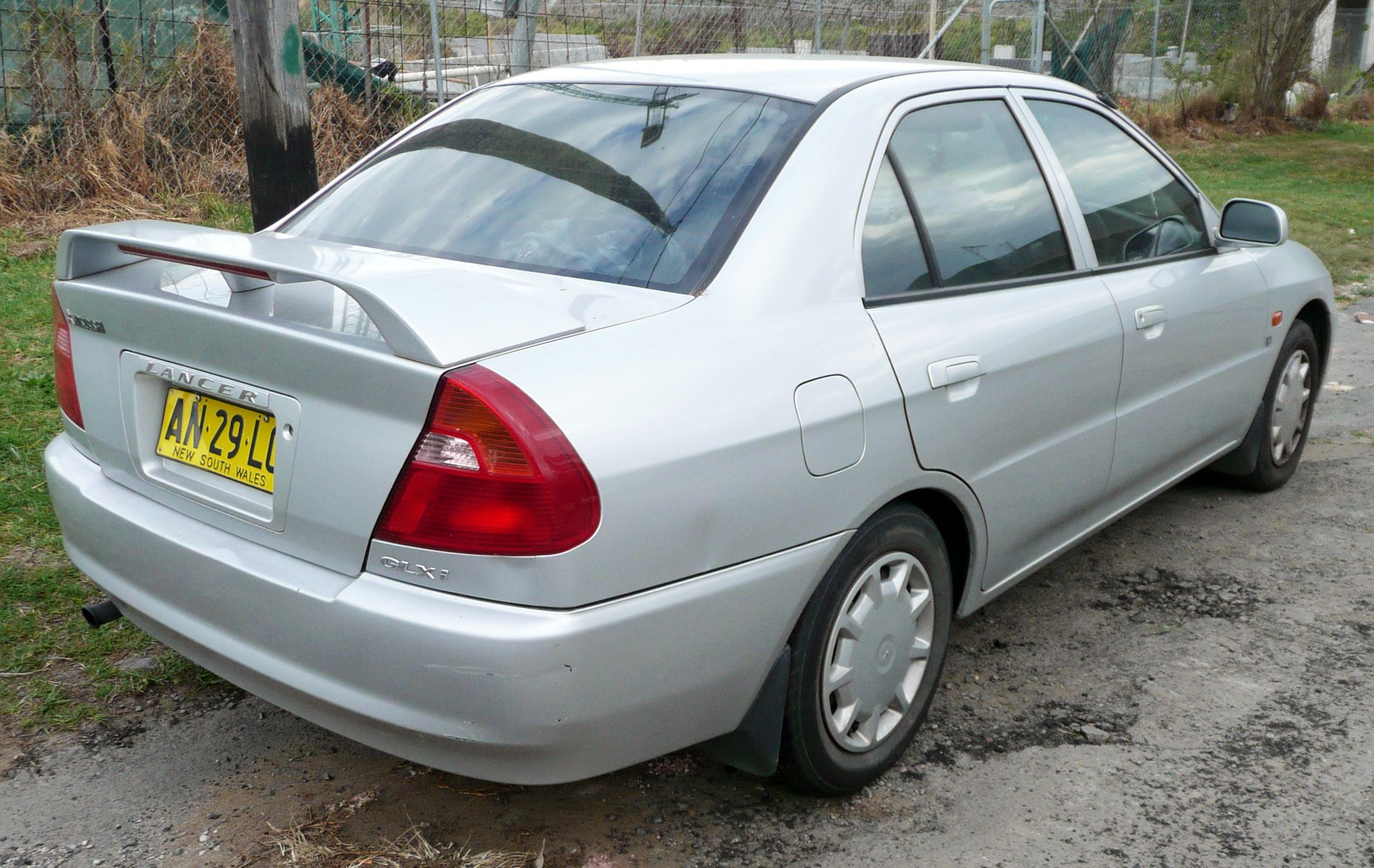
شد الواجهة ميتسوبيشي لانسر سيدان (أستراليا)
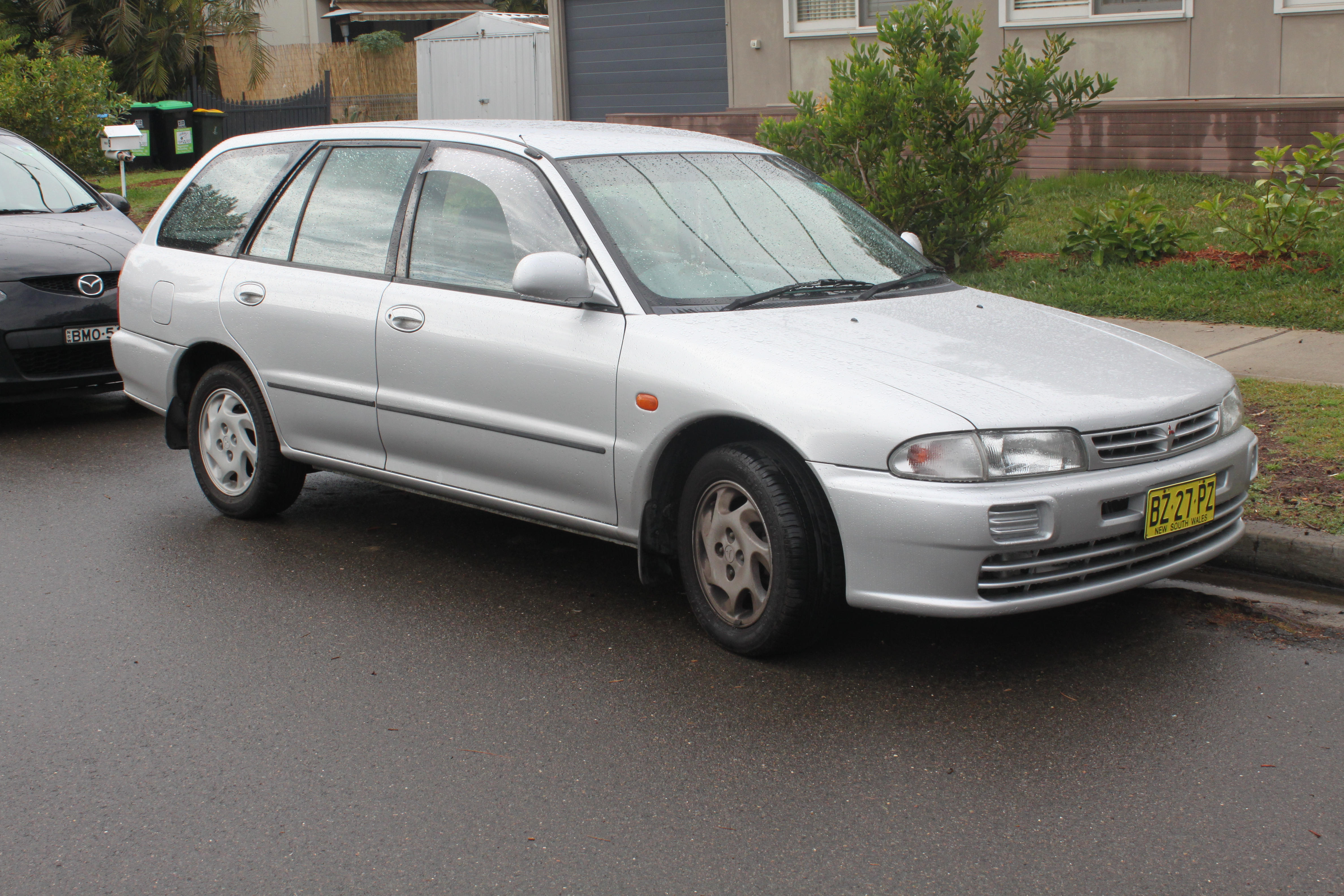
ميتسوبيشي لانسر سيدان (أستراليا)
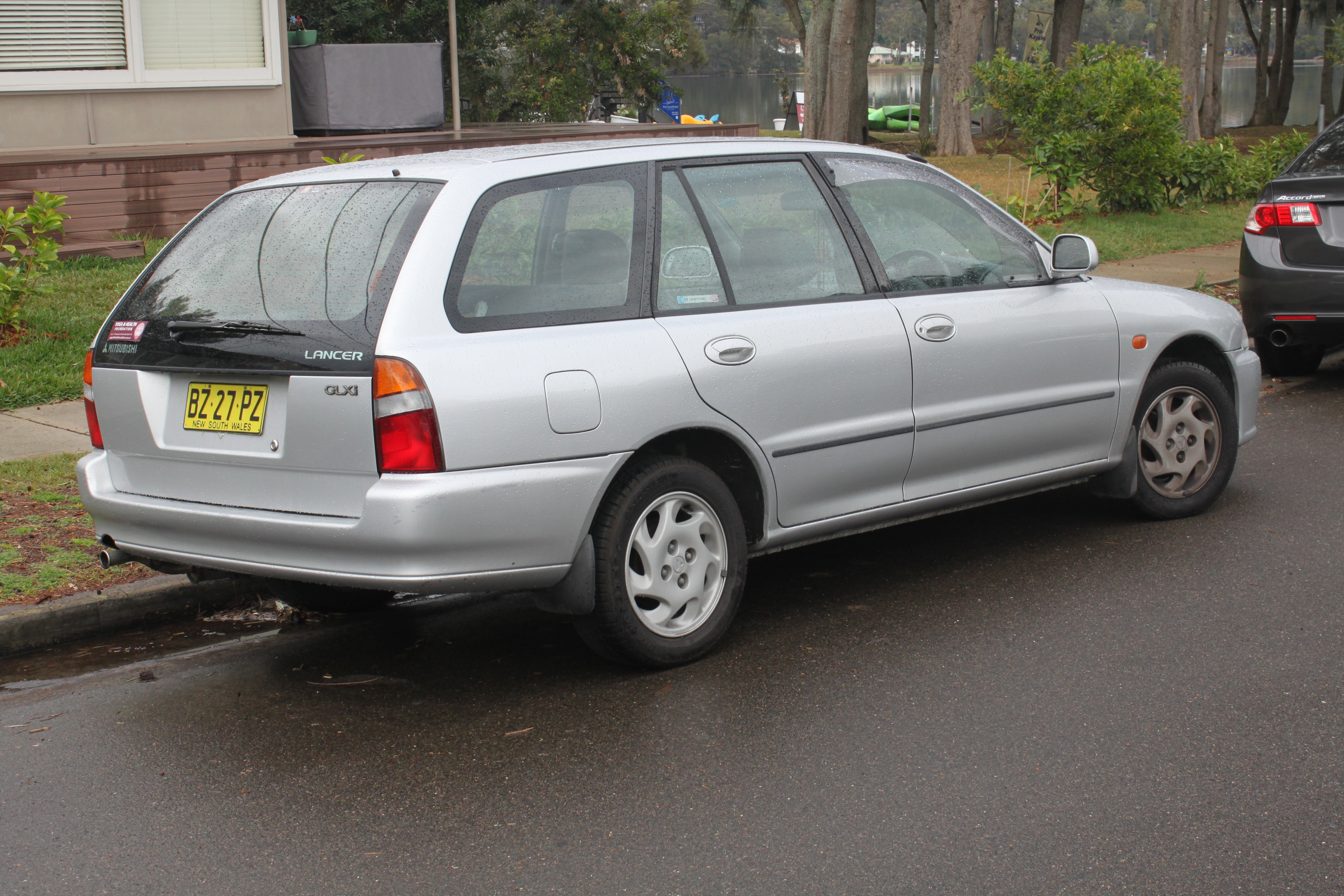
ميتسوبيشي لانسر سيدان (أستراليا)

### خليفة
المقال الرئيسي: ميتسوبيشي كولت
عندما قدمت ميتسوبيشي جيلًا جديداً ومستقلًا من لانسر في عام 2000 (بدون طراز ميراج) تم إيقاف السيارة السيدان القديمة القائمة على ميراج في اليابان، على الرغم من استمرار الإنتاج للتصدير. كانت المرحلة التالية في زوال ميراج هي إطلاق كولت - هاتشباك بخمسة أبواب - في عام 2002. حل كولت محل ميراج هاتشباك، على الرغم من كون الأخير بثلاثة أبواب. على عكس سابقتها، تميزت كولت بتصميم طويل منتصب مع حجرة محرك قصيرة لزيادة الأبعاد الداخلية. تتألف محركات كولت من 1.1 لتر ثلاث أسطوانات، بالإضافة إلى 1.3، 1.5، و 1.6 لتر بنزين بأربع سرعات مع يدوي قياسي بخمس سرعات وناقل حركة اختياري متغير باستمرار (أوتوماتيكي).
لم تحدث المبيعات في أسواق التصدير حتى عام 2004، ولم يعد الإنتاج في اليابان هو المصدر الأساسي. تم الحصول على الموديلات الأوروبية بدلاً من ذلك من بورن، هولندا بهيكل بثلاثة أبواب تم إنتاجه حصرياً في هذا المصنع منذ عام 2004. أيضاً في عام 2004، تم إطلاق كولت بلس كنسخة أطول من خمسة أبواب قياسية بسعة أكبر للأمتعة. ثم في عام 2006، توسع النطاق بشكل أكبر مع إطلاق كولت سزس - سيارة قابلة للتحويل بسقف صلب قابل للسحب. تم إنتاج سيارات كولت المكشوفة فقط في منشأة هولندا، مع التجميع النهائي مع بينينفارينا في تورين، إيطاليا.

انتهى تصنيع كولت في عام 2012، مع عودة الطراز اللاحق إلى اسم ميراج دولياً. على عكس الهندسة المعمارية الباهظة الثمن الخاصة بـكولت التي يتم مشاركتها مع سمارت فور فور، فإن التركيز على ميراج هو تسعير منخفض لزيادة وجود ميتسوبيشي في الأسواق الناشئة.

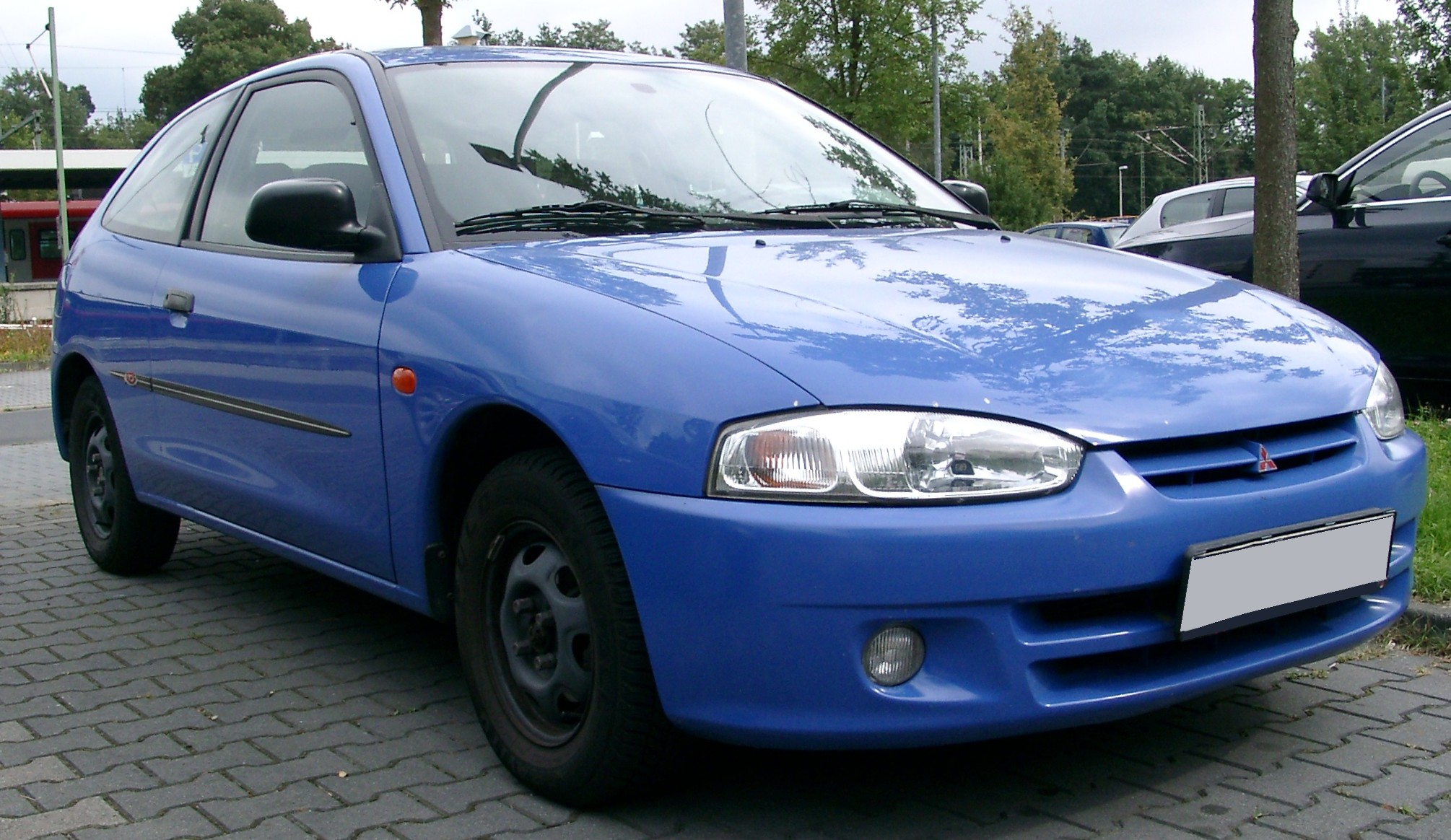
شد الواجهة ميتسوبيشي كولت 3 أبواب (أوروبا)
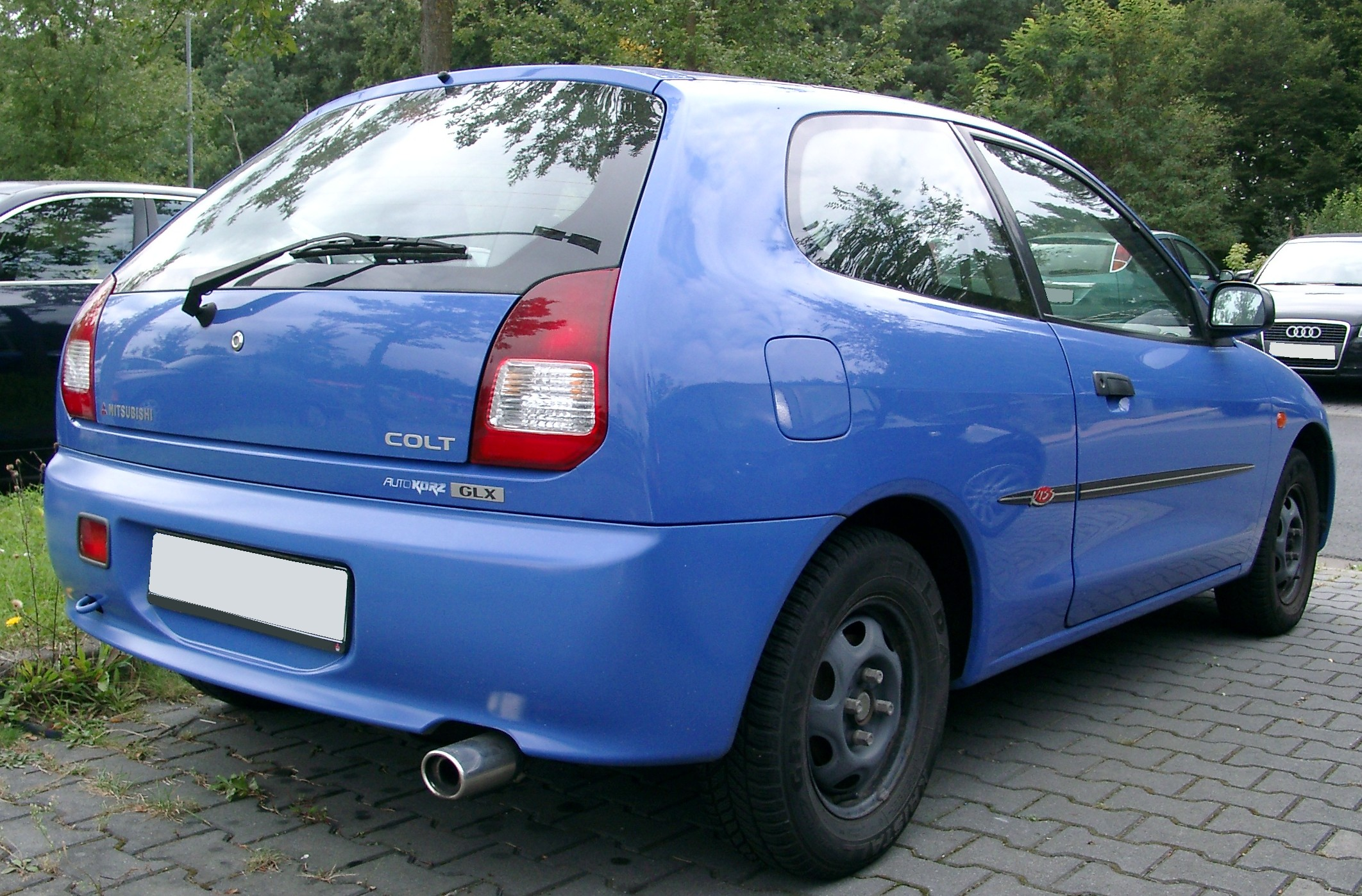
شد الواجهة ميتسوبيشي كولت 3 أبواب (أوروبا)
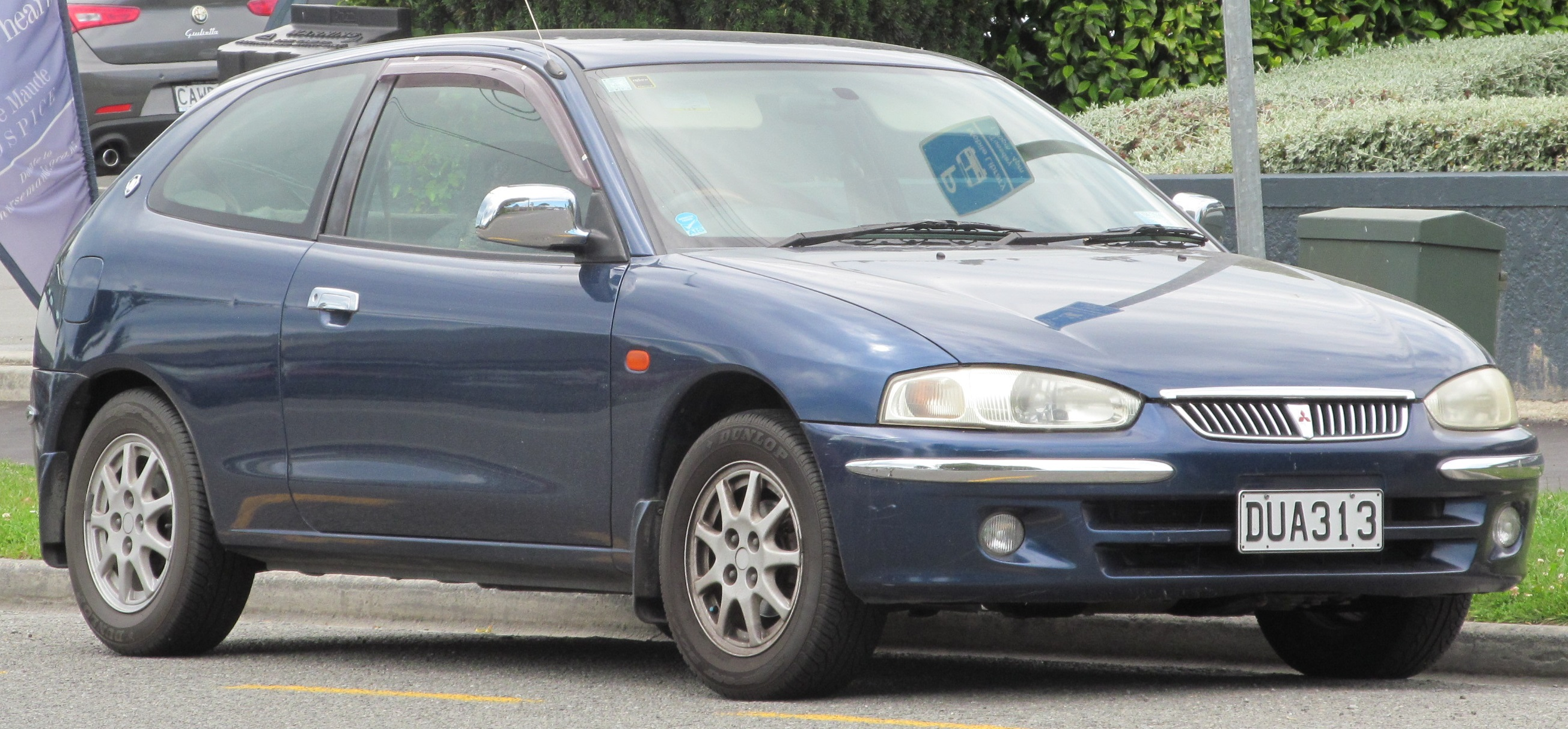
ميتسوبيشي ميراج مودارك (اليابان)
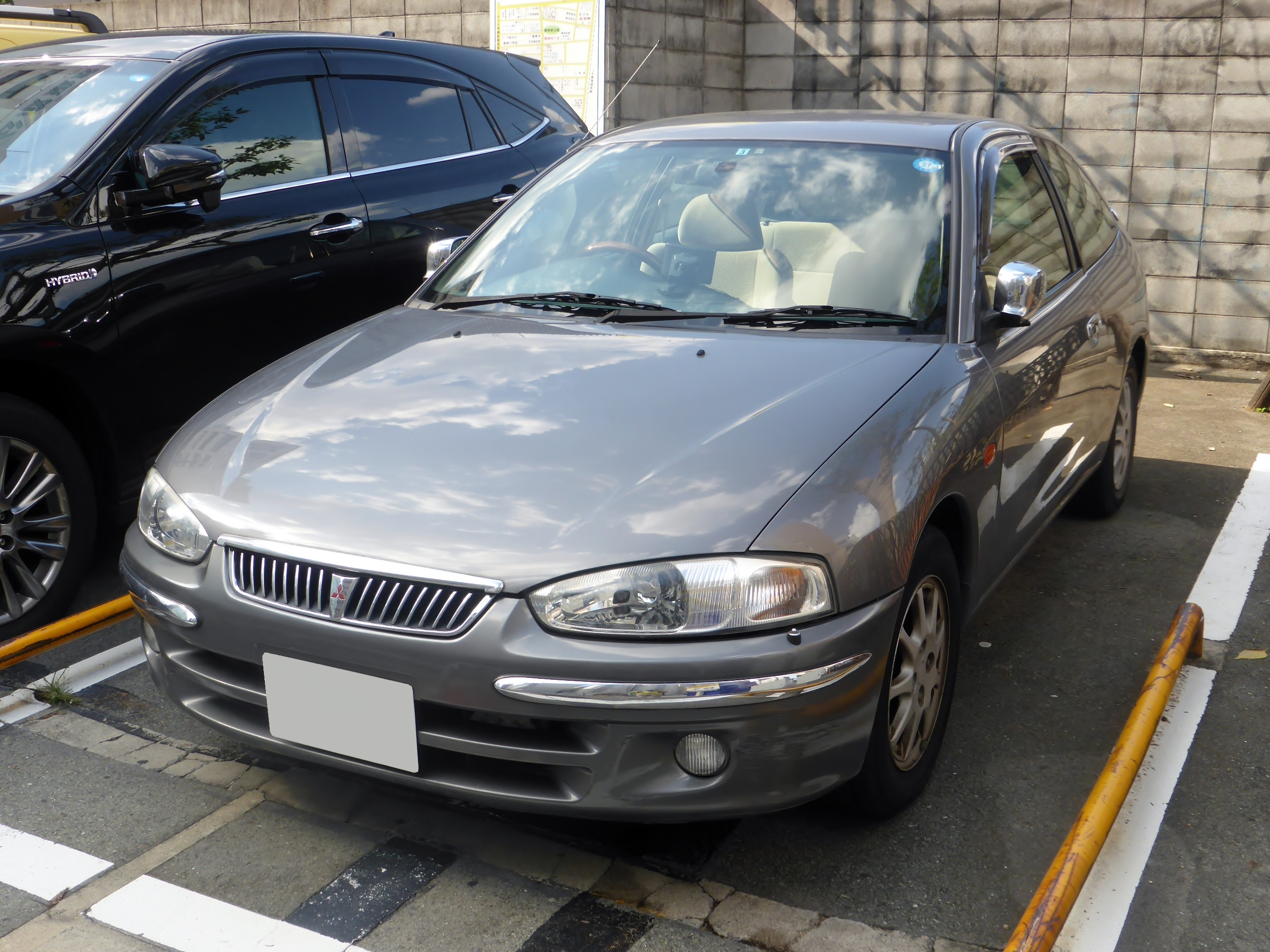
ميتسوبيشي ميراج مودارك
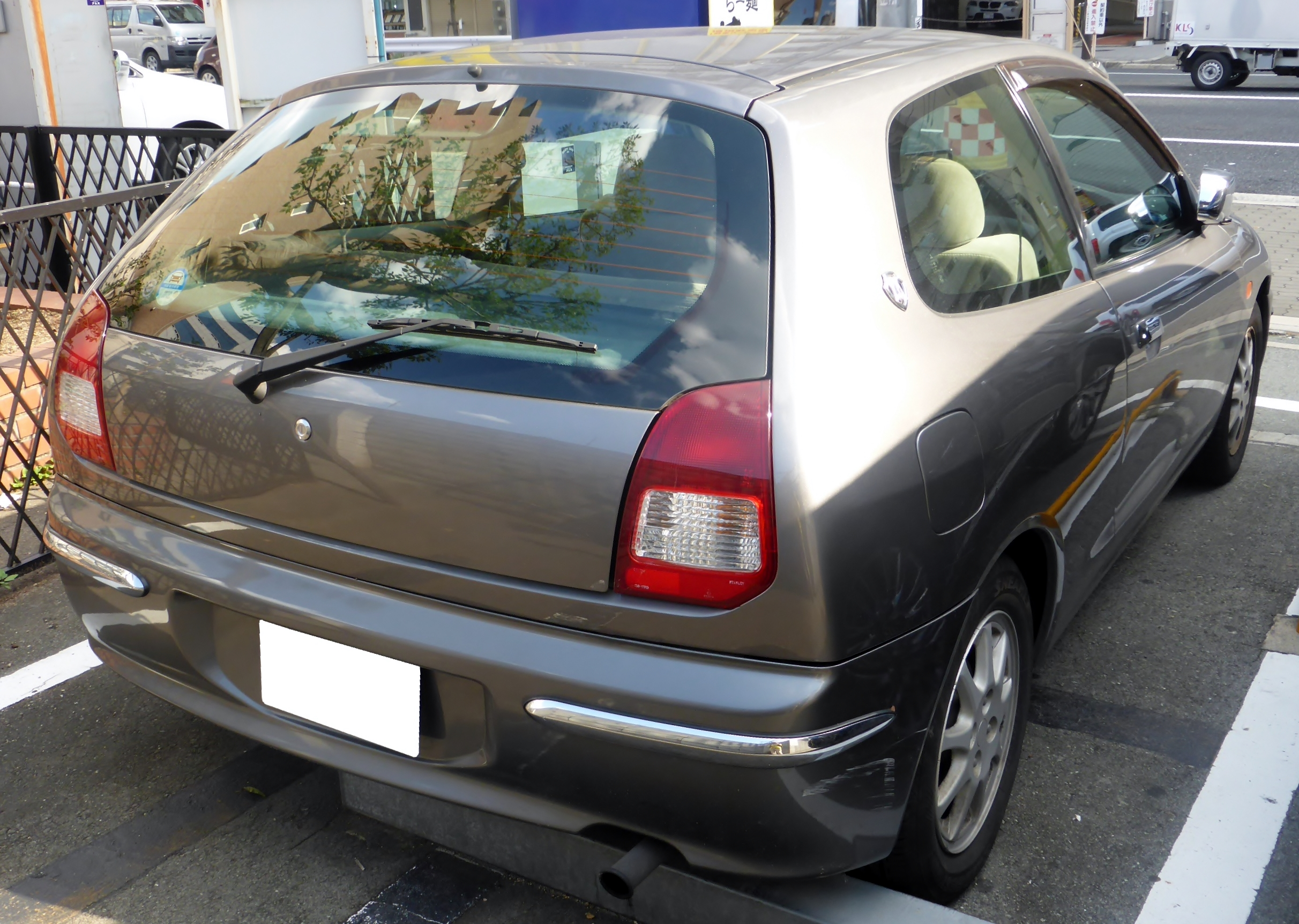
ميتسوبيشي ميراج مودارك
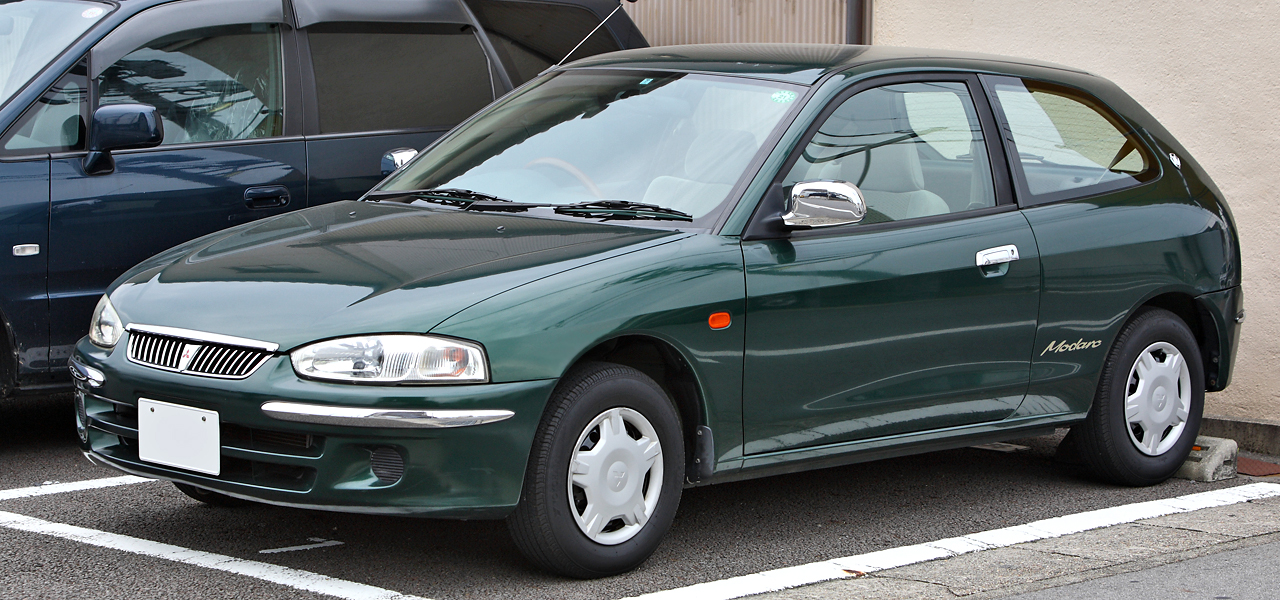
ميتسوبيشي ميراج مودارك
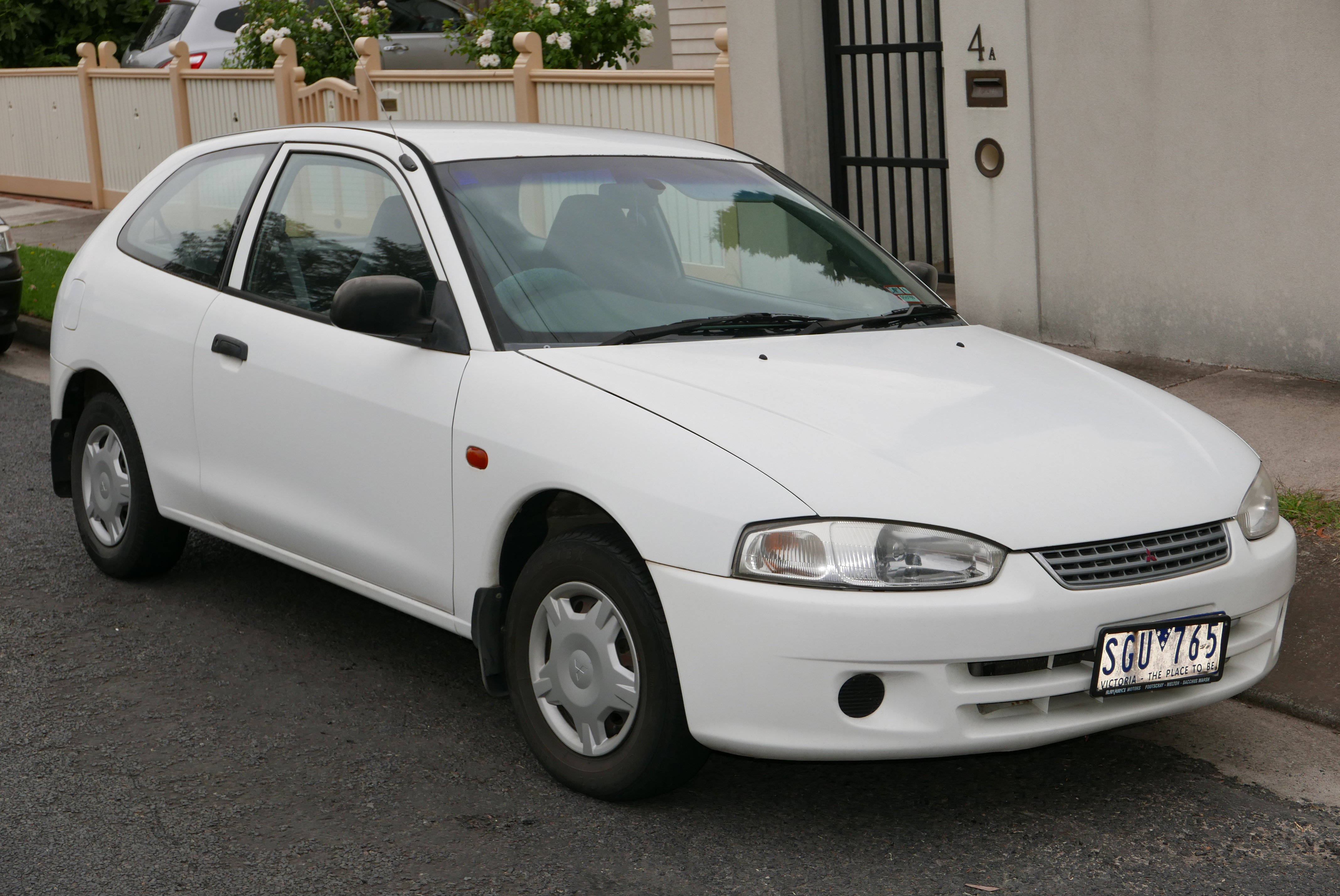
ميتسوبيشي ميراج 3 أبواب (أستراليا)

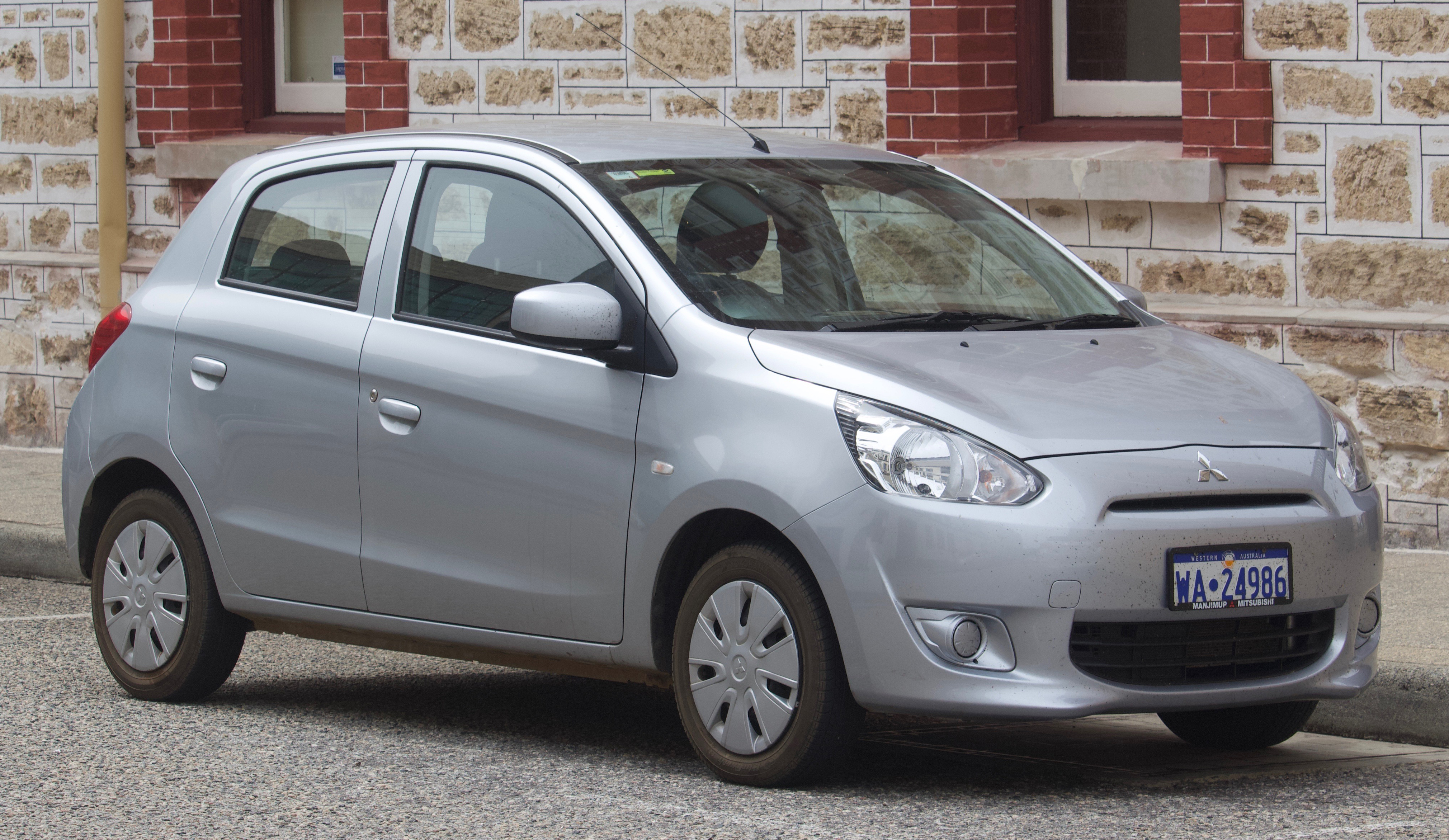

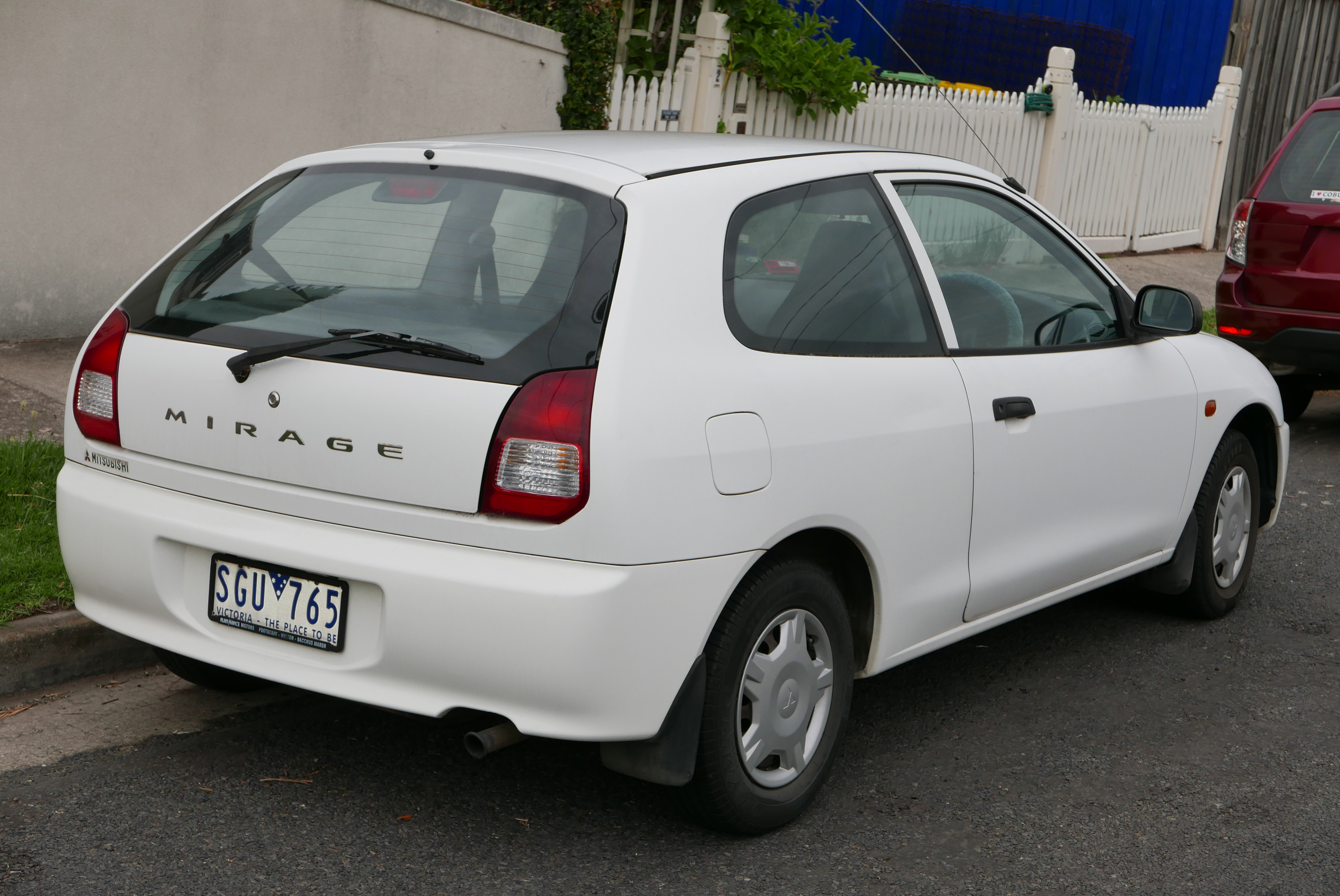
ميتسوبيشي ميراج 3 أبواب (أستراليا)

| الجيل السادس (A00 / A10 / LA)               | الجيل السادس (A00 / A10 / LA) |
| ميتسوبيشي ميراج (أستراليا، ما قبل شد الوجه) | ميتسوبيشي ميراج (أستراليا، ما قبل شد الوجه)                                                                                             |
| ملخص                                        | ملخص |
| ------------------------------------------- | --- |
| أيضا يسمى                                   | ميتسوبيشي سبيس ستار ميتسوبيشي أتراج (سيدان) ميتسوبيشي ميراج G4 (سيدان) دودج اتيتيود (سيدان ، المكسيك)                                   |
| إنتاج                                       | أبريل 2012 إلى الوقت الحاضر (هاتشباك)يونيو 2013 إلى الوقت الحاضر (سيدان)                                                                |
| المجسم                                      | الفلبين: ساينتا ( MMPC) تايلاند: ليم شابانغ (MMTh )                                                                                     |
| مصمم                                        | هيدياسو ناكاجامي (2010) |
| الجسم والشاسيه                              | |
| فصل                                         | ثانوي سيارة / سوبرميني (بي) |
| نمط الجسم                                   | 4 أبواب سيدان5 أبواب هاتشباك |
| تخطيط                                       | محرك أمامي ، دفع أمامي |
| مجموعة نقل الحركة                           | |
| محرك                                        | 1.0 لتر 3A90 I3 (بنزين)1.2 لتر 3A92 I3 (بنزين)                                                                                          |
| توصيل                                       | 5 سرعات ميتسوبيشي F5MDB اليدويةجاتكو JF015E (CVT-7) انفسس 3 CVT                                                                         |
| أبعاد                                       | |
| قاعدة العجلات                               | هاتشباك: 2450 ملم (96.5 بوصة)سيدان: 2550 ملم (100.4 بوصة)                                                                               |
| طول                                         | هاتشباك: 3710 ملم (146.1 بوصة) (شد الواجهة)3845 ملم (151.4 بوصة) (شد الوجه)سيدان: 4245 ملم (167.1 بوصة)4305 ملم (169.5 بوصة) (شد الوجه) |
| عرض                                         | هاتشباك: 1,665 ملم (65.6 بوصة)سيدان: 1,670 ملم (65.7 بوصة)                                                                              |
| ارتفاع                                      | هاتشباك: 1490 ملم (58.7 بوصة)سيدان: 1515 ملم (59.6 بوصة)                                                                                |
| كبح الوزن                                   | 820-940 كجم (1,810-2,070 رطلاً) |
| التسلسل الزمني                              | |
| السلف                                       | ميتسوبيشي كولت |

## الجيل السادس
(A00 / LA A10؛ 2012)
تمت إعادة تسمية كولت مرة أخرى إلى ميراج في عام 2012. تمت معاينة الجيل السادس كسيارة مفهوم في معرض جنيف للسيارات 2011، حيث تم الكشف عن سلسلة سيارات الإنتاج في معرض طوكيو للسيارات 2011. بالنسبة لبعض الأسواق الأوروبية، يتم استخدام اسم ميتسوبيشي سبيس ستار رمز النموذج هو A00، على الرغم من أنه يشار إليه في أستراليا باسم LA.
تم بناء ميراج في مصنع ميتسوبيشي لايم تشابانج في تايلاند، المنشأة رقم ثلاثة منذ 19 أبريل 2012. تم تطوير السيارة بشكل أساسي كاستجابة لسياسة إيكو كار التي أقرتها حكومة تايلاند. ضاعفت السيارة بشكل فعال أرقام مبيعات ميتسوبيشي في البلاد. بدأت الشحنات إلى اليابان في يوليو، مع وصول السوق الأسترالية إلى السوق في يناير 2013. بدأت شركة ميتسوبيشي موتورز الفلبين في تصنيع كل من طرازات هاتشباك وG4 سيدان من ميراج لسوق البلاد في يناير 2017.
في تصميم ميراج، كانت أهداف ميتسوبيشي هي القدرة على تحمل التكاليف (بما في ذلك في الاقتصادات النامية) والكفاءة العالية.  للمساعدة في الكفاءة، كان تقليل كتلة السيارة أحد مجالات التركيز الهندسية. «الجهود المضنية لتقليل الوزن»، بما في ذلك استخدام الفولاذ عالي الشد في الجسم، نتج عنها سيارة هي الأخف وزناً في فئتها في بعض الأسواق. في أمريكا الشمالية، تعتبر أخف سيارة متوفرة بأربعة أبواب (فقط سمارت فورتو التي تتسع لراكبين هي أخف وزناً).
كان الحد من السحب الديناميكي الهوائي هدفاً أساسياً آخر للتصميم. نتج عن إحدى الميزات الديناميكية الهوائية للسيارة تقديم طلب براءة اختراع جديد. والنتيجة هي أدنى معامل سحب (Cd) في فئتها. اعتماداً على نظام الدفع والخيارات، يتراوح القرص المضغوط للسيارة من 0.27 إلى 0.31.
نتائج اختبار برنامج تقييم السيارات الجديدة لجنوب شرق آسيا لمحرك هاتشباك ذي محرك يمين وخمسة أبواب على تسجيل 2013:
| الاختبار               | نتيجة       |
| حماية الركاب البالغين: | 5 من 5 نجوم |
| حماية الأطفال:         | 43٪         |

### الأسواق
يشتمل الطراز الياباني المبكر على محرك 3 أسطوانات سعة 1.0 لتر مع إيقاف تلقائي وانطلاق، وCVT وإطارات 165/65 R14. السيارة ذات الاسطوانات الثلاثية سعة 1.0 لتر للسوق اليابانية تحقق 27.2 كم / لتر (64 ميلاً لكل جالون أمريكي) في دورة JC08 وسيكون سعرها أقل من مليون ين.
تم كشف النقاب عن نموذج السوق التايلاندي في معرض بانكوك الدولي للسيارات 2012. تم الكشف عن نموذج تايلاند في 28 مارس 2012. يتميز الطراز التايلاندي بمحرك سعة 1.2 لتر ثلاثي الأسطوانات مع بدء التشغيل، ومزود بناقل حركة CVT أو ناقل حركة يدوي.[بحاجة لمصدر]
في الفلبين، تم تقديم ميراج في منتصف عام 2012 بأربعة أنواع مختلفة، GLX (الأساسي) ومستويات المواصفات GLS (الأعلى) كلاهما متاح إما مع ناقل حركة يدوي بخمس سرعات أو CVT. جميع الموديلات تعمل بمحرك سعة 1.2 لتر. في أواخر عام 2013، تمت إضافة نسخة السيدان المسماة G4 إلى التشكيلة، وهي متوفرة أيضاً في نفس المتغيرات الأربعة مثل هاتشباك. في أول عام كامل لها من المبيعات (2013)، وصلت ميراج إلى المرتبة السادسة بين أفضل السيارات مبيعاً في الدولة وأفضل هاتشباك مبيعاً. تم إطلاق ميراج المحدثة في البلاد في أبريل 2016.
تم الكشف عن نسخة أمريكا الشمالية في معرض مونتريال الدولي للسيارات 2013. على الرغم من التكهنات السابقة، سيتم تسويق السيارة باسم ميراج في الولايات المتحدة وكندا لطراز عام 2014. تشمل الموديلات محرك ميفيك بثلاث أسطوانات سعة 1.2 لتراً، وناقل حركة يدوي بخمس سرعات أو CVT، وخياراً من ثمانية ألوان للجسم (أخضر كيوي، ورمادي ثاندر، وأزرق ياقوتي، وبن تحت الأحمر، وأبيض سحابي، وفضي ستارلايت، وأرجواني بلازما، وأسود ميستيك). لم يكن هناك طراز عام 2016 في سوق أمريكا الشمالية.

### أول عملية تجميل
في معرض لوس أنجلوس للسيارات لعام 2015، استعرضت ميتسوبيشي عملية تجميل ميراج 2017.  تلقت السيارة تصميماً جديداً للواجهة الأمامية، ومصابيح أمامية لجهاز العرض مع مصابيح إل إي دي تعمل في النهار، ومصابيح خلفية إل إي دي. ينتج عن عملية شد الواجهة معامل سحب يبلغ 0.27 cd. بالإضافة إلى ذلك، تمت زيادة قوة المحرك من 74 إلى 78 حصاناً، وتم تحسين نظام التعليق من خلال امتصاص الصدمات الأفضل، ومعدلات الربيع المعدلة، والفرامل المطورة (أقراص أكبر في المقدمة، وبراميل في الخلف، ومواد احتكاك مختلفة). سيشهد التصميم الداخلي أيضاً العديد من التغييرات الجمالية من عجلة القيادة إلى نظام التدفئة والتهوية وتكييف الهواء ونظام معلومات ترفيهي اختياري بشاشة تعمل باللمس باستخدام واجهة أبل كار بلاي وإعداد صوت روك فورد فوسغات بقوة 300 واط.

### شد الواجهة الثانية
تم إطلاق الطراز الثاني من طراز ميراج في تايلاند في 18 نوفمبر 2019، مع إضافة ميزات أمان مثل نظام التخفيف من الاصطدام الأمامي، والتخفيف الأمامي من الرادار إلى جانب أزرار التحكم في التطواف على عجلة القيادة. تم تعديل تصميم المصد ليتحمل لغة التصميم لطرازات ميتسوبيشي الأخرى جنباً إلى جنب مع مصباح أمامي لجهاز العرض مع مداخل DRL وإل إي دي للمصابيح الخلفية. سيظهر طراز ميراج المحدث لأول مرة في أمريكا الشمالية في أوائل عام 2021 كنموذج 2021.

### محركات البنزين
| كود نوع                                      | القوة ، عزم الدوران عند دورة في الدقيقة                                                       |
| -------------------------------------------- | --------------------------------------------------------------------------------------------- |
| 999 سم مكعب (1.0 لتر) I3 (دوهك ميفيك 3A90)   | 69 حصان (51 كيلوواط، 68 حصان) عند 6000، 8.8 كجم (86 نيوتن متر؛ 64 رطل قدم) عند 5000           |
| 1.193 سم مكعب (1.2 لتر) I3 (دوهك ميفيك 3A92) | 78 حصان (57 كيلوواط، 77 حصان) عند 6000 10.2 كجم متر مكعب (100 نيوتن متر، 74 رطل قدم) عند 4000 |

### سيدان (أي10)
تم تصنيع نسخة السيدان ذات الأبواب الأربعة من ميراج، والمعروفة باسم ميتسوبيشي أتراج أو ميتسوبيشي ميراج G4 في بعض الأسواق، في مصنع ميتسوبيشي لام شابانغ في تايلاند منذ يونيو 2013. بينما تعتمد على هاتشباك، فإن السيدان فريدة من نوعها من الأبواب الخلفية إلى الخلف، وقد تم تعديل التصميم الأمامي. تم تقديم السيارة السيدان لأول مرة كسيارة مفهوم في معرض بانكوك للسيارات 2013 تسمى مفهوم G4 سيدان. مثل هاتشباك، يتم تقديم السيدان بمحرك سعة 1.2 لتر.
وفقاً لماساكي يامادا، كبير مستشاري ميتسوبيشي موتورز الفلبين، استخدمت الشركة اسم ميراج G4 في السوق الفلبينية، حيث زعموا أن لوحة اسم «أتراج» لها دلالة سلبية في اللغة الفلبينية.
تبدو كلمة «أتراجAttrage» تشبه إلى حد كبير «أتراسatrás» أو Filipino أو Spanish «للعودة إلى الوراء».
تم إصدار ميراج G4 في الوكلاء الفلبينيين في أكتوبر 2013.
في المكسيك، تم بيع أتراج باسم  دودج أتراج، لتحل محل هيونداي أكسنت من طراز يناير 2015 بعد وصول هيونداي في السوق المكسيكية.
يتم بيع أتراج في عدد قليل من أسواق أوروبا الغربية مثل النمسا وسويسرا وبلجيكا ولوكسمبورغ. المحرك متاح كمحرك ثلاثي الأسطوانات سعة 1.2 لتر ينتج 59 كيلو واط (80 حصان). يتوفر ناقل حركة متغير باستمرار كخيار. يباع أتراج أيضاً في سنغافورة وتركيا وماليزيا وإسرائيل والشرق الأوسط.
بالنسبة لسوق الولايات المتحدة، كانت ميراج G4 سيدان متاحة من ربيع 2016 كنموذج 2017. وهي متوفرة بطرازات ES وSE، مع 7 وسائد هوائية متوفرة بشكل قياسي.
في كندا، استمرت مبيعات سيارة G4 السيدان لمدة 3 سنوات من 2017-2019. تم إلغاؤها بسبب انخفاض المبيعات بالنسبة إلى هاتشباك (شكلت G4 أقل من 20 ٪ من إجمالي مبيعات ميراج في عام 2018).
بدءاً من 1 فبراير 2019، تم بيع ميتسوبيشي ميراج G4 في المكسيك جنباً إلى جنب مع عودة ميتسوبيشي في السوق المكسيكية، بالتعايش مع دودج أتيتيود. تم شد الوجه في أغسطس 2020.
تلقت أتراج عمليات تجميلها في تايلاند في 18 نوفمبر 2019 مع نفس الواجهة الأمامية للواجهة الثانية للهيكل ميراج الهاتشباك.

### الإستقبال

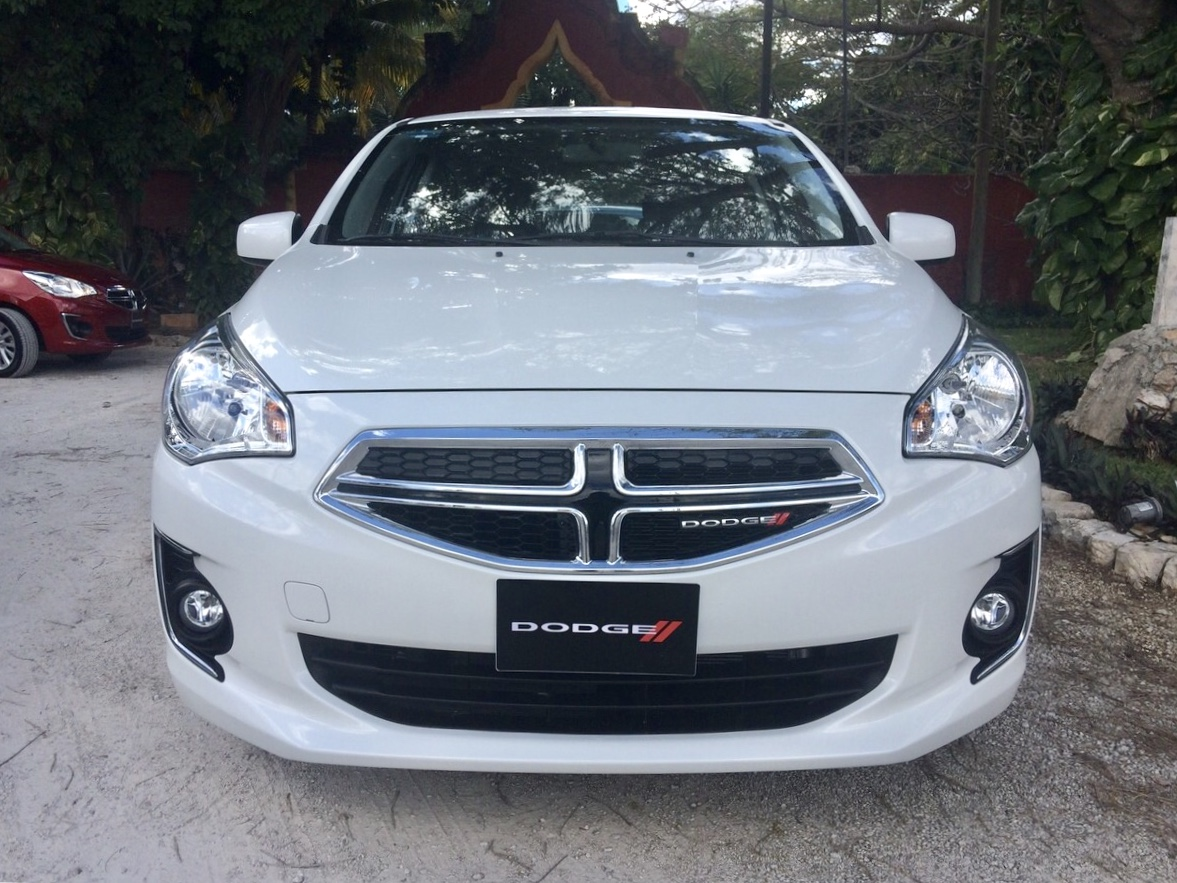
دودج اتيتيود (المكسيك) 2018

أثبتت ميراج الحالية أنها تصميم مستقطب. وقد قوبل بمراجعات سلبية في بعض الأسواق، ومدح في أسواق أخرى. تسلط المراجعات الإيجابية الضوء على كفاءة التصميم، بينما يوضح النقاد غالباً عيوب السيارة، مع ميل لمقارنة ميراج بالسيارات الأغلى ثمناً.
أوتو إكسبرس ومجلة أولي كيو من مجلة كار أعطت السيارة تصنيفين من أصل خمسة نجوم.
أعطى بيتر أندرسون من تقرير المحرك نصفين ونصف من أصل خمسة نجوم. أي سيارة؟  صنفت مجلة ميراج 3 من أصل 5 نجوم على أنها «التكلفة والحكم». أعطى مات جونز من مجلة توب جير للميراج حكماً إجمالياً من 3 من 10. أعطى سام ولاتسون من الجاردين السيارة تصنيف كول فاكتور بلغ 3 من 10. وضعت تقارير المستهلك الميراج بين أسوأ 10 سيارات لعام 2013 ووضعت مجلة توب جير ميراج على قائمتها «أسوأ السيارات التي يمكنك شراؤها الآن».
أعطى جايسون تورتشينسكي من جالوبنيك سيارة ميراج لعام 2014 درجة 8 من 10 مقابل القيمة واستمر في انتقاد منتقدي ميراج بسبب النقد المفرط، قائلاً «لقد تلقيت الاستئناف من كتابة مراجعة سيئة - إنها جحيم الكتابة أكثر متعة من كتابة مراجعة جيدة. ... ولكن عليك أن تحافظ على شهوة النقد تحت المراقبة، أحياناً، وتحاول الوصول إلى حقيقة الأشياء».
على الجانب الإيجابي، أعطى كيلي بلو بوك للميراج تصنيفاً إجمالياً يبلغ 6.2 (مع تصنيف المستهلك 9.4 / 10) مقتبساً من ذلك "إذا كان أهم شيء بالنسبة لك هو الحصول على أرخص سيارة جديدة يمكنك العثور عليها مع معظم المعدات  وأفضل اقتصاد ممكن في استهلاك الوقود، ستعجبك ميتسوبيشي ميراج 2015″. تم تسمية ميراج كواحدة من 12 سيارة صديقة للبيئة من مجلة فوربس لعام 2014، وكانت واحدة من اثنتين من المركبات غير الهجينة في القائمة. في الفلبين، حازت ميراج على "سيارة العام 2012-2013" من قبل مجموعة جوائز السيارات.

صنفت مجلة توب جير الفلبين السيارة 18 من أصل 20، وقالت: «بالنسبة لشخص واحد أو زوجين شابين بميزانية محدودة، فإن ميراج لا تزال أحلى صفقة في المدينة». في الدنمارك، تلقى سبيس ستار تقييمات إيجابية إلى حد كبير، وكانت خامس أكثر السيارات مبيعاً في الفترة من يناير إلى فبراير 2015. منحت شركة هيسبانيك موتور بريس جائزة ميراج كأفضل ثانوي في عام 2014 واعترفت بسيارة ميراج G4 كأفضل ثانوي في عام 2017. وأشادت شركة مركبة نيوزيلندا من نيوزيلندا بميراج واصفة إياها بأنها «وسيلة نقل مثالية في المدينة يسهل الوصول إليها بسهولة. أضيق أماكن وقوف السيارات». قامت مجموعة علوم السيارات بتقدير جائزة ميراج لأفضل أداء شامل وأفضل أداء اقتصادي. أشاد باتريك رال من أخبار عزم الدوران بسيارة ميراج GT لعام 2018، مشراً إلى أنها «سيارة ركاب شتوية رائعة» مع «الكثير من الميزات». وصف بريان وونغ من موقع Cars.com سيارة ميراج جي تي بأنها «متعة القيادة» وأثنى على تصميمها الخفيف الوزن. يلاحظ إريك شيلينغ أنه بعد ثماني سنوات من طرحها في السوق، «ربما تكون الميراج أفضل نوع من السيارات على الإطلاق: سيارة رخيصة تعمل، ولا تتظاهر بخلاف ذلك».

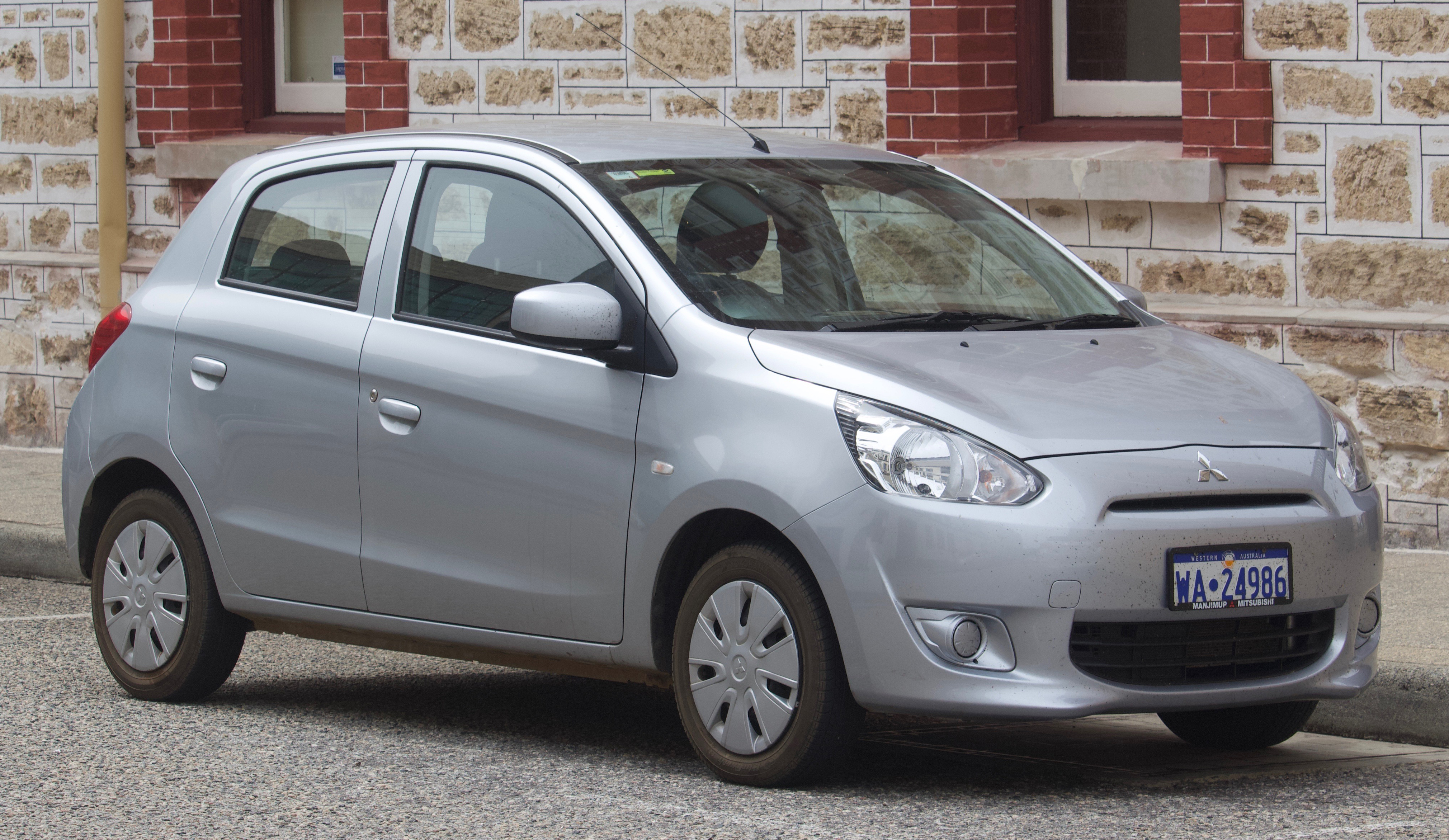
ميتسوبيشي ميراج (أستراليا ، ما قبل شد الواجهة)
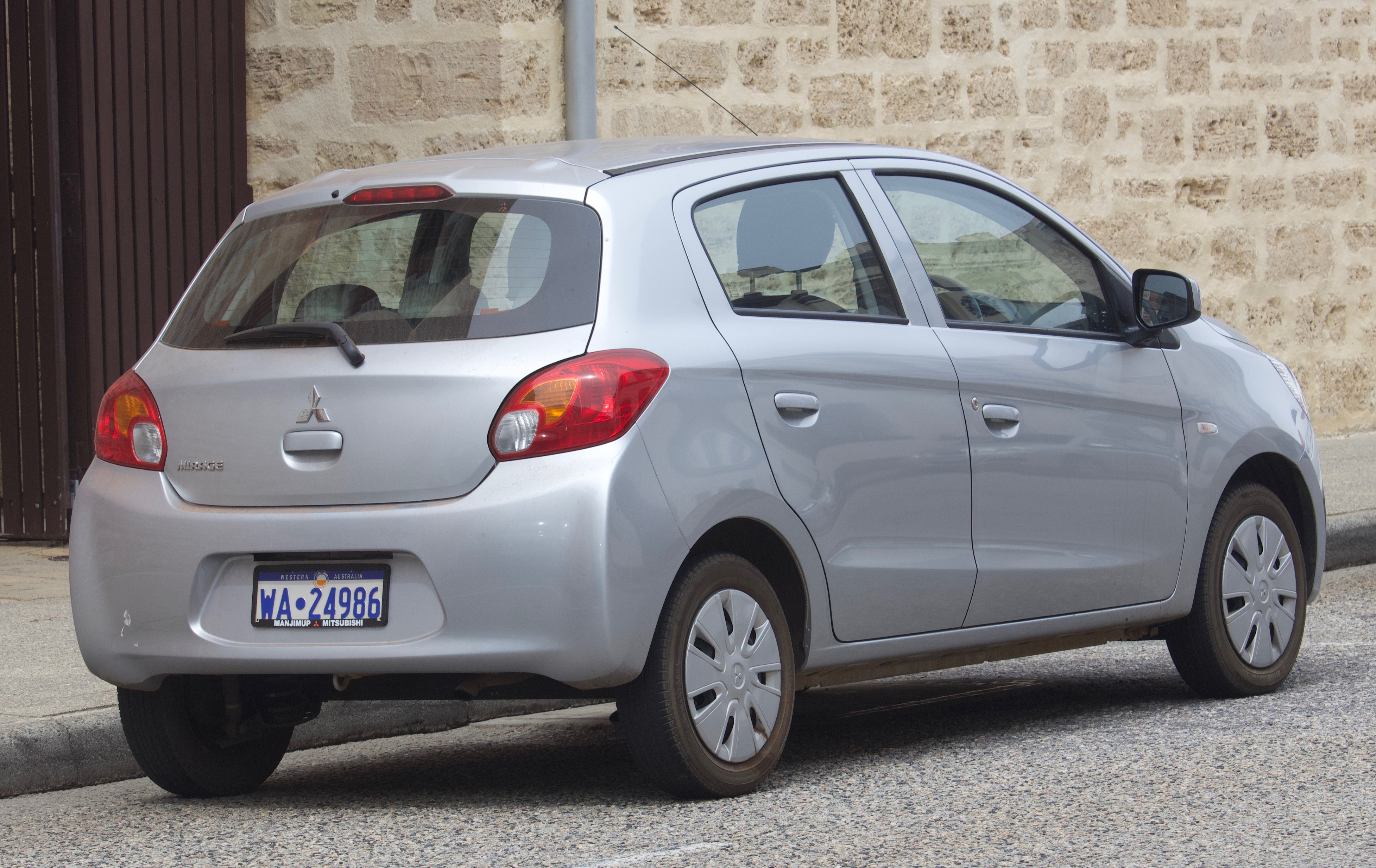
ميتسوبيشي ميراج (أستراليا ، ما قبل شد الواجهة)
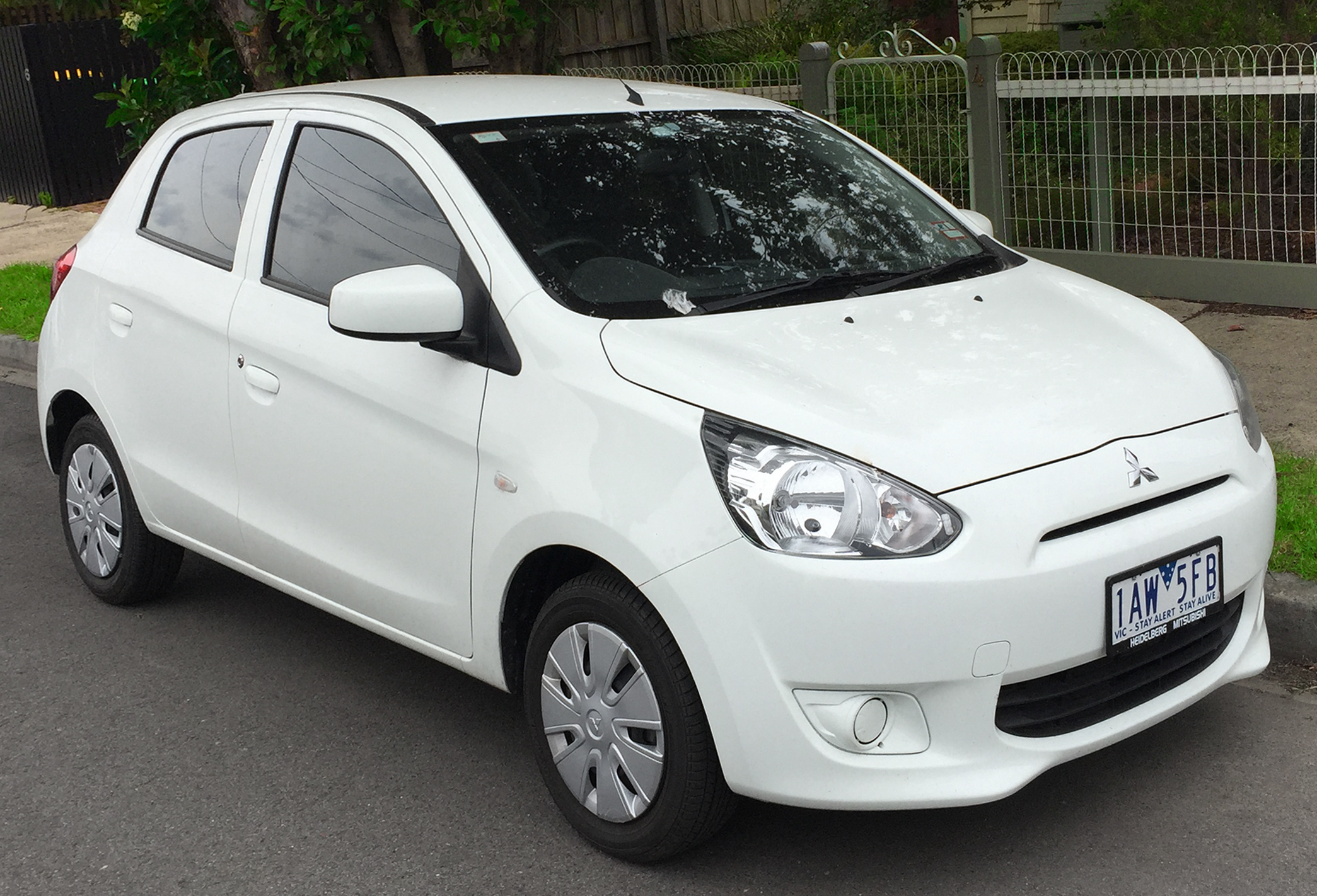
ميتسوبيشي ميراج (أستراليا ، ما قبل شد الواجهة)
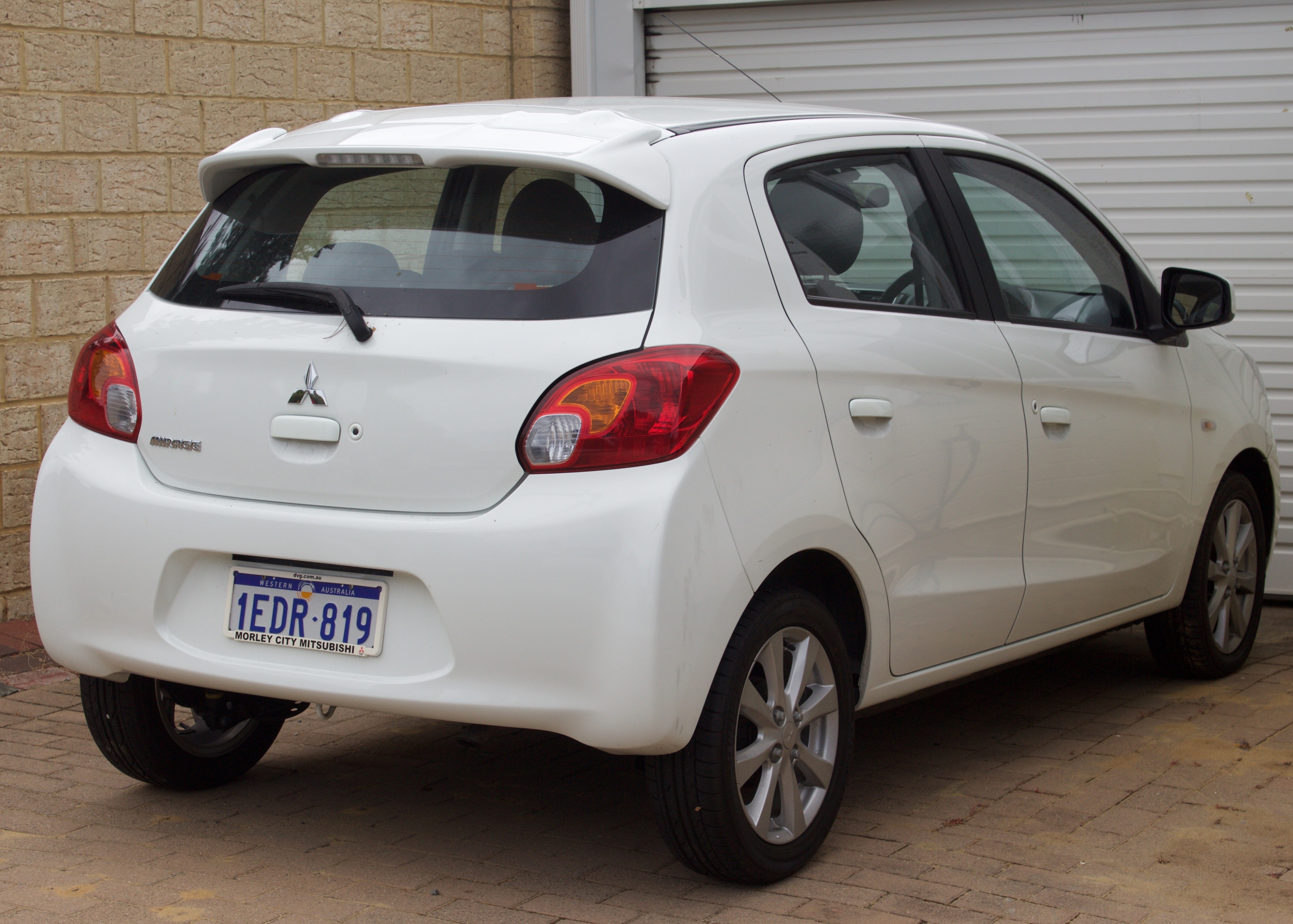
ميتسوبيشي ميراج (أستراليا ، ما قبل شد الواجهة)
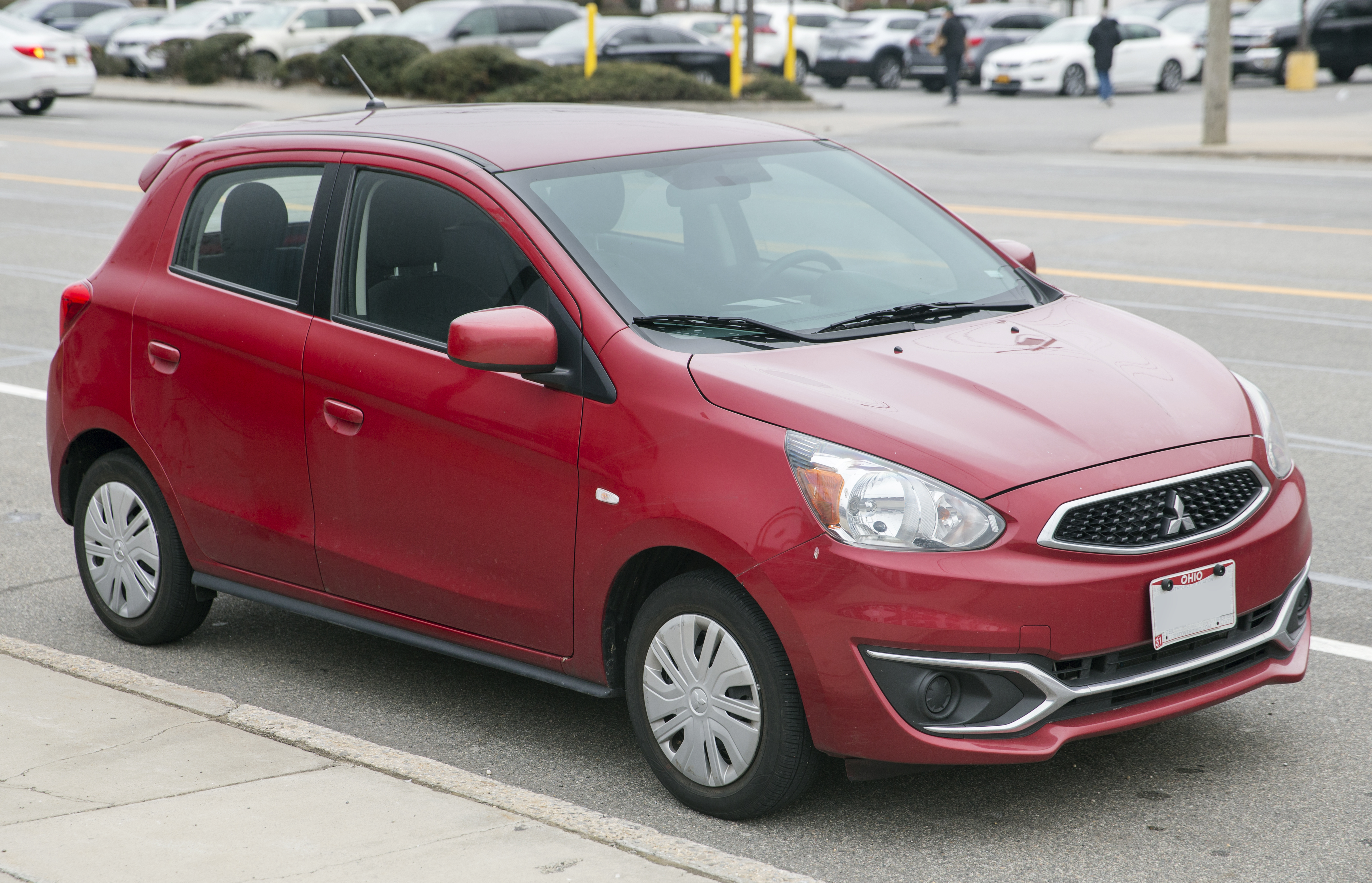
ميتسوبيشي ميراج هاتشباك (الولايات المتحدة؛ أول عملية تجميل)
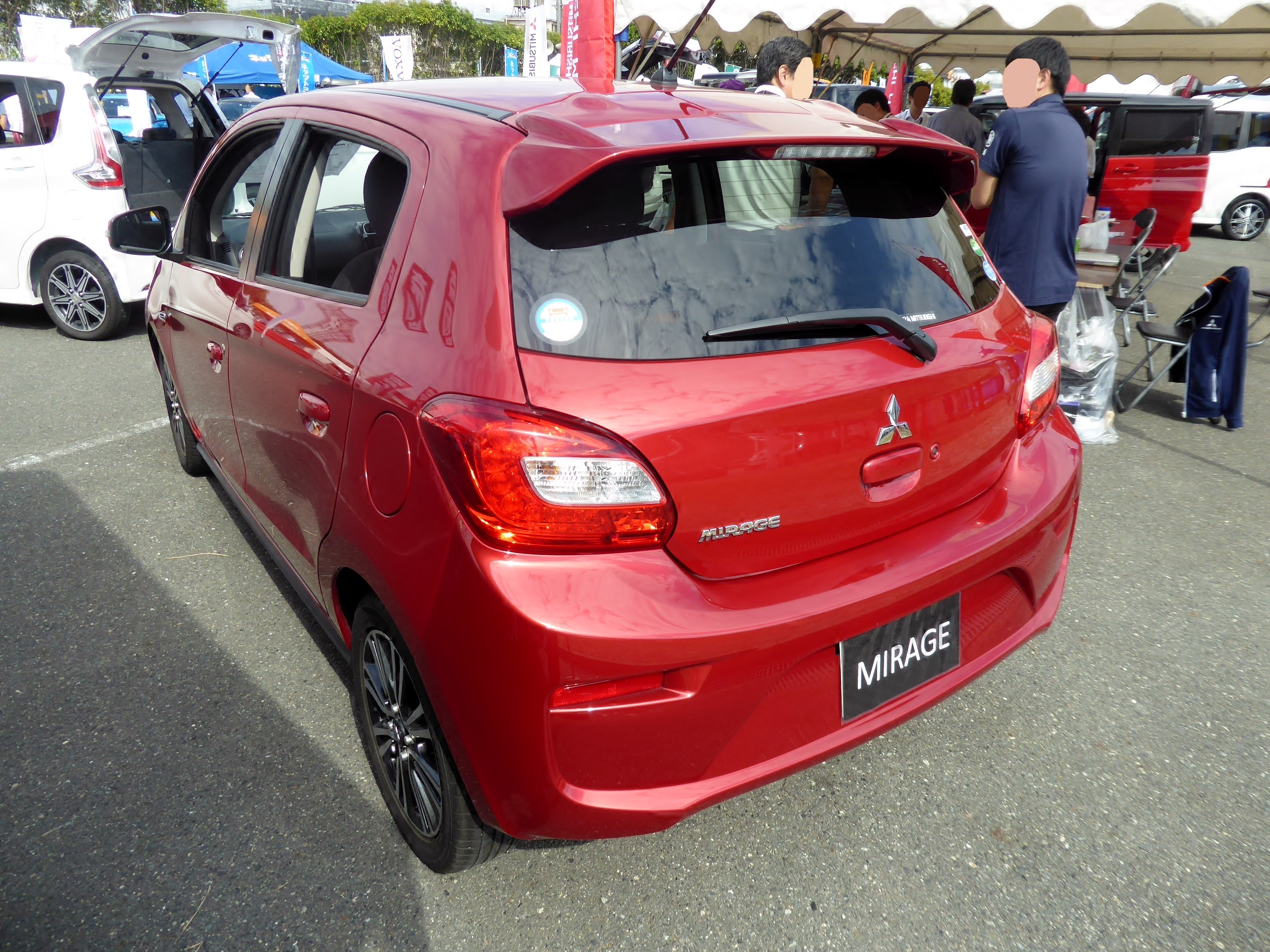
ميتسوبيشي ميراج هاتشباك (الولايات المتحدة؛ أول عملية تجميل)
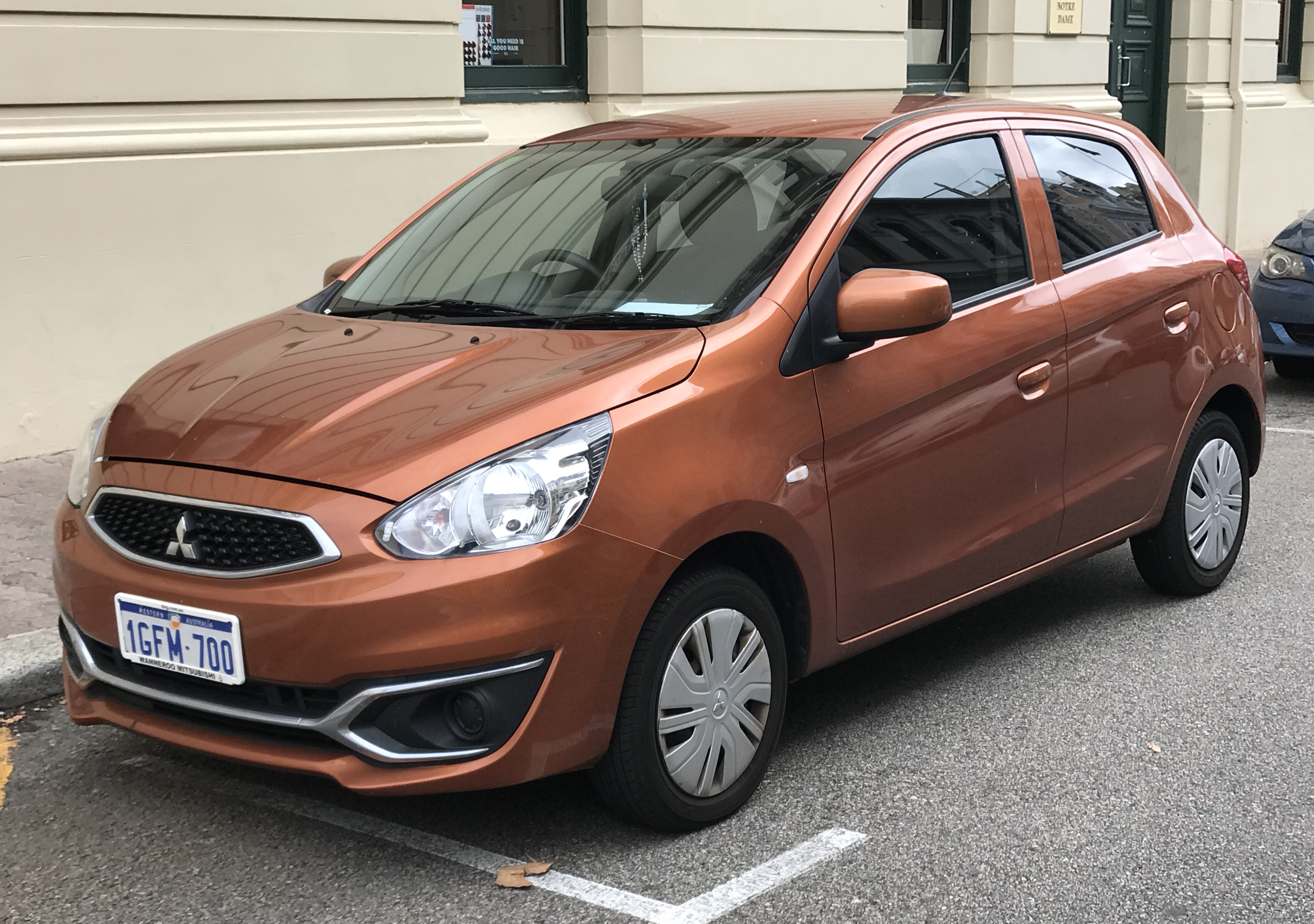
ميتسوبيشي ميراج هاتشباك (اأستراليا؛ أول عملية تجميل)
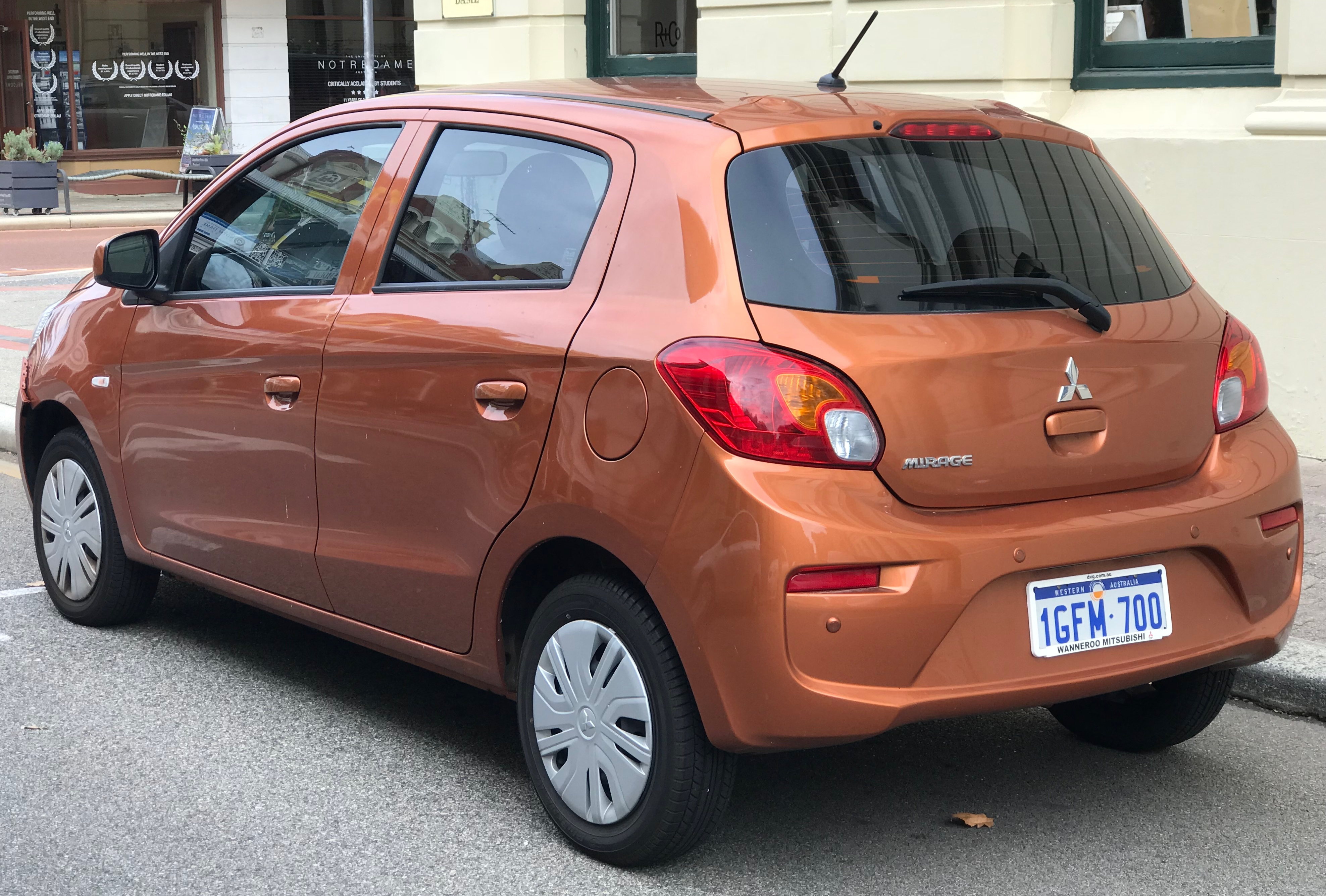
ميتسوبيشي ميراج هاتشباك (أستراليا؛ أول عملية تجميل)
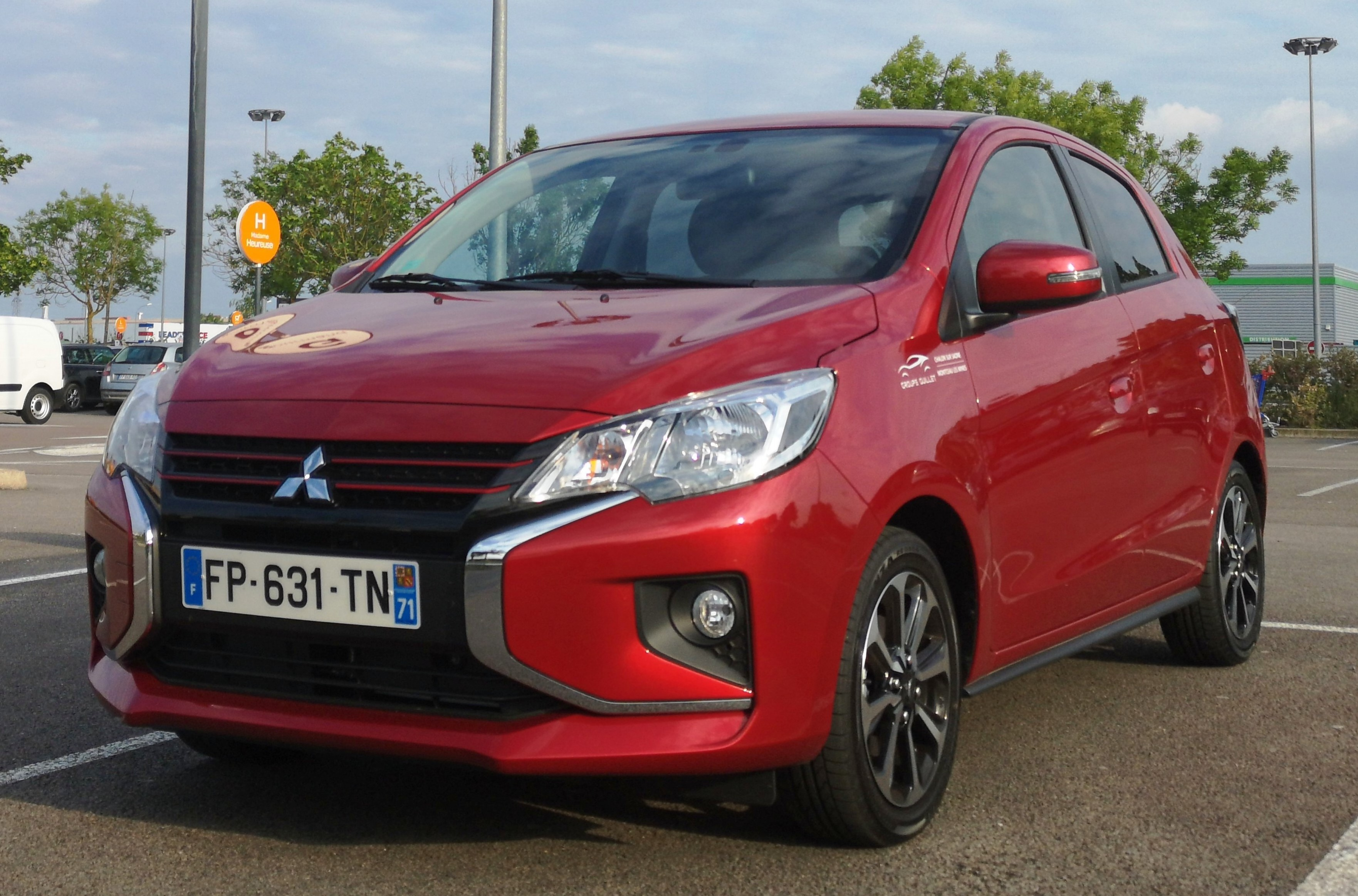
ميتسوبيشي ميراج هاتشباك (أوروبا؛ ثاني عملية تجميل)
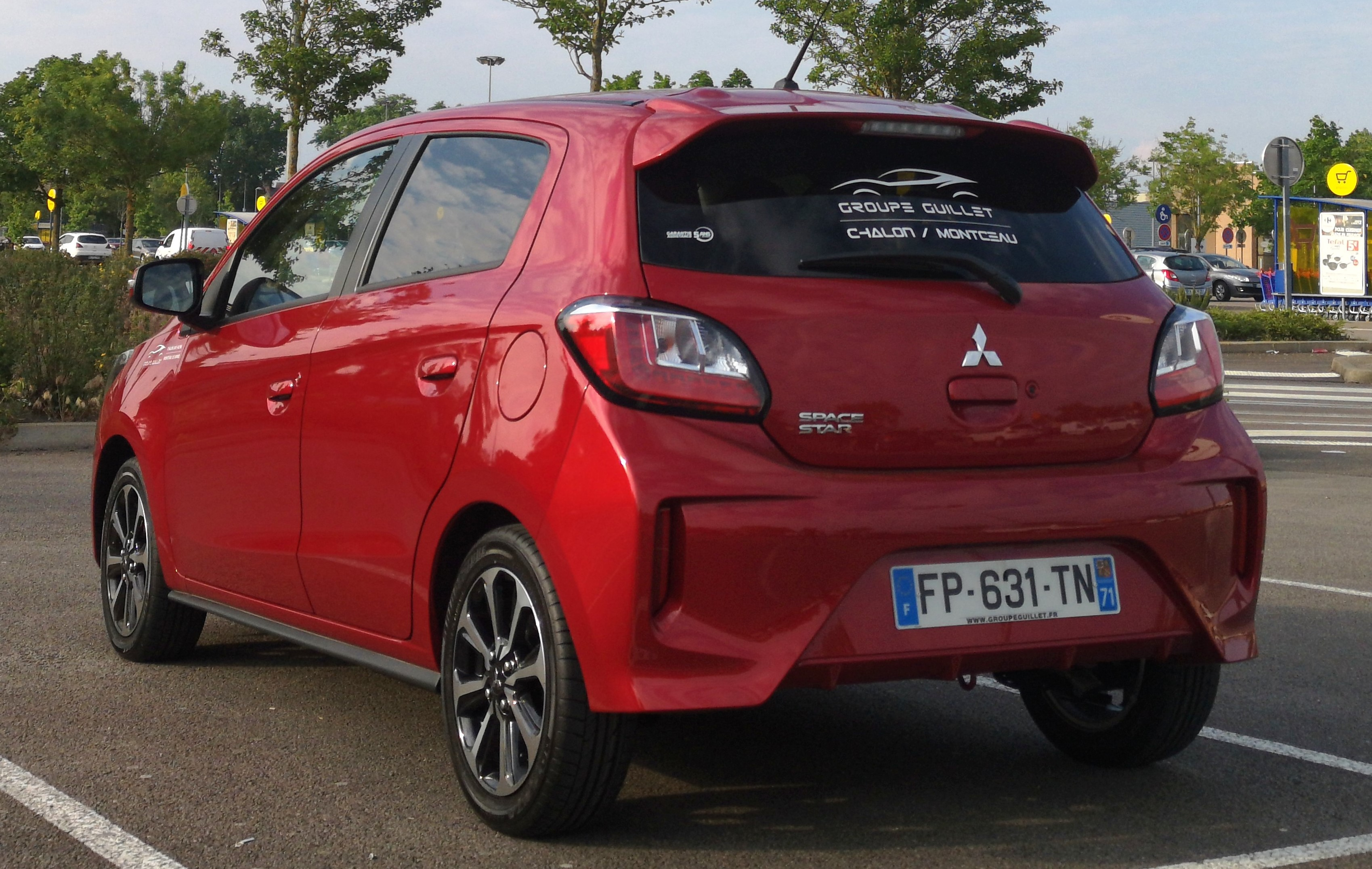
ميتسوبيشي ميراج هاتشباك (أوروبا؛ ثاني عملية تجميل)
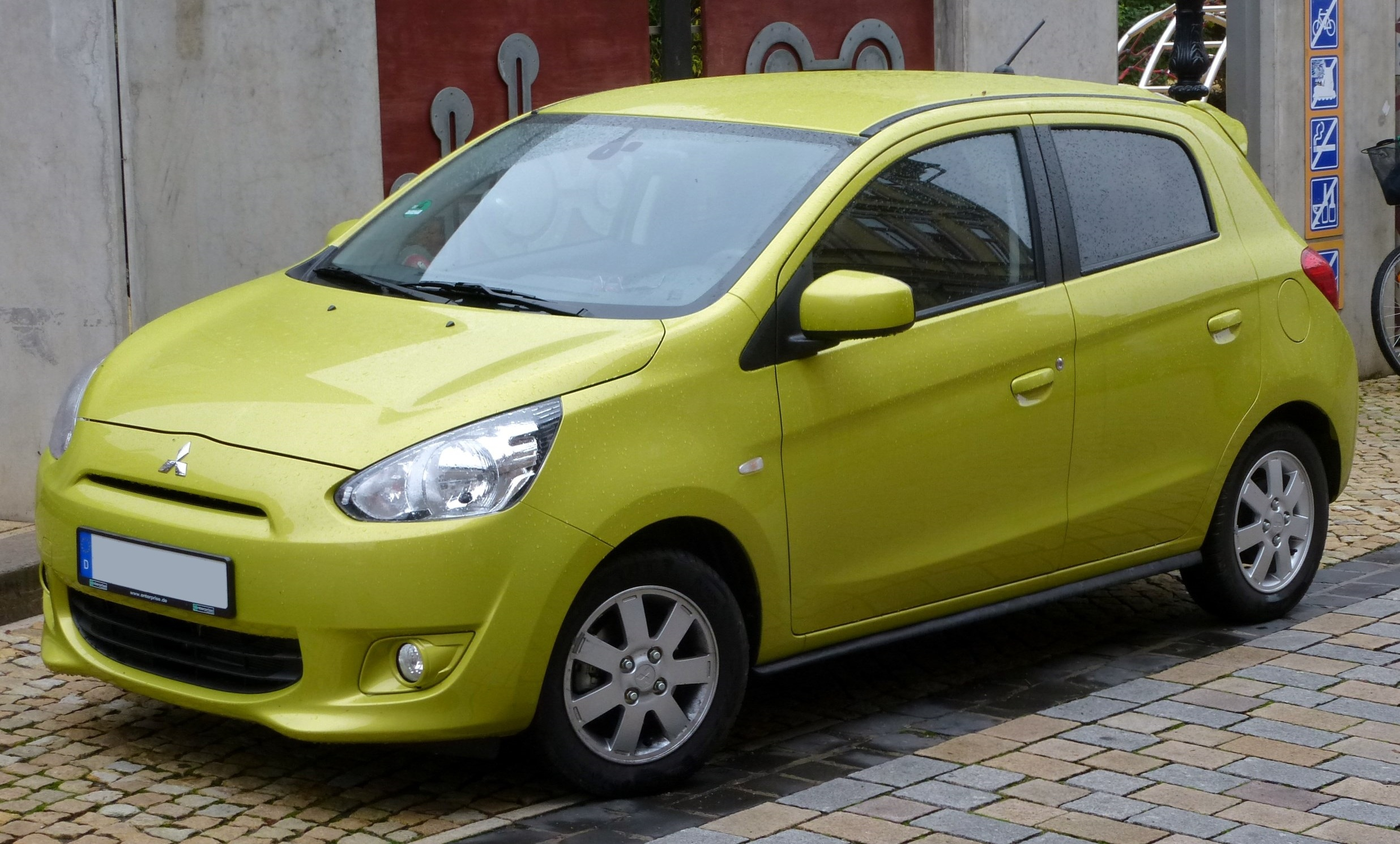
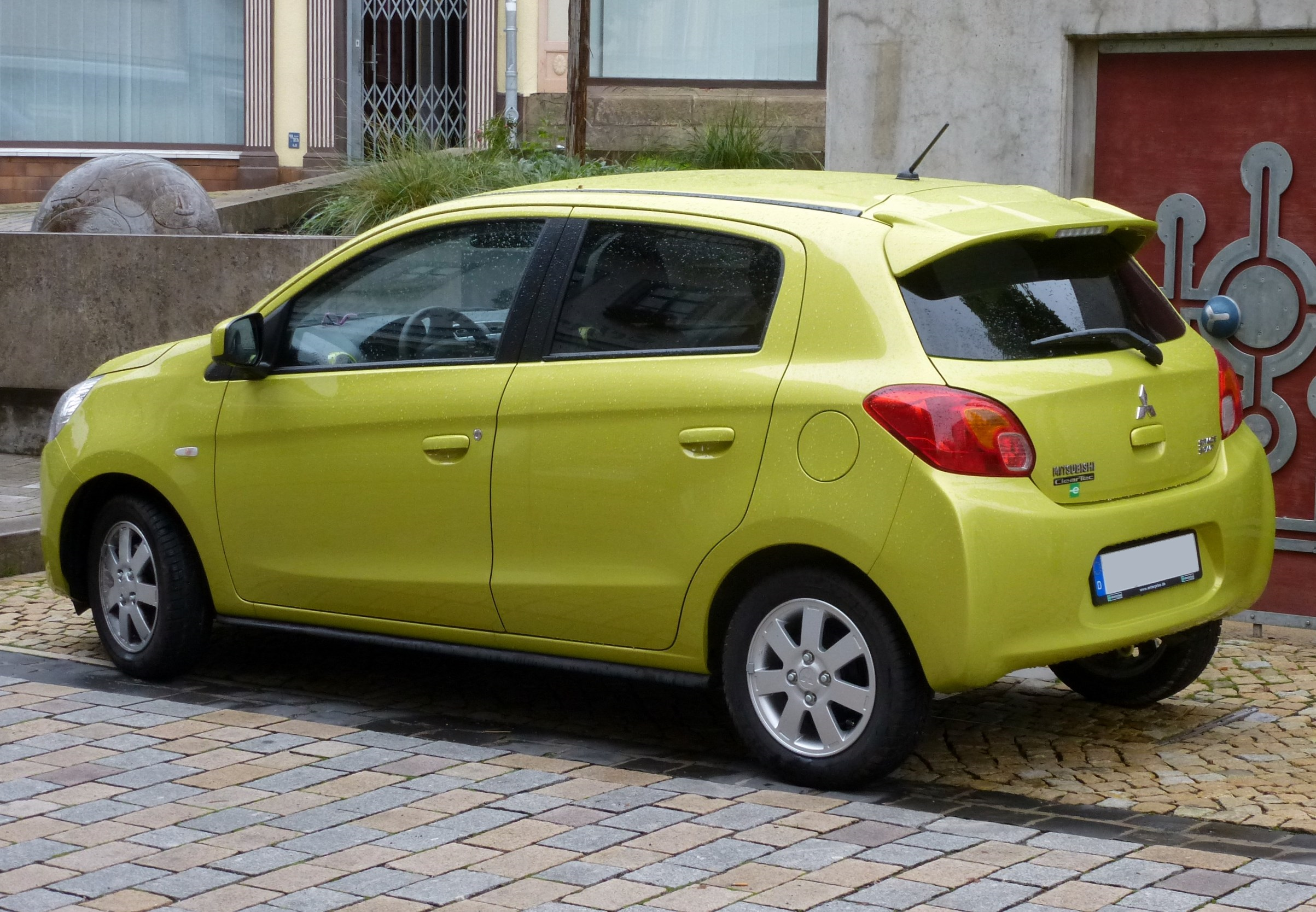
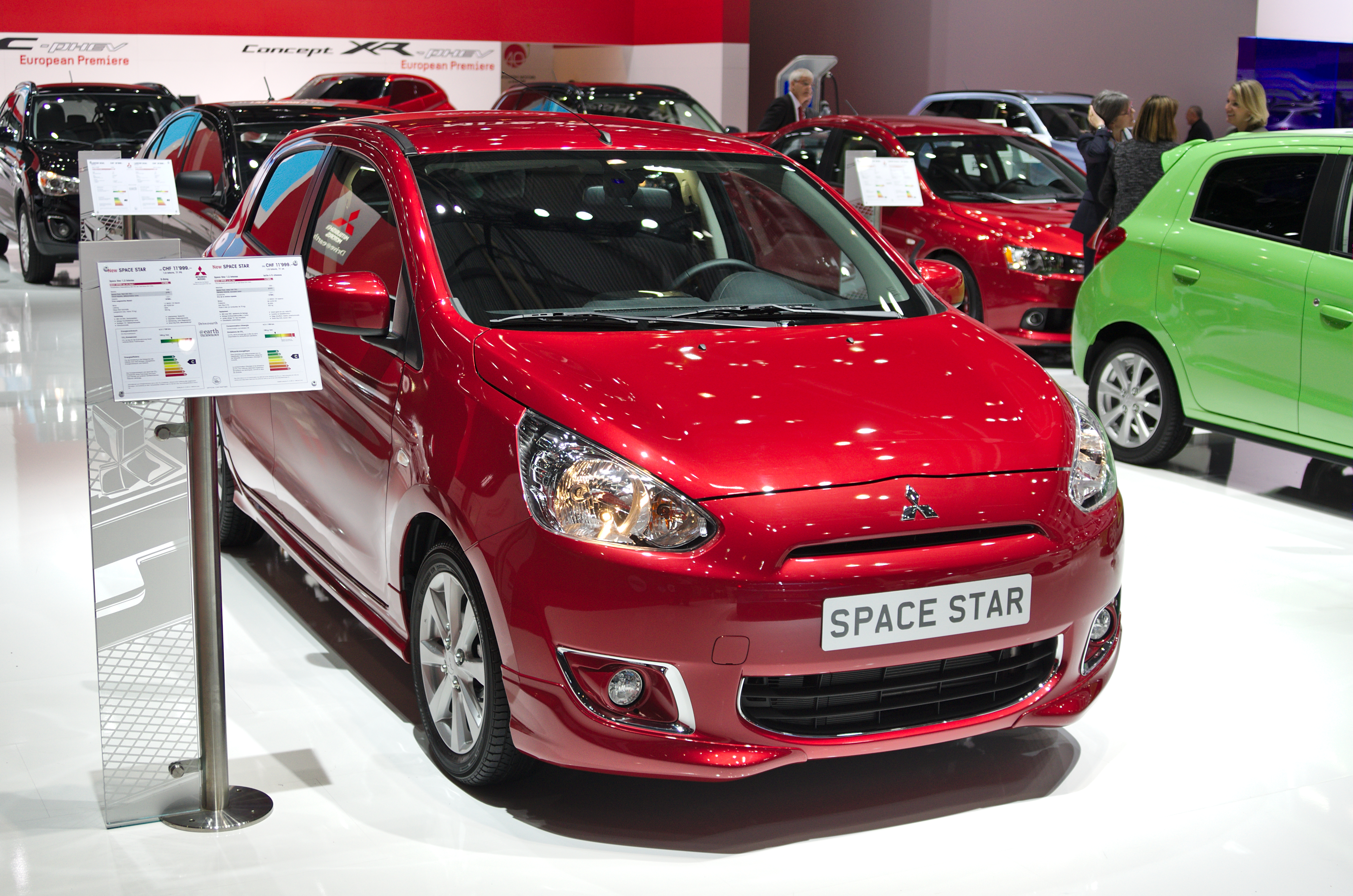
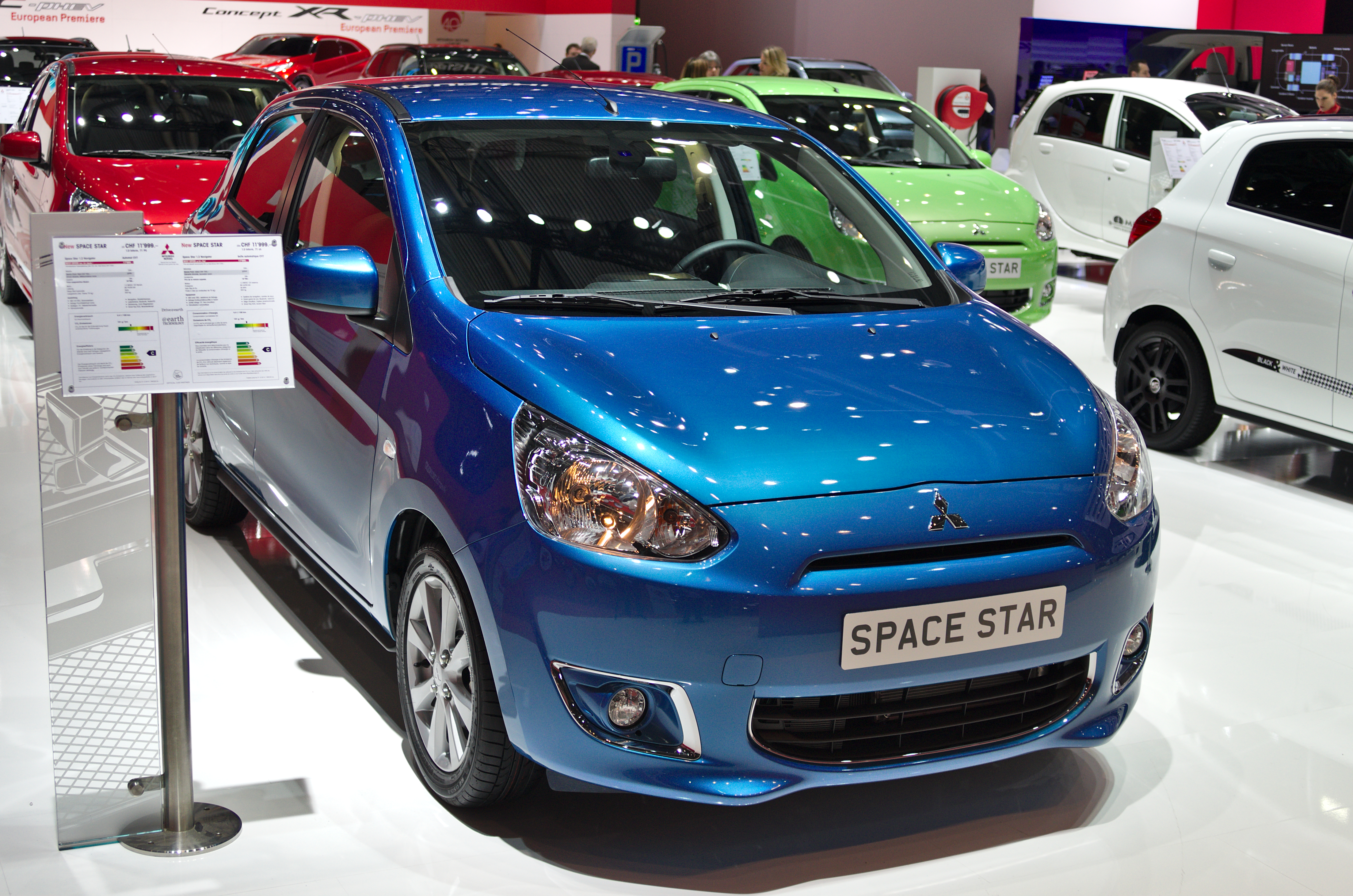

## الإنتاج والمبيعات

### الإنتاج
| السنة   | تايلند  | تايلند  | الفلبين | الفلبين    | المجموع |
| السنة   | ميراج   | أتراج   | ميراج   | ميراج جي 4 | المجموع |
| ------- | ------- | ------- | ------- | ---------- | ------- |
| 2011    | 20      | -       | -       | -          | 20      |
| 2012    | 122,633 | -       | -       | -          | 122,633 |
| 2013    | 97,938  | 47,006  | -       | -          | 144,944 |
| 2014    | 100,240 | 29,850  | -       | -          | 130,090 |
| 2015    | 83,857  | 53,733  | -       | -          | 137,590 |
| 2016    | 86,189  | 65,329  | -       | 1,388      | 152,906 |
| 2017    | 71,927  | 64,033  | 4,633   | 10,475     | 151,068 |
| 2018    | 77,577  | 60,879  | 3,885   | 14,072     | 156,413 |
| المجموع | 640,381 | 320,830 | 8,518   | 25,935     | 995,664 |
| المجموع | 961,211 | 961,211 | 34,453  | 34,453     | 995,664 |

### المبيعات
| السنة | ميراج (سيدان وهاتشباك) | ميراج (سيدان وهاتشباك) | ميراج هاتشباك - سبيس ستار | ميراج هاتشباك - سبيس ستار | ميراج هاتشباك - سبيس ستار | ميراج هاتشباك - سبيس ستار | ميراج جي 4 أتراج | ميراج جي 4 أتراج | ميراج جي 4 أتراج | ميراج جي 4 أتراج | دودح أتيتود سيدان |
| السنة | الولايات المتحدة       | كندا                   | ماكسيكو                   | أوروبا                    | تايلند                    | الفلبين                   | الفلبين          | أوروبا           | تايلند           | المكسيك          | المكسيك           |
| ----- | ---------------------- | ---------------------- | ------------------------- | ------------------------- | ------------------------- | ------------------------- | ---------------- | ---------------- | ---------------- | ---------------- | ----------------- |
| 2012  |                        |                        |                           | 34                        |                           |                           |                  |                  |                  |                  |                   |
| 2013  | 2.935                  | 614                    |                           | 13,978                    |                           |                           |                  |                  |                  |                  |                   |
| 2014  | 16,708                 | 4,048                  |                           | 22,008                    | 10,990                    |                           |                  | 20               | 11,722           |                  |                   |
| 2015  | 21,515                 | 3,361                  | 3,552                     | 29,547                    | 4,290                     | 5,106                     | 8,192            | 352              | 11,020           |                  | 13,778            |
| 2016  | 22,226                 | 3,112                  | 4,701                     | 27,386                    | 7,070                     | 7,346                     | 11,888           | 168              | 9,005            |                  | 20,356            |
| 2017  | 22,386                 | 2,502                  | 8,037                     | 30,016                    | 9,585                     | 20,032                    | 20,032           | 114              | 13,247           |                  | 19,433            |
| 2018  | 22,568                 | 1,570                  | 5,678                     | 36,105                    | 15,714                    | 14,763                    | 14,763           | 62               | 10,371           |                  | 14,892            |
| 2019  | 26,966                 | 2,156                  | 4,081                     | 38,002                    | 3,015                     | 19,769                    | 19,769           | 88               | 4,316            | 2,754            | 11,664            |

## صور

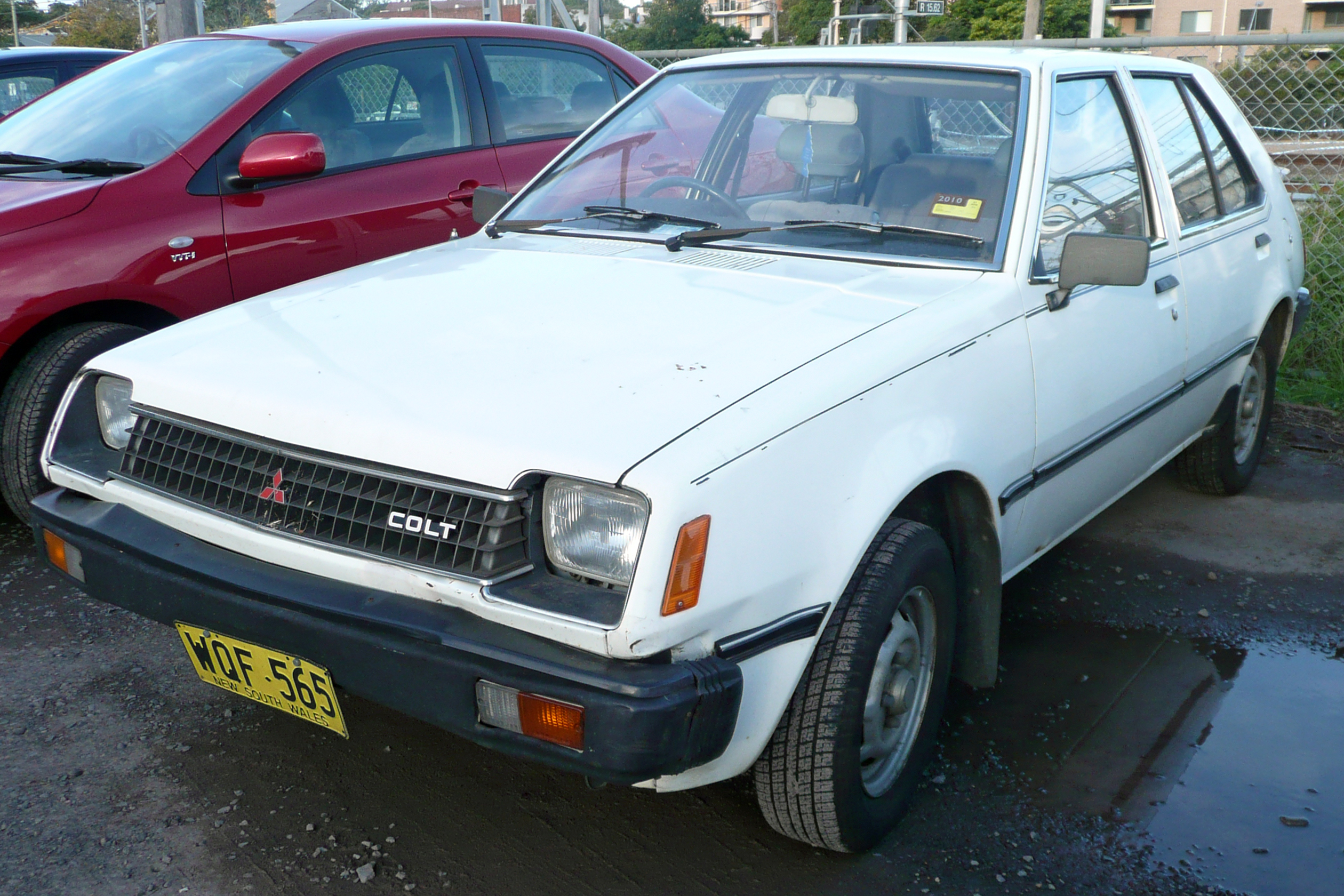
الإصدار الأول لسيارة ميراج
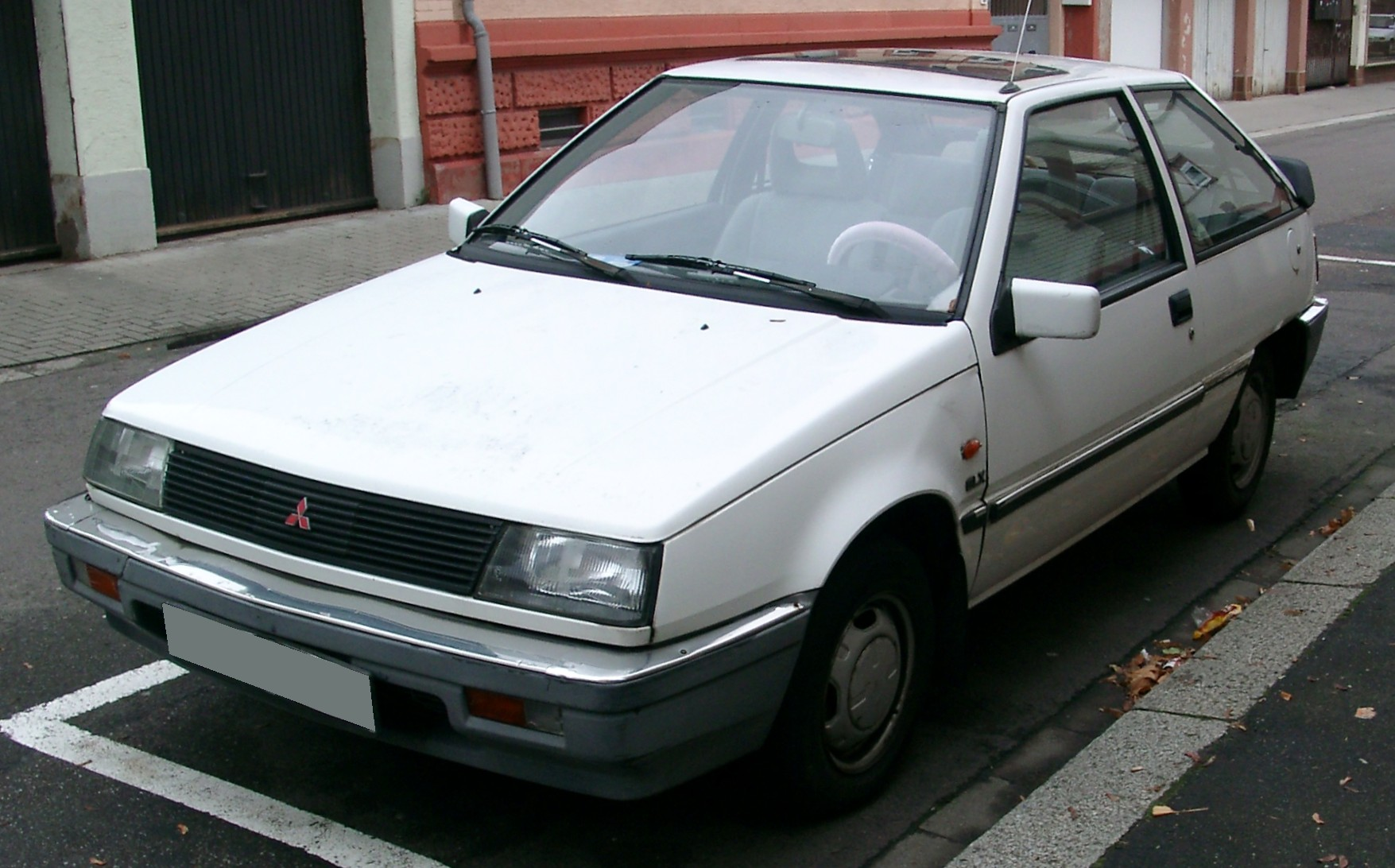
الإصدار الثاني
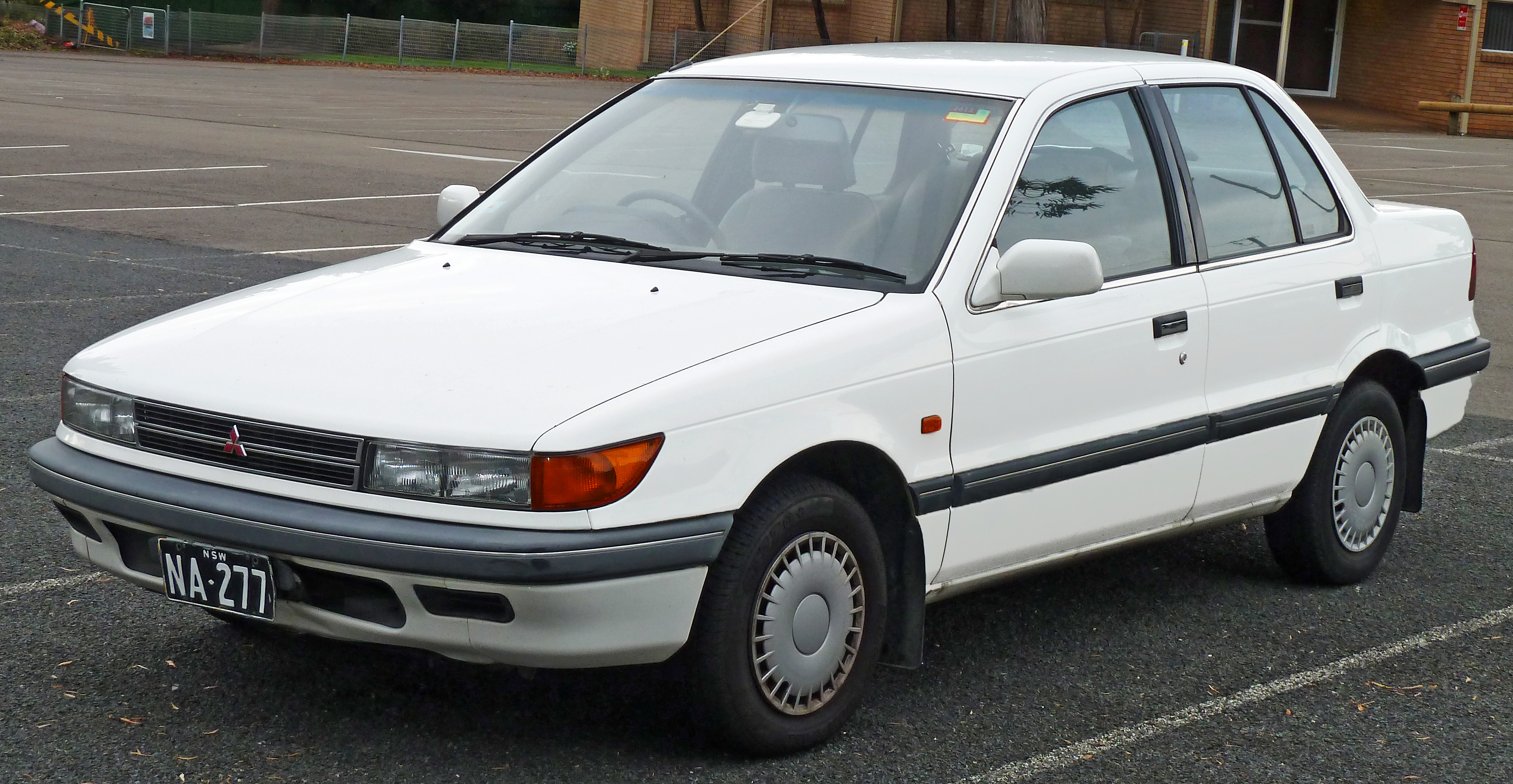
الإصدار الثالث وهي منتشرة في العالم الثالث
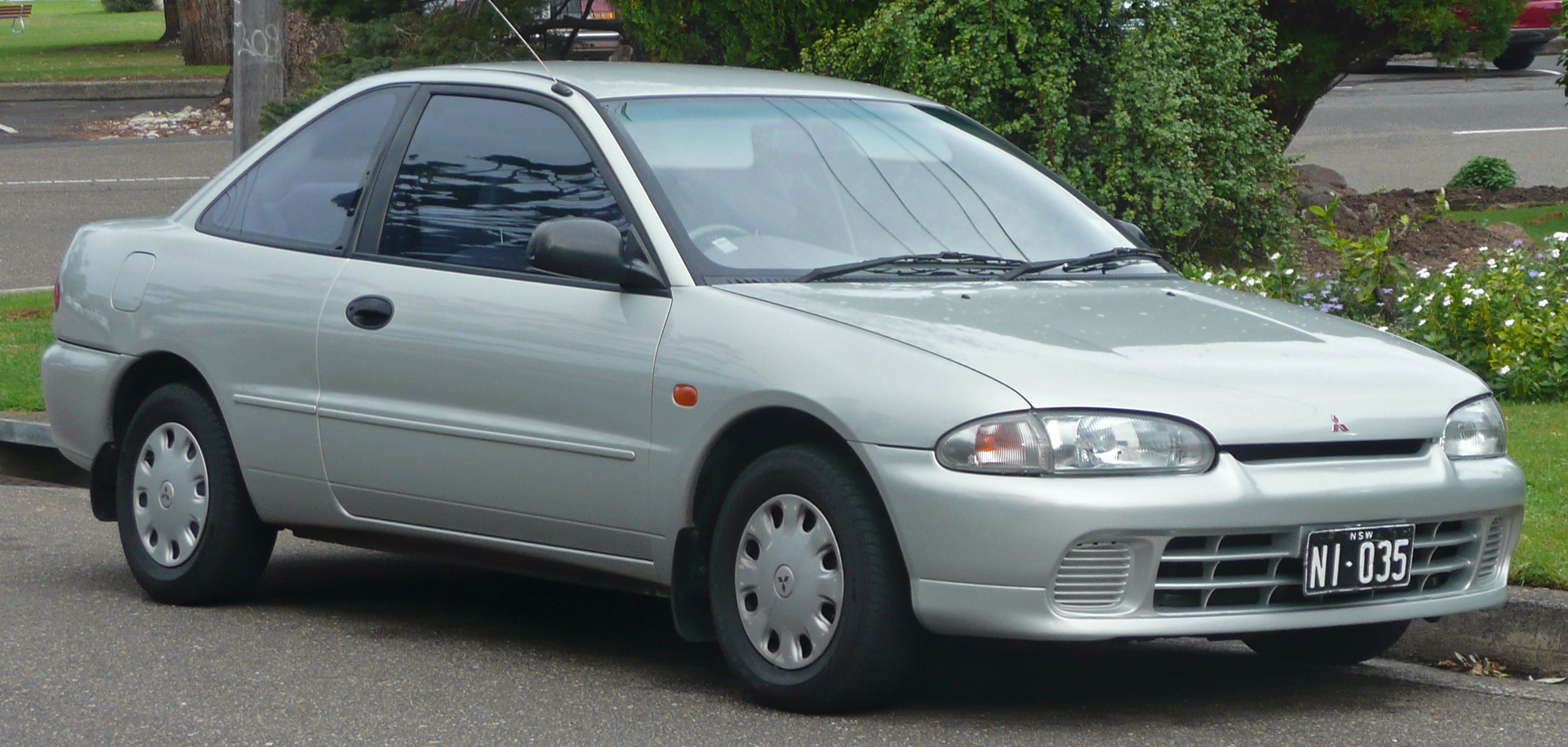
الإصدار الرابع
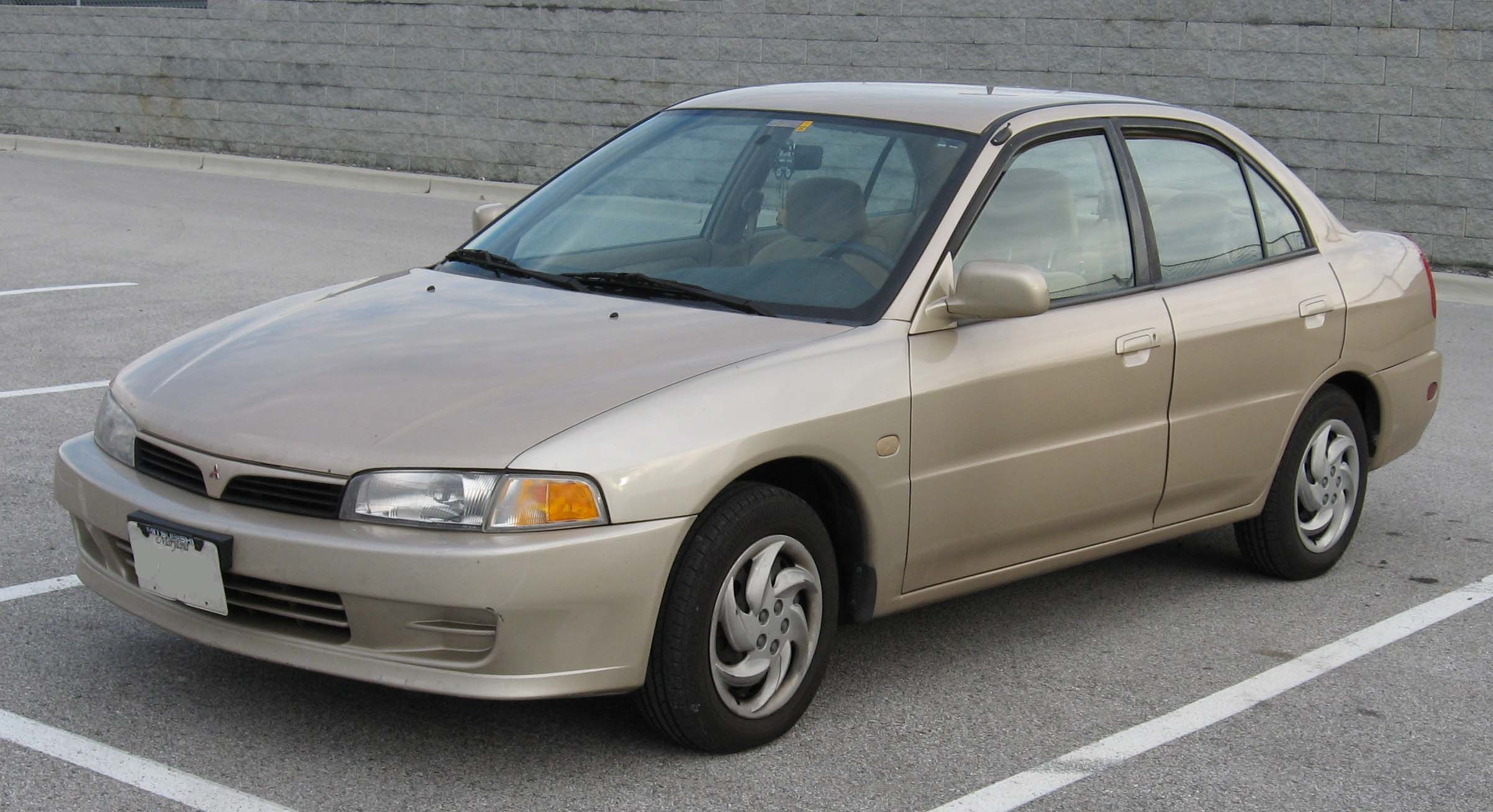
الإصدار الخامس
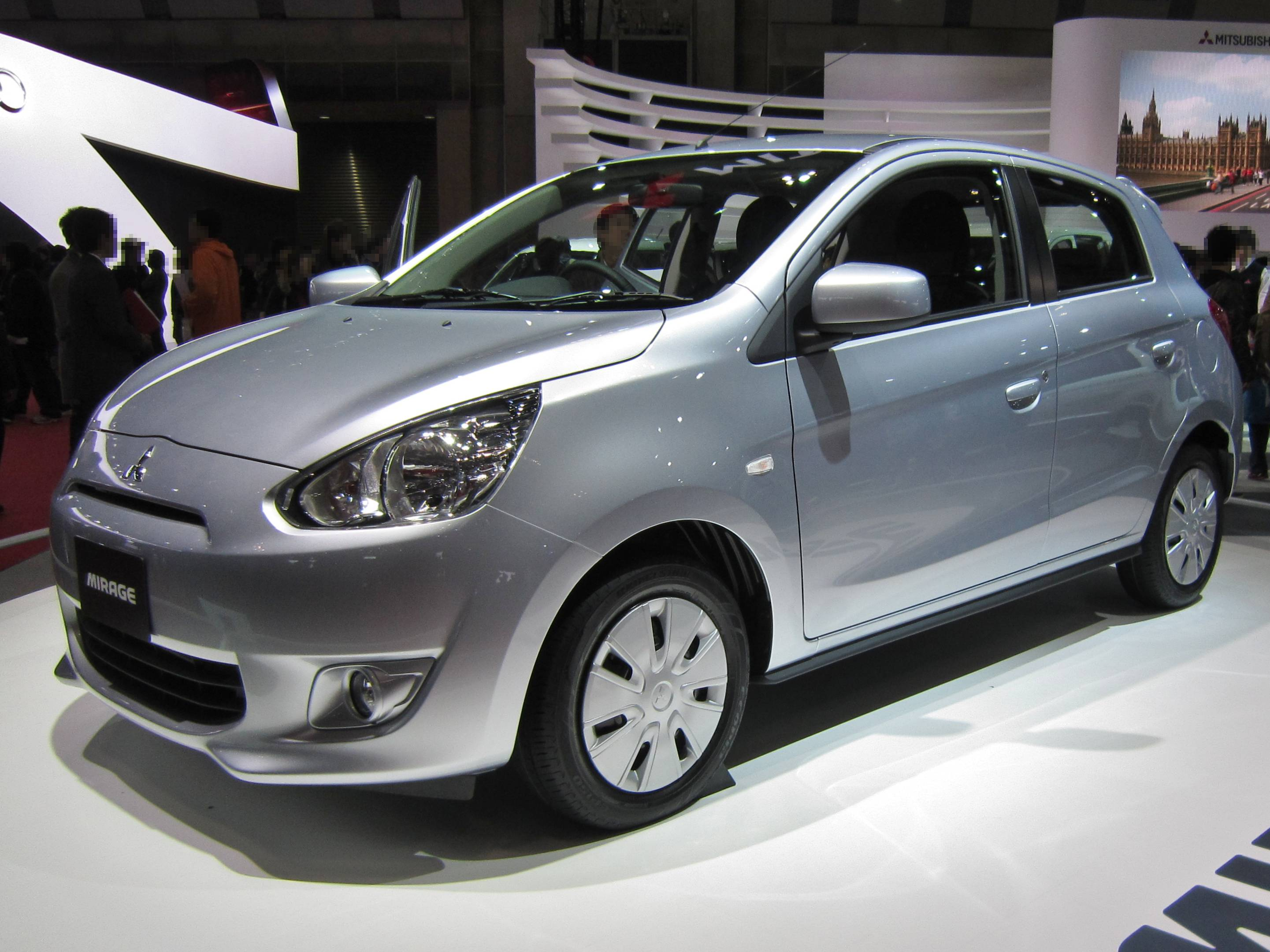
الإصدار الأحدث في معرض طوكيو للسيارات عام 2011م.

## ذات صلة
صفحات ميتسوبيشي: ميراج، أتراج

## روابط خارجية
موقع ميتسوبيشي ميراج الولايات المتحدة
موقع ميتسوبيشي ميراج جي 4 في الولايات المتحدة

## مصدر
1. ↑  自動車ガイドブック [Japanese Motor Vehicles Guide Book 1979/1980] (باليابانية). Japan: Japan Automobile Manufacturers Association. 26: 154–156. 1 Nov 1979. 053-790026-3400. {{استشهاد بدورية محكمة}}: الوسيط |title= غير موجود أو فارغ (help)
2. ↑  "Japanese Motor Vehicles Guide Book 1979-1980". Japanese Motor Vehicles Guide Book. ج. 26.
3. 1 2  Hearst (1978-06). Popular Mechanics (بالإنجليزية). Hearst Magazines. Archived from the original on 2021-02-28. {{استشهاد بكتاب}}: تحقق من التاريخ في: |تاريخ= (help)
4. 1 2 3 4  www.uniquecarsandparts.com.au https://web.archive.org/web/20200301153349/https://www.uniquecarsandparts.com.au/car_info_mitsubishi_colt_1400.htm. مؤرشف من الأصل في 2020-03-01. اطلع عليه بتاريخ 2021-02-28. {{استشهاد ويب}}: الوسيط |title= غير موجود أو فارغ (مساعدة)
5. ↑  Hearst (1981-10). Popular Mechanics (بالإنجليزية). Hearst Magazines. Archived from the original on 2021-02-28. {{استشهاد بكتاب}}: تحقق من التاريخ في: |تاريخ= (help)
6. ↑  "WEEKEND MOTORING". Canberra Times (ACT : 1926 - 1995). 26 أغس 1988. ص. 5. مؤرشف من الأصل في 28 فبراير 2021. اطلع عليه بتاريخ 2021-02-28. {{استشهاد بخبر}}: تحقق من التاريخ في: |تاريخ= (مساعدة)
7. ↑  "Mitsubishi New Lancer FF / Fiore Saloon". Mobil Motor Lama (بالإنجليزية). Archived from the original on 2021-01-17. Retrieved 2021-02-28.
8. ↑  "استمر بيع الرافعة في أستراليا جنباً إلى جنب مع الجيل الرابع (CC) من لانسر المشتقة من ميراج من عام 1992 حتى عام 1996. ومن المربك أن الارتداد المرتجع تم أيضاً تعيين نموذج CC هذا". مؤرشف من الأصل في 2016-03-12.
9. ↑  "WebCite query result". www.webcitation.org. مؤرشف من الأصل في 2021-02-28. اطلع عليه بتاريخ 2021-02-28. {{استشهاد ويب}}: الاستشهاد يستخدم عنوان عام (مساعدة)
10. ↑  "WebCite query result". www.webcitation.org. مؤرشف من الأصل في 2021-02-28. اطلع عليه بتاريخ 2021-02-28. {{استشهاد ويب}}: الاستشهاد يستخدم عنوان عام (مساعدة)
11. 1 2 3  "Mitsubishi Lancer CC 1996 NRMA Car Review - NRMA Motoring & Services". web.archive.org. 18 مارس 2009. مؤرشف من الأصل في 2009-03-18. اطلع عليه بتاريخ 2021-02-28.{{استشهاد ويب}}:  صيانة الاستشهاد: BOT: original URL status unknown (link)
12. ↑  "How Does a VPN work?". Cite 4 Me (بالإنجليزية). Archived from the original on 2020-09-29. Retrieved 2021-02-28.
13. ↑  "【菱帅 2004款 1.6L 手动Glxi参数配置表】价格单_东南_汽车之家". car.autohome.com.cn. مؤرشف من الأصل في 2020-06-11. اطلع عليه بتاريخ 2021-02-28.
14. ↑  "【菱帅 2005款 1.6L 手动基本型GLXi参数配置表】价格单_东南_汽车之家". car.autohome.com.cn. مؤرشف من الأصل في 2020-06-11. اطلع عليه بتاريخ 2021-02-28.
15. ↑  "Account Suspended". chinaautoweb.com. مؤرشف من الأصل في 2021-02-25. اطلع عليه بتاريخ 2021-02-28.
16. ↑  Sales, ModelSoueast Car SalesSoueast Model (22 Apr 2015). "Soueast V3 Lingyue China auto sales figures". carsalesbase.com (بالإنجليزية الأمريكية). Archived from the original on 2020-08-12. Retrieved 2021-02-28.
17. ↑  "【V3菱悦 2010款 改款 1.5L 手动舒适版参数配置表】价格单_东南_汽车之家". car.autohome.com.cn. مؤرشف من الأصل في 2015-07-01. اطلع عليه بتاريخ 2021-02-28.
18. ↑  "东南_V3菱悦 2010款 改款 1.5L 手动舒适版图片_汽车之家". car.autohome.com.cn. مؤرشف من الأصل في 2011-12-22. اطلع عليه بتاريخ 2021-02-28.
19. ↑  "【V3菱悦无级】东南汽车_V3菱悦无级价格_V3菱悦无级报价_图片_汽车之家". car.autohome.com.cn. مؤرشف من الأصل في 2020-06-11. اطلع عليه بتاريخ 2021-02-28.
20. 1 2  "These companies will help Mitsubishi PH build the Mirage locally". https://www.topgear.com.ph (بالإنجليزية). Archived from the original on 2018-09-09. Retrieved 2021-02-28. {{استشهاد ويب}}: روابط خارجية في |موقع= (help)
21. 1 2  "Mitsubishi\'s new global compact sedan is called Attrage". https://www.topgear.com.ph (بالإنجليزية). Archived from the original on 2018-11-16. Retrieved 2021-02-28. {{استشهاد ويب}}: روابط خارجية في |موقع= (help)
22. ↑  Automobile body (بالإنجليزية), Archived from the original on 2021-02-28, Retrieved 2021-02-28
23. ↑  Novità (10 Jan 2013). "Mitsubishi Mirage - In Europa si chiamerà Space Star". Quattroruote.it (بالإيطالية). Archived from the original on 2020-08-03. Retrieved 2021-02-28.
24. ↑  "三菱自、タイでエコカー生産開始 | newsclip (ニュース、経済、企業のニュース)". newsclip (باليابانية). Archived from the original on 2020-09-22. Retrieved 2021-02-28.
25. ↑  Tutu, Andrei (20 Apr 2012). "Mitsubishi Begins Production of the Mirage in Thailand". autoevolution (بالإنجليزية). Archived from the original on 2018-02-24. Retrieved 2021-02-28.
26. ↑  "Press Release | News･Events | MITSUBISHI MOTORS". www.mitsubishi-motors.com. مؤرشف من الأصل في 2020-02-17. اطلع عليه بتاريخ 2021-02-28.
27. ↑  "Press Release | News･Events | MITSUBISHI MOTORS". www.mitsubishi-motors.com. مؤرشف من الأصل في 2020-06-22. اطلع عليه بتاريخ 2021-02-28.
28. ↑   https://web.archive.org/web/20200918194948/https://www.mitsubishi-motors.com/en/corporate/social/pdf/2012e_all.pdf. مؤرشف من الأصل (PDF) في 2020-09-18. {{استشهاد ويب}}: الوسيط |title= غير موجود أو فارغ (مساعدة)
29. 1 2  AOL. "AOL.co.uk | Breaking News, Sport, Features and Video". AOL.com (بالإنجليزية البريطانية). Archived from the original on 2021-02-23. Retrieved 2021-02-28.
30. ↑  "12 lightest cars in the US, 2014 (vs. Mitsubishi Mirage 1973 lbs curb weight) - MirageForum.com". mirageforum.com. مؤرشف من الأصل في 2020-11-24. اطلع عليه بتاريخ 2021-02-28.
31. ↑  "Aerodynamics of the new Mirage (0.27-0.31 drag coefficient varies with options) - MirageForum.com". mirageforum.com. مؤرشف من الأصل في 2020-10-28. اطلع عليه بتاريخ 2021-02-28.
32. ↑  "aseancap » Mitsubishi Mirage". web.archive.org. 6 مارس 2014. مؤرشف من الأصل في 2014-03-06. اطلع عليه بتاريخ 2021-02-28.{{استشهاد ويب}}:  صيانة الاستشهاد: BOT: original URL status unknown (link)
33. ↑  "Mitsubishi rolls out new Mirage alongside Concept PX-MiEV II for Tokyo" (بالإنجليزية). Archived from the original on 2020-11-27. Retrieved 2021-02-28.
34. ↑  "Mitsubishi Mirage Gets Kei-Car Rivaling 27.2 km / L Fuel Economy" (باليابانية). Archived from the original on 2016-04-17. Retrieved 2021-02-28.
35. ↑  "Mitsubishi Mirage Gets Kei-Car Rivaling 27.2 km / L Fuel Economy". Japanese Car Auctions - Integrity Exports (باليابانية). 18 May 2012. Archived from the original on 2020-11-11. Retrieved 2021-02-28.
36. ↑  "Mitsubishi Mirage debuts in Bangkok - five variants in all - paultan.org". Paul Tan's Automotive News (بالإنجليزية الأمريكية). 29 Mar 2012. Archived from the original on 2020-06-12. Retrieved 2021-02-28.
37. ↑  "Press Release | News･Events | MITSUBISHI MOTORS". www.mitsubishi-motors.com. مؤرشف من الأصل في 2018-12-03. اطلع عليه بتاريخ 2021-02-28.
38. ↑  Gasnier, Matt (16 Jan 2014). "Philippines Full Year 2013: Toyota & Mitsubishi top record market". Best Selling Cars Blog (بالإنجليزية الأمريكية). Archived from the original on 2020-05-30. Retrieved 2021-02-28.
39. ↑  OTO. "Mitsubishi Mirage 2016 Launched at Prices Starting From PhP 553,000". Oto (بالإنجليزية). Archived from the original on 2021-02-28. Retrieved 2021-02-28.
40. ↑  "Mitsubishi Mirage bows in Montreal without a name, Canadian sales promised". Autoblog (بالإنجليزية). Archived from the original on 2020-12-24. Retrieved 2021-02-28.
41. ↑  Facebook; Twitter; options, Show more sharing; Facebook; Twitter; LinkedIn; Email; URLCopied!, Copy Link; Print (28 Mar 2013). "2013 New York Auto Show: Mitsubishi unveils 2014 Mirage subcompact". Los Angeles Times (بالإنجليزية الأمريكية). Archived from the original on 2016-04-14. Retrieved 2021-02-28. {{استشهاد ويب}}: |الأخير= باسم عام (help)
42. ↑  "Mitsubishi updates ASX, Mirage at LA Auto Show". https://www.topgear.com.ph (بالإنجليزية). Archived from the original on 2018-08-20. Retrieved 2021-02-28. {{استشهاد ويب}}: روابط خارجية في |موقع= (help)
43. 1 2  "News Release | Mitsubishi Motors Corporation". MITSUBISHI MOTORS (بالإنجليزية). Archived from the original on 2020-06-12. Retrieved 2021-02-28.
44. ↑  "Mitsubishi launching new, updated models in 2021". Autoblog (بالإنجليزية). Archived from the original on 2021-01-14. Retrieved 2021-02-28.
45. ↑  "Mitsubishi reveals Concept G4 sedan". https://www.topgear.com.ph (بالإنجليزية). Archived from the original on 2019-03-27. Retrieved 2021-02-28. {{استشهاد ويب}}: روابط خارجية في |موقع= (help)
46. ↑  "New Mitsubishi Attrage Sedan Revealed in Depth in Brochure Shots, But Beware; It Ain't Pretty…". Carscoops (بالإنجليزية الأمريكية). 24 May 2013. Archived from the original on 2021-02-28. Retrieved 2021-02-28.
47. ↑  "Attrage won\'t be the name of Mitsubishi Mirage sedan in PH". https://www.topgear.com.ph (بالإنجليزية). Archived from the original on 2020-09-30. Retrieved 2021-02-28. {{استشهاد ويب}}: روابط خارجية في |موقع= (help)
48. ↑  "Want to know how much Mitsubishi PH is selling the Mirage G4?". https://www.topgear.com.ph (بالإنجليزية). Archived from the original on 2020-08-05. Retrieved 2021-02-28. {{استشهاد ويب}}: روابط خارجية في |موقع= (help)
49. ↑  Panait, Mircea (30 Jan 2015). "2015 Dodge Attitude is a Reskinned Mitsubishi Mirage, Sold Only in Mexico – Photo Gallery". autoevolution (بالإنجليزية). Archived from the original on 2019-03-08. Retrieved 2021-02-28.
50. ↑  "2021 Mitsubishi Mirage G4: 4-Door Sedan | Mitsubishi Motors". www.mitsubishicars.com. مؤرشف من الأصل في 2021-02-01. اطلع عليه بتاريخ 2021-02-28.
51. ↑  "The Mitsubishi Mirage G4 Won't Return". The Car Guide (بالإنجليزية). Archived from the original on 2023-02-28. Retrieved 2021-02-28.
52. ↑  García, Gerardo (1 Feb 2019). "Mitsubishi se separa de FCA en México: estos modelos venderá ahora". Motorpasión México (بالإسبانية). Archived from the original on 2020-08-15. Retrieved 2021-02-28.
53. ↑  García, Gerardo (20 Aug 2020). "Mitsubishi Mirage G4 2021: Precios, versiones y equipamiento en México". Motorpasión México (بالإسبانية). Archived from the original on 2020-09-30. Retrieved 2021-02-28.
54. ↑  "Mitsubishi Mirage review". Auto Express (بالإنجليزية). Archived from the original on 2020-11-25. Retrieved 2021-02-28.
55. ↑  "Mitsubishi Mirage 1.2 (2013) review". CAR Magazine (بالإنجليزية). Archived from the original on 2020-09-29. Retrieved 2021-02-28.
56. ↑  "https://www.whatcar.com/mitsubishi/mirage/hatchback/review/buying-owning/". What Car? (بالإنجليزية). Archived from the original on 2020-06-11. Retrieved 2021-02-28. {{استشهاد ويب}}: روابط خارجية في |عنوان= (help)
57. ↑  "Mitsubishi Mirage". Top Gear (بالإنجليزية). 13 Jan 2015. Archived from the original on 2021-02-25. Retrieved 2021-02-28.
58. ↑  "On the road: Mitsubishi Mirage 3 1.2". the Guardian (بالإنجليزية). 29 Jun 2013. Archived from the original on 2020-07-25. Retrieved 2021-02-28.
59. ↑  "10 Worst Cars of 2013 | Worst New Cars - Consumer Reports News". www.consumerreports.org (بالإنجليزية الأمريكية). Archived from the original on 2021-01-29. Retrieved 2021-02-28.
60. ↑  "The worst cars you can buy, right now". Top Gear (بالإنجليزية). 9 Oct 2014. Archived from the original on 2020-11-12. Retrieved 2021-02-28.
61. ↑  "2014 Mitsubishi Mirage: The Jalopnik Review". Jalopnik (بالإنجليزية الأمريكية). Archived from the original on 2020-10-28. Retrieved 2021-02-28.
62. ↑  "This Brutal NYT Mirage Review Is What's Wrong With Cheap Car Reviews". Jalopnik (بالإنجليزية الأمريكية). Archived from the original on 2020-11-29. Retrieved 2021-02-28.
63. ↑  "2015 Mitsubishi Mirage Values & Cars for Sale | Kelley Blue Book". www.kbb.com. مؤرشف من الأصل في 2018-08-08. اطلع عليه بتاريخ 2021-02-28.
64. ↑  Gorzelany, Jim. "The 'Greenest' Cars For 2014". Forbes (بالإنجليزية). Archived from the original on 2020-11-12. Retrieved 2021-02-28.
65. ↑  "Mitsubishi Mirage is 2012-2013 Car of the Year-Philippines". https://www.topgear.com.ph (بالإنجليزية). Archived from the original on 2020-10-25. Retrieved 2021-02-28. {{استشهاد ويب}}: روابط خارجية في |موقع= (help)
66. ↑  "Review: Mitsubishi Mirage GLS MT". https://www.topgear.com.ph (بالإنجليزية). Archived from the original on 2020-12-05. Retrieved 2021-02-28. {{استشهاد ويب}}: روابط خارجية في |موقع= (help)
67. ↑  Space Star Intense test.htm "Biltest: Mitsubishi Space Star 1,2 MIVEC Intense - prøvekørsel - bilanmeldelse - test - anmeldelse". motorsiden.dk. مؤرشف من الأصل في 2018-08-08. اطلع عليه بتاريخ 2021-02-28. {{استشهاد ويب}}: تحقق من قيمة |مسار أرشيف= (مساعدة)
68. ↑  "De Danske Bilimportører - Statistik". web.archive.org. 8 مايو 2013. مؤرشف من الأصل في 2013-05-08. اطلع عليه بتاريخ 2021-02-28.{{استشهاد ويب}}:  صيانة الاستشهاد: BOT: original URL status unknown (link)
69. ↑  "Hispanic Motor Press Awards". www.hispanicmotorpressawards.com. مؤرشف من الأصل في 2020-01-15. اطلع عليه بتاريخ 2021-02-28.
70. ↑  "2016 Mitsubishi Mirage - Video Road Report | Company Vehicle | The magazine for managing company fleets". companyvehicle.co.nz (بالإنجليزية). Archived from the original on 2021-02-26. Retrieved 2021-02-28.
71. ↑  Group, Automotive Science. "2017 MITSUBISHI MIRAGE". Automotive Science Group (بالإنجليزية). Archived from the original on 2018-09-18. Retrieved 2021-02-28.
72. ↑  "5 Reasons Why the 2018 Mitsubishi Mirage GT is a Great Winter Commuter Car". Torque News (بالإنجليزية). Archived from the original on 2020-09-22. Retrieved 2021-02-28.
73. ↑  "Are We Imagining Things, or Is the Mitsubishi Mirage GT Fun to Drive? | News from Cars.com". Cars.com (بالإنجليزية). Archived from the original on 2020-06-11. Retrieved 2021-02-28.
74. ↑  "The Case For The Mitsubishi Mirage". Jalopnik (بالإنجليزية الأمريكية). Archived from the original on 2021-01-27. Retrieved 2021-02-28.
75. 1 2 3  "Mitsubishi Mirage Sales Figures". GCBC. مؤرشف من الأصل في 2021-01-26.
76. 1 2  "Thailand cars sales report 2014". HeadlightMag.com. Thailand. مؤرشف من الأصل في 2018-10-24. اطلع عليه بتاريخ 2018-10-24.
77. 1 2 3 4 5 6  Sales, ModelMitsubishi Car SalesMitsubishi Model (15 May 2015). "Mitsubishi Attrage European sales figures". carsalesbase.com (بالإنجليزية الأمريكية). Archived from the original on 2021-01-07. Retrieved 2021-01-06.
78. 1 2  "Thailand cars sales report 2015". HeadlightMag.com. Thailand. مؤرشف من الأصل في 2018-10-24. اطلع عليه بتاريخ 2018-10-24.
79. ↑  Díaz، Salvador Sánchez (15 يناير 2016). "Los 20 autos más vendidos en México en el año 2015". Motorpasión México. مؤرشف من الأصل في 2020-10-29.
80. ↑  "FCA México (FCA México Reporta)". مؤرشف من الأصل في 2019-05-23.
81. 1 2 3 4  "Mitsubishi Space Star European sales figures". carsalesbase.com (بالإنجليزية الأمريكية). Archived from the original on 2020-07-06. Retrieved 2019-11-19.
82. 1 2  "Thailand cars sales report 2016". HeadlightMag.com. Thailand. مؤرشف من الأصل في 2018-10-24. اطلع عليه بتاريخ 2018-10-24.
83. ↑  García، Gerardo (12 يناير 2017). "Los 22 autos más vendidos en México durante 2016, un año récord para la industria". Motorpasión México. مؤرشف من الأصل في 2020-12-04.
84. ↑  "Los 100 coches mas vendidos en México en 2016". 14 سبتمبر 2016. مؤرشف من الأصل في 2020-08-08.
85. ↑  "FCA México (FCA-México Reporta un Crecimiento en ventas del 11% en Julio 2017)". مؤرشف من الأصل في 2022-09-27.[وصلة مكسورة]
86. ↑  "Thailand cars sales report 2017". HeadlightMag.com. Thailand. مؤرشف من الأصل في 2018-10-24. اطلع عليه بتاريخ 2018-10-24.
87. ↑  García، Enrique. "Así fueron las ventas de vehículos nuevos en Tailandia durante noviembre: Es uno de los mercados más importantes de Asia". مؤرشف من الأصل في 2021-02-28.
88. ↑  "FCA Mexico (FCA-México-reporta-ventas-de-8,488-unidades)". مؤرشف من الأصل في 2020-03-30.
89. ↑  Good Car Bad Car (mitsubishi-mirage-sales-figures-usa-canada) نسخة محفوظة 2019-10-06 على موقع واي باك مشين.
90. ↑  García، Enrique (22 نوفمبر 2018). "Estos fueron los 85 modelos más vendidos en México hasta octubre". مؤرشف من الأصل في 2019-04-02.
91. ↑  "Sales Report". HeadLight Magazine (بالتايلندية). 9 May 2019. Archived from the original on 2021-01-13. Retrieved 2019-11-19.
92. ↑  García، Enrique (7 ديسمبر 2018). "Así cerraron las ventas de automóviles nuevos en México el mes de noviembre". مؤرشف من الأصل في 2019-05-23.
93. ↑  "Ventas octubre 2019, México: Continúan las cifras negativas". 13 نوفمبر 2019. مؤرشف من الأصل في 2020-06-11.
94. ↑  "The models responsible for Mitsubishi PH's 64,065 sold units in 2019". Visor (بالإنجليزية). 4 Feb 2020. Archived from the original on 2021-01-31. Retrieved 2021-02-08.
95. ↑  "Sales Report เจาะลึกยอดขายรถยนต์ มกราคม - มีนาคม 62 แบ่งตาม Segment". 21 مايو 2019. مؤرشف من الأصل في 2020-02-22.
96. ↑  "Sales Report เจาะลึกยอดขายรถยนต์ เมษายน 62 แบ่งตาม Segment". 24 يونيو 2019. مؤرشف من الأصل في 2020-02-04.
97. ↑  García، Gerardo (10 يناير 2020). "Los 374 autos más vendidos de México: la lista completa porque el top 10 ya te lo sabes". Motorpasión México. مؤرشف من الأصل في 2021-01-12.
98. ↑  "Registro administrativo de la industria automotriz de vehículos ligeros". www.inegi.org.mx. مؤرشف من الأصل في 2021-02-23.

## وصلات خارجية
- Mitsubishi pages: Global English, Japan, Australia,Thailand, Vietnam, U.S.
- Mitsubishi web museum pages: 1978, 1983, 1985 Mirage/Lancer wagon, 1987, 1991, 1995, 1999 Dingo
- Gazoo pages: 1st gen, 2nd gen, 3rd gen, 4th gen, 5th gen